# Mohammad Reza Pahlavi
Cet article concerne Mohammad Reza Chah Pahlavi (1919-1980). Pour son père et son fils, voir Reza Pahlavi.
Pour les articles homonymes, voir Muhammad Shah.
Mohammad Reza Chah Pahlavi (en persan : محمد رضا شاه پهلوی) dit Aryamehr (« Lumière des Aryens ») ou Shahanshah (« roi des rois »), né le 26 octobre 1919 à Téhéran et mort le 27 juillet 1980 au Caire, était le second et dernier monarque de la dynastie Pahlavi de la monarchie iranienne. Dernier chah d'Iran, il règne du 16 septembre 1941 au 11 février 1979 (événement dit « du 22 Bahman 1357 »). Contraint à l'exil le 16 janvier 1979, Mohammad Reza Pahlavi est remplacé par un conseil royal et renversé par la révolution iranienne, mais n'abdique jamais officiellement.
Il succède à son père, Reza Chah, lorsque ce dernier, jugé trop proche de l'Allemagne nazie, est contraint d'abdiquer en septembre 1941 lors de l'invasion anglo-soviétique de l'Iran. Au lendemain de la Seconde Guerre mondiale, le jeune chah est confronté aux tentatives sécessionnistes dans les provinces du nord-est lors de la crise irano-soviétique et aux rébellions tribales dans le sud du pays. Mohammad Reza Pahlavi se rapproche par la suite des États-Unis et entretient des liens très étroits avec la Maison-Blanche, en particulier avec les présidents Dwight Eisenhower et Richard Nixon.
Mohammad Reza Pahlavi assiste à la nationalisation de l'industrie pétrolière iranienne, alors sous contrôle britannique depuis 1913, par son Premier ministre nationaliste Mohammad Mossadegh, à cause du refus de l'Anglo-Persian Oil Company de renégocier les termes du contrat d'exploitation des gisements pétroliers. Cette décision entraîne une crise internationale entre l'Iran et le Royaume-Uni. En réaction à l'influence grandissante de Mossadegh, les services secrets anglo-américains le renversent en 1953 pendant l'opération Ajax, obligeant le chah, qui les a soutenus, à s'exiler en Italie. Cependant, grâce à l'armée dirigée par le général Zahedi, il est rapidement restauré sur le trône.
Évoluant ensuite vers une conception plus nationale, réformiste et autoritaire de la politique intérieure, le chah d'Iran entreprend, par référendum, un vaste programme de transformation sociale et économique, la « révolution blanche », associé à une répression des mouvements d'opposition incarnée par la SAVAK. Elle contribue à élargir le fossé économique, social et culturel entre une partie de la population, fortement occidentalisée, et une autre, sensible au conservatisme religieux prêché par Rouhollah Khomeini. Tout en demeurant un allié de premier plan pour les Américains et les chancelleries occidentales, le chah se rapproche aussi progressivement de l'Union soviétique puis de la Chine, traduisant ainsi un désir d'émancipation à travers plus de neutralisme.
De plus en plus critiqué, le chah fait face à un soulèvement populaire, la révolution iranienne, qui s'accentue au fil des mois et où s'imposent finalement les fondamentalistes chiites inspirés par l'ayatollah Khomeini. En janvier 1979, après avoir perdu progressivement ses soutiens traditionnels et l'appui occidental, Mohammad Reza Pahlavi nomme en dernier recours l'opposant social-démocrate Chapour Bakhtiar au poste de Premier ministre et quitte ensuite l'Iran. Le renversement du gouvernement Bakhtiar et la déclaration de neutralité de l'armée, quelques semaines plus tard, précipitent la chute du régime et contribuent à l'avènement de Khomeini. Contraint à l'exil et atteint d'un cancer, Mohammad Reza Chah Pahlavi meurt en Égypte l'année suivante.

## Biographie

### Jeunesse (1919-1941)

#### Enfance: du fils d'officier au prince héritier (1919-1925)

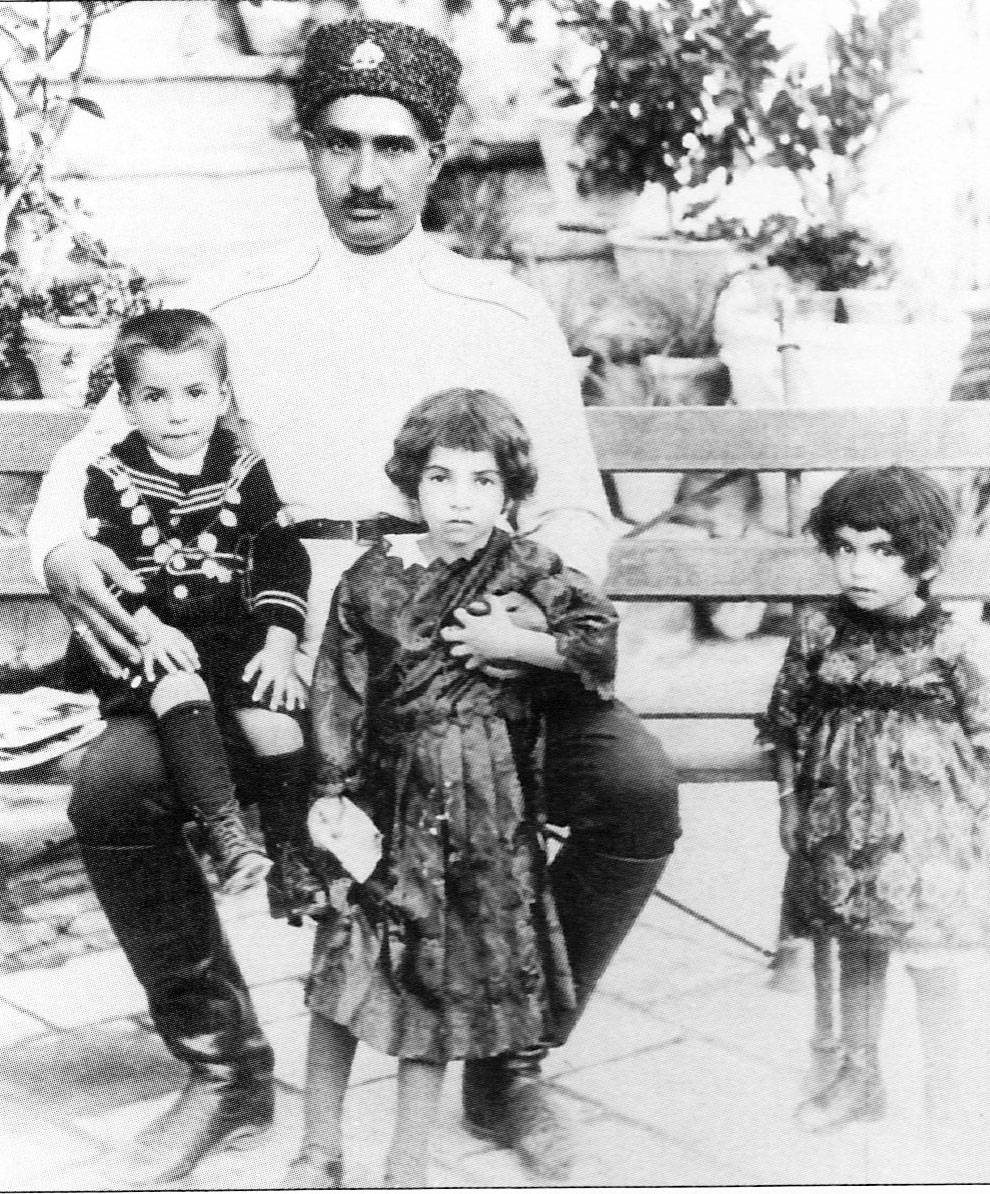
Reza Khan et ses enfants, vers 1923. De gauche à droite : Mohammad Reza, Chams et Ashraf.

Mohammad Reza Pahlavi naît le 26 octobre 1919 à l'hôpital Ahâmadiyeh, dans les quartiers sud de Téhéran, en Iran. Fils aîné de Reza Ier, officier cosaque au seuil d'une irrésistible ascension, il est le second enfant porté par Nimtaj Khanum, future reine-mère Tadj ol-Molouk (1896-1982), et le frère jumeau de la princesse Ashraf Pahlavi. Ses jeunes années sans histoire se confondent avec la fin de règne d'Ahmad Chah. Au bord du gouffre financier et de l'effondrement institutionnel, la Perse des Qadjar se trouve en effet dans un « état de sous-développement abyssal ». C'est dans ce contexte particulier de déclin dynastique et de confusion nationale qu'émerge le père de Mohammad Reza Pahlavi. Devenu, dès 1921, le nouvel homme fort du pays, le général Reza Pahlavi va occuper successivement les postes de chef de l’armée et de gouvernement, avant de ceindre la couronne impériale sous le nom de règne de Reza Ier en 1925. Le jeune Mohammad Reza devient dès lors le nouveau prince héritier.
Le règne de Reza Chah, commencé en 1925, va durer quinze ans : Il introduit de nombreuses grandes réformes, réorganisant l'armée, l'administration gouvernementale et les finances. Il supprime tous les droits spéciaux accordés aux étrangers, gagnant ainsi une indépendance réelle pour l'Iran.
Sous le règne de Reza Chah, les routes et le chemin de fer Trans-iranien sont construits, l'éducation moderne est introduite et l'université de Téhéran est établie et pour la première fois, l'expédition systématique des étudiants iraniens en Europe, afin de mieux former la jeunesse et développer son éducation. L'industrialisation du pays est intensifiée, et ses réalisations sont grandes. Au milieu des années 1930, le style dictatorial de Reza Shah provoque un important mécontentement en Iran. Et, en 1935, la Perse change son nom pour devenir l’Iran. Les mesures anti-tribales et anti-féodales de Reza Chah provoquent d'importants problèmes démographiques urbains, et les réformes vestimentaires dont l'abolition du voile pour les femmes lui valent l'hostilité d'un clergé qui l'avait justement aidé à « ceindre la couronne ».

#### Une famille et une grande fratrie

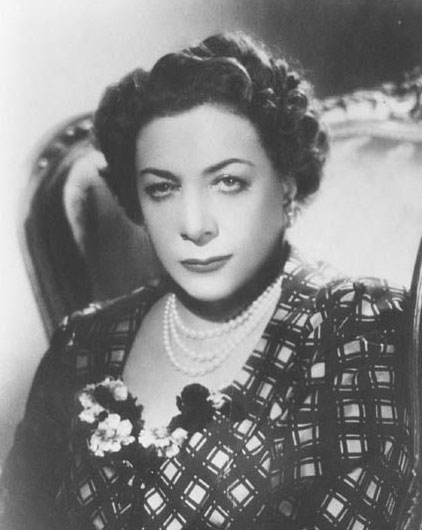
Tadj ol-Molouk, mère du chah.

Troisième enfant d’une fratrie composée de sept garçons et quatre filles, Mohammad Reza Pahlavi est le frère cadet de la princesse Chams (1917-1996) et le demi-frère de la princesse Fatimah, dite Hamdan Saltaneh (1912-1992), née d’une précédente union. La princesse Ashraf (1919-2016) et le prince Ali-Reza (1922-1954) sont respectivement sa sœur jumelle et son seul frère de mère non qadjare. Ses demi-frères et demi-sœur d’ascendance qadjare (donc non dynastes) sont les princes Gholam-Reza (1923-2017) — mais l’intéressé déclare que sa mère était simplement apparentée aux Qadjars, Abdol-Reza (1924-2004), Ahmad-Reza (1925-1981), Mahmoud-Reza (1926-2001), la princesse Fatimah (1928-1987) et l’ex-prince Hamid-Reza (1932-1992), déchu par son frère et devenu Hamid Islami sous la république islamique d'Iran.
Devenu empereur, il n'est pas spécialement proche de ses demi frères et sœurs ; il est surtout proche de ses sœurs et frère directs, Chams, Ashraf, et Ali Reza. La « privilégiée » est sa sœur jumelle Ashraf, née quelques minutes après lui. Pendant toute leur enfance, puis pendant le règne de son frère, elle a toujours sur lui un important ascendant, le chah allant manger chez elle au moins une fois par semaine, généralement le dimanche. Il a avec Chams et Ali-Reza des rapports familiaux un peu platoniques.
Pour ses demi-frères et ses demi-sœurs, il n'est pas proche de Fatimah, dite Hamdam os-Saltaneh, née 17 ans avant lui. Il apprécie assez son frère Gholam Reza, dont certaines manières l'indisposent parfois, et chez un autre demi-rère, Abdol Reza, intellectuel, lors de son propre anniversaire, chaque 26 octobre, après son accession au pouvoir. Il apprécie également sa demi-sœur Fatimah, qui épouse en 1959 Mohammad Amir Khatami, militaire qui accompagne le chah lors de sa brève fuite d'Iran le 16 août 1953 avant d'épouser sa sœur. On ignore du reste la relation de Mohammad Reza avec ses autres frères Mahmoud Reza et Ahmad Reza, et on sait qu'au début des années 1960 son frère Hamid Reza, le dernier ses enfants de Reza Chah, est destitué de son titre princier à la suite de son style de vie particulièrement peu apprécié et débridé.
Les rapports de Mohammad Reza avec ses parents, mieux connus, marquent cependant le futur empereur :
Reza Khan est un grand homme musculeux qui domine son fils, physiquement et psychologiquement, le marquant pour toute sa vie. L'obsession de faire aussi bien que son père, sinon mieux, marque les quarante années de son règne. Dans son autobiographie, il dit « Un seul regard de mon père suffisait pour que je rentre sous terre ».

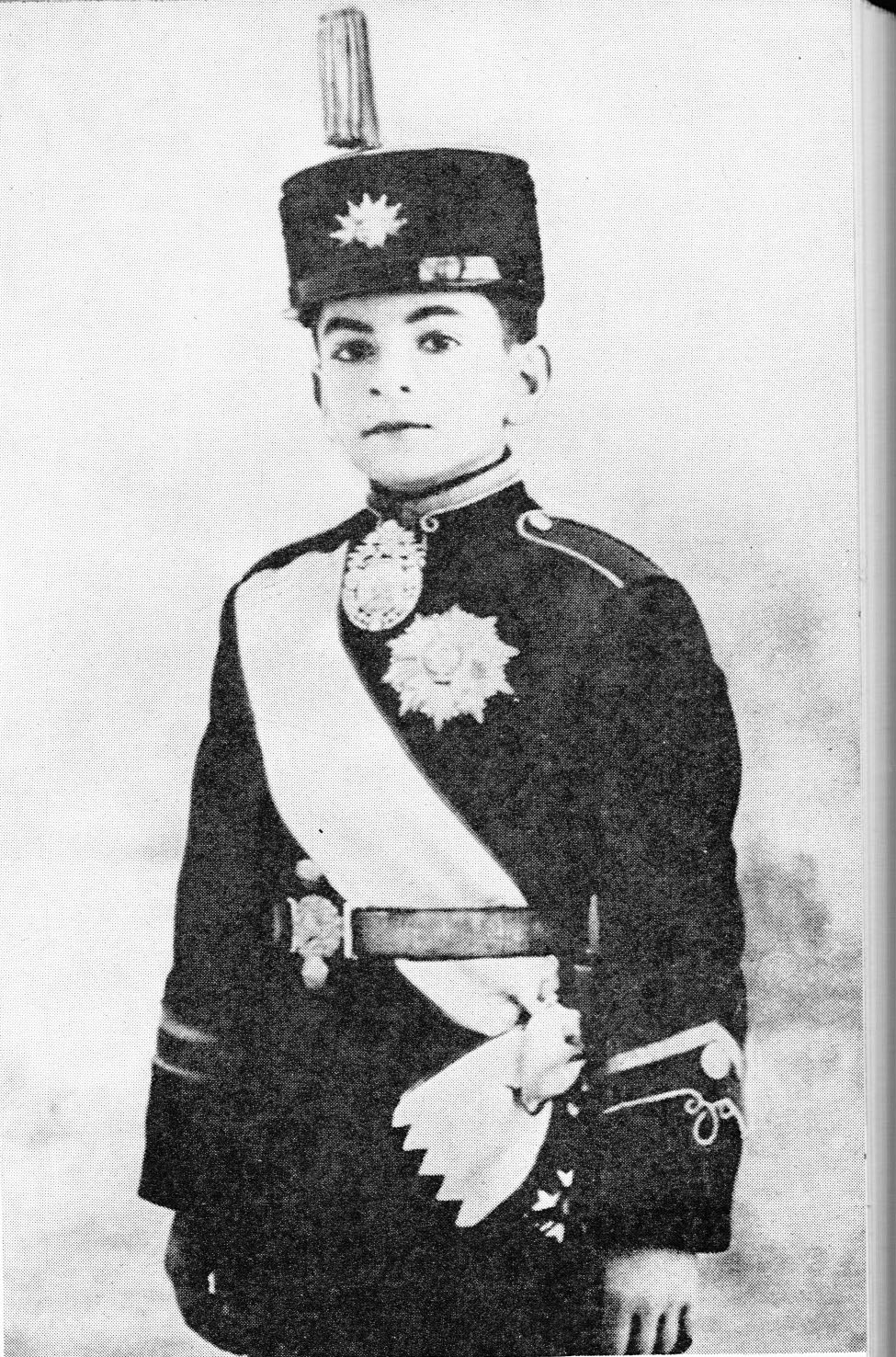
Mohammad Reza Pahlavi, prince héritier, vers 1925.

La mère de Mohammad Reza, Tadj ol-Molouk, est une femme de mauvais caractère, superstitieuse, qui pensait que les rêves sont prémonitoires, ou des messages d'un autre monde, donnant à ses enfants de nombreuses amulettes et grigris censés les protéger contre les mauvais esprits. À l'instar de ses filles, elle a un important ascendant sur le chah, religieux notamment en ce qui la concerne ; elle l'entretient dans la croyance qu'il a été choisi par la destinée ou par Dieu pour accomplir de grandes choses.

#### Héritier du trône et scolarité (1925-1936)

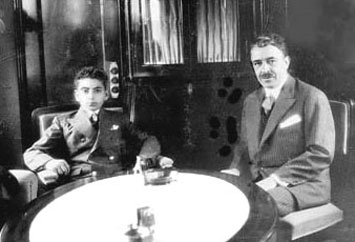
Le prince héritier Mohammad Reza et Abdolhossein Teymourtash.

En 1925, bénéficiant d'une éducation stricte à la fois militaire et occidentale, Mohammad Reza Pahlavi gagne le prytanée Nezam, deux jours après qu'une loi lui confère le titre de prince héritier, qu'il devient officiellement le 26 janvier 1926. Son éducation est supervisée par le doyen du clan Pahlavan, dont Reza Chah est issu. Dans les faits, cependant, cela étant plutôt un hommage du nouvel empereur à son clan, c'est Soleiman Behboudi, valet et homme de confiance de Reza Chah, qui s'occupe de cette éducation. Le jeune prince intègre ensuite un institut au sein duquel sont scolarisés les enfants des ministres ainsi que ceux des courtisans.
Une fois obtenu son certificat d'étude, à la fin de l'été 1931, Mohammad Reza Pahlavi quitte l'Iran afin de poursuivre son instruction en Suisse, dans le canton de Vaud. C'est une destination bien particulière : il part pour l'Institut Le Rosey, école suisse réputée pour son ouverture d'esprit et connue pour sa fréquentation, où on trouve des enfants de la cour. La Suisse est un choix, Reza Chah cherchant à scolariser son fils dans une école laïque, et surtout située dans un pays qui n'a aucun contentieux avec la Perse - le Royaume-Uni et l'URSS se trouvant donc forcément hors-jeu. Mohammad Reza n'est pas très enthousiaste à l'idée de partir si loin de chez lui : aussi il ne part pas seul, et on lui adjoint plusieurs camarades : son frère Ali Reza, son ami Hossein Fardoust, et Mehrpour Teymourtash, fils du ministre de la Cour, Abdol-Hossein Teymourtash qui supervise le voyage.

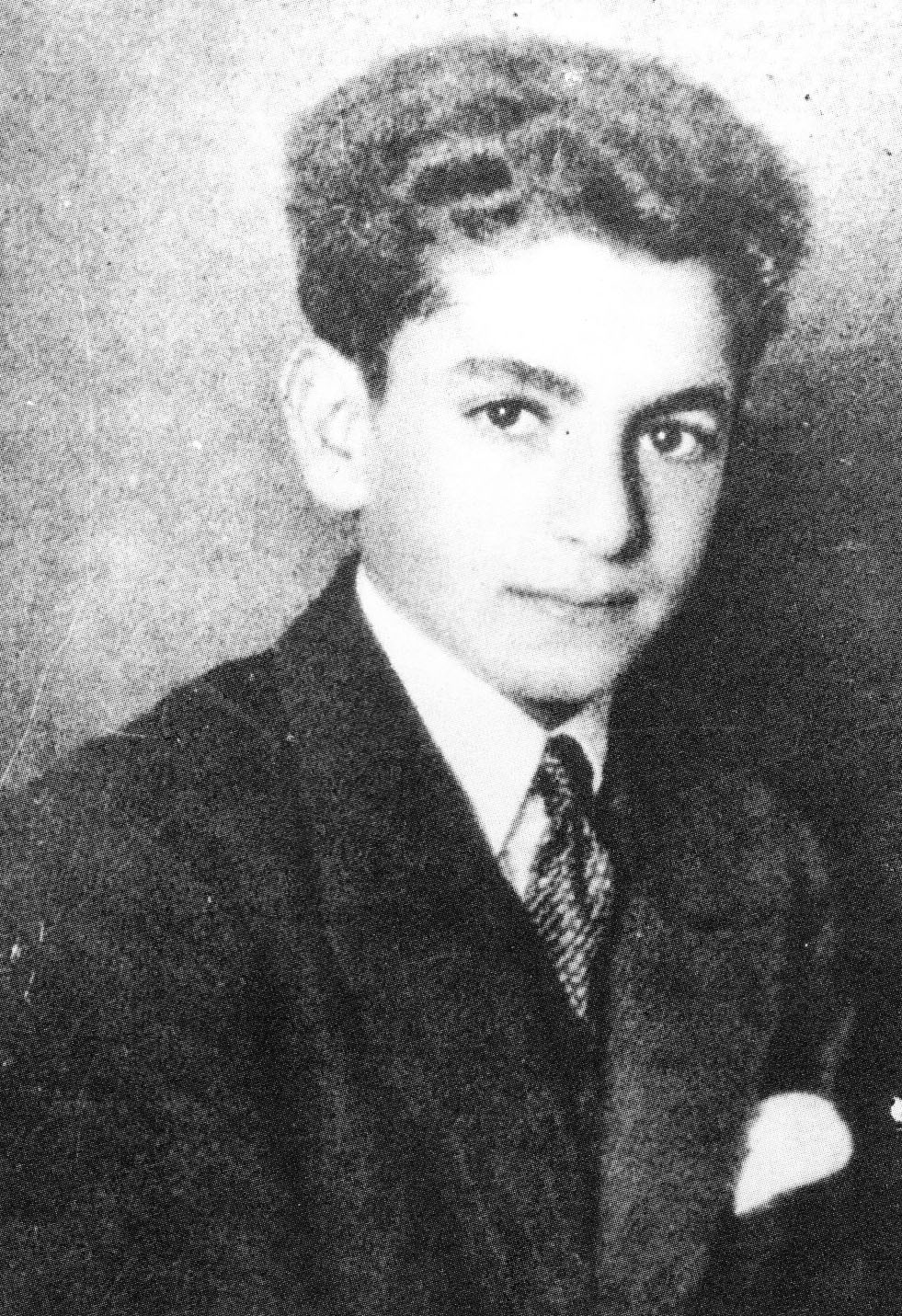
Mohammad Reza Pahlavi en 1931.

En septembre 1931, le petit groupe, assisté de deux précepteurs, deux remarquables hommes de lettres, embarque au port Pahlavi d’Anzali, pour se rendre à Bakou, en URSS. La reine Tadj ol-Molouk, ses filles – et sœurs du prince héritier – Ashraf et Chams viennent leur dire au revoir. Le cortège est escorté par le ministre de la Cour, père de Mehrpour, Abdol-Hossein, pendant tout le trajet : arrivés à Bakou, ville natale de Tadj ol-Molouk, ils traversent en wagon spécial l’URSS, puis la Pologne et l’Allemagne, avant d’arriver en Suisse, et à Genève.

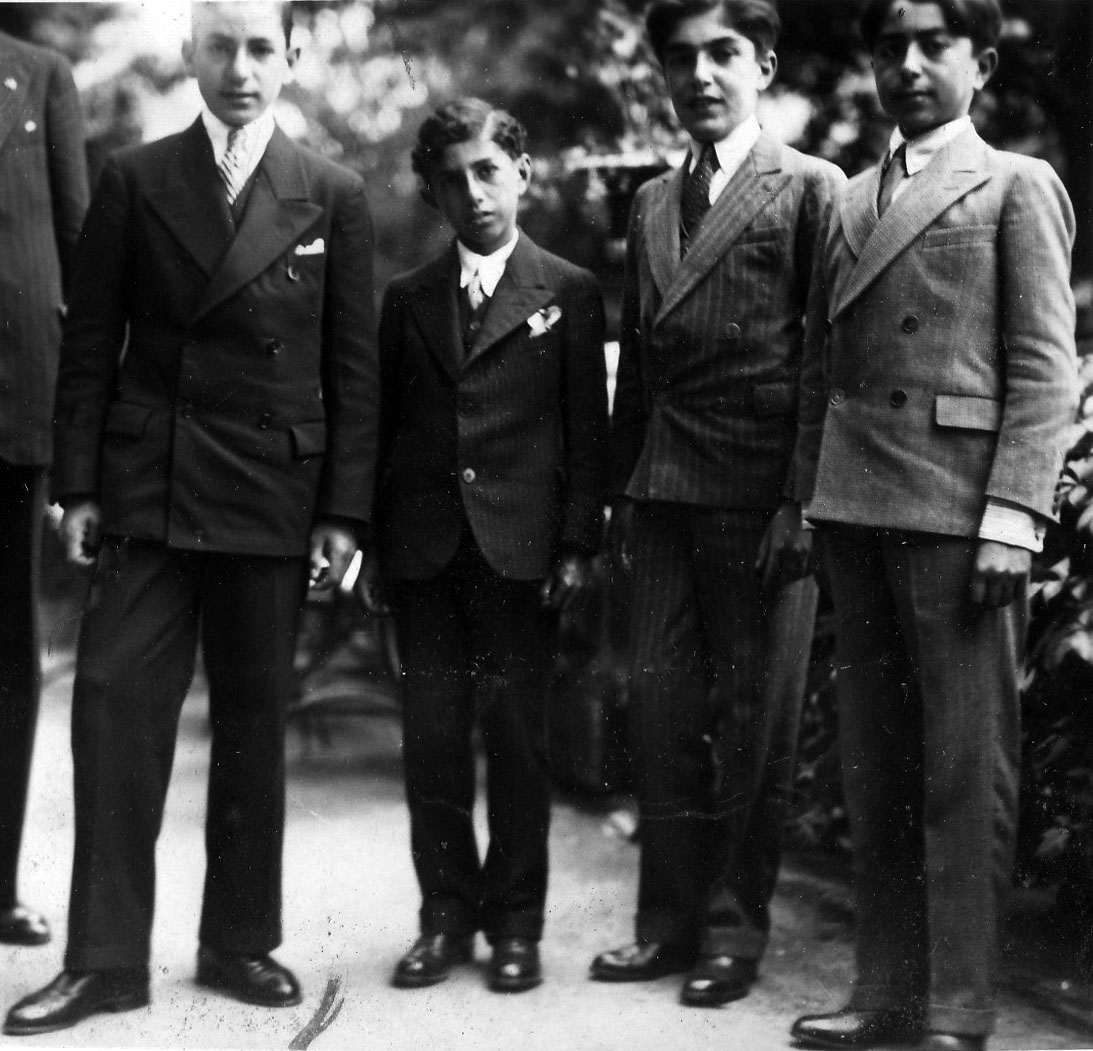
De gauche à droite : Mohammad Reza Pahlavi, Ali Reza Pahlavi, Hossein Fardoust et Mehrpour Teymourtash.

Dès son premier jour en tant qu'étudiant à l'Institut Le Rosey en septembre 1931, le prince héritier a un conflit avec un groupe de ses camarades ; assis sur un banc dans un parc à l'extérieur du Rosey, le prince héritier passe devant eux, et s'étonne que personne ne le salue militairement, ce que tout le monde faisait en Iran ; ce qui conduit un étudiant américain à battre Mohammad Reza, qui apprit rapidement à accepter que personne ne se mette au garde-à-vous à son passage tant qu'il est en Suisse. En tant qu'étudiant, Mohammad Reza excelle au football, mais les dossiers scolaires indiquent que son principal problème en tant que joueur de football est sa « timidité », comme quoi le prince héritier a peur de prendre des risques. Le prince héritier est instruit en français à Le Rosey, et avec le temps, Mohammad Reza développe un grand intérêt pour la civilisation française et les choses françaises en général. Dans les articles qu'il écrit en français pour le journal étudiant en 1935 et[1936, Mohammad Reza remercie Le Rosey pour lui avoir élargi l'esprit et l'avoir éveillé à la civilisation française. Du reste, c'est un élève sans histoire, bien que l'école – qui accueille beaucoup d'Américains et quelques membres de familles prestigieuses, voire royales – ait tendance à le couver et lui confère quelques avantages. Cependant, passé l'incident du premier jour, Mohammad Reza n'est pas le genre d'élève à faire valoir ses passe-droits.
Sportif, il est de bonne consistance, atteignant sa taille adulte à 15 ans : il mesure 1,70 m ou 1,76 m selon les sources,. Dans le football, il participe même à un championnat local, que son équipe gagne : sa photo paraît dans le journal ! Il est compétent dans beaucoup de domaines, notamment les sports, même ceux d'hiver, à l'époque peu maîtrisés. Si les mathématiques sont son point faible, il apprend l'histoire, la géographie, les langues... Il gardera de son apprentissage de l'anglais, par des professeurs francophones, un accent français quand il utilisera la langue de Shakespeare. Il parle couramment le français .

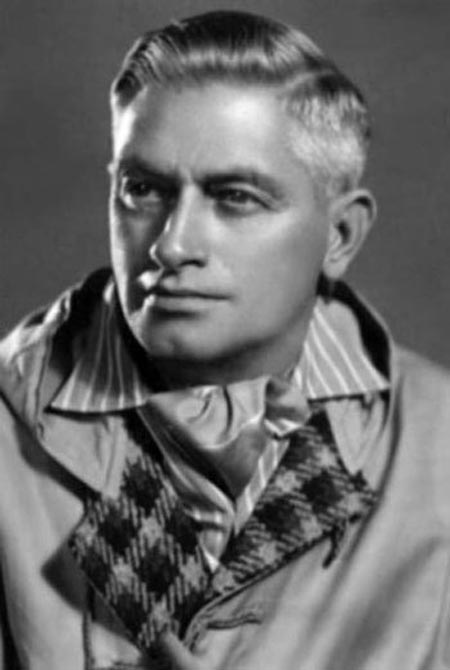
Ernest Perron (1908-1961), ici dans les années 1950.

Pendant sa scolarité en Suisse, Mohammad Reza se lie d'amitié avec Ernest Perron, fils d'un jardinier qui travaille au Rosey et qui devient son meilleur ami et son « presque jumeau », malgré leur grande différence d'âge (Perron avait 11 ans de plus que Mohammad Reza). Perron, un homme efféminé et excentrique, habillé dans un style kitsch, boitant et qui, même enfant, ne cache jamais son homosexualité, était souvent battu par les étudiants jusqu'au jour où Mohammad Reza prend sa défense. Perron, qui se prend pour un poète, introduit Mohammad Reza à la poésie française et sous son influence, Chateaubriand et Rabelais deviennent « [ses] auteurs français préférés ». Le prince héritier apprécie tellement Perron que, quand il retourne en Iran en 1936, il emmène Perron avec lui, et impose l'installation de son meilleur ami dans le palais de Marbre. Les sources divergent sur la fin de sa vie : certaines disent qu'impliqué dans un litige diplomatique entre l'Iran et le Royaume-Uni, il est disgracié par le chah, quitte le pays, et meurt en Suisse en 1961 de maladie, tandis que d'autres sources, si elles confirment sa mort en Suisse, disent que le chah et Perron restent amis jusqu'à la fin, Perron n'allant en Suisse que pour se faire soigner avant d'y mourir, et d'autres sources parlent d'une mort en Iran en 1961. Après la révolution islamique en 1979, un livre est publié par le nouveau régime, intitulé Ernest Perron, le mari du Shah d'Iran par Mohammad Pourkian, parlant d'une relation homosexuelle entre le Shah et Perron, qui reste l'interprétation officielle de la république islamique encore aujourd'hui. Marvin Zonis, un des biographes du chah, écrit que le livre contient beaucoup d'affirmations et peu de preuves concernant une relation homosexuelle entre les deux hommes, et notant que tous les courtisans du Shah nient que Perron eût été l'amant du Shah, et rappelant que Reza Chah, plutôt homophobe, n'aurait pas permis à Perron de se déplacer dans le palais de Marbre en 1936 s'il avait cru que Perron fût l'amant de son fils. L'historien irano-américain Abbas Milani a soutenu que Perron était un « self-object » de Mohammad Reza, une personne que quelqu'un choisit comme une extension de sa personnalité et qui lui permet de renforcer son estime de soi. Milani a rappelé que Reza Chah a souvent critiqué son fils pour manque de virilité et disant qu'il voulait que son fils ait une «éducation virile» pour lui donner quelque force selon lui, et que, pour l'hétérosexuel Mohammad Reza, avoir un homme efféminé comme Perron autour de soi créa ses doutes sur sa propre masculinité. Mohammad Reza est le premier prince iranien en ligne de succession directe pour le trône à être envoyé à l'étranger pour suivre une éducation à l'étranger, qu'il suit pendant un peu plus de quatre années, avant de revenir pour obtenir son diplôme d'études secondaires en Iran en 1936.

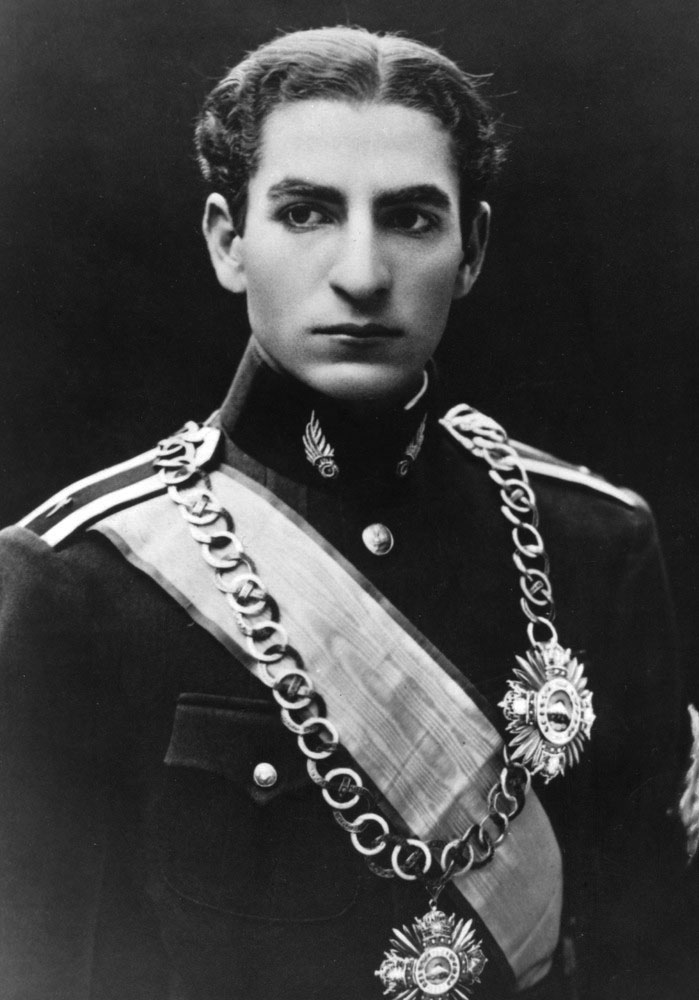
Mohammad Reza Pahlavi jeune.

En 1936, au terme des cinq années passées au collège du Rosey (Institut Le Rosey), à Rolle, au cours desquelles quatre des demi-frères, plutôt turbulents, l'ont rejoint, le jeune prince revient au pays. Lui et ses camarades, qui l'accompagnaient, sont émerveillés par le nouveau visage moderniste et occidentalisé que Reza Chah avait donné à l'Iran. À cette occasion, le père du prince héritier dit à son entourage : « J’ai rendu d’éminents services à mon pays, mais le plus grand, c’est le prince héritier que je lui donne : Vous ne pouvez pas le savoir maintenant, mais vous constaterez ses capacités lorsqu’il assumera ses fonctions. Vous ne pouvez pas encore savoir. » Le jeune prince revient ensuite en Suisse pour y terminer ses études : en juin 1937, il réussit ses épreuves de maturité gymnasiale.

#### Prince héritier (1936-1941)
Il achève son apprentissage, désormais militaire, à l'École des officiers de Danechkadéyé-Afsari. Il a avec lui comme camarades des jeunes conscrits, parmi lesquels on trouve Nematollah Nassiri, Abbas Gharabaghi, Gholam Ali Oveyssi (en) et l'éternel Hossein Fardoust. Il suit une formation des plus intenses, participant même à des opérations à la limite des commandos. Il apprend également à piloter, et obtient son brevet de pilote le 17 octobre 1946. Il reçoit le diplôme des mains de son père le 28 septembre 1938, avec le grade de sous-lieutenant.
Arrivé au terme de sa formation, il suit désormais quasiment partout le chah dans ses déplacements, et il est associé de près au rôle de monarque que son père remplit. Il l’accompagne partout, assiste à toutes les représentations, la plupart des visites et les audiences. Certains dossiers, comme l’Éducation et la Culture, sont directement gérés par le prince héritier. Il est discret et ne donne que rarement son avis. Il est ensuite fiancé à la princesse Faouzia d'Égypte, la sœur du roi Farouk Ier qu'il n'avait jamais vue auparavant. Moins d'un an plus tard, le 15 mars 1939, les cours d'Iran et d'Égypte étaient unies.
Reza Chah cherche à marier son fils : l’idée principale est de conclure un arrangement dynastique qui permette l’enracinement de la dynastie. Cette solution semble s’imposer à cause de l’amendement constitutionnel de 1925 qui interdit aux futurs souverains iraniens d’avoir une mère kadjar : ce qui explique pourquoi tous les fils de Reza Chah, sauf Ali Reza et Mohammad Reza, ne sont pas dans la succession au trône ; cette mesure de précaution votée par Reza Khan, qui avait cherché à prendre une précaution sans en mesurer les conséquences, force le prince héritier à se marier avec une étrangère. Si possible, une membre d’une dynastie ancienne et affirmée : une jeune dynastie comme celle des Pahlavi a besoin de cousiner avec les autres monarchies des pays voisins et arabes, très nombreuses à cette époque, pour gagner en légitimité. Plusieurs solutions sont envisagées : en Afghanistan, en Irak, en Tunisie... et même en Turquie, où la famille ottomane reste prestigieuse. Reza Chah et Mahmoud Jam ont peur d’indisposer la Turquie laïque qui a mis fin à l’empire Ottoman, laquelle indique cependant une autre solution, arabe et africaine.
L’Égypte royale, le 20 janvier 1938, marie son souverain, Farouk Ier, à la belle Safinaz Zulfikar, dite Farida, véritable événement de l’année du gotha mondial. Un mariage resplendissant, qui fait suite à l’accession au pouvoir de Farouk Ier à la mort de son père Fouad Ier, le 28 avril 1936. La cour d’Égypte possède un faste d’Orient inégalé qui fascine et émerveille, avant de susciter plus tard des critiques. C’est un allié idéal et il se trouve que Farouk a de nombreuses sœurs, dont l’aînée, Faouzia, a à peu près l’âge du prince héritier. Le Caire est discrètement consulté, mais l’affaire s’ébruite alors que Reza Chah avait ordonné la plus grande discrétion. La délégation est rappelée par le vieux monarque furieux qui attend que les bruits se tassent pour reprendre les négociations.

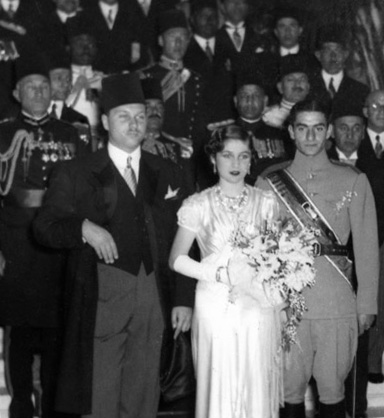
Faouzia et Mohammad Reza pour leur mariage le 16 mars 1939. À droite de Faouzia, son frère le roi d'Égypte Farouk Ier.

Le 26 mai 1938, le palais impérial annonce qu'une délégation conduite par le Premier ministre Mahmoud Djam va se rendre au Caire pour convenir du mariage entre le prince héritier et Faouzia d’Égypte, fille du roi Fouad Ier et sœur du jeune Farouk Ier, intronisé deux ans auparavant. Les fiancés ne se sont jamais vus et ne parlent pas la même langue, communicant en français. Moins d'un an plus tard, en mars 1939, Mohammad Reza Pahlavi se rend en Égypte avec une suite ; après une parade accompagné de l'ancien régent Mohammad Ali Tewfik, où il est aperçu pour la première fois par Anouar el-Sadate, alors simple soldat défilant dans les troupes royales, Mohammad Reza est accueilli au palais Koubbeh (en) par le roi Farouk et des membres de la famille royale égyptienne ; il y fait connaissance avec sa future épouse, la princesse Faouzia. Le 16 mars 1939, Mohammad Reza épouse Faouzia au palais d'Abedin, au Caire, selon le rite sunnite. Il ne garde pas un très bon souvenir de l'étalage de luxe qui accompagne son mariage égyptien, qu'il ressent comme une humiliation envers son pays plus simple et modeste. Une seconde cérémonie, de rite chiite, se déroule à Téhéran, au palais impérial du Golestan, le 25 avril 1939.

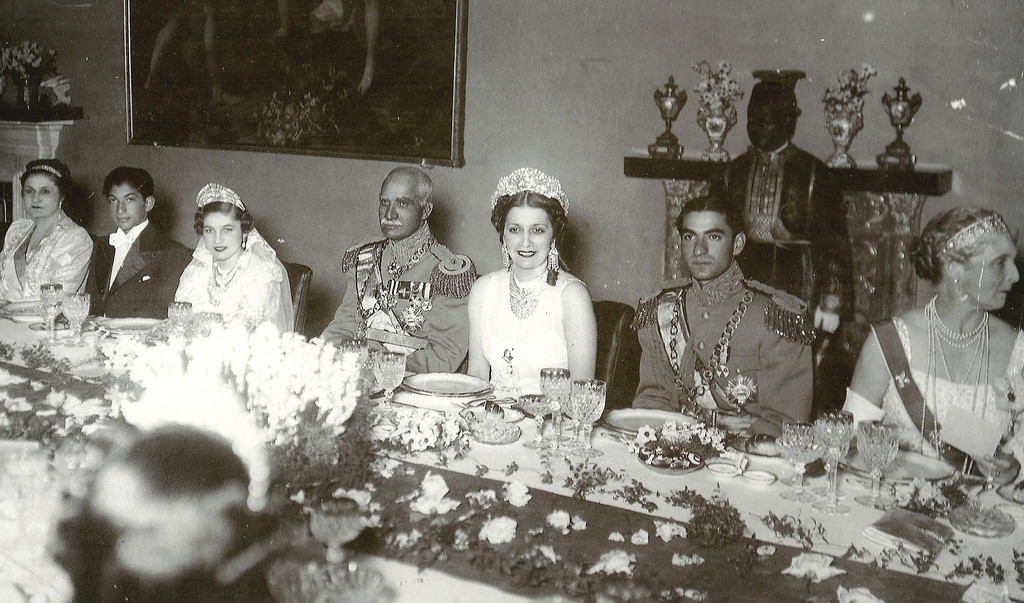
Hamid Reza Pahlavi, Faouzia Fouad, Reza Chah, Nazli Sabri et Mohammad Reza Pahlavi lors du banquet à l'ambassade d'Égypte à Téhéran, pour le mariage de Faouzia Fouad et du prince héritier Mohammad Reza Pahlavi, le 25 avril 1939.

Le mariage à Téhéran est dérangé par la reine mère Nazli, mère de Farouk et de Faouzia, venue à Téhéran pour le mariage de sa fille, qui ressent durement la différence entre la cour versaillaise d’Égypte et celle de Téhéran, plus modeste, et où l’étiquette est plus approximative. Au Caire, cette opulence avait presque humilié le prince héritier et sa suite, qui le consignera dans ses mémoires. Pourtant, pour recevoir la famille de sa belle-fille, Reza Chah met les petits plats dans les grands et valorise la transformation de la ville depuis une quinzaine d’années (même si la ville reste encore bien en dessous d’Alexandrie ou du Caire), pavoisant les cortèges de chars et de décorations semblables à celles qui avaient accueilli Mohammad Reza en Égypte. Mais Nazli n’a de cesse de rabaisser tout le monde et lorsque les célébrations sont finies et qu’elle part en France, toute la cour souffle.
Les deux époux semblent bien s’entendre et s’aimer, faisant la couverture des journaux et focalisant l’attention de la cour. La naissance d’une fille, Shahnaz, le 27 octobre 1940, le lendemain des 21 ans de son père, consolide leur union. Cette dernière est gâtée par son grand-père qui l’adore, et lui offre même un palais dans le parc de Sa'ad-Abad, où Shahnaz vivra après son mariage avec Ardéshir Zahédi en 1957.

#### Seconde Guerre mondiale et invasion de l'Iran

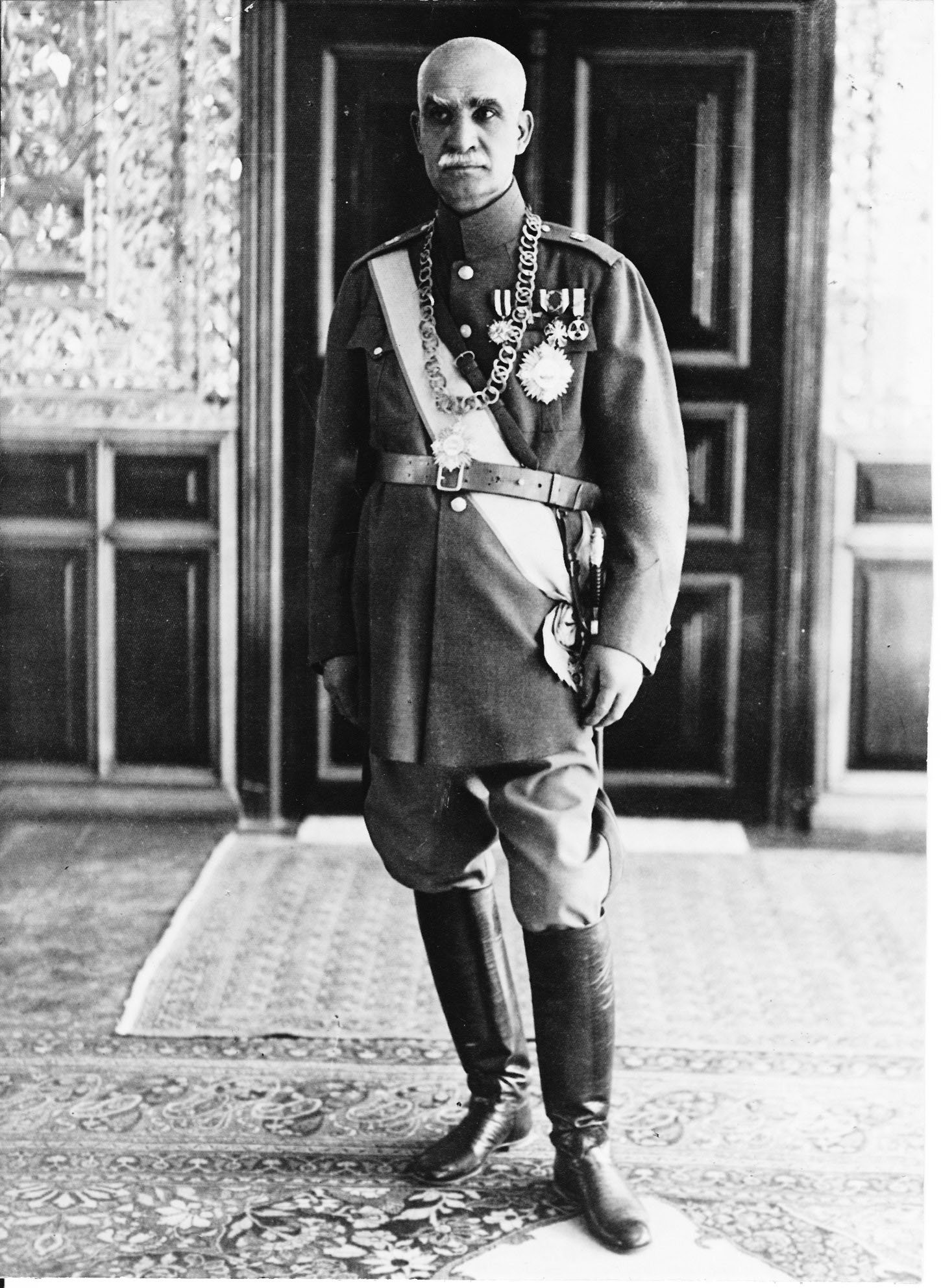
Reza Chah, ici à la fin de son règne.

Fin 1939, alors que la Seconde Guerre mondiale ne va pas tarder à éclater, Reza Chah fait écourter les voyages de noces de son fils pour bénéficier de sa présence, qu'il veut continue. Le prince est de plus en plus présent, sollicité notamment pour ses connaissances linguistiques. Le début de la guerre pose l'Iran de Reza Chah comme un ennemi des Alliés : il est économiquement lié à l'Allemagne hitlérienne, ce qui irrite profondément les Britanniques, notamment, ainsi que d'autres voisins.
Alors que la guerre commence, Reza Chah ne fait que peu de changements pour faire mentir les rumeurs d'une connivence : il nomme Premier ministre Ahmad Matine-Daftari, chargé de négocier cependant un raccourci des relations avec les Allemands[pas clair]. Après la capitulation de la France, en juin 1940, l'attitude du chah change du tout au tout : il procède à l'arrestation de toutes les personnalités anti-britanniques, dont Mohammad Mossadegh, ainsi que Matine-Daftari, germanophile, et le remplace par Ali Mansur, réputé pro-britannique. Il accroît la surveillance des personnalités italiennes, allemandes et roumaines en Iran mais refuse de se plier aux exigences des Britanniques qui demandent leur expulsion. La tension monte d'un cran avec l'invasion de l'URSS le 22 juin 1941 : l'Iran se retrouve entouré de pays antagonistes : l'empire des Indes britanniques à l'est, l'Irak protectorat de fait britannique à l'ouest, et surtout l'Union soviétique au nord.
Le louvoiement du chah finit par avoir raison de la patience de l'URSS et du Royaume-Uni : le 25 août 1941, débute l'opération Countenance, invasion de l'Iran par les Alliés. L'armée de Reza Chah ne peut pas grand-chose contre les puissances combinées soviétique et surtout britannique. Ali Mansur n'a pas la carrure d'un homme de crise : il est remplacé par le 29 août par Mohammad Ali Foroughi, ancien compagnon de route de Reza Chah, et qui a mis de côté les différends qui l'avaient opposé au souverain. Mais la situation empire ; à la suite d'un ordre erroné du ministre de la Guerre, l'armée de terre est dissoute[réf. nécessaire] et les armées soviétique et britannique ont prévu de se joindre à Téhéran, dont elles ne sont plus très loin.
Foroughi fait cependant parvenir aux envahisseurs les clauses d’une paix, et l’armistice est signée le 30 août. Le 8 septembre, un accord est signé entre l'Iran et les Alliés qui entérine la création de deux zones d'occupation. Au nord-ouest, la zone de Tabriz et les rives de la Caspienne sont occupées par l'Armée rouge tandis que les Britanniques occupent les champs pétroliers d'Abadan et de Kermanshah. Téhéran accepte également de faciliter le transit des cargaisons militaires britanniques vers l'URSS pour le front de l’Est. Les concessions pétrolières à l'Anglo-Persian Oil Company sont renouvelées à des conditions plus avantageuses pour cette dernière pour la durée de l’occupation.

### Abdication de Reza Chah et accession au trône (1941)

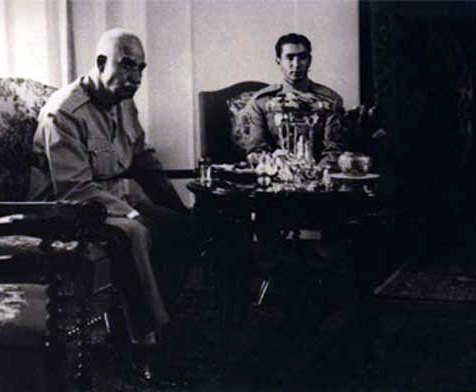
L'abdication de Reza Chah ; le prince héritier, derrière, sera dans quelques heures le nouveau souverain.

Le 15 septembre 1941, les ministres plénipotentiaires britanniques et soviétiques font savoir au gouvernement qu'avant que leurs troupes n'arrivent à Téhéran, leurs gouvernements exigent l'abdication de Reza Chah et son départ de la capitale. Si les Soviétiques apprécieraient la proclamation d'une république, les Britanniques cherchent avant tout à se débarrasser du souverain.
Exaspérés par les libertés prises par Reza Chah, ces derniers caressent l'idée de rétablir la dynastie Kadjar. Aussi, jettent-ils leur dévolu sur Soltan Hamid Mirza qui est le fils de l'ancien régent Mohammad Hassan Mirza et le neveu d'Ahmad Chah Qajar. Toutefois la probabilité de voir ce prétendant monter sur le trône paraissait bien faible tant son profil révèle des failles non négligeables : Soltan Hamid Mirza ne parle pas le persan et connait bien mieux Londres et la Riviera italienne que sa terre natale quittée à l'âge de quatre ans.
L’« option Pahlavi », qui consiste à faire abdiquer Reza Chah pour proclamer son fils Chāhinchāh, n’est pas vraiment envisagée par les Alliés. Foroughi, lui, a pragmatiquement envisagée cette option, de même que Reza Chah. Mohammad Reza, lui, est plus sceptique : il a peur d’un coup de force anglo-soviétique. Le 16 septembre au matin, Foroughi et Reza Chah se retrouvent une dernière fois au palais de Marbre. L’abdication est rédigée par le Premier ministre. Puis le chah sort du palais, où il tient avec le prince héritier ce dialogue :

« « Et si les Russes entrent dans la capitale, ce sera la révolution ? »

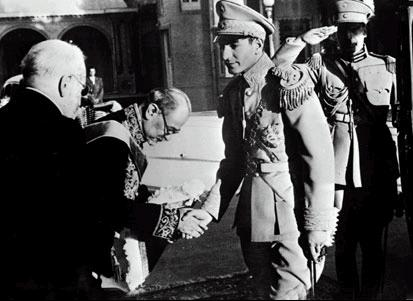
Mohammad Reza Pahlavi arrivant au Parlement pour aller prêter serment

Ce à quoi son père lui répond, sarcastique :

- « Il ne se passera rien, ils veulent seulement ma peau. Et ils l’ont eu ». »

Le chah désormais déchu rejoint ensuite le jardin du palais, où il monte dans une voiture, prenant le chemin d’un exil dont il ne reviendra pas. Ses enfants, sauf Mohammad Reza, partent avec lui.
À la suite de cette abdication, la course s'engage : le ministre des affaires étrangères Ali Soheili rapporte que les Britanniques font savoir au gouvernement qu'ils refusent de reconnaître Mohammad Reza Chah roi : l'essentiel est donc de lui faire prêter serment avant l'entrée dans la capitale des troupes étrangères pour Foroughi. Il se rend au Parlement, dans le quartier du Baharestan, et lit l'abdication de Reza Chah. Puis il retourne au palais, où il trouve un prince héritier hésitant, auquel Foroughi force la main.
-

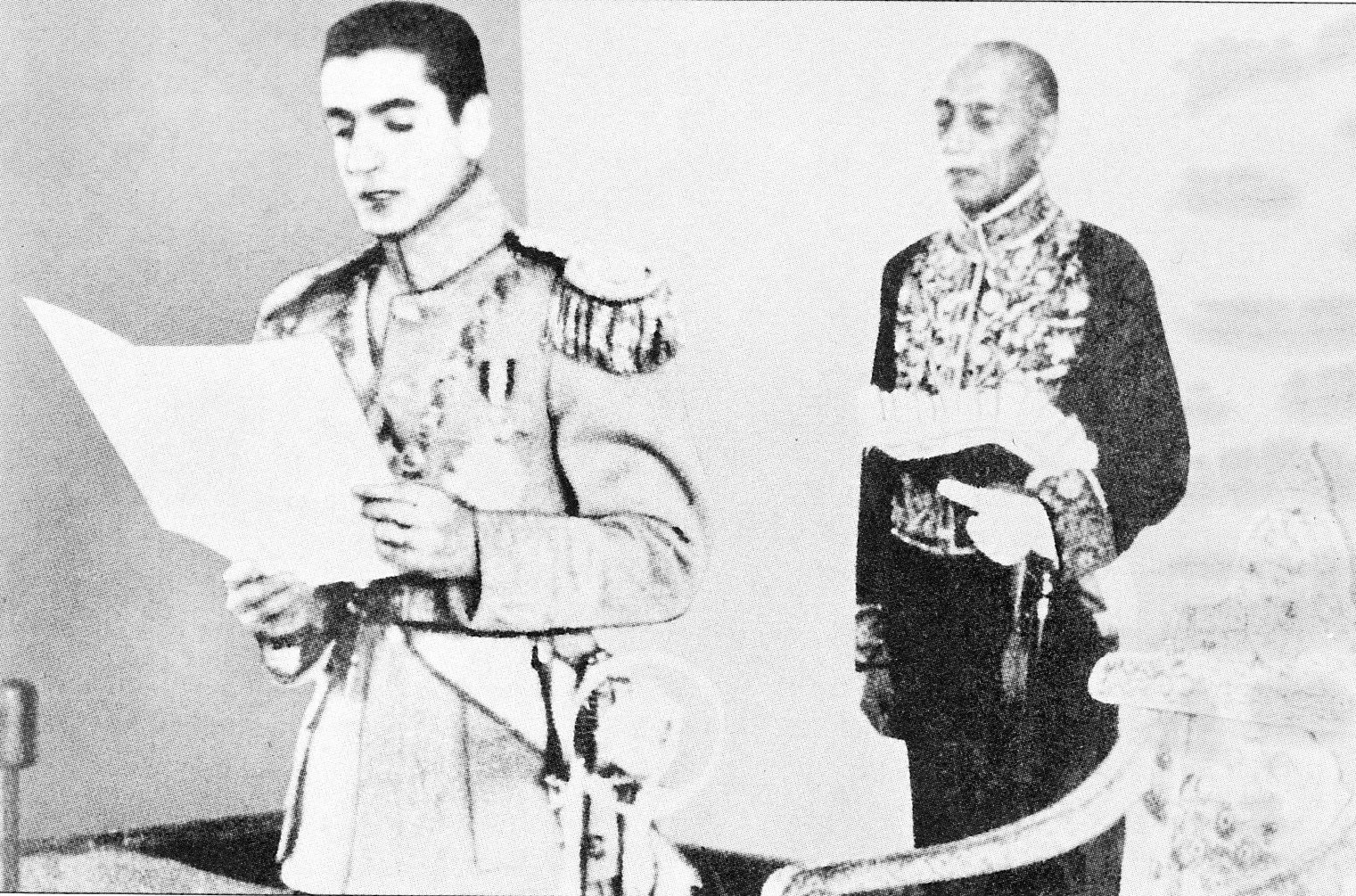
Mohammad Reza Pahlavi, chāhanchāh d'Iran, prête serment sur la Constitution à.

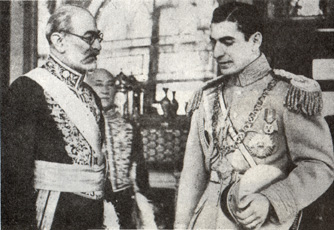
Mohammad Ali Foroughi, Premier ministre, et Mohammad Reza Chah, le 16 septembre 1941.

L'après-midi, alors qu'une partie de la population téhéranaise attend à côté du Parlement, Foroughi et Mohammad Reza arrivent au Parlement à 14 heures. Les parlementaires sont réunis pour la prestation de serment. À 15 h 10, le futur chah et le Premier ministre réapparaissent : puis le jeune prince prête serment sur la Constitution de 1906, révisée de 1925 :

« Moi, Mohammad Reza Chah Pahlavi, sous le regard du Dieu Tout-Puissant,

jure sur le Saint Coran et sur tout ce qui est respecté devant Dieu, 

que je dédirai ma vie à la préservation de l'indépendance et de l'intégrité territoriale de l'Iran, ainsi qu'aux droits de l'homme. Je jure de protéger et de préserver le système constitutionnel iranien et ses lois basiques, et de régner en conséquence. J'implore ainsi le Tout-Puissant pour qu'il m'en accorde le succès »

Mohammad Reza devient Chāhanchāh d'Iran le 16 septembre 1941. À 15h30, il quitte le Parlement et est acclamé par la foule, qui sent que quelque chose de terrible vient d'être évité. À 16h, à peine Foroughi et Mohammad Reza Chah ont quitté le Parlement que les troupes alliées investissent Téhéran ; il est trop tard pour elles : les Alliés ne prendront pas le risque de déposer le nouveau chah, au risque de s'aliéner la population. Le jeune homme est inexpérimenté. Il se trouve propulsé sur le trône du Paon à l'aube de ses vingt-deux ans, « alors qu'il rêvait plus de voitures de sport et de jupons que d'intrigues politiques ». Il commence son règne avec un pouvoir purement nominal et protocolaire. Dès le lendemain, 17 septembre, il doit faire face au défilé des envahisseurs dans Téhéran, et recevoir les chefs militaires de ceux qui sont désormais ses « alliés ».

### Début de règne (1941-1949)

#### Seconde Guerre mondiale et occupation étrangère

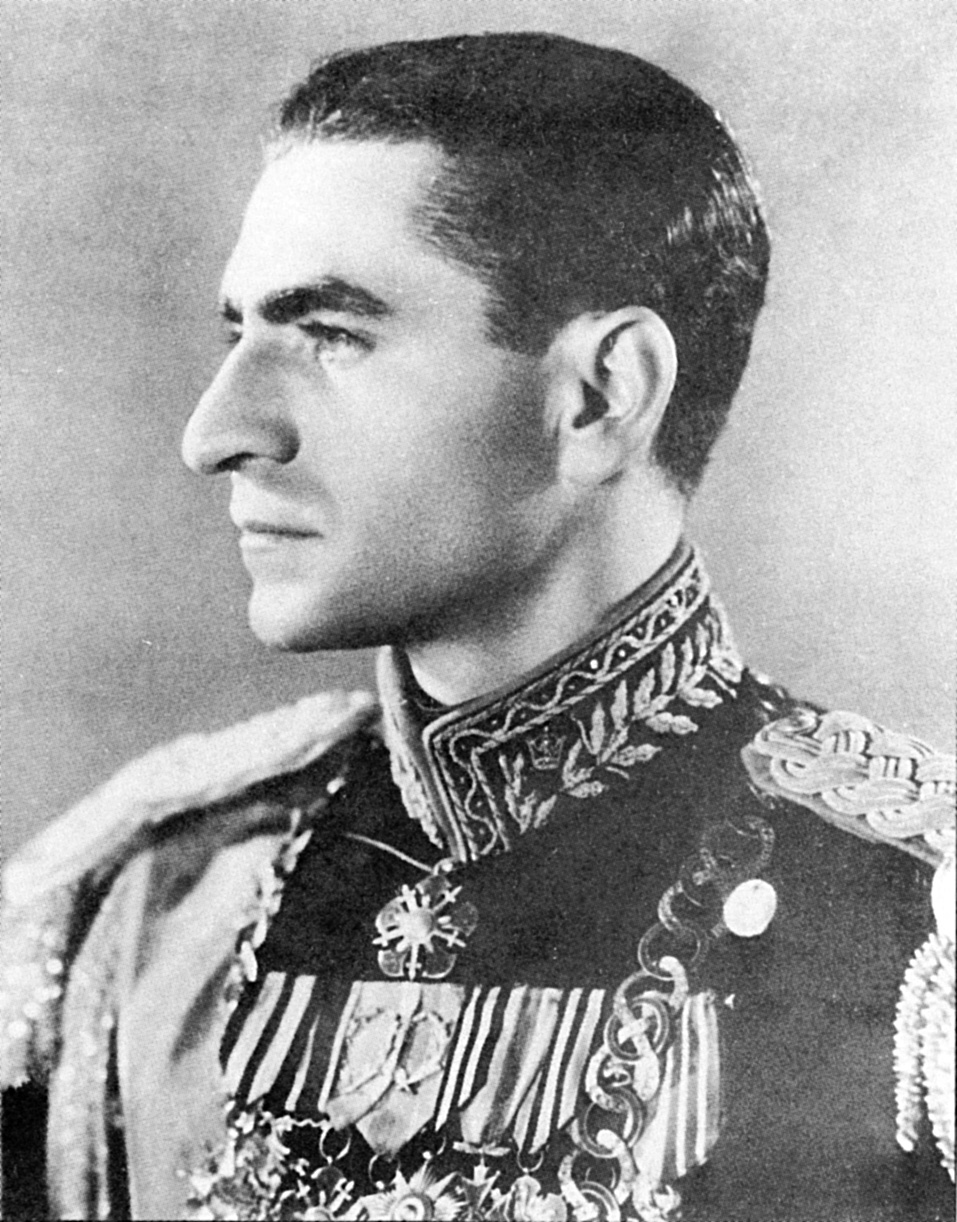
Portrait du Shah Mohammad Reza en 1942.

Mohammad Reza Pahlavi succède à son père en septembre 1941 dans un contexte difficile, l'Iran étant en partie occupé par les armées anglo-soviétiques. Il est dans ses pouvoirs sévèrement limité par les Britanniques qui noyautent notamment la vie parlementaire iranienne. Sous l'impulsion du Premier ministre Mohammad Ali Foroughi, le jeune chah laisse s'instaurer un régime plus démocratique, qui rompt avec les quinze ans de pouvoir autoritaire de Reza Chah, et octroie aux forces alliées de disposer du territoire : en échange, un traité, signé par Foroughi le 26 janvier 1942, garantit l'intégrité territoriale et le départ des armées d'occupation six mois après la fin de la guerre. L'Iran collabore avec les pays alliés sur tous les fronts, et déclare la guerre à l'Allemagne officiellement le 9 septembre 1943. Avant cela, les alliances se sont renversées du fait de la collaboration du gouvernement avec les occupants : certains, parmi la population, y voient même une traîtrise, et Foroughi échappe à un attentat au siège du Majlis le 25 janvier 1942. L'occupation étrangère est à la fois militaire, politique et économique sur l'Iran. Elle est suivie de la création du Corridor Perse, une route d'approvisionnement vers l'Union soviétique (Front de l'Est) reliant le royaume d'Irak, l'empire des Indes, l'état impérial d'Iran et la Mer Caspienne. Les États-Unis prennent ensuite part au conflit : déjà le 18 février 1941, le Congrès américain adopte la loi Lend-Lease pour le prêt importants de matériel de guerre aux Alliés avant l'entrée officielle en guerre.

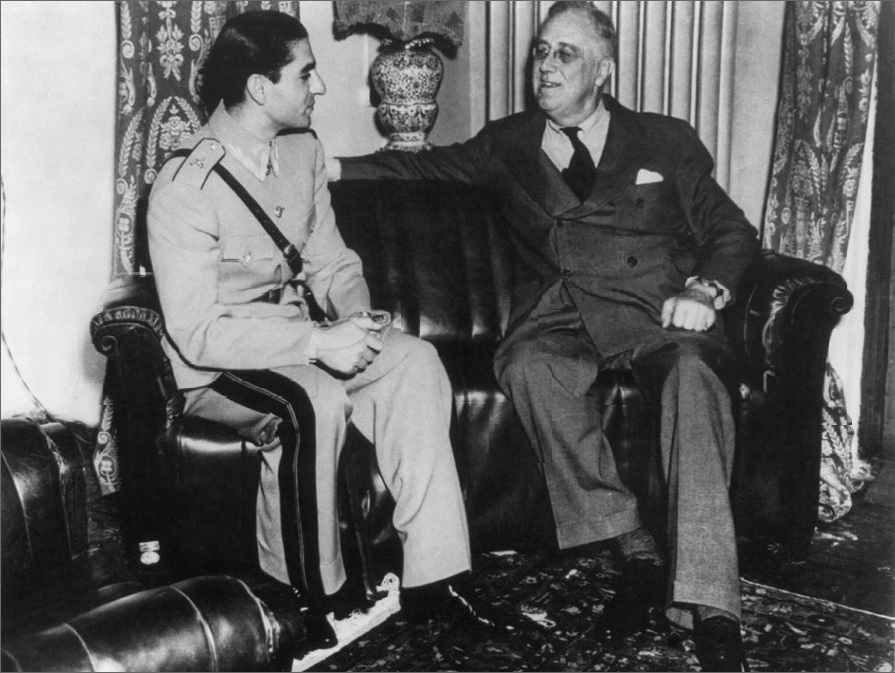
Le Shah et Franklin Delano Roosevelt.

Le 6 février 1941, Franklin D. Roosevelt fait savoir que les Américains viendront aussi en Iran, mais qu'ils s'engageront à défendre l'intégrité territoriale et l'indépendance du pays. Ce qui ne peut qu'être apprécié ; du reste, les États-Unis n'ont pas de contentieux historique colonialiste avec la Perse, contrairement au Royaume-Uni et à l'URSS. Certains incidents sont cependant notifiés, inspirant des élans de patriotisme dont la chanson Ey Iran, l'hymne non-officiel du pays sortit. Que ce soit à cause des exactions commises par les troupes étrangères ou à cause des privations dues à la Guerre, le mécontentement gronde en Iran. Le 8 décembre 1942, des émeutes éclatent, et si le palais de Sa'adabad, où réside la famille impériale, est approché par les émeutiers qui n'y feront rien, la résidence du Premier ministre Ghavam et quelques maisons sont mises à sac. Après quelques jours d'émeutes, le gouvernement rétablit l'ordre, et dédommage les victimes. Ghavam établit un système de rationnement pour remédier à la famine qui a déclenché l'insurrection. Après cela, peut-être à cause de ses anciens ressentiments envers le Shah, dont il a été l'ennemi politique du père avant que celui-ci ne devienne empereur, de 1921 à 1925, Ghavam démissionne. S'ensuivra une importante instabilité parlementaire et donc ministérielle qui ne se terminera réellement qu'avec son retour aux affaires le 28 janvier 1946.

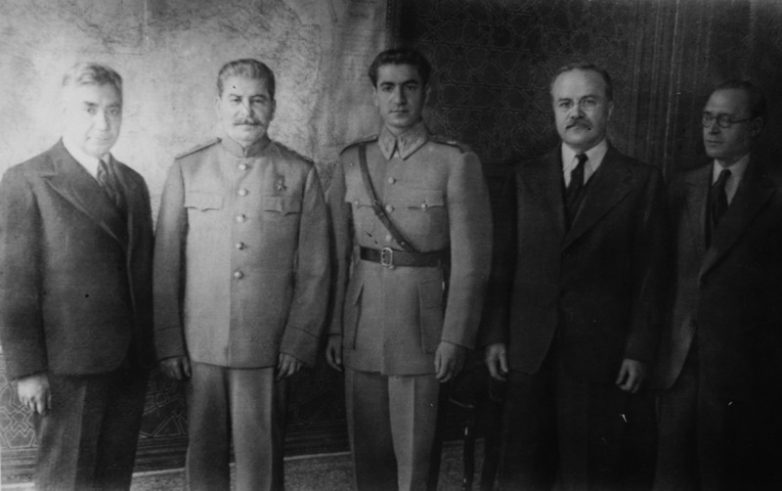
Mohammad Saed, Staline, Mohammad Reza Chah et Molotov en décembre 1943.

Mohammad Reza Chah Pahlavi, lui, se retrouve roi, mais pas tout à fait roi comme l'a été son père. Une grande partie de sa famille, dont sa belle-mère Esmat Dowlatshahi, a suivi Reza Chah dans son exil : il ne reste à Téhéran que sa mère Tadj ol-Molouk, sa sœur jumelle Ashraf, et bien sûr son épouse Faouzia et leur fille Shahnaz. Avec la reine, il visite grands nombres d'hôpitaux, d'écoles, et d'édifices en tout genre, avant d'effectuer des visites en province à partir de 1943. Son pouvoir symbolique fait de lui quelqu'un d'apprécié et populaire, car il n'est responsable de rien, et ce devant personne. Enfin, dans le cadre de la guerre, le jeune shah accueille dans son pays une très importante rencontre entre les Alliés, dont il fait partie depuis le 8 septembre 1943 : la conférence de Téhéran.

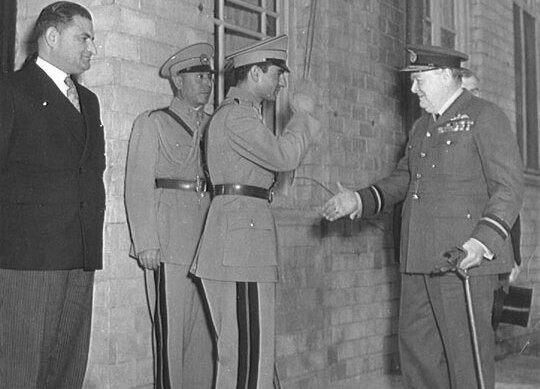
Ali Soheili, Mohammad Reza Chah et Winston Churchill, le 30 novembre 1943

Cette rencontre entre Winston Churchill, Franklin Roosevelt et Joseph Staline, qui se tient du 28 novembre au 1er décembre 1943 est la première du type dans le cadre de la fin de la Seconde Guerre mondiale, et d'importantes décisions militaires et politiques y furent prises : l’organisation d’un débarquement en Normandie en juin 1944, le rejet par Staline et Roosevelt du projet britannique d’offensive par la Méditerranée et les Balkans, le principe d’un démembrement de l’Allemagne, d’un partage de l’Europe en zones d’influence et du déplacement de la Pologne vers l’ouest. Pour le Chah, c'est une épreuve humiliante : ni Churchill ni Roosevelt ne viennent lui rendre visite, il doit aller les voir et être reçu par ces derniers. Il est ainsi reçu rapidement le 30 novembre 1943 par un Churchill dont c'est d'ailleurs l'anniversaire, et par un Roosevelt sympathique mais à la santé déclinante qui propose au Shah de devenir son expert en reboisement une fois son mandat terminé. Le seul ayant la décence de venir rendre visite au chef d'État du pays occupé et qui accueille la conférence est Staline. Il est reçu le 1er décembre au palais de Marbre de Téhéran par le Chah, qui notera son intérêt à lui marquer son respect ; il estime que ce n'est pas désintéressé. Staline et Viatcheslav Molotov, qui l'accompagne, sont ensuite reçus par le Premier ministre Ali Soheili et le ministre des Affaires étrangères Mohammad Saed. Il est convenu que l'URSS considérera l'importance de l'Iran sur le front de l'Est et reconnaît sa souveraineté nationale.

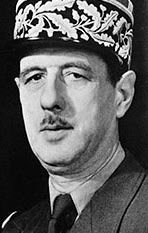
Charles de Gaulle vers 1944.

En outre, toujours pendant la Guerre, le Shah rencontre un autre invité de marque : Charles de Gaulle, qui, en route pour Moscou, fait halte à Téhéran le 27 novembre 1944 ; l'Iran a rompu ses relations avec le régime de Vichy en 1942, et le général de Gaulle admire beaucoup l'élégance diplomatique du Shah qui l'a reçu, en même temps que la Perse et son histoire multi-millénaire, tandis que le Shah admire également beaucoup le général : c'est le début d'une entente cordiale entre les deux hommes, qui se retrouveront des années plus tard. Ardéshir Zahédi note dans ses mémoires que le général de Gaulle deviendra un modèle pour le Shah, le même type de modèle que Mustafa Kemal avait été pour Reza Shah,.

#### Les crises sécessionnistes en Azerbaïdjan et au Kurdistan

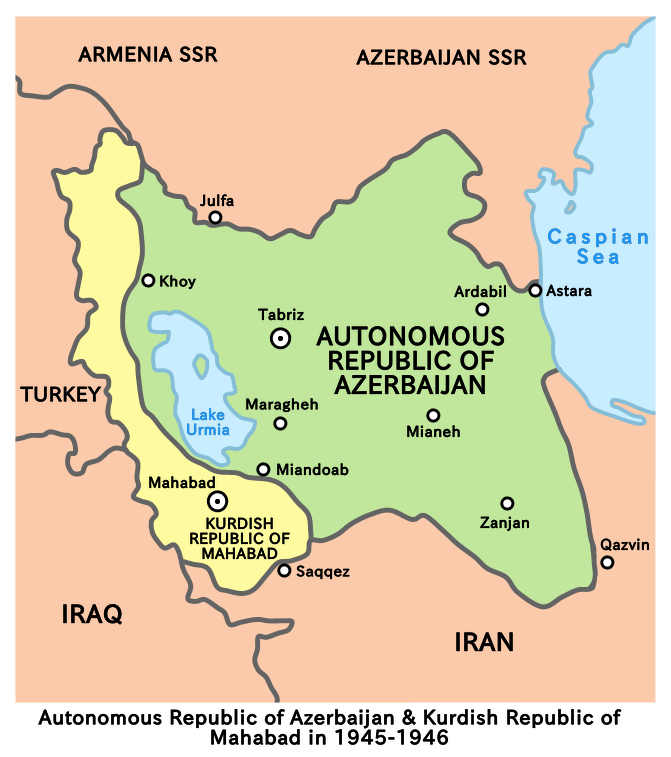
La république du Mahabad et la république autonome d'Azerbaïdjan

En mai 1945, alors que le conflit mondial est arrivé à son terme, la situation en Iran est difficile : le pays est épuisé par ces années de guerre et attend pour se régénérer que les Alliés quittent le pays ; ces derniers s'y étant engagés, les Américains puis les Britanniques lèvent le camp en octobre. Les Soviétiques sont plus récalcitrants à évacuer le pays, et restent dans le nord du pays, où ils soutiendront militairement des mouvements séparatistes : la république de Mahabad, créée (ou proclamée) en janvier 1946 dans le Kordestan et le Gouvernement Populaire d'Azerbaïdjan, en Azerbaïdjan iranien, en novembre 1945. La situation interne n'est guère mieux : avec les intrigues parlementaires, la vie politique se sclérose : Ali Soheili démissionne le 6 avril 1944, remplacé par Mohammad Saed, qui tombe le 25 novembre 1944, lui-même relayé par Morteza Gholi Bayat jusqu'au 13 mai 1945, date à laquelle il est remplacé par Ebrahim Hakimi, qui sera remplacé par Mohsen Sadr du 6 juin au 30 octobre 1945 avant de revenir aux affaires.
Mohammad Reza est, quant à lui, esseulé : le 26 juillet 1944, il a appris la mort de son père en Afrique du Sud, où il se trouvait depuis deux ans, et en mai 1945, son épouse Faouzia entama un voyage familial en Égypte dont elle refusa de revenir, abandonnant à Téhéran son époux et sa fille. Le divorce ne sera prononcé qu'en 1948.
Le Shah et ses premiers ministres successifs sont ainsi confrontés à diverses menées séparatistes, qui disposent d'une certaine attache populaire -mais surtout étrangère- du fait de ses promesses et ses fondements, le principal étant l'indépendance ethnique de la zone, jugée soumise depuis trop longtemps à la « persification » du territoire. À cela s'ajoute le refus soviétique d'évacuer les provinces du nord sans négociations préalables. C'est d'ailleurs le pétrole qui intéressent beaucoup ces derniers, mais une loi votée sous le gouvernement Bayat leur interdit de signer un contrat pétrolier avec l'Iran. Le communisme est une idéologie montante en Iran : le parti communiste de Perse, créé en 1920, et lui-même une renaissance du parti de la Justice (Ferqa'ye ʿEdālat) créé en 1917, fut interdit sous Reza Chah à partir de 1929. En 1941, en pleine libéralisation du régime, Foroughi avait autorisé la création de tous partis ; c'est dans ce contexte qu'avait été fondé le parti Tudeh (Hezb-e Tudeh Iran) le 29 septembre 1941, parti marxiste très étroitement lié à l'URSS. Le temps passe et rien ne s'arrange : cependant les nouveaux régimes doivent faire face à des soulèvements populaires, et l'URSS arme les milices qui répriment les insurrections, et le clergé local, dont Kazem Shariatmadari et Seyyed Hossein Bouroudjerdi, appelle à l'aide le régime de Téhéran. De plus, Washington et Londres protestent contre ces ingérences de l'Armée rouge. C'est un des premiers signes de la Guerre Froide qui est en train de naître. Hakimi finit par démissionner, ayant du mal à gérer la crise. Le Parlement propose de rappeler Mirza Ahmad Ghavam, dit Ghavam os-Saltaneh, qui a déjà été Premier ministre après la retraite de Foroughi malade et le cours mandat d'Ali Soheili du 9 mars 1942 au 9 août 1942. Le Shah, dont on dit qu'il apprécie peu Ghavam, finit par accepter la nomination.

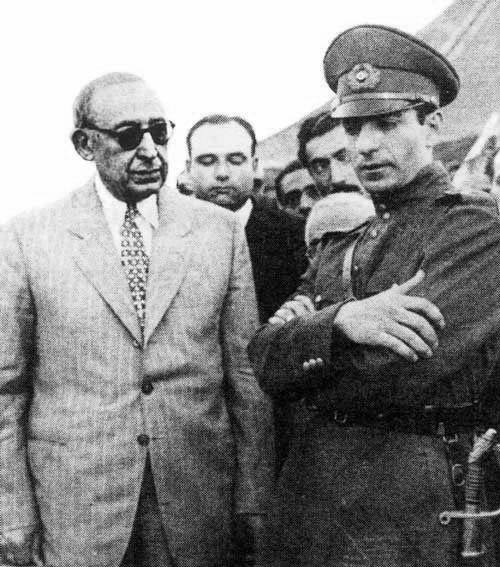
Le Shah d'Iran et Ghavam os-Saltaneh lors de la crise d'Azerbaïdjan en 1946

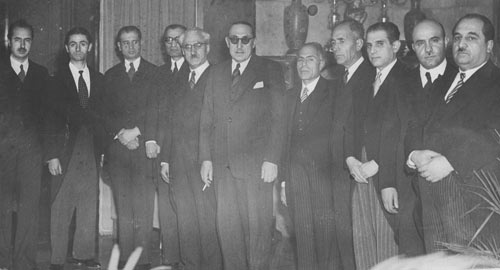
Ghavam à Moscou, février-mars 1946

Ghavam, une fois devenu Premier ministre, entreprend d'aller négocier à Moscou avec Staline en personne : ce qui a lieu du 21 février à mi-mars 1946. Si rien ne filtre officiellement de ce qu'ils se sont dit, et bien que Ghavam soit reçu avec les égards, il semble que les deux hommes conviennent d'un marché : l'Union soviétique cessera d'appuyer les deux régimes séparatistes, et Ghavam ira faire réviser la loi pétrolière anti-soviétique de 1944. L'Armée rouge se retire ainsi d'Azerbaïdjan et du Kurdistan, contre lesquels la campagne militaire peut commencer. Elle est menée, par Haj Ali Razmara, à partir de novembre 1946. La princesse Ashraf se rend à son tour à Moscou pour persuader Staline de ne pas recommencer à soutenir les indépendantistes. Razmara fait tomber la place forte de Zanjan le 13 novembre, où le Shah en personne se rend avec lui, paradant depuis son avion alors qu'il a obtenu son brevet de pilote le 17 octobre 1946. Le 6 décembre, c'est Tabriz, siège du régime azerbaïdjanais qui capitule. Peu de temps après, effrayé par la déconfiture de son voisin, le régime du Kurdistan tombe également. La plupart des dignitaires et des chefs des deux républiques s'enfuiront en URSS, quelques-uns auront la vie sauve ou iront en prison, mais le reste sera condamné à mort par des cours martiales. Reste pour Ghavam à régler les engagements pris auprès de Staline à Moscou, bien que le Premier ministre ait déjà préparé sa parade : il soumet le projet au Majlis le 3 novembre 1947, et évidemment, le Parlement très anti-soviétique depuis les derniers événements, rejette le projet de révision. Staline est ainsi neutralisé et n'a plus d'arguments contre Ghavam. Le Shah félicite largement son Premier ministre pour cette réussite, tandis que lui, Razmara et Ghavam sont acclamés partout comme des libérateurs.
C'est en fait à l'issue de l'intervention militaire dans les provinces rebelles et d'une offensive diplomatique orchestrée par le Premier ministre Ghavam os-Saltaneh que le jeune monarque, naguère peu estimé par les grandes puissances, gagne en prestige et devient le symbole de l'unité nationale retrouvée.

#### L'attentat de l'université de Téhéran

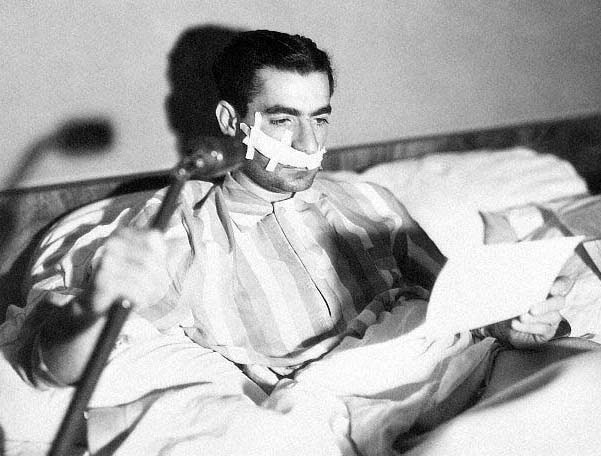
Mohammad Reza Pahlavi à l'hôpital après l'attentat du 4 février 1949.

Le 4 février 1949, soit quelques mois à peine après avoir échappé à la mort dans un accident d'avion, lors d'une visite d'inspection au barrage de Zayandeh rud, le chah fait l'objet d'une tentative d'assassinat durant les célébrations du dixième anniversaire de l'université de Téhéran. Arrivé par la porte principale du bâtiment, Mohammad Reza Pahlavi reçoit deux balles d'un pistolet de petit calibre, un 6,35 mm. La première balle atteint la joue droite, passant entre la gencive et la lèvre, et sort sous le nez. La seconde effleure le dos, arrachant des chairs de l'omoplate. Bien que les blessures soient jugées graves, elles sont plus impressionnantes que mortelles ; aucun organe vital n'ayant été touché, le chah n'a à subir que des points de suture et sort de l'hôpital militaire no 1 quelques heures après. De retour au palais impérial, Mohammad Reza Pahlavi s'adresse à la nation dans un communiqué radiodiffusé et poursuit ses activités comme à l'accoutumée.

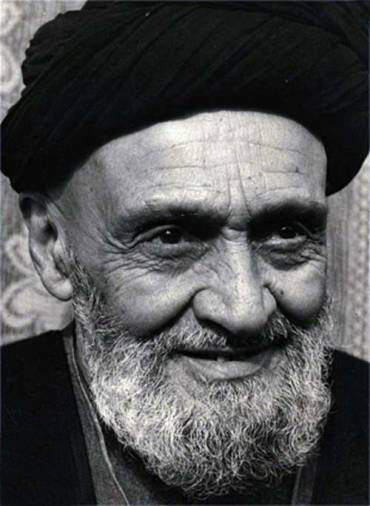
Abdol-Ghasem Kachani eut un rôle trouble dans l'organisation de l'attentat.

La cause exacte de l'attentat demeure une énigme, car l'agresseur est tué durant sa fuite par des gardes, peu au fait des règles du Code pénal. Tout au plus, l'enquête révèle que l'auteur de l'attentat s'appelait Nasser Fakhr-Araï, qu'une carte de presse lui avait permis de déjouer la surveillance et qu'il est membre du Tudeh. Les investigations policières révèlent en outre des complicités dans les rangs islamistes. En effet, il apparut que Nasser Fakhr-Araï était employé par le quotidien Parchamé Eslam (la Bannière de l'islam), un organe de presse proche des Fedayin de l'islam de Navvab Safavi, et avait obtenu sa carte de presse grâce à une intervention de l'ayatollah Kachani, figure influente du courant conservateur chiite et mentor de Rouhollah Khomeini,. Selon toute vraisemblance, le militant communiste n'était pas un tireur professionnel puisqu'il éprouve de grandes difficultés à toucher sa cible malgré la courte distance (deux mètres) qui le sépare du chah. Sur les six balles contenues dans le pistolet, trois se logent dans le képi du souverain et une reste bloquée dans le barillet. Pris de panique, Nasser Fakhr-Araï jette son arme, détale et est abattu aussitôt après, en pleine course.
L'iranologue Yann Richard souligne le caractère ambigu de cet attentat qui fit l'objet d'une exploitation médiatique. De fait, le chah bénéficie d'un regain de popularité et est dès lors placé dans un contexte plus favorable pour justifier certaines initiatives visant à neutraliser l'opposition et à renforcer les prérogatives royales. Ceci expliquerait en conséquence, selon l'iranologue français, l'interdiction du parti Tudeh le jour même de l'attentat et les mesures coercitives prises à l'encontre des dirigeants des Fedâ'iyân-e eslâm, qui ne tardent pas à être arrêtés ou exilés. Parmi ceux-ci figure l'ayatollah Abou al-Qassem Kachani qui est expulsé au Liban. Parallèlement à ces mesures, Yann Richard soutient la thèse selon laquelle le chah aurait mis à profit cet attentat en obtenant plus de pouvoirs au détriment du jeu parlementaire alors en vigueur. La loi fondamentale iranienne est en effet révisée en mai 1949, soit deux mois à peine après la tentative d'assassinat. Toutefois, Yann Richard ne fournit aucune preuve pour étayer cette théorie.

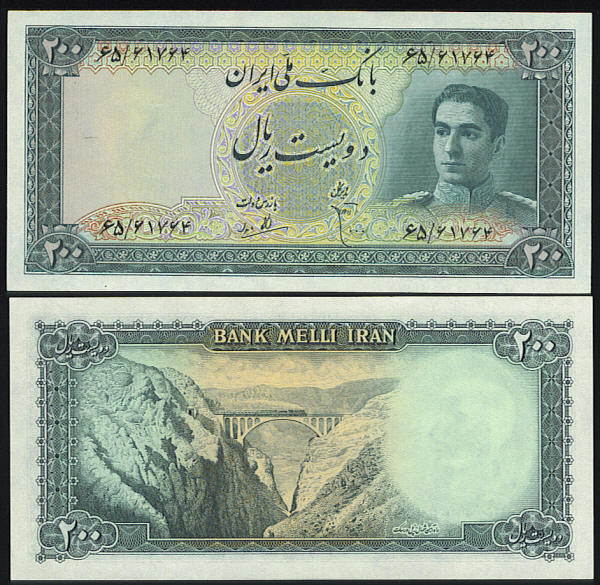
Billet de 200 rials de 1948.

Une autre théorie du complot gouvernemental est par ailleurs avancée par l'ancien ministre et parlementaire Ezzatolah Sahabi. Cité par la revue Pajouhesh en juin 2008, ce proche du courant réformateur accuse Mohammad Saed et Haj Ali Razmara, d'avoir été à l'origine de la conspiration. Selon lui, le Premier ministre et le chef d'état-major de l'époque auraient en outre ordonné l'élimination de Fakhr-Araï afin de « brouiller les pistes ». Néanmoins, tout comme la thèse défendue par Yann Richard, la théorie du complot d'Ezzatolah Sahabi ne repose sur aucune preuve connue.

#### Le jeune shah et son royaume à la fin des années 1940

Le président des États-Unis Harry S. Truman et Mohammad Reza Chah le 16 novembre 1949.

Fin 1947, le Shah est dans une situation particulière : après que l’affaire d’Azerbaïdjan et du Kurdistan soit close, il laisse la Cour intriguer contre Ghavam, répandre des rumeurs salissant son image, et le Premier ministre finit par démissionner le 18 décembre 1947. Se succèdent des cabinets éphémères dirigés successivement par Reza Sardar Fakher Hekmat du 18 au 28 décembre 1947, puis par Ebrahim Hakimi, de nouveau Premier ministre jusqu'au 20 juin 1948, lorsqu'il est remplacé par son ministre des Finances Abdol-Hossein Hajir (apparemment à la suite des manœuvres politiques orchestrées par la princesse Ashraf). Hajir, plutôt impopulaire, démissionne le 9 novembre 1948, pour être remplacé par Mohammad Saed, lui aussi ayant déjà été Premier ministre, jusqu'au 23 mars 1950.
Ensuite, le Chah apparaît à cette époque comme un monarque déconnecté de la vie politique et surtout un « play-boy » : il semble être un homme bien plus intéressé plus par le vol, la natation, les chevaux, les voitures de sport (il possédait lui-même une Bugatti de grand luxe depuis 1939), et les femmes. Célibataire, on lui prête des aventures avec Gene Tierney, Yvonne De Carlo et Silvana Mangano. En 1948, il effectue une tournée européenne, parcourant Malte, puis le Royaume-Uni de George VI et Winston Churchill, la France de Vincent Auriol et André Marie, où il est accueilli comme le dirigeant d’un pays allié de la Seconde Guerre mondiale, ce qu’il apprécie beaucoup, puis la Suisse et l’Italie.
Après l’attentat du 4 février, le Shah va utiliser l’émotion suscitée et de sa popularité pour renforcer son pouvoir : il demande au Parlement de statuer sur la création d'une deuxième chambre parlementaire, le Sénat (Kach e Majlis-e Sena), laquelle, bien que prévue dans la Constitution de 1906, n'avait pas encore été constituée à cette époque. Le 27 février 1949, le Parlement vote le projet de loi convenu, et le Sénat est inauguré par le Shah le 21 avril 1949. Avec la création du Sénat, Mohammad Reza Shah fut en mesure d'élargir son pouvoir parlementaire, puisque les sénateurs sont nommés par le Shah et non directement élus par la population. La première réunion du Sénat eut lieu le 9 février 1950.

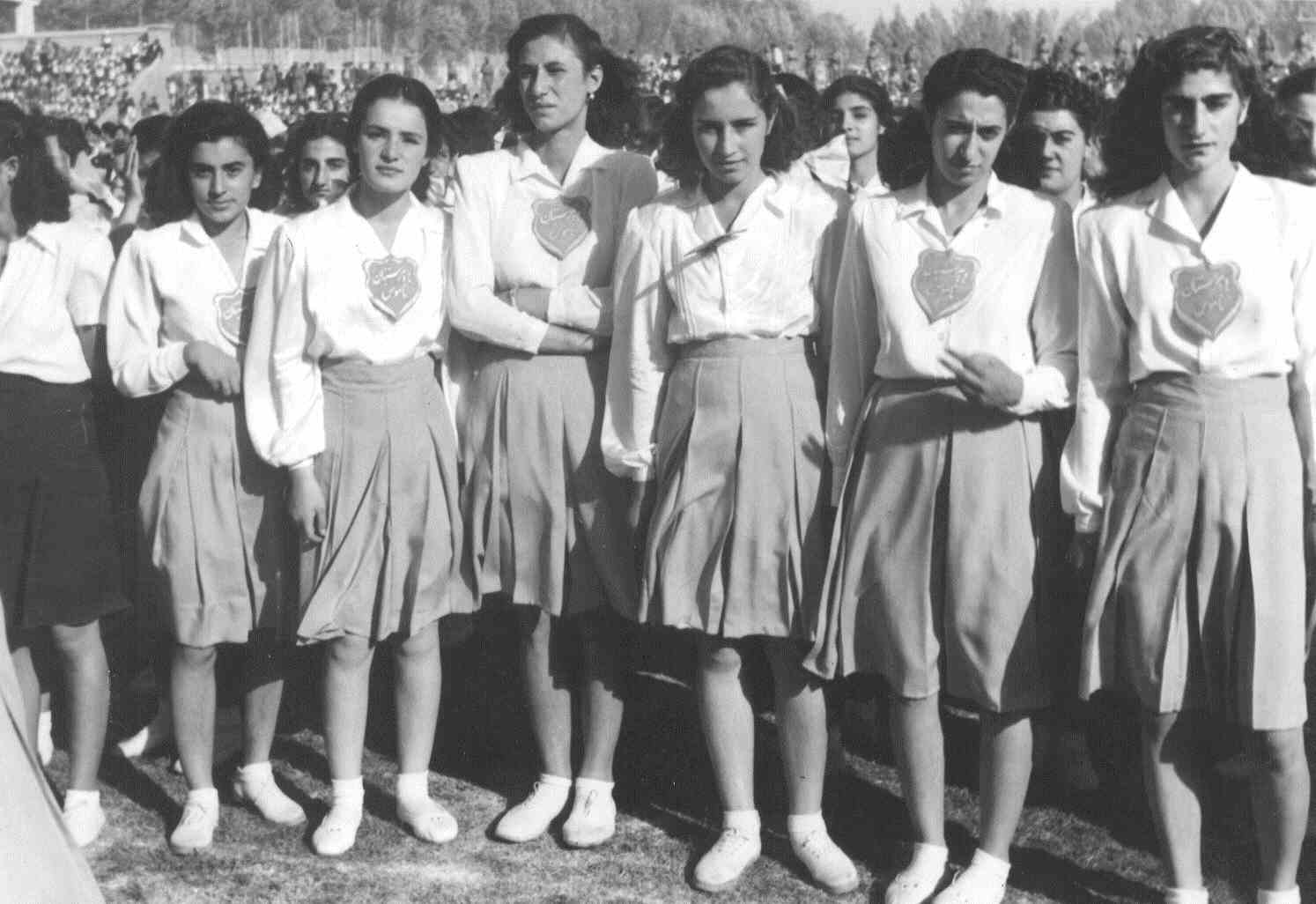
Étudiantes du lycée Namoos lors d'une cérémonie au stade Amjadieh, à Téhéran, le 24 octobre 1948.

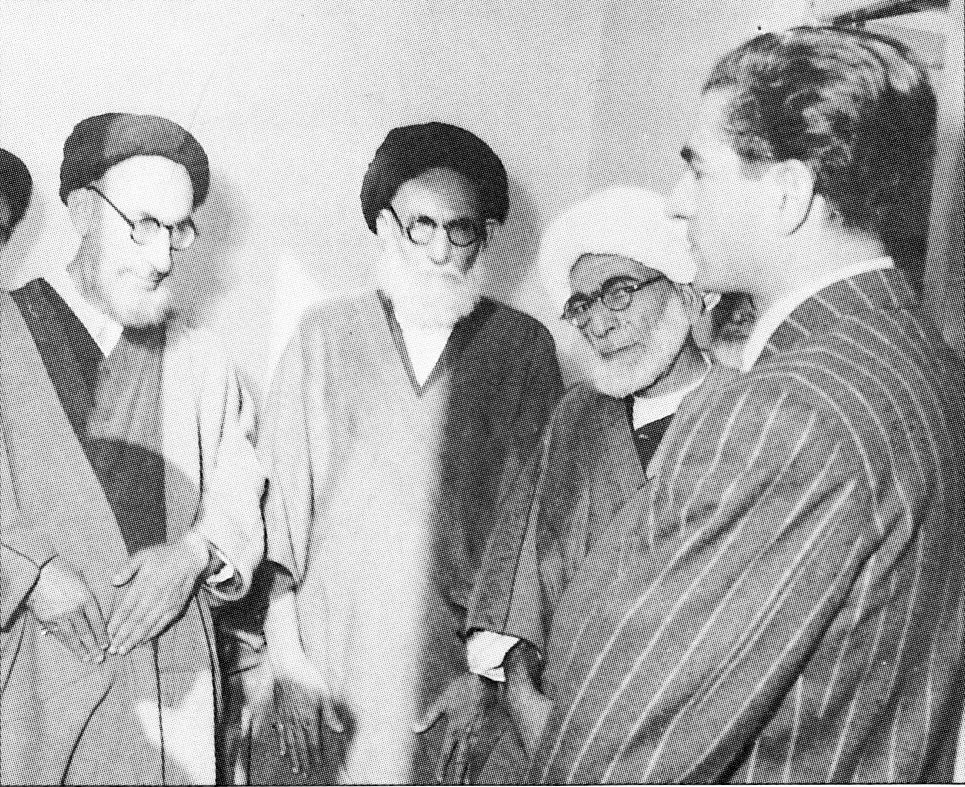
Le chah rendant visite aux mollahs d'Ispahan et de Chiraz, 1944.

À côté de cela, le Shah arrange les relations de la monarchie avec le clergé, tenu loin du pouvoir depuis les réformes de Reza Chah, qui les considérait comme des obstacles à la modernité, et invite à rentrer en Iran l'ayatollah Kazem Shariatmadari, bientôt figure nationale du chiisme éminemment respectée, puis le Grand Ayatollah (Marja-e Taqlid) Seyyed Hossein Boroudjerdi, qui lui fera figure de grand nom du chiisme duodécimain à l'international. Ses relations se tendront cependant vite avec l'ayatollah Kachani du fait de l'obscure implication de ce dernier dans l'attentat contre sa personne le 4 février 1949, et qui sera expulsé au Liban.
Quand Shariatmadari revient en Iran, il demande au chah de revenir sur des réformes laïcistes de son père : abolir l'interdiction du voile dans les édifices publics, réintroduire l'enseignement religieux. Si Mohammad Reza accepte de réintroduire les prières, il refuse de revenir sur l'établissement de l'enseignement mixte. Il est convaincu que les religieux sont des soutiens indéfectibles de la monarchie effrayés eux aussi par la menace communiste. Quand l'ayatollah Boroudjerdi revient en Iran en 1944, Mohammad Reza Chah rompt avec le protocole et lui rend visite à l'hôpital. À partir de là, il y aura une très bonne entente cordiale entre les deux hommes, le chah visitant Boroudjerdi régulièrement jusqu'à sa mort en 1961.
L’Iran au sortir de ces années d’occupation et de crises est un pays au bord de la ruine, 11 tonnes d’or de la Réserve nationale de la Banque Nationale d’Iran ayant permis de s’assurer -sans succès- du départ des Soviétiques en 1945. Ce n’est qu’avec l’application en Iran du programme Point Quatre (en) américain que l’économie iranienne pourra se remettre à flot. Dans cette perspective, le Shah effectue un voyage aux États-Unis du 16 novembre au 13 décembre 1949, où il rencontre le président Harry S. Truman. Les priorités des gouvernements successifs iraniens sont la promotion de l’agriculture, l’investissement dans les infrastructures de base comme les systèmes d’irrigation et de drainage[réf. nécessaire], la remise en place d’un système de santé. L’Iran se rapproche considérablement des États-Unis à cette époque : la doctrine Truman s’applique en Iran, et l’Iran fut l’un des premiers bénéficiaires de l’assistance politique et économique des États-Unis avec la Grèce et la Turquie. L'Iran est le deuxième État à majorité musulmane, après la Turquie, à reconnaître l'État d’Israël, considéré comme son meilleur ami non-musulman, le 14 mars 1950.
Malgré tout, l’économie iranienne reste faible et en 1948, de mauvaises récoltes aggravent la situation.

### Nationalisation du pétrole et années Mossadegh (1949-1953)

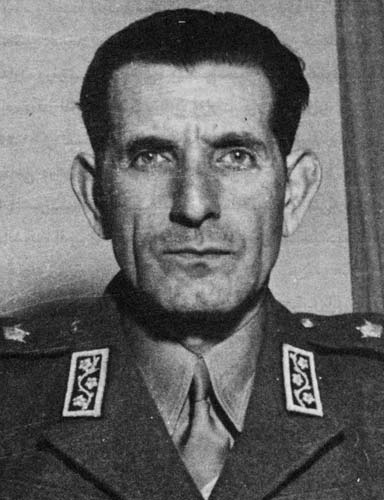
Haj Ali Razmara.

#### Prémices de la nationalisation
À l’aube des années 1950, l’enjeu énergétique et la Guerre froide vont placer l’Iran au centre des préoccupations géostratégiques de la Grande-Bretagne, de l’Union soviétique et des États-Unis. En effet, Londres tient absolument à conserver sa maîtrise du golfe Persique et sa mainmise sur les champs pétrolifères, par le biais de l’AIOC. De son côté, Moscou convoite les ressources naturelles de la mer Caspienne et s’appuie sur le parti Tudeh pour influencer le cours des événements. Quant à Washington, sous l’impulsion de la CIA et du cartel des Sept Sœurs, elle n’entend plus se laisser damer le pion par les puissances coloniales traditionnelles : il importe désormais d’ancrer durablement le modèle américain, tant d’un point de vue économique, politique qu’idéologique, au cœur du Moyen-Orient.

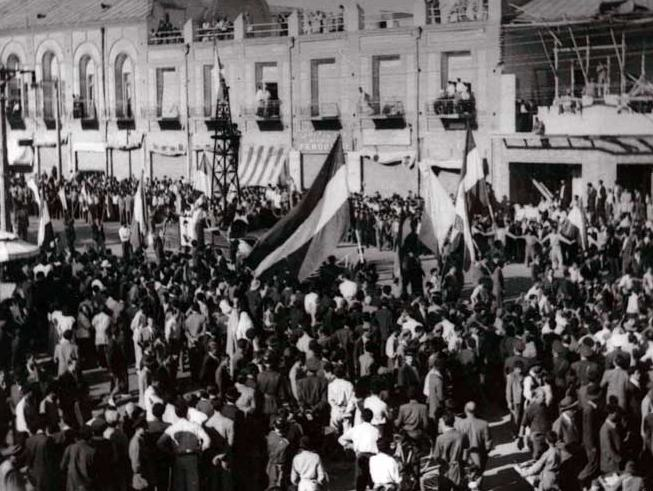
Manifestation en faveur de la nationalisation à Téhéran, années 1950.

Mohammad Mossadegh.

En ces années d'après-guerre, et alors que le pays subit une crise économique, la production iranienne n'a cessé de s'accroître, et l'AIOC est un véritable état dans l'état. L'animosité de la population vis-à-vis de la compagnie est nettement plus exacerbée du fait que le pays ne touche que 8 % des bénéfices engendrés par la production pétrolière. Et ce, alors que dans l'Arabie saoudite voisine, en 1950, l'ARAMCO conclut un traité établissant une répartition 50/50 entre les compagnies du cartel américain et le pays. Les renégociations sont ouvertes dès 1949, sous le gouvernement de Mohammad Sa'ed, et on cherche ensuite à trouver une répartition comparable à celle de l'Arabie saoudite. Une commission pétrolière est créée au sein du Parlement pour gérer l'affaire et les projets de loi issus des négociations avec l'AIOC ; elle est d'abord présidée par le fondateur du Front national, le tribun Mohammad Mossadegh, qui est ensuite remplacé par Haj Ali Razmara quand ce dernier devient chef du gouvernement. Le Premier ministre Razmara retire du projet de loi le contrat précédemment négocié par Sa'ed, puis rouvre des négociations avec l'AIOC. Face aux négociations qui traînent avec Razmara, le 20 novembre 1950, plusieurs députés du Front national, dont Mossadegh, présentent un projet de loi en 9 points sur la nationalisation absolue du pétrole au Parlement. Les négociations de Razmara sont interrompues par son assassinat, le 7 mars 1951 par Khalil Thamasebi, membre du groupe islamiste radical des Fedayin de l'Islam. L'ayatollah Abol-Ghasem Kashani déclara ensuite que le tueur de Razmara était un « sauveur du peuple iranien » et demanda sa libération immédiate. Au lendemain de l'assassinat de Razmara, la Commission du pétrole du Parlement décide de reprendre la loi de Mossadegh sur la nationalisation de l'industrie pétrolière de l'Empire d'Iran.
La nationalisation de l'industrie pétrolière, si elle s'est vue soutenue par la totalité du peuple iranien, a des attraits différents selon les uns et les autres. Pour le parti communiste Tudeh la nationalisation était une étape importante dans la mise en place d'un Iran socialiste. Pour Mohammad Mossadegh et son parti le Front national, ça allait plus avec la souveraineté politique et l'honneur national. Les islamistes et leurs partisans y ont vu une lutte contre l'occidentalisation (gharbsadegi) de l'Iran, critiquant Razmara qui se souciait de la praticabilité d'une telle loi, et freinait la nationalisation, cherchant à prendre toutes les précautions nécessaires, ce qui le fit passer pour un agent des Britanniques (alors que Razmara s'était rapproché de l'URSS) ; c'est du moins l'impression qu'il fit à Mossadegh, qui lui dit en pleine séance parlementaire, alors que Razmara venait de dire qu'il ne pensait pas que le pays soit réellement en mesure de vendre et d'extraire par ses propres moyens son pétrole.

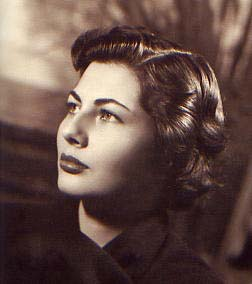
Soraya Esfandiari Bakhtiari.

En marge de tous ces événements, la Cour est préoccupée par autre chose : le mariage du Chah avec Soraya Esfandiari Bakhtiari, une Irano-Allemande, fille de 18 ans de Khalil Esfandiari, qui sera ambassadeur en Allemagne de l’Ouest après cela, et de Eva Karl, approchée par la Cour puis devenue amie avec la princesse Chams. Alors que le mariage est prévu pour novembre 1950, Soraya tombe malade à plusieurs reprises et le mariage est décalé au 12 février 1951. Dans ses mémoires, Soraya décrivit la forte impression que le Chah lui fit comme chef d’état de son pays natal, puis comme homme, qui lui-même tomba très vite amoureux d’elle, après leur première rencontre au palais de Sa’adabad dans le cadre d’une réception pour la potentielle fiancée du Chah. Ils seront un couple très uni et très amoureux, le Chah cessant d’apparaître comme un monarque play-boy et restant fidèle à sa nouvelle femme.

#### La nationalisation du pétrole (1951-1952)

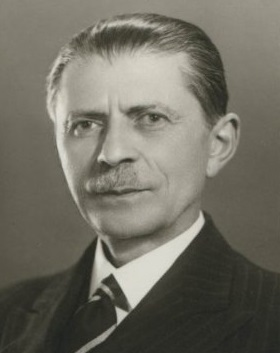
Hossein Ala' devient Premier ministre après la mort de Razmara.

Le Parlement approuva le projet de loi de nationalisation le 15 mars 1951, une semaine après l’assassinat de Razmara et chargea la Commission Pétrolière d’en élaborer les règles d’application. Le 19 mars 1951, le Sénat approuva à son tour le projet, et il reçoit la sanction royale le 21 mars, où la joie populaire est déchaînée pour le nouvel an (Nowrouz). Le Shah chargea ensuite Hossein Ala’, le nouveau Premier ministre, de conduire les négociations sur la mise en pratique de la nationalisation sur la gestion de raffineries de l’AIOC. Mais l’AIOC, en signe de désaccord, refuse de payer les employés iraniens d’Abadan. En réplique, le Tudeh, lié aux mouvement syndicalistes, déclenche plusieurs manifestations, qui sont plutôt orientés contre le gouvernement qui a jeté de l’huile sur le feu en voulant nationaliser ; le Tudeh est en fait directement lié aux visées soviétiques (qui entrevoient une certaine répartition du pétrole, mais gérée par des étrangers : le pétrole du nord pour l'URSS, celui du sud pour les Britanniques, alors que les États-Unis prennent part au débat en soutenant les nationalistes). Lors des manifestations, des Britanniques trouvent la mort, et pour régler la situation, Ala’ décrète la loi martiale, réprime les manifestations mais finit par démissionner le 28 avril.
Le 29 avril 1951, Mohammad Mossadegh devient Premier ministre et entreprend d'importantes réformes : nationalisation du pétrole, mais aussi création de la sécurité sociale et réforme agraire. Jusqu'en 1953, Mossadegh signera de nombreux décrets-lois (plus de 200) visant à réformer la société iranienne, la plupart bien pensées et très réfléchis, mais, à cause du manque d'argent dû à la crise qui suivra la nationalisation, quasiment aucune ne sera mise en place, si ce n'est la première.

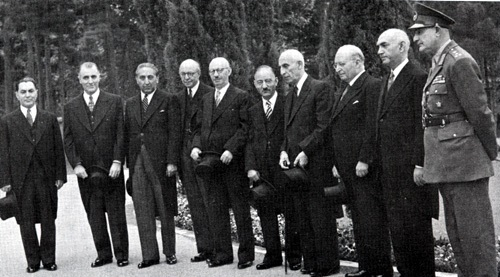
Le premier cabinet du Premier ministre Mossadegh (29 avril 1951-17 juillet 1952).

Le 30 avril, le plan de 9 points fut confirmé par le Sénat et reçu la signature du Chah le 1er mai 1951 pour le nouveau gouvernement. À alors lieu la nationalisation proprement dite : Mossadegh facilite la tâche d’Ala’ : il refuse purement et simplement toute négociation avec les Britanniques, alors que du fait de son rôle dans le processus de la nationalisation, il est devenu l’idole du peuple iranien, adulé et encensé. Sa personnalité fascine, et le Shah s’associe autant qu’il peut à son action. Il fonde la Société Nationale Iranienne de Pétrole (SNIP, ou NIOC pour National Iranian Oil Company), désormais seule propriétaire du pétrole iranien pour le gouvernement. Le 28 juin 1951, la nouvellement fondée SNIP opère un changement de signalétique sur tous les emblèmes de l’impuissante AIOC. La gestion provisoire de la NIOC voyagea à Khorramshahr et déclara que les travailleurs et les employés de l’AIOC dépendaient maintenant de la SNIP et du gouvernement iranien. Ils exigèrent la libération du fonds et indiquèrent à la gestion de l’AIOC que 75 % de tous les revenus de façon rétroactive avant le 20 mars 1951 devaient être transférés au trésor de l'Iran.

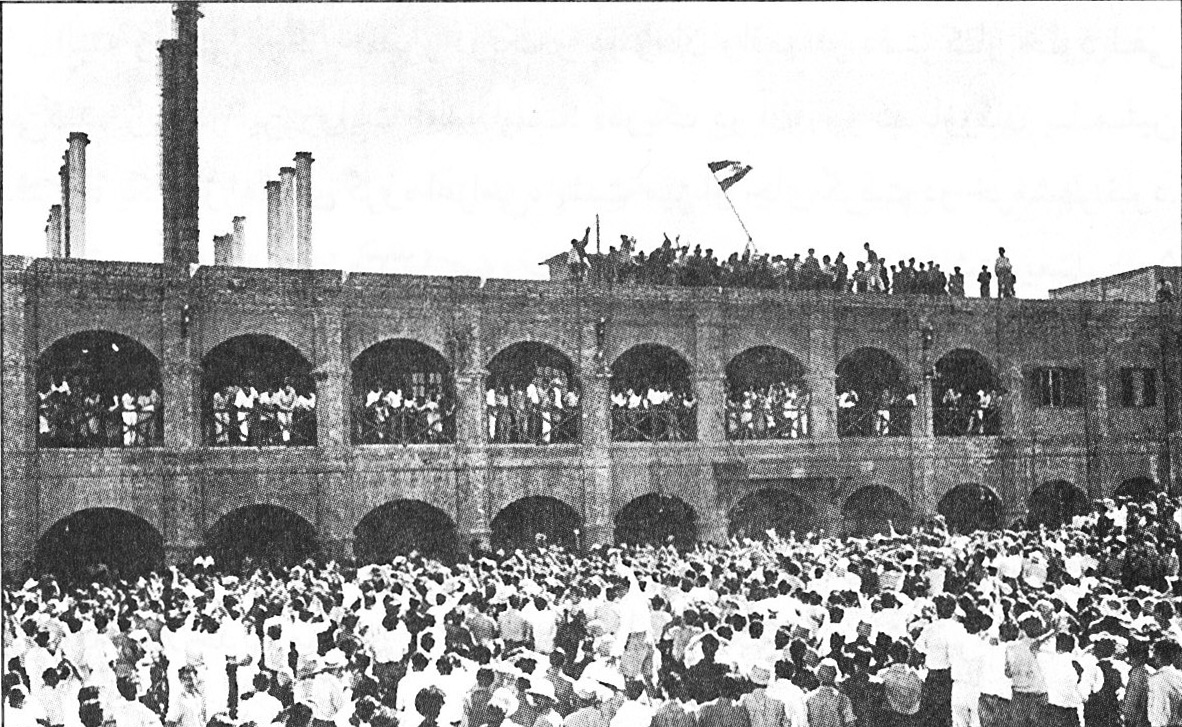
Proclamation de la SNIP à Abadan, le 20 juin 1951, en présence du Premier ministre Mossadegh, du chah Mohammad Reza, et de la reine Soraya.

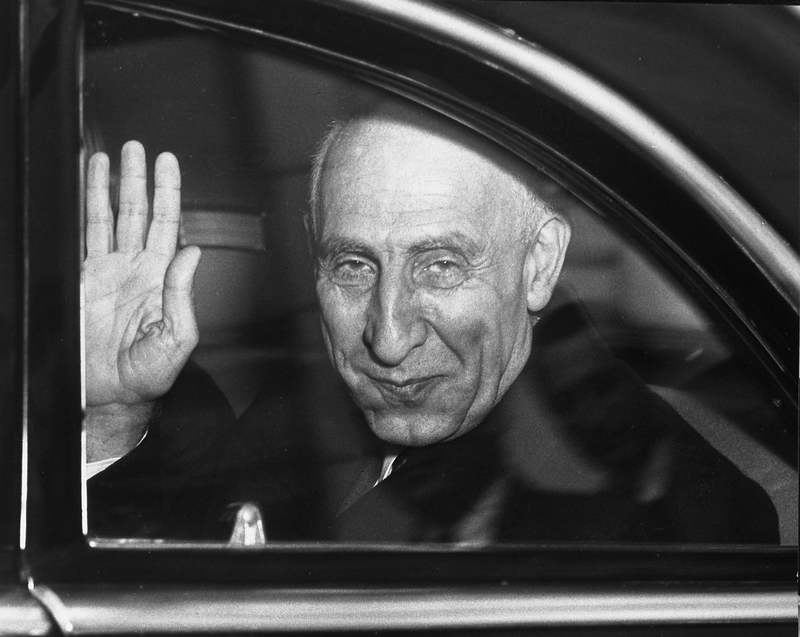
Mohammad Mossadegh, ici lors de son voyage aux États-Unis

La gestion locale de l’AIOC à Abadan refusa cette décision, estimant que les employés de l’AIOC restaient ceux de l’AIOC et non pas ceux de cette SNIP qu’ils ne reconnaissaient pas, puis voulurent rouvrir des négociations, mais la SNIP resta inflexible. Le différend sur la nationalisation de l'industrie pétrolière tourna à ce qui fut connu comme la crise d'Abadan. Les Britanniques protestent : ils effectuent même des manœuvres militaires à Chypre ou en Irak : le Chah en personne notifie à l’ambassadeur que si une attaque arrivait, il prendrait lui-même la tête de ses troupes contre les envahisseurs. L’ambassadeur américain Henry F. Grady joue les médiateurs dans la crise, puis il est relégué (ou rejoint) par Averell Harriman, administrateur du plan Marshall ; l’arrivée de cet Américain en Iran déclenche l’hostilité du Tudeh, qui cherche à donner aux Soviétiques un prétexte pour intervenir en Iran. Les Britanniques, se sentant toujours spoliés, font appel à la Cour internationale de Justice à La Haye et plus tard, au Conseil de sécurité des Nations Unies, mais sans parvenir à un accord sur la question. La Cour déclara qu’elle n’était pas compétente, car ne régissant que les conflits entre les États et non pas les conflits entre un groupe et un état. En outre, le Conseil de sécurité, après avoir confronté un émissaire britannique et Mossadegh venu en personne, décide « de ne pas inscrire l’affaire à l’ordre du jour ». Les États-Unis, s’ils déplorent la crise, ne voient pas que des mauvais côtés aux événements, espérant avoir un rôle dans l’issue future de la crise : Mossadegh voyage aux États-Unis à l’occasion de sa présence au Conseil de sécurité de l’ONU, et est accueilli par le président Truman. Les Américains finissent par lâcher les Britanniques, et ces derniers rapatrient tout le personnel de l’AIOC hors d’Iran. Mossadegh leur offre un emploi dans la nouvelle société SNIP, mais pas un n’accepte.

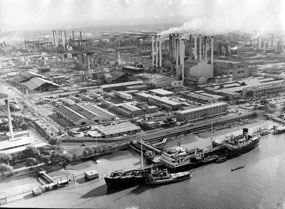
Les installations de l'AIOC à Abadan.

Les mois passent et la situation se détériore : les techniciens iraniens ne sont pas assez expérimentés ni nombreux pour s’occuper des puits, qui ferment ou brûlent, faute d’entretien. Les relations continuent de se dégrader avec les Britanniques, qui finissent par décréter un embargo total sur le pétrole iranien : ils décrètent que tous pays acquiesçant du pétrole iranien, acquerra un bien volé. Selon Daniel Clairvaux, auteur d’un essai sur l’Iran, « Mossadegh a commis deux erreurs politiques majeures : d’une part, il est convaincu que le monde ne pourra se passer de pétrole iranien ; en réalité, d’autres pays (l’Irak, le Koweït, l’Arabie saoudite) se sont substitués ; d’autre part, il croit pouvoir se passer des étrangers pour exporter le pétrole : ce ne sera pas possible à cause du blocus organisé par l’Angleterre. ». La situation politique en Iran n’est pas mieux, Mossadegh, entraînant le pays dans la crise par son intransigeance, commençant à perdre son aura, bien que l'anglophobie du peuple reste vivace. Les Britanniques saisissent une nouvelle fois la Cour de La Haye, et Mossadegh et sa suite s’y rendent, cette fois. Les débats sont plus houleux, et la Cour finit par se déclarer de nouveau incompétente. C’est une victoire pour les iraniens, mais c’est un statu quo. En juillet 1952, Mossadegh, reconduit de justesse par le Parlement, exige de ce dernier puis du chah les pleins pouvoirs pour six mois et le ministère de la Guerre. L’un comme l’autre refusant, inquiets devant les intentions floues du chef du gouvernement, Mossadegh remet au Shah sa démission.

#### La lutte pour le pouvoir (1952-1953)
Mossadegh démissionne donc avec fracas le 17 juillet 1952, et pour le remplacer, le Parlement pressent comme Premier ministre Ahmad Ghavam os-Saltaneh, 76 ans. Le chah ne l’apprécie pas, lui reprochant d’avoir été omniprésent dans le rôle de la crise d’Azerbaïdjan, sans parler des contentieux datant de l’époque de Reza Chah, ni d’une mini-crise que Ghavam avait engendré en critiquant ouvertement le renforcement du pouvoir du chah en 1949, mais le nomme Premier ministre. En outre, Ghavam a contre lui la Cour, qui lui reproche à peu près la même chose que le shah, Mossadegh, qui même s’il le connaît et l’apprécie aimerait bien retrouver sa place, et ses partisans, très nombreux, ainsi que le Tudeh, qui, aux ordres de l’URSS, déteste Ghavam depuis l’affaire des crises sécessionnistes.

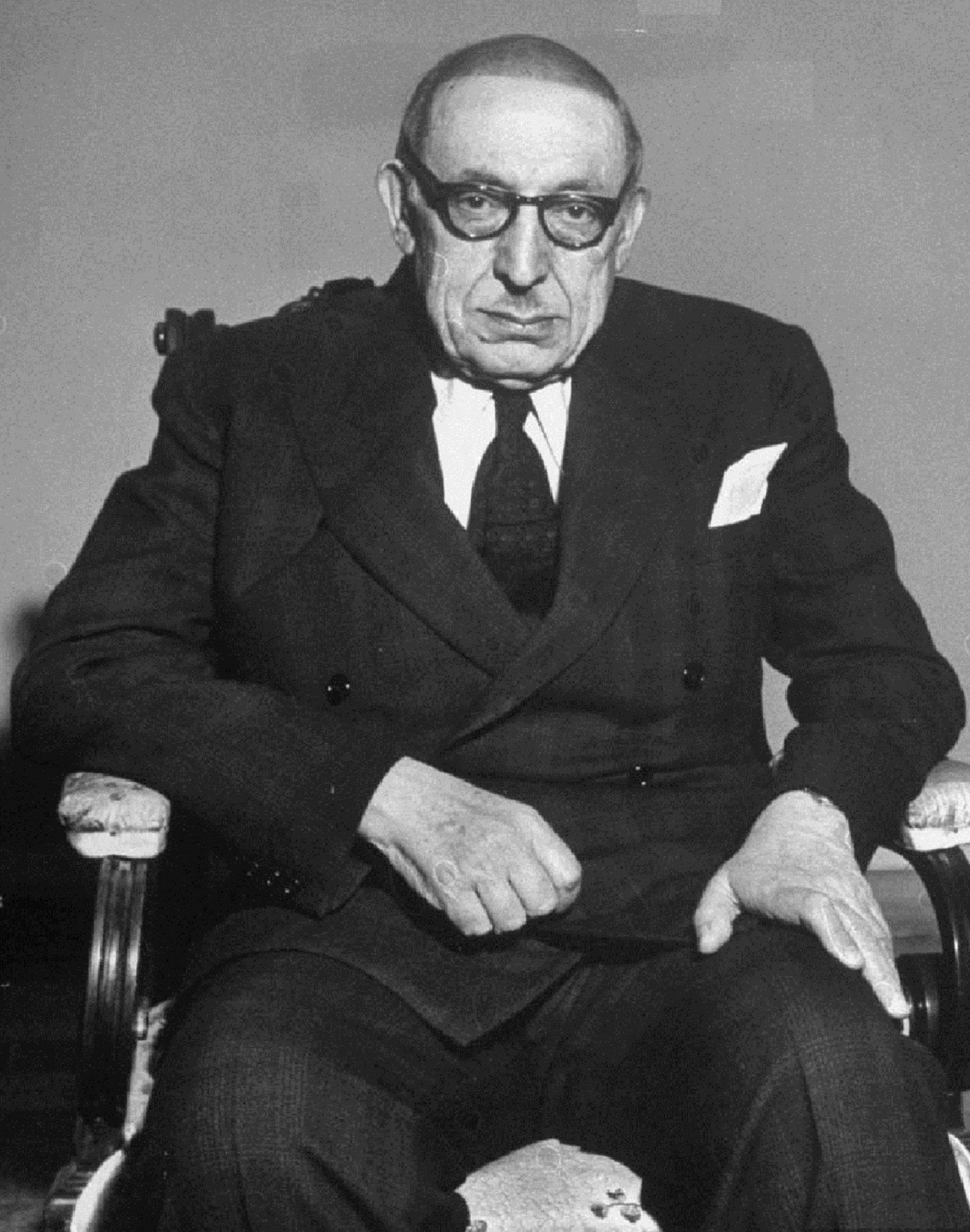
Ahmad Ghavam redevient Premier ministre pour trois jours en 1952.

Ainsi débute une véritable campagne contre le nouveau Premier ministre, à laquelle se joignent les extrémistes religieux, suspectant Ghavam de vouloir tenir les mollahs loin de la politique. Le Premier ministre condamne l’idée d’une économie sans pétrole que le gouvernement Mossadegh avait fini par envisager, et cherche à renouer le dialogue avec l’AIOC, et face au désordre ambiant, à rétablir l’ordre. Mais la situation populaire est complètement chaotique, et des manifestations liant généralement le départ de Mossadegh et une haine de Ghavam deviennent de plus en plus violentes. La maison de Ghavam est prise d’assaut par les émeutiers qui y mettent le feu, sa famille se réfugiant chez une amie. Le shah, sans trop se forcer, finit par démettre Ghavam et, face à la demande populaire, se contraint à rappeler Mossadegh le 22 juillet 1952. Mossadegh redevient donc Premier ministre et Ghavam restera à l’écart de la vie politique jusqu’à l’arrivée au pouvoir du général Zahedi. Après un débat houleux au Parlement, une « Loi d’habilitation », autorise Mossadegh à accéder au pleins pouvoirs pendant six mois, est décidée avec les voix des députés du Front national et du Parti Tudeh le 3 août 1952. Avec cette loi d'habilitation, Mossadegh peut soumettre une loi applicable (provisoirement, jusqu’à la fin de la loi d’habilitation) qu’il a signé au Parlement, qui ne la discute même pas ; droit dont il use.
Mohammad Reza Chah finit par prendre en grippe cet homme providentiel de la nationalisation qu’il avait lui-même soutenu, et dont les prises de position puis l’intransigeance ont fini par l’indisposer, et dont il livrera un portrait à la limite du caricatural dans ses mémoires. Contrairement à Ghavam, l’opposition ancienne et plutôt anecdotique de Mossadegh à Reza Khan en 1925 est oubliée ; ce sont les événements suivant cette reconduite qui comptent alors : Le chah est privé du titre honorifique de chef des armées, et s’il peut effectuer des visites en province pour tester sa popularité, il ne peut désormais accorder ses audiences qu’en présence d’un tiers du gouvernement, surtout le ministre des Affaires étrangères Hossein Fatemi, opposant notoire aux Pahlavi, la princesse Ashraf allant jusqu’à dire que Mossadegh avait placé le téléphone du Shah sur écoute et envoyé des espions dans la Cour. Cette dernière est également victime d’une purge dans la Cour orchestrée par Mossadegh, qui ordonne à la quasi-totalité des membres de la famille royale de quitter le pays, dont la reine-mère Tadj ol-Molouk et le prince Ali Reza, de même que d’autres personnalités, comme Hossein Ala’, ministre de la Cour, et des militaires. Si le shah et Mossadegh se rencontrent régulièrement pour sauver les apparences, la situation se détériore et la rue se divise en deux camps, les pro-Chah et les pro-Mossadegh.
Encore et toujours critiqué par les députés, Mossadegh ne comparait pas devant le Parlement pour cause de maladie et « gouverne depuis sa chambre » le pays. Étant donné que la durée des pouvoirs était limitée à six mois, le débat parlementaire s’oriente vers la question d'une éventuelle extension de la loi d'habilitation. Une majorité de députés décide de prolonger l'autorisation soumise à la condition que tous les décrets signés par Mossadegh fussent soumis au Parlement pour la discussion et l’action. L'extension des pouvoirs de Mossadegh d'un an est décidée par le Parlement le 20 janvier 1953. Mais Mossadegh ne respecte pas les conditions des députés et continuer à gouverner sans réel Parlement.
Le 24 février 1953, le shah consent, sur proposition de Mossadegh, à quitter discrètement le pays, pour éviter les affrontements et remédier à cette ambiance assez malsaine. Le 27 février, la rumeur se répand d’un départ du couple impérial. Le 28 février au matin, l’ayatollah Kachani, en froid avec Mossadegh depuis que ce dernier a ordonné l’arrestation de l’activiste proche des Frères Musulmans Navvab Safavi, fait l’annonce du départ du Chah devant le Majlis, puis le gouvernement se rend à Sa’adabad pour dire au revoir au Shah et à l’impératrice Soraya. Mais la nouvelle du départ du Shah se répand dans la capitale, qui s’agite, voire explose. Les partisans du Shah, menés notamment par Shaban Jafari, descendent dans la rue pour empêcher le départ des monarques ; on voit parmi leurs rangs des membres du clergé, notamment les hommes et les proches de Kachani, dont Rouhollah Mousavi ; les manifestations dégénèrent, et on tente même d’enfoncer la porte de la résidence de Mossadegh. Ce dernier ainsi que les ministres quittent discrètement le palais impérial, tandis que le Shah descend dans la rue, pour dire qu’il est revenu sur sa décision et qu’il restera finalement dans la capitale.

#### L'opérationAjax

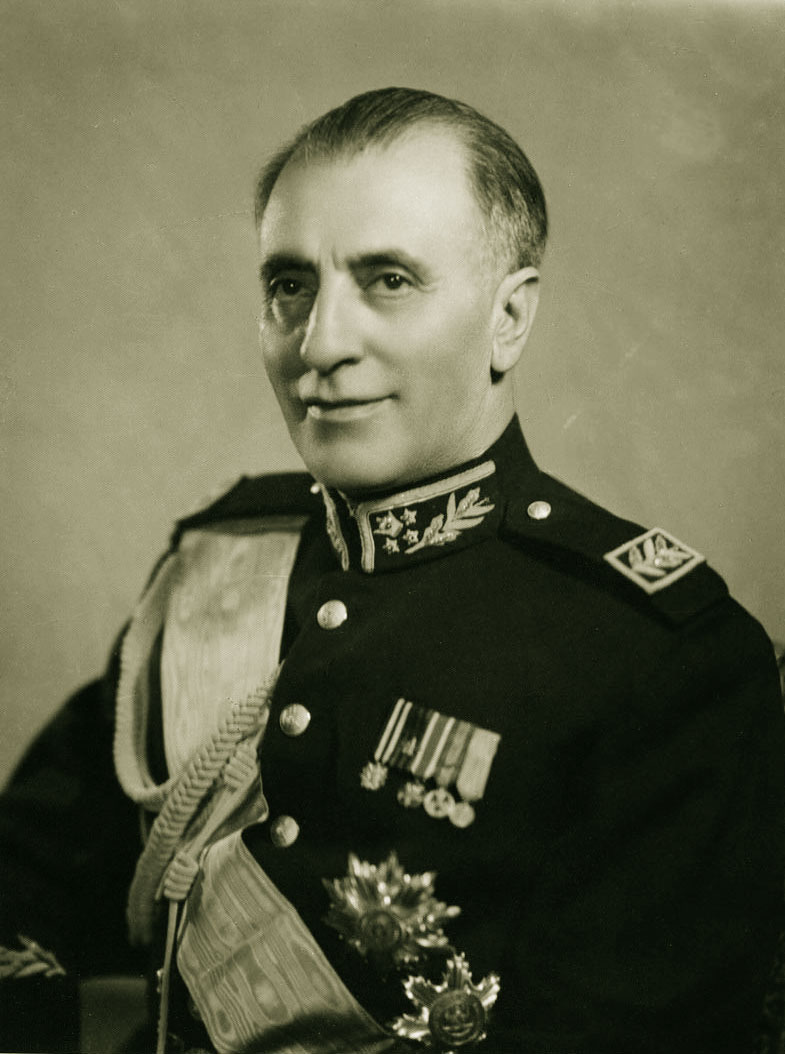
Le général Fazlollah Zahedi.

Les mois passent et le pétrole iranien ne se vend toujours pas, même au quart du prix original. De 54 millions de tonnes en 1950, les ventes tombent à 132 000 tonnes en 1952. La situation interne continue d’empirer, les émeutes de toutes factions continuant. Dans le camp des opposants à Mossadegh, on trouve désormais Fazlollah Zahedi, un général iranien qui fut son ministre de l’Intérieur mais qui avait démissionné après que Mossadegh eut blâmé le chef de la police qui avait réprimé les manifestations anti-américaines lors de l’arrivée d’Averell Harriman, chose que Mossadegh avait plus tôt approuvée mais qu’il condamne désormais pour éviter de perdre le soutien des communistes. Mossadegh l’a en outre suspecté d’être l’un des principaux instigateurs des événements de février 1953. Le 24 avril 1953, l’enlèvement et l’assassinat du chef de la police, Mahmoud Afshartous, mystérieux mais dans lequel aurait trempé Mozaffar Baghai,, ancien allié de Mossadegh rallié à Zahedi, aggrave l’insécurité ambiante. Le 10 mai, une émeute prend d’assaut le siège du Majlis au Baharestan, agressant les députés, et Kachani démissionne de sa présidence du Majlis ; sa résidence est attaquée et dynamitée le 1er août.

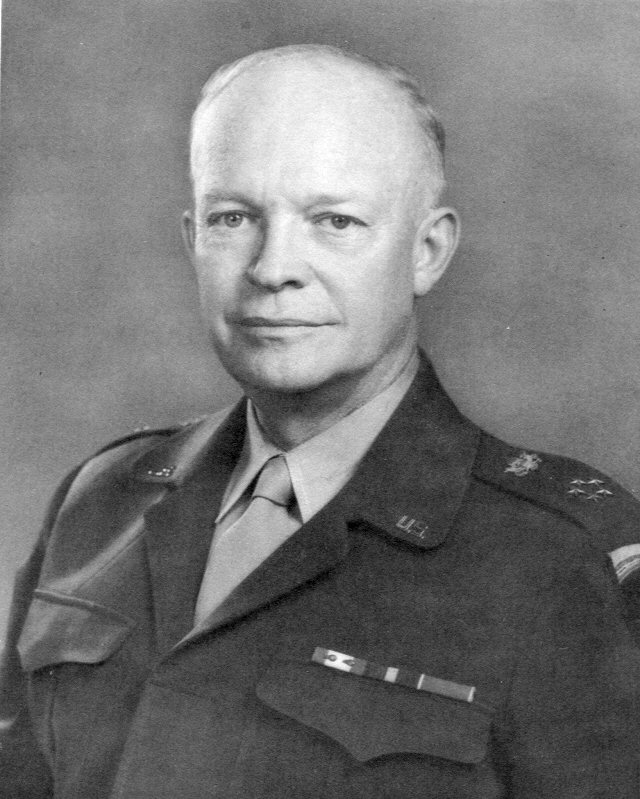
Dwight Eisenhower, président des États-Unis de 1953 à 1961.

Début 1953, Dwight D. Eisenhower, devenu président des États-Unis le 20 janvier 1953, se pose en nouveau médiateur sur le litige britannique : il offre à Mossadegh de faire reconnaître la nationalisation à l’AIOC, contre dédommagement de la compagnie britannique, et de renflouer ensuite les caisses de l’état iranien, qui en ont grandement besoin. Mais Mossadegh exige un prêt à ses conditions et louvoie sur le reste. À Washington, des rumeurs naissent qu'il aurait décidé de se tourner vers l'Union soviétique pour vendre le pétrole ; la nouvelle administration prend peur : on sait que Mossadegh, pour se faire pressentir et ensuite pour la nationalisation, a pactisé avec les communistes, et qu’il a dans son gouvernement de nombreux sympathisants de la république, comme Hossein Fatemi, ou du futur pacte de Varsovie. Et si l’Iran se tournait vers le bloc de l’est ? Face à la demande déconcertante de Mossadegh, Eisenhower diffère sa réponse, puis commence de secrètes tractations avec le Royaume-Uni pour trouver une issue à la crise, qui passera par le remplacement de Mossadegh, et qui débouche sur la planification d’un coup d’État supervisé par les services secrets américains et britanniques pour renverser le docteur Mossadegh.

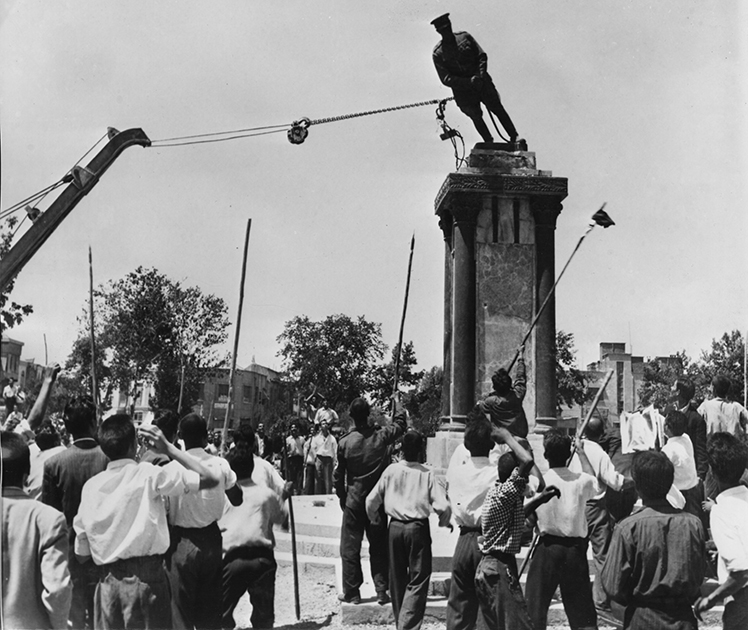
Statue de Reza Chah déboulonnée au Baharesthan le 16 août 1953

Au Majlis, la majorité des députés s’est retournée contre Mossadegh ; ce dernier organise le 3 août 1953 un référendum sur la dissolution du Parlement, dont il sort vainqueur ; il organise sine die de nouvelles élections, lors desquelles ils espère se refaire un appui parlementaire. Le Chah a là une occasion de le démettre : selon la Constitution, le monarque peut démettre le chef du gouvernement selon sa volonté, mais l’usage avait été pris que le chef d’état se repose sur le « pressentiment » du Majlis avant de nommer un gouvernement ; en l’absence de Parlement, le Chah reprend cette prérogative. Le plan de la CIA et du SIS, qui avaient pressenti le référendum, prend le nom de « plan AJAX » et consiste à faire renvoyer Mossadegh en utilisant pour cela une lettre (firman) du chah, qui utiliserait son pouvoir pour nommer à la place un autre homme, en l’occurrence le chef de l’opposition déclarée, le général Zahedi, choix approuvé par les Américains mais désapprouvé par les Britanniques. Le 24 juillet 1953, Ashraf, contactée par les services secrets étrangers, se rend à Téhéran dont elle a été chassée l’année dernière, et est accueillie par Mossadegh, qui cependant lui laisse deux jours pour faire ce qu’elle a à faire ; temps suffisant pour la princesse qui remet à son frère une enveloppe contenant probablement les détails du plan de la CIA et du MI6 et la demande de l’exécuter. Mohammad Reza Chah a lui déjà rencontré les superviseurs du plan, Donald Wilber, Kermit Roosevelt Jr. et Shapoor Reporter. Il est prévu aussi que le plan ait lieu lorsque le Chah sera en vacances au palais de Babol, à Kelardasht, et donc à 6 heures de voiture de Téhéran.

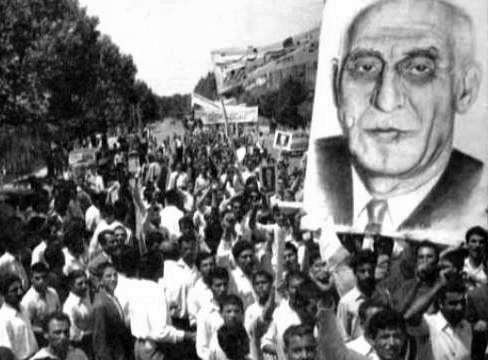
Manifestation des partisans de Mossadegh.

Le 15 août 1953, le Shah signe le décret par lequel il rejette Mossadegh en tant que Premier ministre et le remplace par Fazlollah Zahedi. Mais Mossadegh, qui reçoit la lettre en pleine nuit, refuse sa démission et fait arrêter le colonel Nematollah Nassiri, l'officier porteur du message. Pourtant, selon la suite des événements, il ne semblait pas avoir une volonté de se maintenir au pouvoir et de passer outre à la décision du roi, même s’il niera plus tard les événements.
Le 16 août 1953 au matin, le shah panique et s’enfuit à Bagdad, la destination la plus proche, et plus tard à Rome. Il n’est accompagné que de son épouse, d’un ancien ministre de la Cour et de son futur beau-frère, le général Khatam. Débarquant au milieu d’une parade militaire à Bagdad, ils ne sont pas reconnus et sont éconduits dans un hangar ; Fayçal II finit par apprendre qu’ils sont là et leur propose de rester discrètement, mais Soraya ayant des propriétés à l’ambassade iranienne de Rome, ils partent pour la Ville au Sept Collines. Mais leurs affaires sont bloqués par les responsables de l’ambassade ; un petit carré de fidèles offre cependant au Shah et à la Reine une chambre à l’hôtel Excelsior de Rome. Tout semble fini en royauté pour Mohammad Reza Chah Pahlavi. Avec Soraya, ils vivent quelques instants de répit loin du climat explosif de Téhéran et font des projets pour leur avenir ; le chah pense à s’établir aux États-Unis pour y tenir un ranch, une idée qui séduit Soraya.

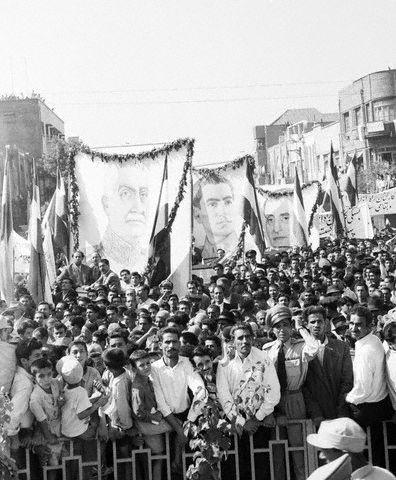
Manifestation des partisans du Chah

En Iran, la situation a empiré : le départ du chah, appris le matin du 16 août, a déchaîné les passions et Mossadegh ne s’y attendait pas non plus ; les avis des uns et des autres divergent sur ce qu’il faut faire maintenant : proclamation d’une république, alignement sur Moscou, autre ? Mossadegh finit par opter pour la mise en place d’un conseil de régence, mais il veut d’abord rétablir l’ordre, ce qui n’est pas gagné. Les partisans du chah se déchaînent, en même temps que ceux de Mossadegh qui manifestent de joie, ce qui mène à l’affrontement. Les statues de Reza Chah sont déboulonnées à Téhéran, et le 17 Hossein Fatemi tient parmi les manifestants un discours dans lequel il incite les iraniens à aller plus loin et à se débarrasser des Pahlavi, dont il parle en des termes orduriers.
Le général Zahedi, activement recherché, se cache, mais fait organiser de grandes manifestations en faveur du roi. Les partisans des religieux, notamment les commerçants du Bazar, ne savent pas trop quoi faire, de même que l’armée. La diplomatie étrangère est inquiète et essaie de cacher au mieux l’implication de la CIA et du SIS (même s’il fut avancé qu’ils aidèrent financièrement Zahedi) et l’ambassadeur américain Loy W. Henderson rencontre Mossadegh pour essayer de démêler la situation, sans succès. Finalement, le grand ayatollah Boroudjerdi, autorité suprême du chiisme, ainsi que les ayatollahs Behbahani, et Kachani, finissent par indiquer à leurs partisans de se rallier à Zahedi et au Chah. L’armée déserte en masse pour aller rejoindre les mêmes forces, en même temps que la situation échappe au gouvernement. Le 19 août, la résidence de Mossadegh, qui sert de siège au gouvernement depuis quelques jours, est attaquée et incendiée ; la garde de Mossadegh résiste héroïquement mais est battue, et le Premier ministre s’enfuit. Zahedi se rend ensuite au siège de la Radio Nationale et se proclame Premier ministre légitime, appuyé par les copies du décret du Chah distribué en masse à la population. La soir, les partisans du Shah et de Zahedi contrôlent la situation et Mossadegh n’est plus Premier ministre.

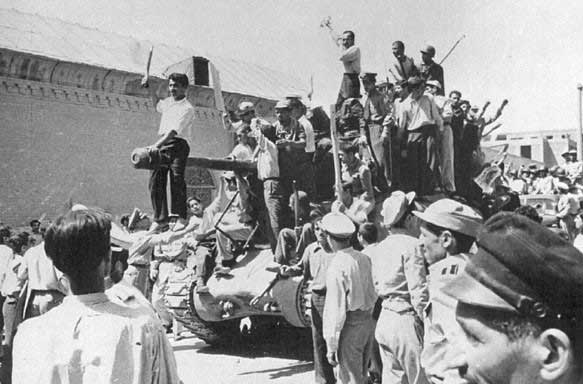
La victoire finale des troupes du général Zahedi, appuyé par l'armée

#### Retour au pouvoir et chute de Mossadegh: un tournant

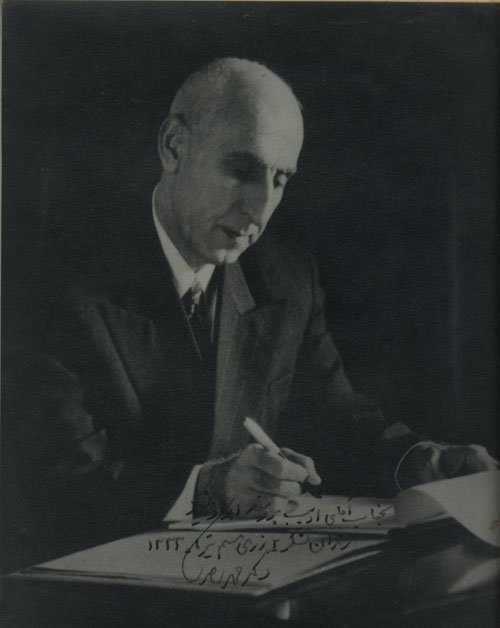
Mossadegh. Le texte dans l'image dit : « Dédié à Mr. Adib Boroumand. Prison de la Armée, (11 juillet 1954). »

Réfugié chez un ami, Mossadegh se livre ensuite aux forces de Zahedi, et son successeur ordonne qu’il soit bien traité. Le Chah, toujours à Rome, est en train de déjeuner quand on lui apporte un télégramme lui annonçant que Mossadegh a été renversé et que Zahedi a pris le pouvoir. Il faut cependant pour Mohammad Reza que le général Zahedi joue à être le « Monck Iranien », et rappelle sur le trône le roi ; or il n’y est pas exhorté par les personnalités, dont Hassan Taghizadeh ou Denis Wright, ce dernier lui conseillant même de chasser le chah et ce qui reste du régime impérial. Mais Zahedi invite le chah à rentrer en Iran le 20 août. Mohammad Reza adresse des remerciements à tous les meneurs de foules, et le 22, c’est chose faite. Le chah est accueilli triomphalement par ses partisans à l’aéroport de Mehrabad, dont Zahedi et Nassiri.
Mossadegh est mis aux arrêts et les avis divergent à son égard : le chah insiste pour qu’il soit jugé, ayant effectué un putsch en refusant le firman de Nassiri la nuit du 15 au 16 août. Zahedi avance en premier lieu les valeurs de Mossadegh, mais reconnaît que le chah a raison. Mohammad Reza décide donc de consulter une sorte de conseils d’hommes politiques chevronnés qui, après délibération, ne dispensent pas l'ex-Premier ministre d’un procès. Il s’ouvre donc le 8 novembre 1953 : on y confronte tous les protagonistes du gouvernement Mossadegh, et si certains lui restent fidèles d’autres pensent avant tout à se disculper. Mossadegh joue beaucoup de sa personne, mobilisant une partie de l’intérêt de la presse. En coulisses, on suggère au chah de gracier Mossadegh avant même la fin du procès, ce dernier ayant rendu plus de services à la patrie que l’ayant maltraitée ; Mohammad Reza, ennuyé par ce déferlement médiatique et ayant fait la même conclusion, décide de gracier son ancien Premier ministre.
Mohammad Mossadegh est ainsi « condamné » à trois ans de prison puis à l’assignation à résidence. Il ira ainsi vivre en exil sur ses terres de Ahmad Abad, où il résidera jusqu’à sa mort, le 7 mars 1967. De tous les collaborateurs de Mossadegh, seul Hossein Fatemi, après une longue cavale, sera condamné à mort, malgré des efforts du général Zahedi, qui redoutait qu'il devienne un martyr anti-Pahlavi, ce qu'il devint après son exécution le 10 novembre 1954.
Dans le cadre de la Guerre Froide, on a souvent dit que les États-Unis avaient restauré le pouvoir absolu au chah dans le cadre de l’opération Ajax, ce qui est faux. À la suite du renversement de Mossadegh, Mohammad Reza Chah prend plus conscience de son appui populaire – ainsi que militaire et religieux – et en fera usage plus souvent, devant le Majlis notamment. Cependant, après la démission de Zahedi, il s’affranchira de la pratique constitutionnelle de consulter le Majlis avant de nommer un Premier ministre, appliquant ainsi la Constitution, comme l’avait fait son père, et inaugurant une monarchie autoritaire. Quelques années après l'opération en 1957 le Shah crée l'implacable et cruelle SAVAK avec l'aide de la CIA et du Mossad, démontrant une dépendance extérieure plus importante que la légitimité intérieure. À Washington, Eishensower est toujours président, Richard Nixon vice-président, John Foster Dulles secrétaire d'État, son frère Allen, directeur général de la Centrale. Mais dans le renversement de Mossadegh et la restauration de l'autocratie monarchique, a souvent été négligé le rôle du Royaume-Uni avec à sa tête le premier ministre Sir Winston Churchill.

### Les premières années d’un nouveau pouvoir (1953-1960)

#### Gouvernement Zahedi (1953-1955)

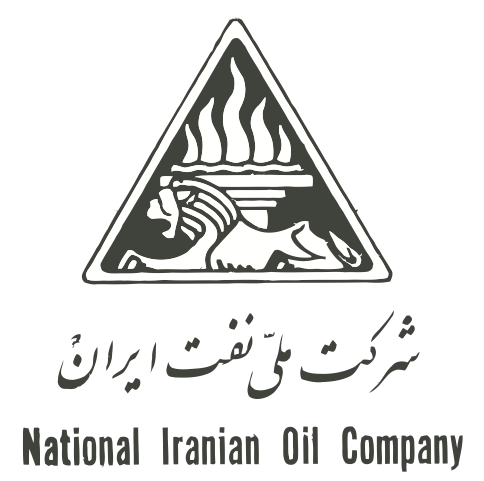
Logo de la NIOC (ou SNIP en français).

Zahedi devenu Premier ministre, Eisenhower renouvelle son offre et le général l'accepte : on lui envoie le 22 août 45 millions de dollars, officiellement pour avoir résolu la crise en rompant avec l'intransigeance de Mossadegh, puis 60 millions pour équiper l'armée.
Le renversement du gouvernement Mossadegh conduit à une renégociation des accords pétroliers avec l’AIOC. Le chah refuse cependant de revenir sur la nationalisation et que l’AIOC récupère son « territoire » Entrent ainsi en jeu les Américains, ainsi que les Néerlandais et les Français, plus minoritaires, pour donner une allure composite à cette ingérence étrangère. Car l’Iran a besoin de ces compagnies étrangères : le pays possède trop peu de techniciens expérimentés ou même de main-d’œuvre, et le gouvernement Zahedi ayant accepté la proposition de renflouement économique proposée par Eisenhower.
Pour ménager la chèvre et le chou, la nationalisation est finalement acceptée par les pays étrangers : le gouvernement iranien, par le biais de la SNIP, est le seul maître de son pétrole, mais il conclut l’accord de la création d’un consortium pour une durée de 25 ans à partir de 1954, lequel reçoit l’exclusivité de la vente pétrolière iranienne. Après de longues négociations menées par Ali Amini avec le consortium de compagnies pétrolières internationales, les personnalités de ce consortium sont trouvées : l'extraction et le traitement ainsi que la distribution des produits pétroliers ne sont plus réservés exclusivement à l'AIOC. Le consortium comprend d’autres sociétés, comme la Shell des Pays-Bas, de nombreuses petites entreprises des États-Unis ainsi que la Compagnie Française des Pétroles (CFP) de France. En fonction de l'accord du consortium furent fondées deux sociétés, avec un siège en Iran selon le droit néerlandais et une autre à Londres, la Iranian Oil Exploration and Producing Co. et la Iranian Oil Refining Co. Ces deux sociétés étaient à 100 % incluses dans la toute nouvelle Iranian Oil Participants Ltd.

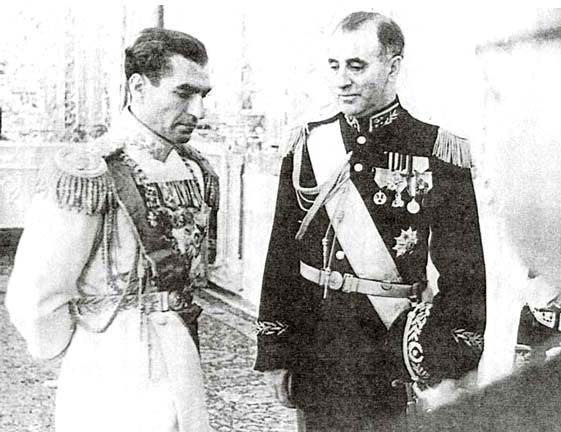
Le Shah Mohammad Reza Pahlavi et Fazlollah Zahedi, lors de Norouz 1955

Les bénéfices des sociétés reviennent à 50 % à l'État iranien. À titre de compensation pour la nationalisation et la nouvelle fonction dans le consortium pour promouvoir le pétrole iranien, ainsi que comme des frais de transfert pour la concession de 1933, l'AIOC reçoit de la part des compagnies pétrolières du consortium 20 millions de dollars pour 10 ans, tandis que l'État iranien lui verse à ce titre 2,5 millions de dollars par an. Après la conclusion du consortium, la vieille AIOC cessa d'exister et fut renommée British Petroleum Company.
Zahedi comme le chah ne sont pas satisfaits de l’accord entre le consortium et la SNIP, signé en novembre 1954. Après cela, des intrigues de cour tendent les relations entre le chah et son Premier ministre, que l’on accuse de vouloir occuper le devant de la scène à l’instar de ce qu’avait fait Ghavam. Car il est vrai que Zahedi mène des processions publiques sans le chah, et qu’il procède à des nominations dans l’armée sans en référer au souverain. Quelques maladresses protocolaires continuent d'accréditer cette idée ; Zahedi assainit cependant les finances publiques, ramène le calme, s’il le faut par la force, la loi martiale étant permanente depuis Mossadegh. Cette loi martiale découvre également l’existence d’un réseau militaire communiste, lié au Toudeh, à l’intérieur de l’armée, et de nombreux officiers et sous-officiers sont impliqués. En 1954-1955, le chah entame avec la reine Soraya une tournée de pays alliés, des États-Unis à l’Inde en passant par l’Allemagne et le Royaume-Uni, et pour Nowrouz 1955, le faste déployé est à la limite de l'inhabituel, mais c'est une façon pour le gouvernement d'indiquer que les années de crise et de privation sont passées. Mais la situation continue de se tendre, à l’image du différend entre le chah et Zahedi sur l’adhésion de l’Iran au pacte de Bagdad ; le général Premier ministre, poussé par le chah, finit par démissionner le 7 avril 1955.
Le 17 octobre 1954, la cour est assombrie par un deuil : le prince héritier et frère du roi, Ali Reza, se tue dans un accident d'avion. La question de la succession du souverain est lancée. Tandis que les idées de faire des princes Ali Patrick ou Gholam Reza les nouveaux héritiers entraîne des casse-têtes constitutionnels (Ali Patrick n'a pas une mère iranienne, et Gholam Reza a une mère qājāre, deux conditions qui, selon la Constitution, devraient les écarter du trône), on commence à s'étonner de l'absence d'héritier entre Soraya et Mohammad Reza, couple uni et heureux. La reine serait-elle stérile ? Des médecins sont discrètement consultés. Ils ne trouvent rien ; normalement, le couple devrait avoir des enfants. On en conclut que ça viendra. Même si, selon certaines traditions, le roi doit répudier la reine après sept ans de mariage stérile.

#### Renforcement du pouvoir
Après la démission de Zahedi, Hossein Ala’ redevient Premier ministre. Il est le premier des Premiers ministres nommés par le roi sans la consultation parlementaire. Ala’ fait néanmoins adhérer l’Iran au pacte de Bagdad, point majeur de désaccord entre le Shah et Zahedi quand ce dernier était Premier ministre. Son mandat se caractérise aussi par la mise en place de projets initiés par l’Organisation du Plan et du Budget, ainsi que par un attentat contre sa personne le 16 novembre 1955. Il en réchappe cependant.

Emblème de la Savak.

En 1957, à la fin du cabinet Ala’, le shah transforme la loi Martiale en organisation de service secrets : il fonde la Sāzmān-e Ettelā'āt va Amniyat-e Keshvar (Organisation pour le renseignement et la sécurité nationale), connue sous l’acronyme SAVAK. Dès le début, ces services de renseignements prennent la forme d’une organisation semblable à une véritable police politique. Elle est dirigée par l’ancien applicateur de la loi martiale, Teymour Bakhtiar. Ce dernier restera aux commandes jusqu’en 1961. Sous sa direction, son organisation tourne très vite à la traque de tous les opposants, réels ou supposés, au régime. Une fois attrapés, les suspects sont souvent interrogés, voire torturés et victimes de mauvais traitements. Le climat ambiant dans la seconde partie des années 1950 est très anticommuniste, et vire à la paranoïa, surtout parmi les officiels impériaux, qui voient là une justification aux excès de la SAVAK. On ignore à cette époque quel est l’avis de Mohammad Reza Chah sur le sujet.
Dans cette période, son orgueil et son ambition s'accroissent. Sa mégalomanie s'accompagne d'un grand cynisme politique entouré d'un discours destiné à plaire à ses alliés américains. Les sévices corporels et les exécutions sommaires étaient courants. Les prisons politiques étaient le théâtre de fréquentes grèves de la faim.

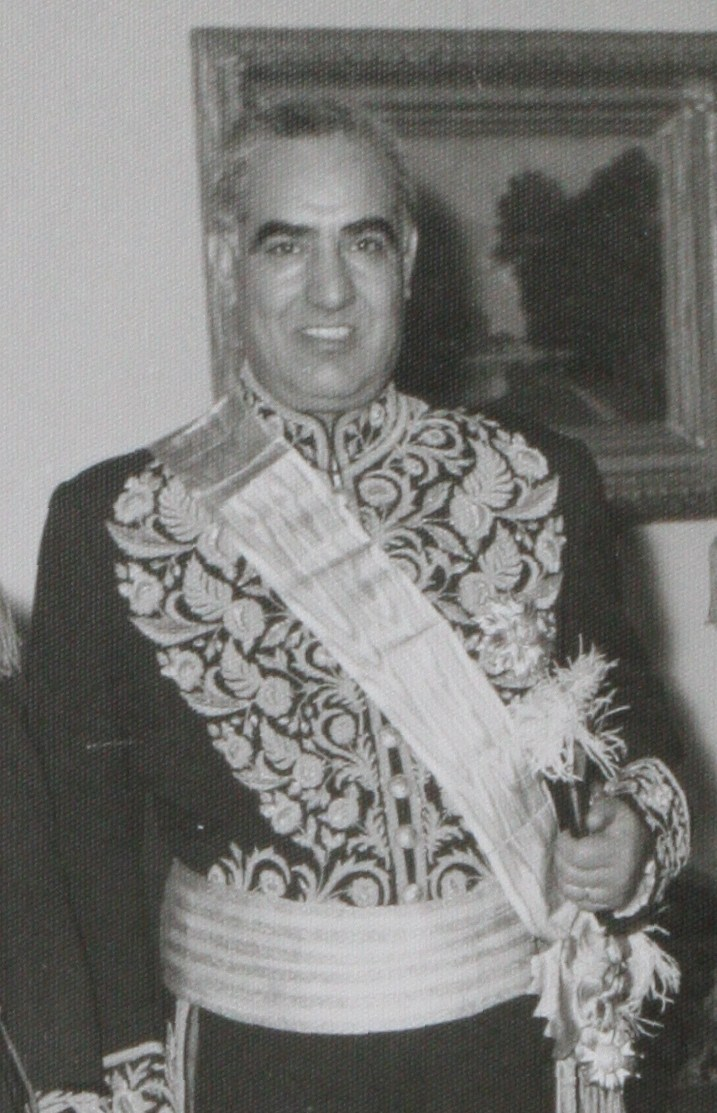
Manouchehr Eghbal, Premier ministre du 4 avril 1957 au 31 août 1960.

Cependant, l’organisation restera très influente et très présente dans toute la société iranienne jusqu’à sa dissolution en 1979. Très mal considérée et principale cible des attaques anti-Pahlavi, même si la chose a parfois été exagérée (elle n’avait par exemple pas la charge de la protection des officiels et de la famille impériale, contrairement à ce qu'avance le documentaire Khomeini, l’homme qui a changé le monde,), elle devient même étouffante, comme le rapporte certains anciens membres de l’ancien régime impérial.
Au bout d’un moment, Ala’ n’ayant plus tellement la carrure d’un Premier ministre s’occupant de l’important développement économique, il démissionne, le 4 avril 1957, remplacé par son ministre de la Cour, Manoutchehr Eghbal. Ce dernier permet la création d’une autorité économique, le Haut Conseil de l’Économie, visant à adapter l’économie iranienne aux projets de l’économie iranienne : on veut moderniser l’agriculture, avoir une monnaie indépendante, l’industrie, les voies de communications, relancer le secteur du bâtiment – en autorisant notamment la copropriété.
Dans le but de démocratiser aussi la politique depuis le renforcement du pouvoir, le chah créé deux partis politiques : le Parti Nationaliste, dirigé par Eghbal, et le Parti du peuple, dirigé par Asadollah Alam. Ils sont supposés être deux partis opposés, mais leurs programmes étant vagues et similaires et le rattachement à la « pensée royale » omniprésente, la notion de liberté ou de manœuvre politique reste très relative.

#### L'influence américaine
La reconstruction d'une armée iranienne moderne avec l'aide des États-Unis remonte à la période après la Seconde Guerre mondiale et l'aide à la reconstruction accordée Iran dans le cadre de la guerre froide. Un mémorandum du Military Assistance Advisor Group (MAAG) fait état de l'appareil militaire iranien après la fin de la Seconde Guerre mondiale :

« L'armée iranienne est en ruine. Les divisions sont dispersées dans tout le pays, mal équipées et sans soutien logistique. Leurs armes sont obsolètes et ont un besoin urgent d'être remplacées. Les quelques institutions de formation militaire ne disposent pas des instructeurs adéquats. Le résultat est que les agents sont mal formés. » »

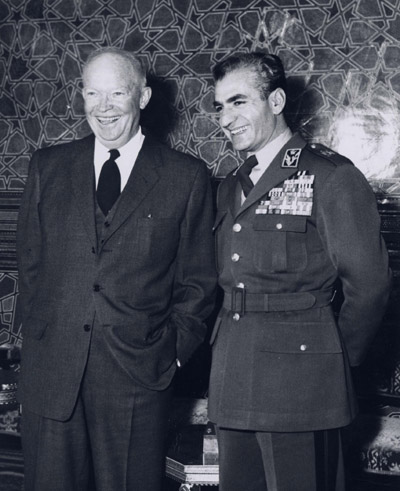
Dwight Eisenhower et Mohammad Reza Chah lors de la visite du président américain à Téhéran en 1959.

Il faut attendre 1955, dix ans après la fin de la Seconde Guerre mondiale, pour à nouveau parler d'une armée régulière, construite sur le modèle américain. Son Commandant suprême est, selon la constitution iranienne, le Shah. Dans la période de transition, l'armée était dirigée par des officiers qui avaient encore été formés sous Reza Chah en France. Ce n’est que dans les années 1970 que l’on vit l’armée iranienne dirigée par des militaires formés après la Seconde Guerre mondiale, comme les généraux Djam, Oveissi, Azhari, Fardoust et Qarabaghi, qui avaient la direction des forces armées.
En 1955, l’Iran devint un membre du pacte de Bagdad, pendant au Moyen-Orient de l’OTAN et de l’OTASE. Cependant, il apparut vite que ce pacte ne répondait pas aux besoins de sécurité de l'Iran. À la suite du coup d'État irakien de 1958, l’Irak quitta le pacte en 1959. Ainsi, un allié pour l’Iran devenait un ennemi potentiel, en particulier autour de revendications territoriales qui agiteront les relations entre le deux pays, jusqu'à une désamorçage relatif qui culmina aux accords d’Alger en 1975.
La présence de conseillers militaires américains tendit rapidement les relations avec l'Union soviétique. Elle désigna l'armement iranien comme « agressif et aventureux » et se sentait menacé par le Shah en général. Le voyage officiel que le Chah effectue en 1956 en URSS se passe particulièrement mal, Khrouchtchev et le chah s’apostrophant l’un l’autre. Le chah voyage dans beaucoup de pays dans la seconde partie des années 1950, du reste. Les États-Unis attendaient de la part du chah que l'Iran verrouille la frontière à l'Union soviétique, garantissant des puits de pétrole au golfe Persique et essaie d'adoucir les tensions israélo-arabes. Le fait que l'Iran, coincé dans d'énormes difficultés à la fin des années 1950 se retrouva économiquement et socialement « dans le feu de la guerre froide ». Le 2 mars 1959 l'Iran expliquait qu'il ne reconnaissait plus les articles 5 et 6 du traité d'amitié soviétique-iranien de 1921 (encore en vigueur) qui accordait à l'Union soviétique le droit de disposer en tout temps des troupes en Iran. Le 5 mars 1959, l'Iran signa avec la Turquie et le Pakistan un accord de défense bilatéral avec les États-Unis. Le Pacte de Bagdad fut rebaptisé CENTO.

#### Vers de nouveaux projets
À la suggestion de Abol-Hassan Ebtehadj, le Parlement adopte une loi stipulant la création d'une autorité de planification indépendante en février 1949 Le premier plan d'affaires devait s'étendre sur une période 1949-1955. Le financement du plan devait être financé par les revenus pétroliers et un prêt de la Banque mondiale 250 millions de dollars américains. Mais la Banque mondiale avait refusé. Ainsi, le financement prévu dans les projets de développement du plan devait complètement s’appuyer sur les revenus pétroliers. Avec la nationalisation de l'industrie pétrolière iranienne et la crise qui en découla, la mise en œuvre du plan échoua. La crise, avait même conduit à l'effondrement total des exportations pétrolières de l'Iran. Le projet du premier plan économique fut aménagé au sortir de la crise d’Abadan.

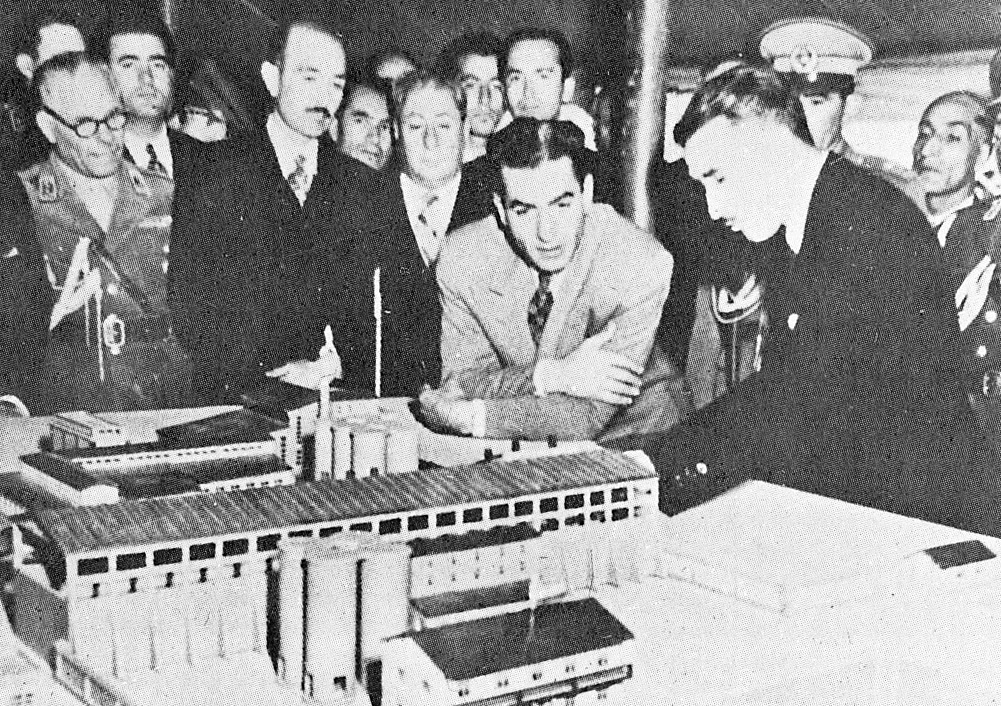
Le Shah Mohammad Reza Pahlavi assiste à une présentation des projets du deuxième programme de développement, 1955.

Après cette expérience traumatisante pour son économie, le Shah voulait faire de l'Iran une grande puissance. Plus aucun étranger et surtout pas les Britanniques ou les Soviétiques ne devaient décider du sort de l'Iran. Avant même que le nouvel accord pétrolier fut signé en 1954, il nomma Abol-Hassan Ebtehadj responsable du développement économique de l'Iran. Ebtehadj réforma fondamentalement la planification économique de l'Iran en introduisant un bureau de planification, chargé de mettre en œuvre, d’évaluer et de développer la gestion centralisée de la conception des plans économiques pluriannuels. On considéra que la planification économique d’Ebtehadj, qui réussit, comme un moyen de sortir de l'impasse l'économie iranienne dans les années suivantes. Il est cependant congédié par Eghbal en 1957, qui le soupçonnait de favoriser les experts économiques américains.
Le deuxième plan de développement, qui couvrit la période 1955-1963, porta principalement sur le développement régional de Khouzistan comme une région modèle.
Le troisième plan de développement, qui couvrit la période 1962-1967 et fut porté sur les domaines prioritaires de l'éducation, de l'agriculture et de l'industrie, constitua la base économique pour le début de la révolution blanche.
Sous le gouvernement Eghbal, le décollage économique est particulièrement réussi, toutes les mesures phares attirant, la France organisant à Téhéran une exposition industrielle en 1960.

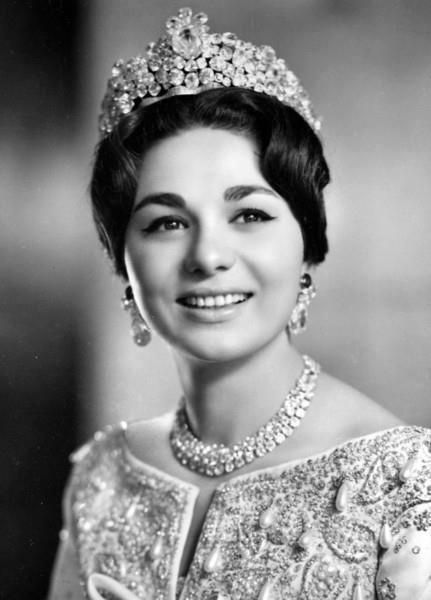
Farah Diba le jour de son mariage, 21 décembre 1959.

Mais de graves problèmes économiques vont se faire sentir quand le Shah lance une réforme agraire : c’est le projet de trop qui provoque une importante inflation difficile à juguler fin 1959. Le FMI est chargé de faire un rapport qui constate que l’Iran, voulant aller trop vite, se prend les pieds dans sa propre économie. Plusieurs mesures, une aide financière et conseillère est proposée, mais Eghbal refuse, y voyant là une ingérence. Après l’avoir soutenu, le chah change d’avis et se range aux positions américaines : Manoutchehr Eghbal démissionne le 31 août 1960. Il est remplacé par Jafar Sharif-Emami, son ancien ministre de l'Industrie.

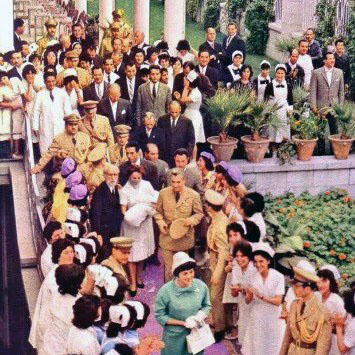
Le chah et la reine quittent la maternité après la naissance de Reza Cyrus Pahlavi, novembre 1960.

Au printemps 1958, Soraya part en vacances en Suisse, seule. Elle ne reviendra plus en Iran : son divorce d’avec le chah est annoncé fin [mars 1958]. Des projets de mariage sont envisagés pour Marie-Gabrielle de Savoie, fille de l’ancien roi d'Italie Humbert II. On consulte Pie XII pour savoir si leur différence confessionnelle sera acceptée par le Saint-Siège, car Marie-Gabrielle est catholique et le chah musulman chiite. Jean XXIII, qui devient pape en octobre 1958, s’oppose à l’union, et la trop grande différence d’âge entre les deux époux (elle a 18 ans, lui 38) fait sombrer le projet.
En[été 1959, par un concours de circonstances, le Chah rencontre Farah Diba, amie de sa fille Shahnaz en rendant visite à cette dernière. Il l’a déjà rencontrée lorsqu'il a effectué une visite en France au début de l’année. Les deux personnes se plaisent, et lorsque Farah doit repartir en France pour poursuivre ses études, le mariage est décidé. Les préparatifs terminés, la jeune femme, devient à 20 ans la reine d’Iran en épousant le chah au palais de Marbre le 21 décembre 1959. Elle est dans les premiers temps une reine assez discrète, et la cour attend l’héritier mâle que ni Faouzia ni Soraya n’avaient donné au Chah. En 1960, la reine est enceinte.
Le 31 octobre 1960, la reine accouche dans un hôpital public, dans le sud de Téhéran et dont elle a la présidence : elle a insisté pour marquer la proximité avec le reste de la population, cet hôpital étant ouvert à toutes les femmes, même les plus démunies. C’est un garçon : Reza, désormais héritier du trône, qui consolide la position de la dynastie fondée en 1925. La famille s'agrandira vite et accueillera trois autres enfants : la princesse Farahnaz Pahlavi, née en 1963, prince Ali-Reza Pahlavi, né en 1966 et la princesse Leila Pahlavi, née en 1970. Le Chah d'Iran sera très proche de ses enfants et son épouse, malgré ses obligations, et s'occupera quotidiennement de sa famille.

### L'âge d'or (1960-1974)

Accueil de Mohammad Reza Chah et de Farah Pahlavi par le président John Kennedy et la First Lady Jacqueline Kennedy.

À l'aube des années 1960, le chah souhaite faire progresser son pays à grande vitesse, se poser en digne héritier de l'œuvre de son père, voire faire mieux que lui. La naissance du prince héritier est un de ces éléments consolidateurs de sa position.
À la suite des élections législatives de l'hiver 1960-1961 qu'il a lui-même organisées, Sharif-Emami est reconduit en tant que Premier ministre le 11 mars 1961. Il applique rapidement le plan du FMI, mais dans le but de réduire la poussée inflationniste, ces mesures provoquent une récession économique, la baisse de l'activité et la montée du chômage.
La visite de l'économiste Averell Harriman en Iran avec le contexte d'alors provoque une montée (et le début) d'antiaméricanisme en Iran. Sa visite de courtoisie au chah se termine par une invitation pour le souverain et son épouse à se rendre aux États-Unis par le nouveau président John F. Kennedy.

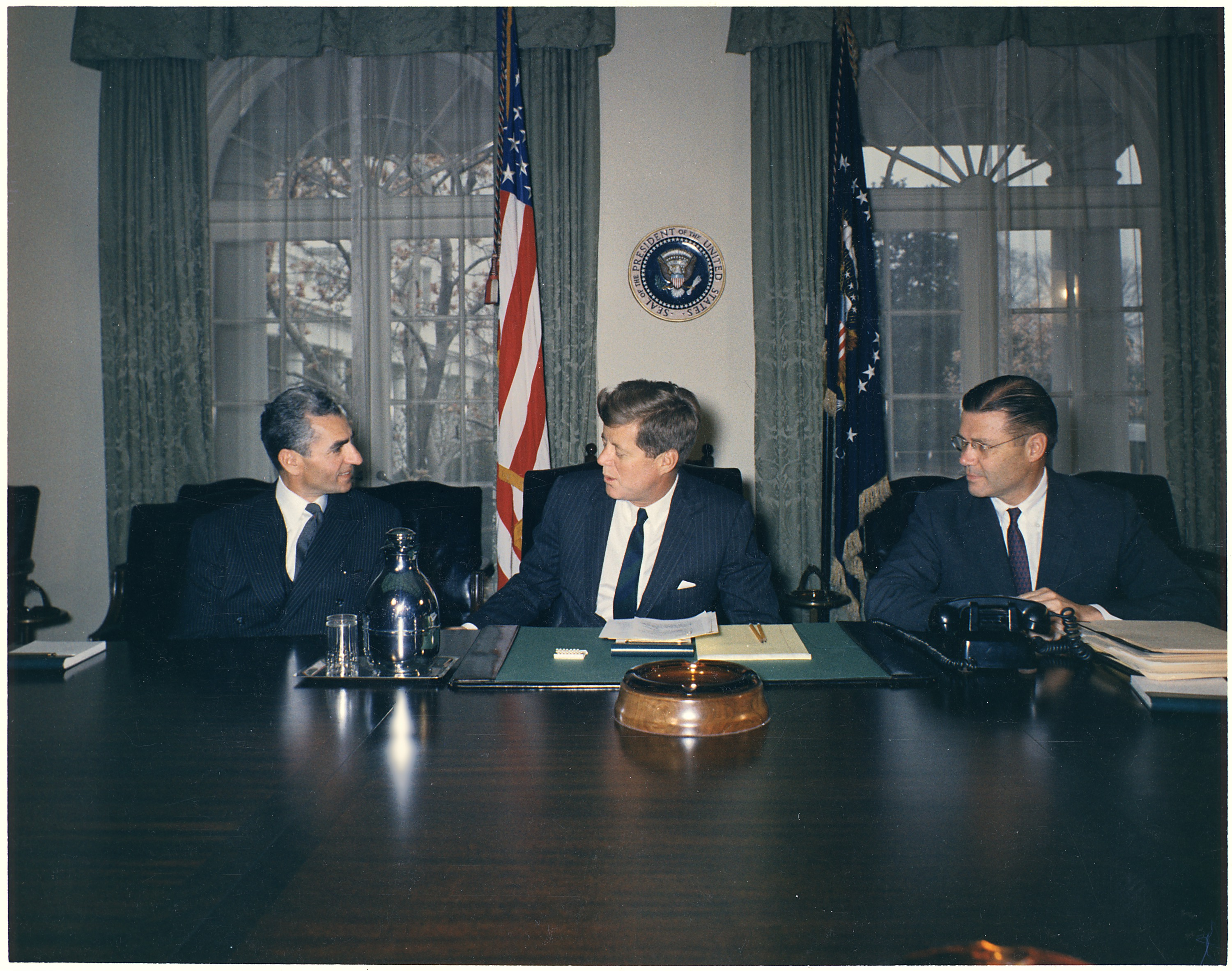
Mohammad Reza Chah, John F. Kennedy et Robert McNamara à la Maison-Blanche le 13 avril 1962.

Auparavant, le futur président américain a beaucoup critiqué le chah, la brutalité de ses méthodes, le manque de démocratie en Iran et le soutien américain à son égard pendant la campagne présidentielle. Un autre événement, plus grave, tend les relations et serait à l'origine de la visite en recherche d'apaisement : le chah apprend par un interprète que le chef des services secrets, Teymour Bakhtiar, a été reçu par le président Kennedy en personne à la Maison-Blanche. Flairant un coup d'État téléguidé par Washington pour le renverser et le remplacer par Bakhtiar, Mohammad Reza Chah destitue Bakhtiar, en outre critiqué par beaucoup -dont l'administration Kennedy[réf. nécessaire] - pour ses mauvais traitements, le 15 mars 1961. Il est remplacé par Hassan Pakravan, figure beaucoup plus aimable qui, rompant avec l'image effrayante donnée par Bakhtiar, interdit toute torture et humiliation des détenus. Puis vient le voyage officiel du couple impérial à Washington, qui se passe officiellement très bien. Les critiques envers le régime impérial sont plus discrètes ou assouplies de la part de l'administration américaine, peut-être faisant le dos rond car démasquée dans le projet Bakhtiar et une tentative de renversement du chah, comme ce fut parfois prétendu. En tout cas, l'attitude américaine change radicalement et Kennedy, peu de temps avant son assassinat en novembre 1963, parlera du chah comme « l'un de nos plus grands alliés ».

#### Lancement de la réforme agraire (1960-1962)
Malgré l'application du plan du FMI, la réforme agraire, celle qui a déclenché la poussée inflationniste, continue d'être discutée dans la Chambre basse. Si Mossadegh n'est pas favorable à la redistribution des terres de la Couronne aux agriculteurs, le projet tient à cœur au souverain, qui dira dans ses mémoires avoir toujours cherchée à l'appliquer, un peu comme les mesures qu'il prendra dans le cadre de la révolution blanche quelques années après cela. Il avait depuis de nombreuses années insisté sur la nécessité de la mise en place d'une réforme agraire comme base pour de nouvelles réformes économiques et sociales, mais la résistance des grands propriétaires fonciers et du clergé avait fait reporter la réforme à plusieurs reprises. La première loi de réforme agraire, portée sous le gouvernement d'Eghbal par le ministre de l'Agriculture Jamshid Amouzegar, soutenant une redistribution fondamentale de la propriété foncière, est adoptée le 6 juin 1960.

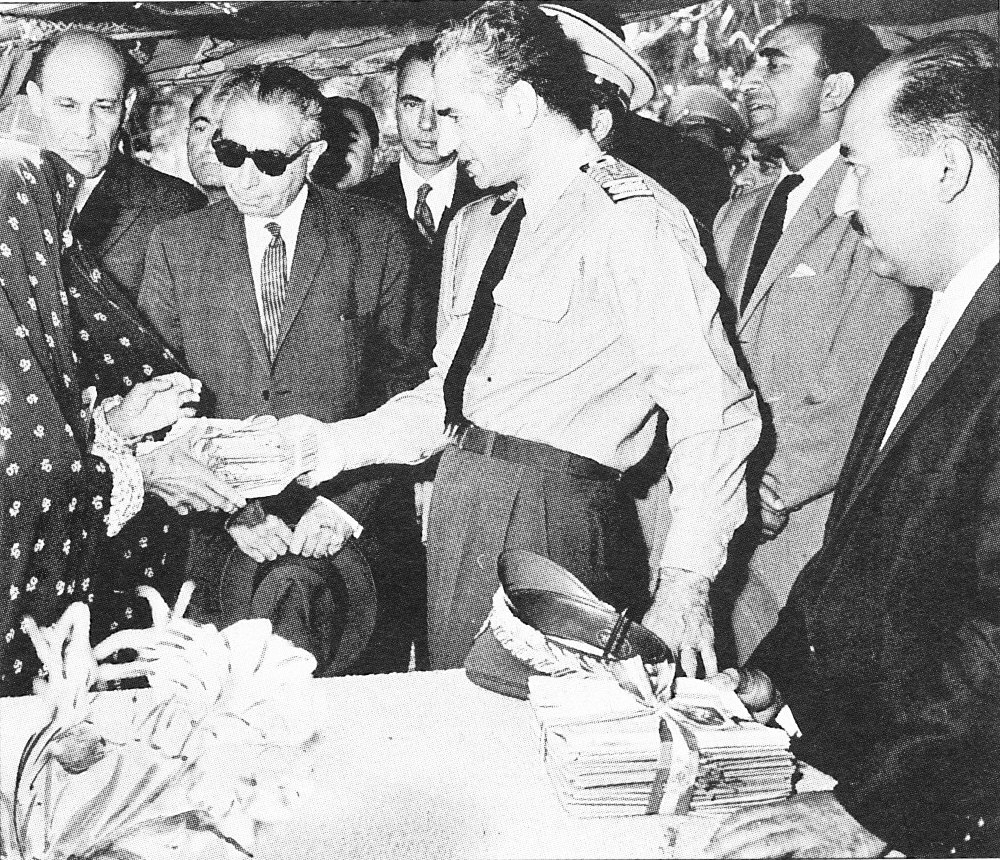
Mohammad Reza Chah Pahlavi, le Premier ministre Ali Amini, le futur Premier ministre, Asadollah Alam, et le ministre de l'Agriculture, Hassan Arsanjani distribuent des titres de propriétés à Kermanshah, 1961 ; c'est le début du programme de la réforme agraire.

Le 4 mai 1961, des manifestations entraînent la mort d'un enseignant, ce qui provoque la démission du cabinet Sharif-Emami, qui ne veut pas que les contestations pacifiques fassent des morts. Le 6 mai, Ali Amini devient Premier ministre. Intègre, se déclarant en guerre contre la corruption, compétent financièrement et ouvert au dialogue (on remarque dans son cabinet des anciens du Tudeh et des cabinets de Mossadegh), il n'obtiendra jamais vraiment la confiance du chah, qui le soupçonne d'être surtout le relais des volontés américaines : depuis la première visite officielle du chah sous Kennedy, l'administration américaine poussait le chah à nommer Amini Premier ministre.
Le 11 novembre 1961, le Premier ministre Ali Amini est chargé par le chah de préparer des propositions pour la mise en œuvre du programme de réforme. Le 14 novembre 1961 Amini avance que le chah l'a doté de pouvoirs spéciaux pour mettre en œuvre le programme de réforme. Les députés du Front national critiquent beaucoup ce genre de pratique, et Amini finit par abandonner l'idée de mettre en place quelque chose de grande envergure. En janvier 1962, il demande à son ministre de l'Agriculture Hasan Arsanjani (en) de réviser la loi sur la réforme agraire de 1960, à la suite de quoi les propriétaires terriens ne pouvaient posséder qu'un seul village au maximum. Le reste de leurs terres sont rachetées par l'état, qui les revend ensuite à un prix nettement inférieur aux paysans sans terre. En outre, l'État reconnaît aux agriculteurs un prêt favorable pour leur permettre de former des coopératives agricoles. Mais ces ventes à perte ne résolvent en rien les problèmes économiques dont le pays parvient à peine à se relever depuis 1959. Ces mauvais calculs ont vite raison de la sympathie de la population à l'égard du Premier ministre, et cela, plus le soupçon puis l'agacement du shah, l'hostilité du clergé (le plus grand propriétaire foncier du pays avant la réforme) et des autres propriétaires fonciers, provoquent la démission d'Amini, le 19 juillet 1962.

#### Le début de la révolution blanche (1962-1967)

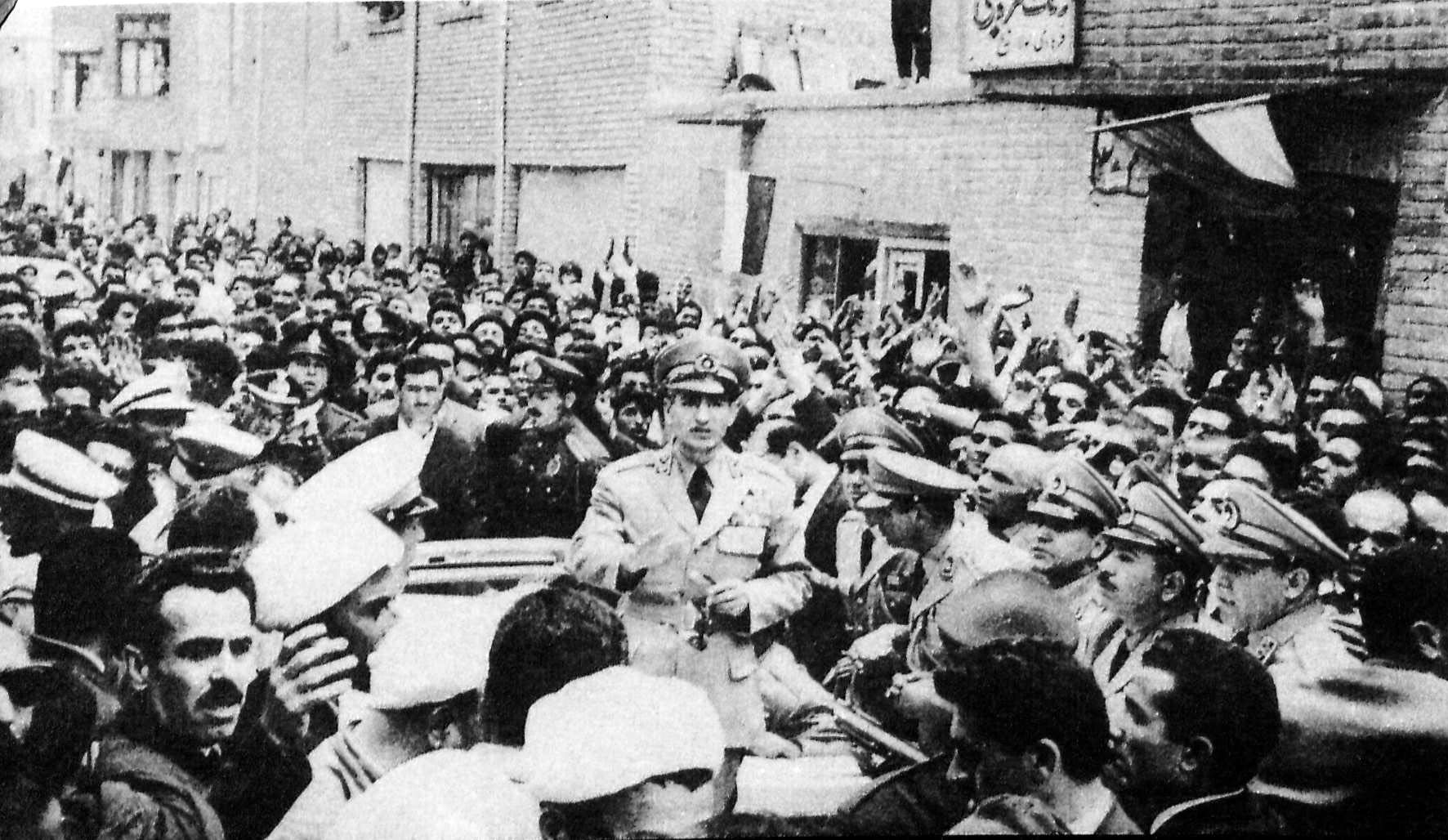
Le Chah paradant dans le sud de Téhéran en 1962.

Une fois Amini parti, le chah nomme Amir Asadollah Alam Premier ministre. Ce dernier est un proche du chah, voire son meilleur ami, et il est cependant très libre dans ses choix politique, passant ainsi en premier plan. La situation n'est pas fantastique : le pays est en banqueroute, le mécontentement gronde, la population vivant de plus en plus mal les injonctions du FMI, et Amini avait fait dissoudre les chambres parlementaires sans procéder à de nouvelles élections, gouvernant par décret-loi. Alam et le chah décident que les grands moyens s'imposent.

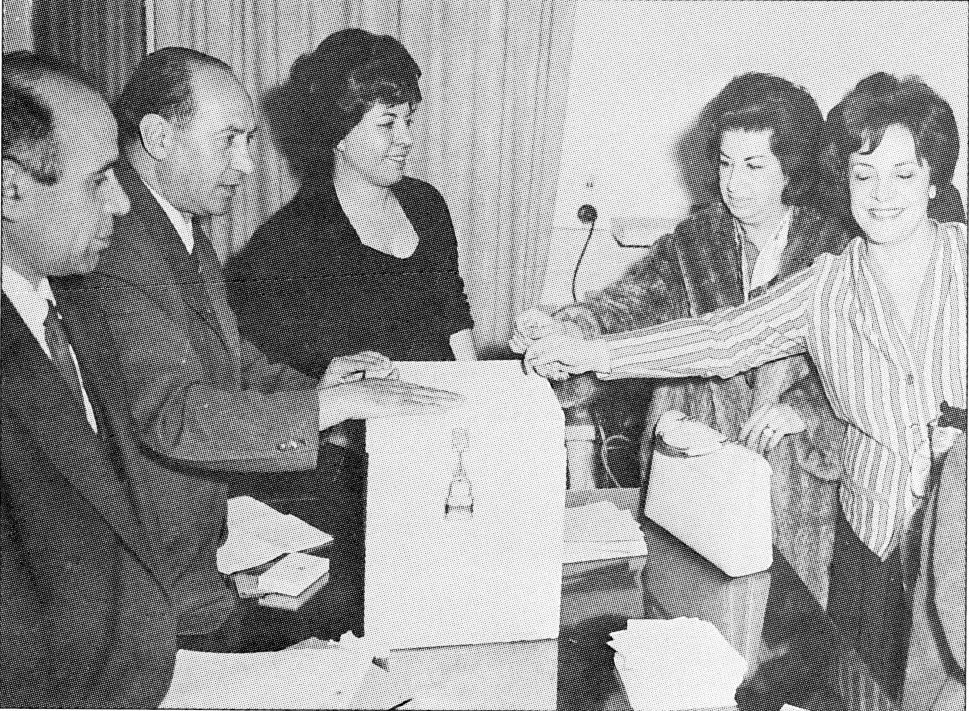
Les femmes iraniennes votent pour la première fois en 1963.

Afin de briser la résistance des grands propriétaires fonciers et du clergé contre les réformes, des experts économiques iraniens développent un concept de réforme économique et sociale. Le chah lui donne le nom de « révolution du roi et du peuple », mais elle sera plus connue comme la révolution blanche. Elle vise à transformer l'Iran, pays agricole largement féodal en un État industriel moderne en quelques années. Avec la révolution blanche Mohammad Reza Shah saisit l'occasion de coordonner les réformes économiques et sociales en Iran. Le cabinet d'Asadollah Alam se voit confier la tâche d'appliquer les réformes dans la législation et les faits. Il fut souvent dit que c'était Kennedy qui avait incité -ou forcé- le shah à mettre en place ces réformes, pour se refaire une légitimité. Mohammad Reza Chah s'en défend dans ses mémoires, expliquant qu'il voulait appliquer ce programme de réformes modernisatrices d'envergure dès son avènement, en 1941, mais que les différentes crises et son manque de pouvoir ne lui avait pas permis, jusqu'à ce qu'il se débarrasse d'Amini. Et une réforme agraire d'envergure était envisagée depuis Ghavam, en 1946, et la création d'une banque de crédit en 1955 avait permis de redistribuer une grande partie des terres de la Couronne.
Ce programme de réforme globale, annoncé en 1962, n'étant possible que s'il était soutenu par la grande majorité de la population iranienne, les citoyens iraniens devraient voter lors d'un référendum s'ils soutenaient ou rejetaient les réformes du Chah. Il fut prévu pour janvier 1963. La révolution blanche concerne une série de mesures destinées à moderniser le pays, comme une grande réforme agraire, la constitution du corps de Sepah-e Danech (l'armée du savoir) pour alphabétiser les populations, la relève du suffrage universel, y compris pour les femmes, la mise en place d'un examen professionnel pour les aspirants théologiens islamiques (les mollahs) et ce en rupture avec les vieilles traditions religieuses. Ce qui allait heurter la sensibilité des musulmans radicaux. Et cela arriva vite.
En octobre 1962, une loi autorise n'importe qui (même une femme) à être élu(e) aux conseils départementaux, et même un non-musulman, qui peut prêter serment sur son livre saint, pas forcément le Coran. De nombreux dignitaires religieux bondissent, dont Rouhollah Moussavi, dit Khomeini, qui envoient de nombreux messages de protestations. Malgré les appels du chah à considérer l'histoire en marche, ils ne cessent pas et finalement la réforme est suspendue. Mais les partisans des réformes manifestant à leur tour, on ouvre des négociations en novembre.
Du 9 janvier au 12 janvier 1963, le chah réaffirme dans son discours au Congrès des coopératives agricoles sa volonté de rénover en profondeur la société. Il est acclamé et de nouvelles manifestations en faveur des réformes éclatent ensuite. Le 27 janvier, le référendum proposant un programme en six points est organisé. Les six premiers points de la révolution blanche incluent :
- l'abolition du système féodal et la répartition des terres agricoles des grands propriétaires fonciers aux paysans ;
- la nationalisation de toutes les forêts et les pâturages ;
- la privatisation des entreprises industrielles de l'État pour financer le versement d'une indemnité aux propriétaires ;
- le partage des bénéfices pour les travailleurs et les employés des entreprises ;
- l'octroi du suffrage universel, même pour les femmes, qui y gagnent aussi l'éligibilité ;
- la lutte contre l'analphabétisme en construisant un corps enseignant suppléant (Armée de la connaissance).

C'est un triomphe : le programme est approuvé à 5 598 711 voix contre 4 115, par de nombreuses femmes et paysans. Le 27 février 1963, le Shah déclare, en parlant aux femmes iraniennes à l'ouverture d'un congrès économique au suffrage actif et passif : « Notre révolution ne serait pas complète, si on vous refusait ce droit humain fondamental qu'est le consentement populaire. » Le résultat du référendum délégitimant leur discours, les opposants aux réformes, dont les chefs de tribus et le clergé, mené par Rouhollah Khomeini, entre en rébellion ouverte contre le pouvoir de Téhéran. Il dénonce des réformes comme dirigées contre les projets de Dieu et avait appelé tous les fidèles à ne pas participer au vote, visiblement sans grand succès. Le grand Ayatollah Hossein Boroujerdi s'était également prononcé contre les réformes, mais sa mort le 31 mars 1961 rendit ses fatwa invalides. La mort de l'ayatollah Kachani le 13 mars 1962 avait laissé libre le poste d'un leader d'un certain extrémisme religieux, auquel Khomeini prétend. Il est en effet proche des Fedayin de l'Islam, comme Kashani.

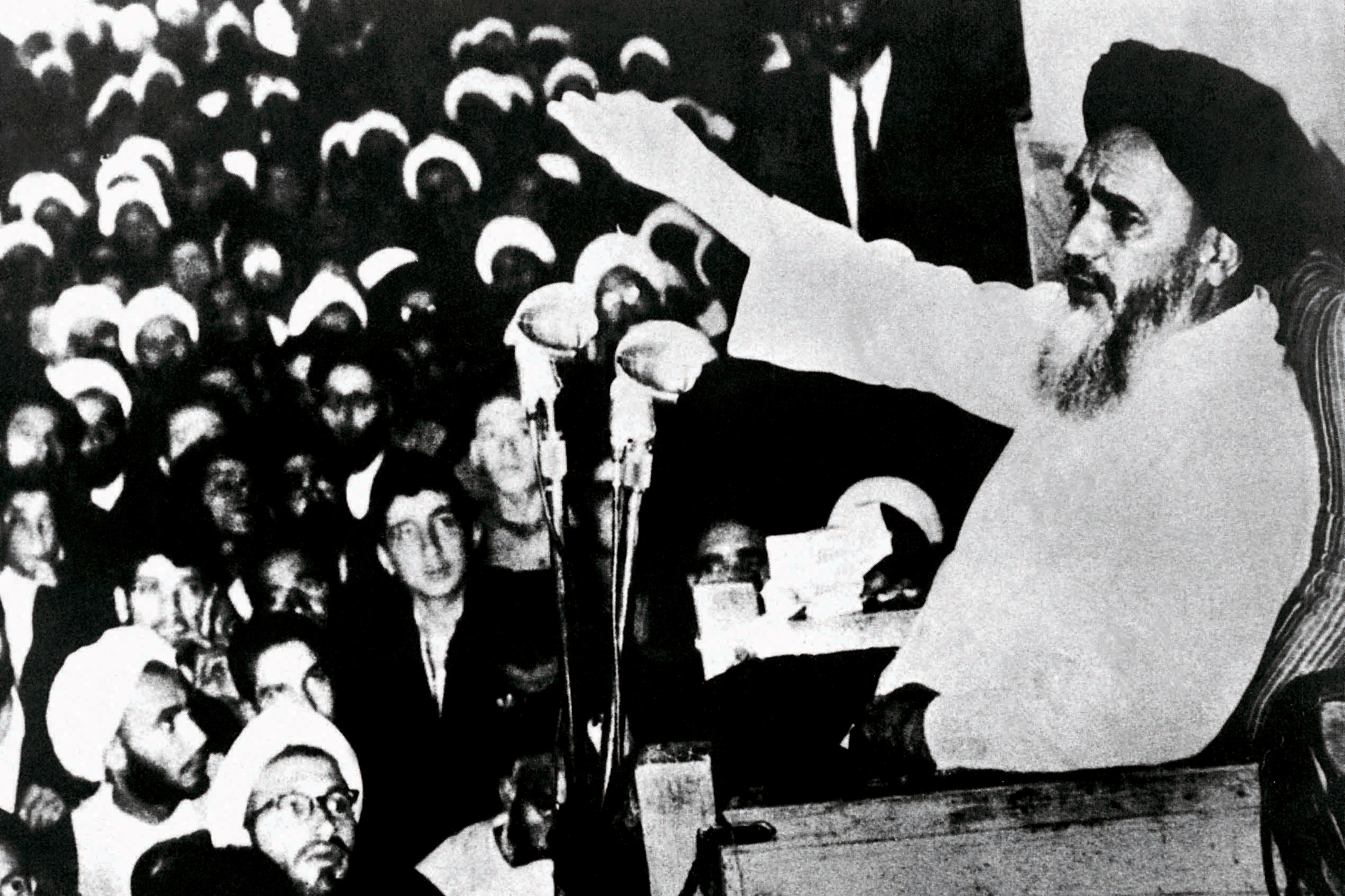
Rouhollah Khomeini à Qom, prêchant contre le chah et la révolution blanche.

Son discours se radicalise vite : Khomeini dénonce le « viol de l'islam » par le pouvoir, prétend qu'on va forcer les jeunes filles à se prostituer, trouve un certain écho à l'école coranique Feyzieh de Qôm en mai 1963. Il est cependant peu soutenu par l'autorité islamique nationale. Le chah et lui se répondent par discours interposés, Mohammad Reza Chah commençant, comme Reza Chah, à considérer les mollahs comme avant tout des obstacles à la modernité. Puis Khomeini devient injurieux avec le chah, et commence à orienter son discours contre Israël, lui faisant prendre une profonde marque antisioniste et antisémite. Pour 'Ashura, le 3 juin 1963, il appelle carrément le pouvoir à se protéger d'un soulèvement imminent. Le pouvoir, et surtout Alam, souhaite réagir, et on fait arrêter Khomeini à Qôm, qui se présente rapidement à la police. Mais des manifestations éclatent le surlendemain, et durent jusqu'au 7 juin. Elles gagnent vite Téhéran et sont visés principalement des édifices à connotation américaine ou possédés par des juifs - réels ou supposés. La peur gagne la capitale, où des pillages ont lieu, menés par la pègre qui reçoit des pots-de-vin des partisans de Khomeini. Les bazaris se soulèvent, et de nombreux manifestants arrivent de Qom sur la capitale iranienne. Devant l'inquiétude et l'hésitation du chah, Asadollah Alam convoque le conseil des Ministres, qui l'approuve : il isole le chah en suspendant les lignes téléphoniques du palais, déclare l'état de siège et ordonne l'application de la loi martiale. Il est assuré de soutien populaire dans la menée de cette répression. La révolte est écrasée : on dénombre 68 morts, 400 arrestations sur environ 5000 participants, Qom comptant plus de 500 000 habitants. Pour Khomeini, le gouvernement reste divisé sur la question : Alam le désigne comme le responsable des désordres, et souhaite le faire passer devant les tribunaux. Mais le chah finit par acquiescer à l'avis des partisans de l'apaisement, dont Hassan Pakravan, chef de la SAVAK. Khomeini est relâché en août 1963 et regagne sa résidence à Qom, où il ne fait plus parler de lui pendant un certain temps.

#### De nouvelles tensions et la reprise économique

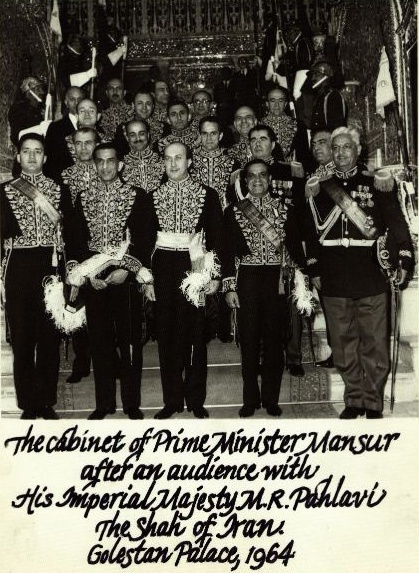
Cabinet du Premier ministre Mansour au palais du Golestan, 1964

La crise semble dépassée ; cependant, aux élections législatives de septembre 1963, le nouveau parti d'Hassan Ali Mansour, Iran Novin, remporte les élections face au parti Mardom d'Alam ; six mois plus tard, ce dernier offre sa démission au chah. En tant que vainqueur des élections, Mansour lui succède le 7 mars 1964. Son mandat se déroule assez calmement, Mansour souhaitant relancer l'économie, toujours essoufflée, par des projets ambitieux. Mais assez vite, les experts du FMI viennent freiner cette avancée, qui rejouerait le scénario économique de 1959 et proposent d'augmenter les impôts. Soutenu par le chah et au prix d'un bras de fer, Mansour refuse les nouveaux impôts mais calme ses ardeurs. En pleine guerre Froide, l'Iran signe avec les États-Unis en octobre 1964 un SOFA reconnaissant des privilèges juridictionnels aux Américains travaillant en Iran. Khomeini fait alors de nouveau parler de lui, et les prêches recommencent le 26 octobre, Khomeini comparant le traité aux capitulations signées par la Perse des Qâdjars avec la Russie et le Royaume-Uni. En novembre, il est de nouveau arrêté. Le ministre Mohammad Nassiri organise alors le départ de l'ayatollah, auquel il fait comprendre que c'est pour lui la meilleure chose à faire. Khomeini quitte l'Iran pour l'Irak, s'installant à Nadjaf.

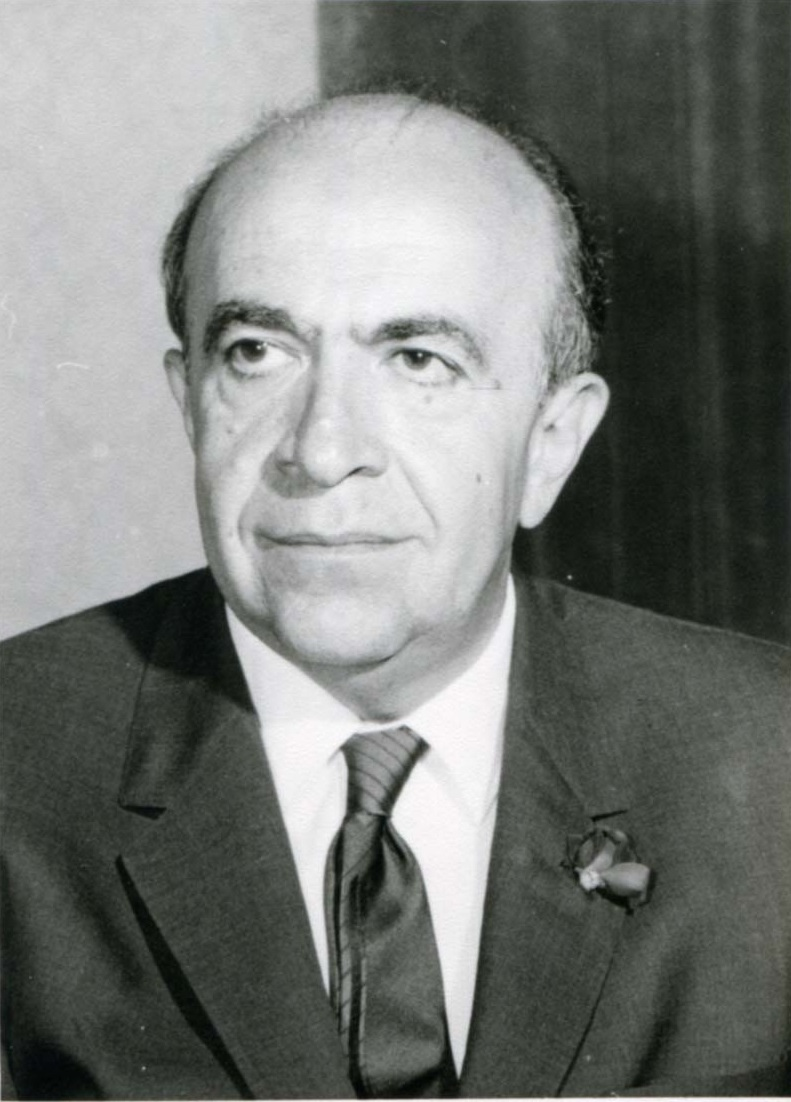
Amir Abbas Hoveida.

Mais la situation s'aggrave le 21 janvier 1965 : devant le Parlement, Hassan Ali Mansour est victime d'un attentat perpétré par un membre des Fedayin de l'Islam, qui entendent venger l'éloignement de Khomeini. Le chah écourte en catastrophe ses vacances, et Mansour est emmené dans une clinique : il y décède le 26 janvier malgré les soins prodigués. Pour lui succéder, plusieurs noms circulent ; Mohammad Reza Chah nomme finalement l'ancien ministre des Finances, Amir Abbas Hoveida. Proche de Mansour, il est attendu qu'il perpétue son action - ce qu'il s'attelle à faire. Il restera très longtemps Premier ministre, pendant plus de 12 ans. Par ailleurs, le chef des services secrets, Hassan Pakravan, se voit congédié pour son manque de poigne qui aurait peut-être permis d'éviter l'assassinat ; il est remplacé par Nematollah Nassiri. Le futur président de la république islamique d'Iran Alī Akbar Haschemi Rafsandjani, torturé par la Savak pour avoir fourni une aide aux auteurs de l'assassinat, admit après la révolution islamique qu'il avait donné des ordres pour assassiner Mansour. Il avait fourni l'arme de l'assassinat ; comme preuve, il présenta le pistolet qu'il avait gardé comme souvenir personnel de celui-ci[réf. nécessaire].

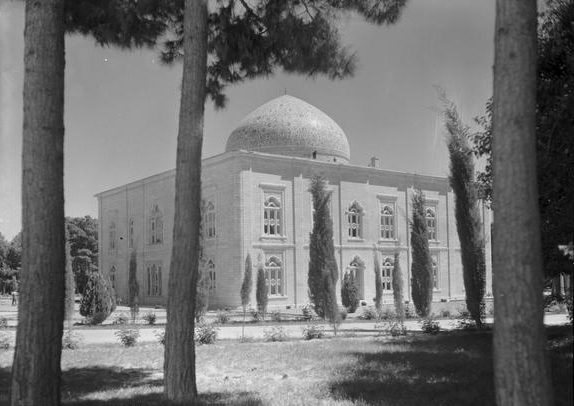
Palais de Marbre de Téhéran, où le chah sortit vivant de l'attaque. Un autre attentat, le 19 mai 1967, visa sa voiture, mais il ne s'y trouvait pas. Le 3 juin 1967, un étudiant iranien faillira à lancer un explosif sur la voiture du chah lors du voyage de celui-ci à Bonn en Allemagne de l'Ouest.

Il admit aussi avoir été à l'origine de l'autre attentat de l'année, mais qui visait directement Mohammad Reza Chah. Le 10 avril 1965, le chah arrive au palais de Marbre, où il travaille, quand un soldat de sa garde personnelle lui fonce dessus et décharge sur lui sa mitraillette. Le chah, non armé et paniqué, s'enfuit, se barricade dans son bureau, tandis que l'assassin est ralenti par des échanges de tirs avec deux autres soldats ; il est finalement abattu par le deuxième soldat, qui y laisse la vie comme le premier. Le chah sortira miraculeusement indemne de l'attentat, mais Hoveyda tentera d'étouffer l'affaire ; apprenant cela, Ardeshir Zahedi, fils du général, ancien ambassadeur et ex-gendre du chah, ainsi que proche de l'empereur, vient faire de vives remontrances au Premier ministre. Hoveida, qui aura ainsi de très mauvaises relations avec Zahedi, se vengera quand Nassiri, chef de la SAVAK, informera peu après le souverain que Zahedi était en fait le vrai commanditaire de l'attentat. Après perquisition chez lui, il semble évident qu'il n'en était rien, et que les vrais commanditaires de l'attentat étaient les Fedayin de l'Islam. Le chef du groupe, Parviz Nihk-Nakh, gracié par le chah, deviendra cependant directeur de la télévision nationale quelques années plus tard.

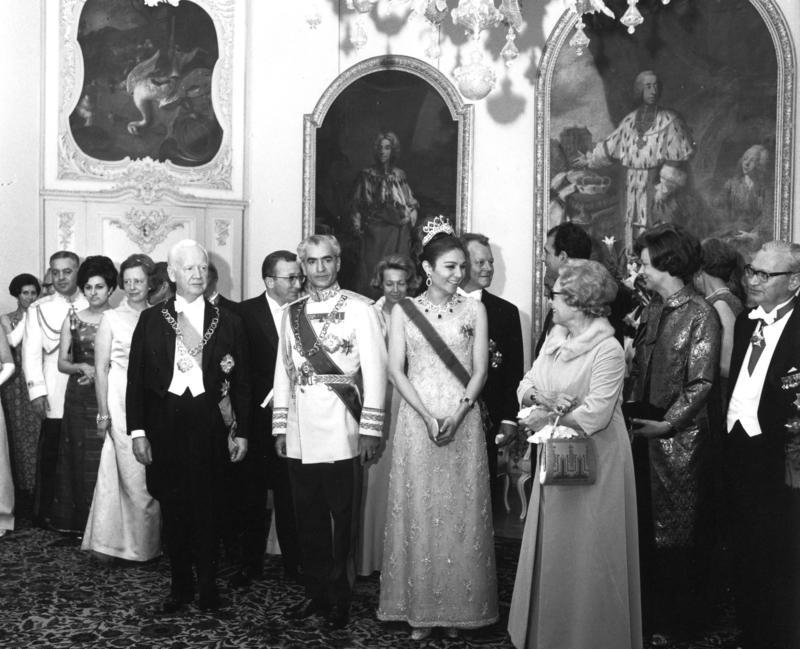
Le chah Mohammad Reza Pahlavi et la reine Farah Pahlavi lors de la visite d'État en Allemagne, 1967.

L'économie iranienne commence à se détendre : trois hommes ont alors contribué au développement économique de l'Iran : le ministre de l'Économie Alinaghi Alikhani, le nouveau chef de l'organisation de la planification Safi Asfia et Mehdi Samii, le directeur de la Banque centrale, fondée en 1960. Safi Asfia a développé un plan économique quinquennal complet, le ministre de l'Économie Alikhani a mis en œuvre les plans de Safi Asfia dans le cadre d'une politique économique orientée vers des réformes organisées, et Mehdi Samii a développé le système financier et bancaire de l'Iran. Le 3e plan économique adopté en 1963 prévoit des subventions d'investissements pour l'économie d'un montant de 2,7 milliards de dollars US. En 1968, lors de l'adoption du 4e plan économique, les subventions d'investissements avaient déjà augmentées pour atteindre 6,7 milliards de dollars US. La croissance économique augmentait ainsi de 15 % par an pendant 5 ans. Seules celle de la Corée du Sud et de Singapour avaient augmenté plus rapidement.
À cette époque, le Shah et sa famille font souvent la couverture des tabloïds étrangers, surtout européens, mais aussi, et notamment après 1965, de périodiques où il était bien plus critiqué, notamment pour la violence de ses services secrets. Au cours de sa visite d'état en RFA en juin 1967, il y eut des manifestations massives à Berlin-Ouest, et le 2 juin 1967, des manifestants déclenchent une émeute. Au cours des affrontements violents entre les forces de sécurité et les manifestants à Berlin, l'étudiant Benno Ohnesorg est tué par le policier Karl-Heinz Kurras, dont on apprit en 2009 qu'il était à l'époque un agent de la Stasi.

#### Le «virage gaullien»

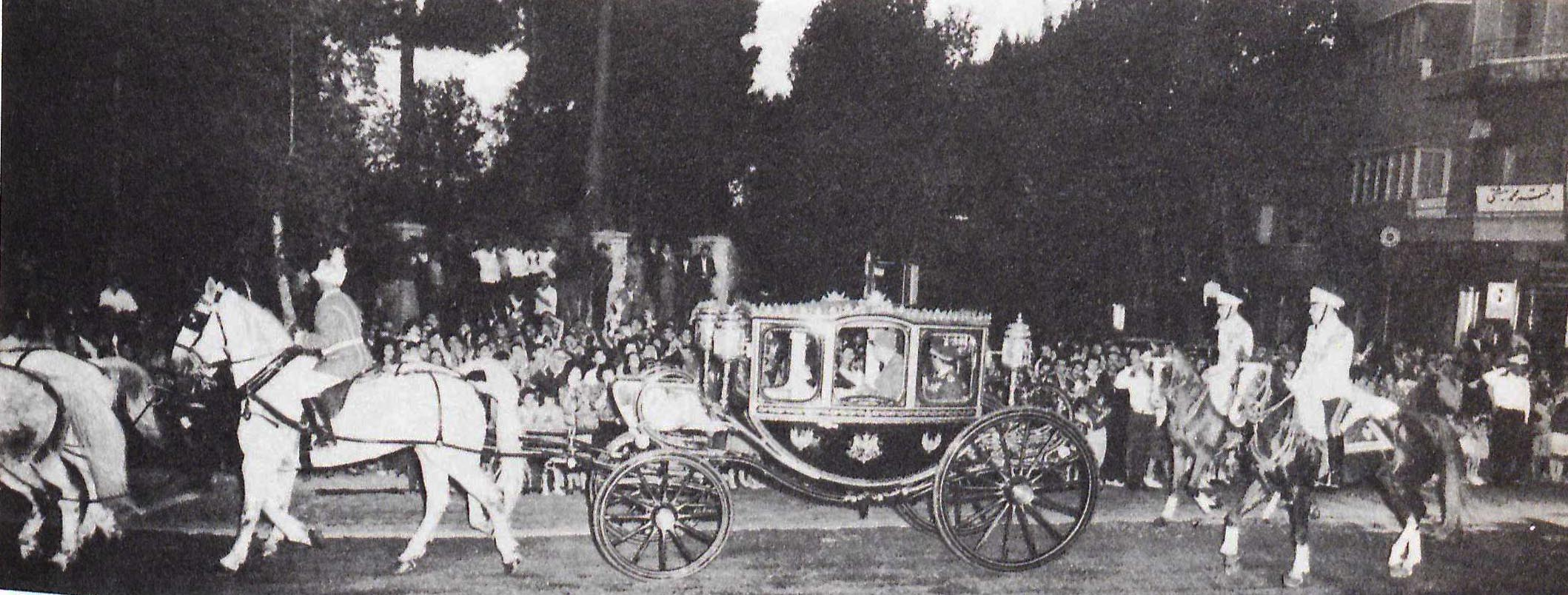
Mohammad Reza Pahlavi paradant avec le président français Charles de Gaulle lors de sa visite en Iran en 1963.

Dans les années 1960, l'implication du chah dans la Guerre froide prend une autre forme : en effet les Américains ayant cherché à freiner ses projets en 1959, et avant ça, les États-Unis avaient refusé d'intervenir en Irak pour contrer la révolution du 14 juillet 1958 qui avait mis fin à la monarchie, et exécuté son roi Fayçal II. Bien que la révolution - en fait un coup d'État - avait été mené par des communistes, les États-Unis refusent d'intervenir pour sauver leur allié, contre l'avis du général Zahedi, que Mohammad Reza Chah avait consulté. Le chah, qui se projeta peut-être à la place du roi d'Irak, prit conscience de la relativité de la protection qui découlait de son alliance avec les Américains, et décida de réviser ses alliances.
En septembre 1958, Charles de Gaulle accède au pouvoir en France ; lui et Mohammad Reza Chah se connaissent depuis de nombreuses années, et ils resteront très liés jusqu'à la démission du général en 1969, qui effectue du reste une visite d'État en Iran en 1963. Or, de Gaulle est un modèle pour le chah, de même qu'Atatürk en avait été un pour son père. Et particulièrement son indépendance vis-à-vis des deux blocs que le chah va vite émuler : en 1960, il contribue largement à la création de l'OPEP, le 14 septembre 1960, syndicat des pays exportateurs de pétrole qui, pour l'Iran, vise à terme la révision du contrat pétrolier de 1954. L'Iran apaise aussi ses relations avec l'URSS, et se rapproche également de la Chine et du Pakistan.

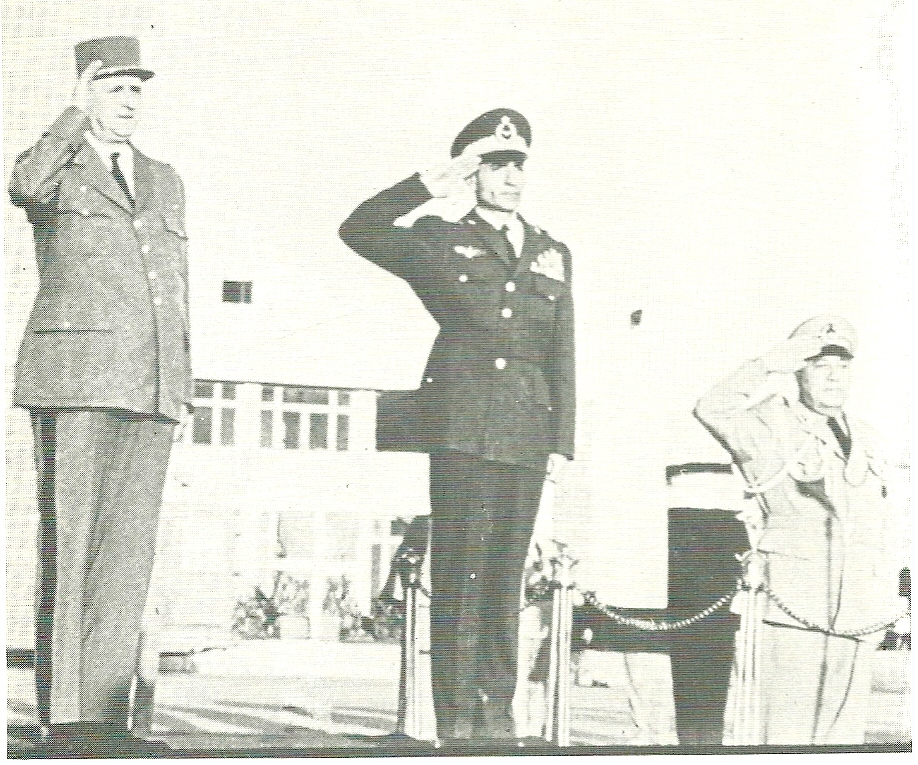
Le général de Gaulle effectue une visite d'État à Téhéran, du 16 au 20 octobre 1963.

L'empereur d'Iran (re)vient en France en 1961 rendre visite au général. Mohammad Reza aimait être comparé à son « idéal d'ego » qu'était le général de Gaulle, et ses courtisans le flattaient souvent en l'appelant le De Gaulle d'Iran. Au cours de la visite française, la reine Farah, qui partageait l'amour de la culture et de la langue française - dans laquelle elle avait vécu, se lia d'amitié avec le ministre de la Culture, André Malraux, qui organisa l'échange d'objets culturels entre les musées et les galeries d'art françaises et iraniennes, une politique qui resta un élément clé de la diplomatie culturelle iranienne jusqu'en 1979. Beaucoup de dispositifs légitimes du régime tels que l'utilisation constante des référendums furent inspirés du régime de de Gaulle. Grands francophiles, Mohammad Reza et Farah préféraient parler français plutôt que persan à leurs enfants. Mohammad Reza fit construire le palais de Niavaran (de 9 000 pieds²) dont le style était un mélange d'architecture perse et française.

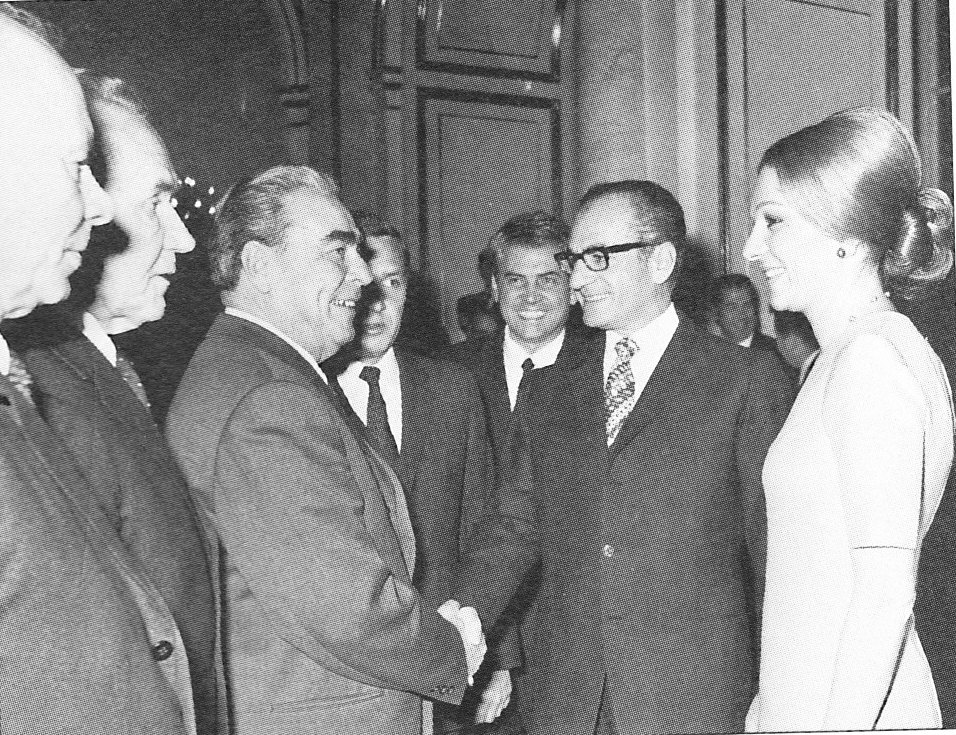
Léonid Brejnev, dirigeant de l'URSS, rencontre le chah et la chahbanou à Téhéran, en 1970.

En ce qui concerne l'URSS, il y a du travail à faire : le chah reste très méfiant vis-à-vis du communisme, mais ses ministres lui conseillent de se rapprocher doucement du grand voisin du nord. D'abord réticent, le chah est surpris du bon accueil qui lui est fait en décembre 1965 par Nikolaï Podgorny, président du Soviet Suprême, contrastant beaucoup avec la visite qu'il avait effectuée en 1956, le président soviétique louant les effets de la révolution blanche. Se met alors en place une politique de coopération économique importante entre les deux pays, Podgorny et le chah inaugurant le plus grand gazoduc du monde, plus de 2 000 km de pipeline acheminant le gaz du sud-ouest de l'Iran jusqu'en Union soviétique. Le même Podgorny sera un invité privilégié des fêtes de Persépolis, un an plus tard, n'étant jamais placé très loin du chah dans les cérémonies officielles. Léonid Brejnev, dirigeant de facto de l'Union soviétique (1964-1982) voyage à Téhéran en 1970 pour rencontrer le couple impérial, qui lui renvoie sa visite en venant à Moscou la même année. Une nouvelle ligne de chemin de fer du nord au sud est tracée afin de faire voyager les minerais et le charbon produits à Kerman et Ispahan jusqu'en URSS.

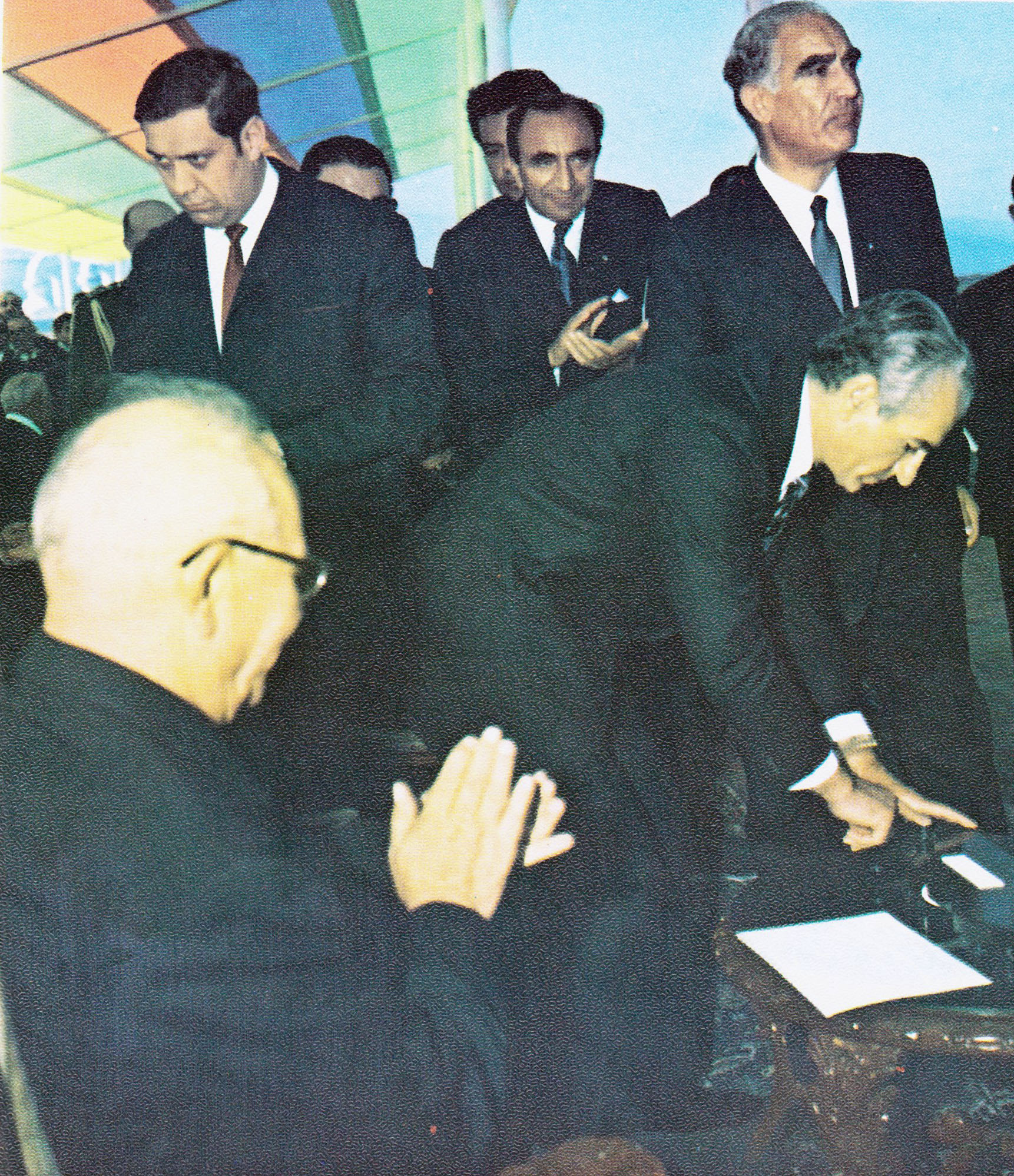
Le Chah d'Iran et le chef de l'État soviétique, Nikolaï Podgorny (de dos, applaudissant) lors de la cérémonie d'inauguration du Shahluleh (principal oléoduc d'Iran) en 1970.

Cependant, le régime impérial reste très lié au bloc de l'Ouest, notamment pour les questions d'armement militaire : les États-Unis ont d'importants problèmes de politique étrangère en Asie avec la guerre du Vietnam et la guerre entre l'Inde et le Pakistan. Le 30 mai 1968, le président Johnson fait déplacer les dispositifs d'écoute électronique de l'Union soviétique, alors au Pakistan, vers l'Iran. Maintenant, l'Iran est un partenaire stratégique militaire des États-Unis. En avril 1968, à la faveur du secrétaire d'État américain Dean Rusk, du secrétaire à la Défense Robert McNamara et du conseiller à la sécurité nationale Walt Whitman Rostow, un programme de réarmement militaire des forces armées iraniennes est mis en place, avec un budget à hauteur de 600 millions de dollars, répartis sur les six prochaines années, 100 millions de dollars par année[réf. nécessaire].

Mohammad Reza Pahlavi rend visite à Richard Nixon à la Maison-Blanche en 1971.

Pour le Shah, il était important de voir l'Iran protégé dans un monde bipolaire. Le seul partenaire qui pouvait garantir cette protection, était pour lui les États-Unis. Pour le président Richard Nixon, l'Iran était un partenaire stratégique central dans le golfe Persique. En mai 1972, Nixon signa à Moscou l'accord SALT-I sur la limitation des armements. Son voyage de retour l'a conduit directement à Téhéran pour discuter avec le Shah du développement politique. Nixon avait conçu une doctrine selon laquelle l'équilibre du pouvoir avec l'Union soviétique devait être mis en parallèle avec les forces armées des partenaires régionaux des États-Unis, et devait être dérivée de cette perspective une initiative visant à la limitation des armements. L'Iran était un exemple pour Nixon de la façon dont la stabilité politique et la sécurité dans la région du golfe Persique pouvaient être établies par la construction de l'armée iranienne avec l'aide des États-Unis, sans les États-Unis n'ait en Iran ses propres bases militaires.
Au début des années 1970, les relations de l'Iran se tendirent avec son voisin irakien, notamment à cause d'une question de frontière. Le 7 mai 1972, Mohammad Reza déclara au président Richard Nixon que l'Union soviétique essayait de dominer le Moyen-Orient en se rapprochant de l'Irak proche, et contenir les ambitions irakiennes serait aussi contenir les ambitions soviétiques. Nixon accepta de soutenir les allégations iraniennes d'avoir sa frontière avec l'Irak au-delà du talweg du Chatt el-Arab et de soutenir généralement l'Iran dans son affrontement avec l'Irak. Mohammad Reza Chah finança les rebelles séparatistes kurdes en Irak, et ce, avec des armes soviétiques qu'Israël avait saisies aux régimes arabes soutenus par les Soviétiques, puis qui avaient été remises à l'Iran à la demande du Shah. Mais le climat devait finalement s'apaiser. En 1975, les deux pays signèrent l'Accord d'Alger, qui accordait à l'Iran des droits de navigation égaux à ceux de l'Irak dans la rivière Chatt el-Arab alors que le talweg -le point le plus profond de la rivière- devint la nouvelle frontière, Mohammad Reza acceptant de cesser de soutenir les rebelles kurdes irakiens. Le Shah entretenait également des relations étroites avec le roi Hussein de Jordanie, Anouar el-Sadate d'Égypte et le roi Hassan II du Maroc. À partir de 1970, Mohammad Reza forma aussi une alliance improbable avec le régime (aux idéaux très opposés aux siens) du colonel Kadhafi de Libye, les deux leaders voulant des prix plus élevés pour le pétrole de leurs pays, ce qui amena l'Iran et la Libye à unir leurs forces pour faire pression sur le « renversement des forces » lié au prix du pétrole.

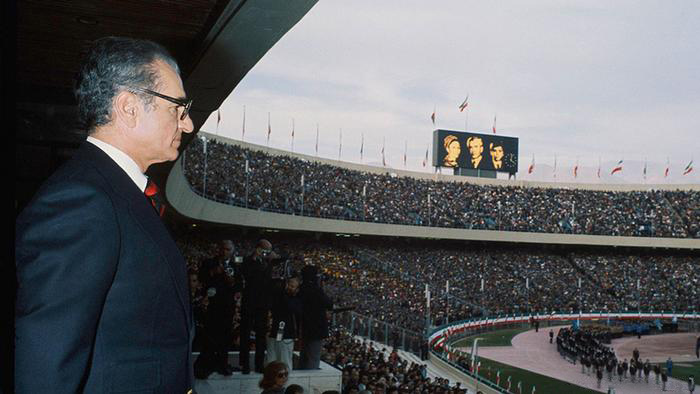
Mohammad Reza Pahlavi au Stade Azadi lors de la cérémonie d'ouverture des Jeux asiatiques de 1974.

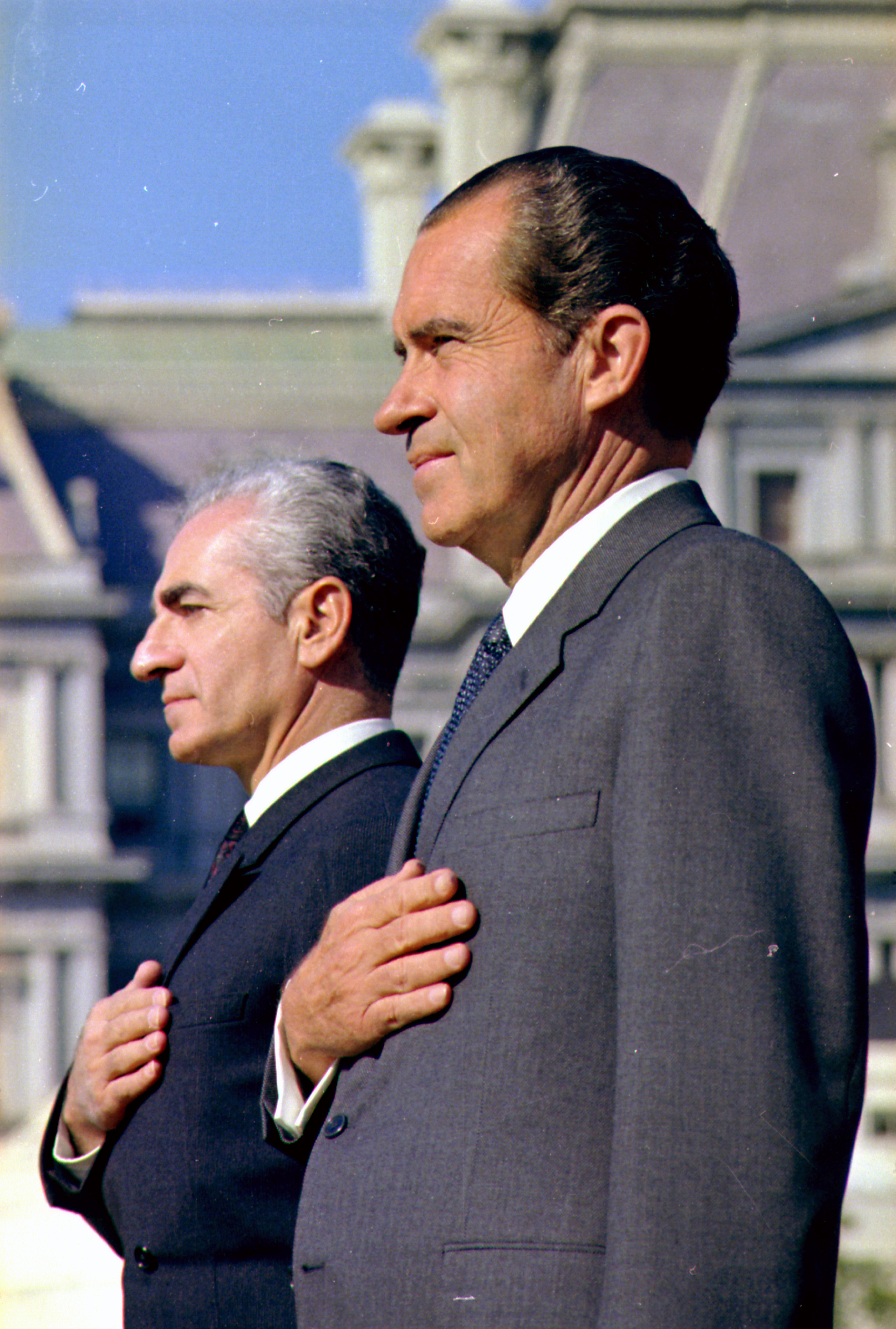
Le chah d'Iran et le président Nixon.

La relation entre les États-Unis et l'Iran devinrent plus litigieuses lorsque les États-Unis devinrent dépendants de l'Iran pour être une force stabilisante au Moyen-Orient. En juillet 1969, le président Richard Nixon énonça la doctrine Nixon lors d'une visite à Guam, où il déclara que les États-Unis honoreraient leurs engagements en matière selon les traités signés avec les pays d'Asie, mais que « en ce qui concerne les problèmes de sécurité internationale […] les États-Unis vont encourager le droit des pays asiatiques à pouvoir s'occuper de leurs problèmes eux-mêmes et s'attendent à ce que ce que ce soit le cas ». La nation asiatique particulièrement visée par la doctrine Nixon était le Vietnam du Sud, mais Mohammad Reza saisit dans la doctrine Nixon le message selon lequel les nations asiatiques devraient être responsables de leur propre défense, pour affirmer que les Américains devaient lui vendre les armes sans limitation, une suggestion acceptée par Nixon. Une dynamique particulière fut établie dans les relations américano-iraniennes à partir de 1969 où les Américains cédèrent à Mohammad Reza presque tout ce qu'il voulait, car ils estimaient qu'ils avaient besoin d'un Iran fort en tant que force pro-américaine au Moyen-Orient et ne pouvaient pas se permettre de perdre ce précieux allié. Pour permettre aux deux pays de continuer à avoir de bonnes relations et parce que Mohammad Reza Chah soutenait les États-Unis dans la guerre du Vietnam, on minimisait le ton souvent très anti-américain de la presse iranienne, de même que les Américains firent mine d'ignorer les efforts du Shah pour augmenter les prix du pétrole, même si cela coûtait beaucoup aux consommateurs américains.

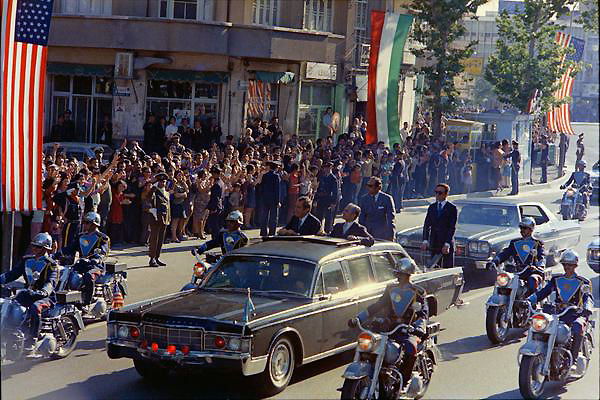
Le président américain Nixon à Téhéran en 1972.

Après 1969, un processus de « renversement des forces » s'établit lorsque Mohammad Reza a commença à dicter aux États-Unis leur conduite dans la région, les Américains ayant plus besoin de l'Iran que l'Iran besoin des Américains. Le conseiller américain en sécurité nationale, Henry Kissinger, écrivit à cause de la guerre du Vietnam, qu'il n'était pas politiquement possible dans les années 1970 pour les États-Unis de se battre dans une guerre majeure avant 1982 : « Il n'y avait aucune possibilité d'affecter des forces américaines à l'océan Indien, en même temps que la guerre du Vietnam et son traumatisme. Le Congrès n'aurait pas toléré un tel engagement, et la population ne l'aurait pas soutenu. Heureusement, l'Iran était disposé à jouer ce rôle ». En tant que tel, les Américains avaient vraiment besoin de l'Iran comme un allié, ce qui permit à Mohammad Reza de leur imposer certaines de ses décisions, lors notamment de la crise de Bahreïn, une expérience qui stimula fortement son ego, car il imposait sa volonté à la plus puissante nation du monde. Lorsque Nixon et Kissinger effectuèrent une visite à Téhéran en mai 1972, le Shah les a convaincus de jouer un rôle plus important dans ce qui a été jusqu'alors une opération essentiellement israélo-iranienne pour aider les Kurdes irakiens dans leurs luttes contre l'Irak et ce, malgré les avertissements de la CIA et du département d'État disant que le Shah laisserait finalement tomber les kurdes. Ce qui arriva en mars 1975 avec la signature des accords d'Alger, réglant les différends frontaliers irakiens-iraniens, une action prise sans consultation préalable des États-Unis, après quoi il cessa d'aider les mouvements séparatistes kurdes et empêcha les États-Unis et Israël d'utiliser le territoire iranien pour leur fournir de l'aide. Le chah, cependant, considérant les kurdes comme des Aryens, c'est-à-dire des Iraniens au sens large du terme, obtient de Saddam Hussein qu'il laisse partir tous les kurdes vers l'Iran, organisant leur fuite. Des villes permettront de les accueillir, où ils trouveront des emplois, Mostafa Barezani, leader du mouvement kurde, s'installant avec sa famille dans une grande propriété à Karaj, en banlieue de Téhéran.

#### Couronnement

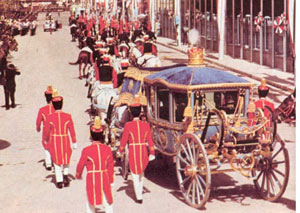
Cortège royal le jour du couronnement du Chahanchah, 26 octobre 1967.

Le 15 septembre 1965, le Majles accorde au chah, pour services rendus à la nation, le titre d’Aryamehr (Lumière des Aryens), qui devient une sorte de second titre.
C’est à l’automne 1967, le 26 octobre (jour anniversaire du shah), qu’ont lieu les cérémonies du sacre de Mohammad Reza Pahlavi dans le palais du Golestan qui retrouve les fastes d'antan. Durant les vingt-six années qui se sont écoulées depuis sa prestation de serment, en septembre 1941, le chah n’a pas envisagé de ceindre la couronne impériale. Tant qu’il ne sentait pas l’Iran suffisamment engagé dans la voie du développement économique et social, il ne voulait pas « être le roi d’un pays pauvre » et n’éprouvait aucune fierté à être couronné devant un peuple encore pauvre et en partie illettré. Ce choix de différer le couronnement s'explique non seulement en raison de l'instabilité politique du pays mais aussi de l'absence d'héritier mâle.

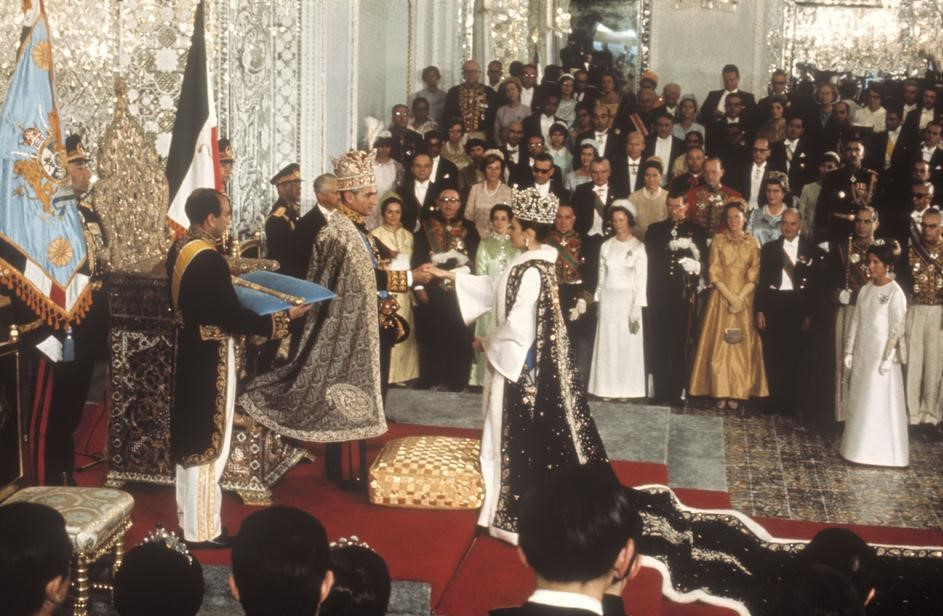
Couronnement de Mohammad Reza Chah et de la Chahbanou Farah.

Quelque 15 000 soldats forment une haie d'honneur sur les 17 km du trajet depuis le palais de Niavaran. Le carrosse d’ébène et de perles aux vitres blindées ainsi que les voitures de la suite roulent sur les mille tapis persans recouvrant les rues de Téhéran. Des avions spécialement affrétés larguent 17 532 roses, autant de fleurs qu'il y a eu de journées dans la vie du roi. Parmi les Joyaux de la Couronne iranienne déployés pour cette cérémonie, figure dans la salle du couronnement du palais du Golestan le Trône du Paon sur lequel prend place le chah qui a ceint l’épée royale et revêtu le manteau impérial avant de se poser sur la tête la couronne impériale de la dynastie Pahlavi, tendue par un groupe de militaires.
Au cours de la cérémonie, le chef suprême de la communauté musulmane, l'imam Jomeh de Téhéran lit des versets du Coran et présente le livre au chah. Mohammad Reza Pahlavi pose ses lèvres sur le Coran.
Puis la cérémonie prend une tournure sans précédent : la reine se lève, se met en face du trône de son époux, et huit dames d'honneur viennent la revêtir d'un grand manteau de velours vert foncé aux motifs persans en strass. Puis elle s'agenouille, et, geste unique dans l'histoire post-islamqiue de la Perse, elle est couronnée par le Chah. Ce dernier tient en effet à marquer une fois de plus son attachement à l'importance de la femme, lui qui a donné à son épouse le titre de Chahabanou (« épouse royale »), chose également unique, alors que Farah Pahlavi avait, l'année précédente (1966), reçu un statut spécial tout aussi inédit, qui lui permettait d'exercer la Régence dans le cas où son mari mourrait, jusqu'à ce que le prince héritier eût atteint l'âge de régner.
Puis après de nombreuses formules d'usage et serments, le cortège quitte le palais du Golestan et parade dans tout Téhéran.

#### Célébration du 2 500eanniversaire de la fondation de l'Empire perse

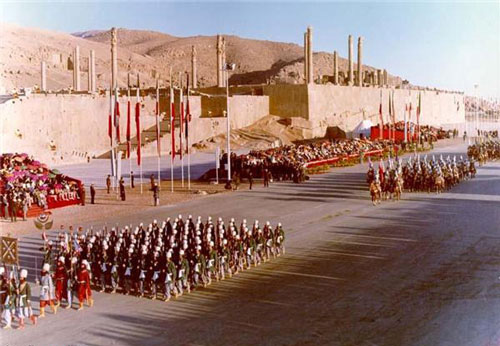
Parade à Persépolis pour les fêtes de 1971 - ici l'Empire sassanide.

Le chah a organisé du 12 au 16 octobre 1971 une fête spectaculaire, pour les deux mille cinq cents ans de l'Empire perse, sur le site de Persépolis, siège des rois d'Iran depuis des siècles. Monarques et présidents de monde entier ont fait le déplacement pour assister à cet anniversaire célébrant la prodigieuse modernisation de l'Iran ainsi que son glorieux passé. Les Iraniens sont censés prendre conscience du prestige de leur pays dans le monde. Mais les opposants ne virent que les dépenses de trois cents millions de dollars en tentes de soie équipées de toilettes en marbre, et en mets et vins pour vingt-cinq mille personnes, venues en avion depuis Paris. De festivités populaires, le projet s'est transformé de 1967 à 1971 en une véritable garden-party de chefs d'état et d'officiels étrangers, ce dont le chah se rendit compte à la fin des célébrations, et qui fut regretté par la chahabnou également qui aurait préféré que les médias couvrent un peu plus les actions populaires et tout ce qui avait été fait à côté, selon elle l'essentiel.

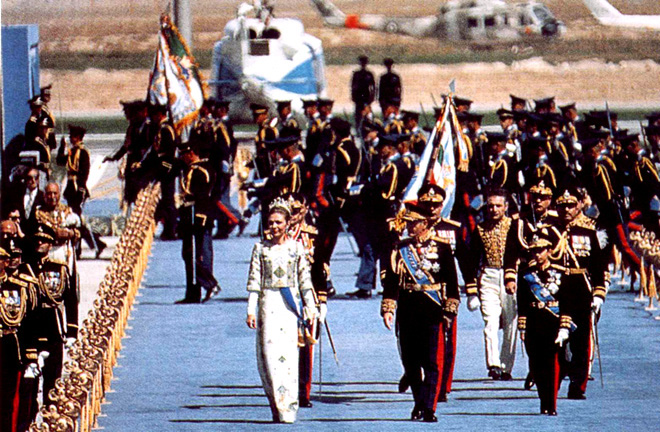
Arrivée du Shah, de la Shahbanou et du prince héritier à Pasargades, devant le tombeau de Cyrus, 12 octobre 1971.

L'ayatollah Khomeini condamna ces excès depuis Nadjaf, évoquant les millions d'Iraniens pauvres qui, selon lui, réclamaient l'aide du clergé pour la construction de bains publics : « Les crimes des rois d'Iran ont noirci les pages de l'histoire… Que sont devenues ces belles promesses, ces allégations prétentieuses selon lesquelles le peuple serait prospère et heureux ? » Khomeini fustigeait cependant surtout la référence à la culture préislamique de la Perse, le Chah mettant l'accès sur sa période préférée : l'empire achéménide. Lors de la célébration fut organisé un spectacle de feux d'artifice coordonné avec un spectacle sonore et lumineux éclairés par des centaines de haut-parleurs et de projecteurs cachés, lequel envoyait un double message : l'Iran était encore fidèle à ses traditions anciennes et l'Iran avait transcendé son passé pour devenir une nation moderne, que l'Iran n'était pas « coincé dans le passé », mais était une nation qui embrassait la modernité tout en ayant choisi de rester fidèle à son passé. Le message a été encore renforcé le lendemain lorsque la « Parade de l'histoire Persane », réalisée à Persepolis, quand 6 000 soldats habillés sous les uniformes de chaque dynastie des Achéménides aux Pahlavi défilèrent devant Mohammad Reza dans un grand défilé dont de nombreux contemporains remarquèrent qu'il avait « surpassé dans le pur spectacle les imaginations de celluloïdes les plus florissantes des épopées d'Hollywood ». Pour compléter le message, Mohammad Reza termina les célébrations en ouvrant un nouveau musée à Téhéran, le Shahyad Aryamehr, logé dans un bâtiment - une tour - très moderniste et assista à un autre défilé dans le nouveau stade Aryamehr, un nouvel exemple de sa politique alliant l'histoire antique et la modernité. Une brochure proposée par le comité de célébration énonçait explicitement le message : « Ce n'est que lorsque le changement est extrêmement rapide après que les dix dernières années se soient avérées être les mêmes, que le passé atteint des valeurs nouvelles et insoupçonnées qui vaut la peine de les cultiver », poursuit-il, pour dire que les célébrations ont eu lieu parce que « l'Iran a commencé à se sentir confiant de sa modernisation ».

#### La «Grande Civilisation»
Dans les années 1970, Mohammad Reza a été considéré comme l'un des leaders les plus efficaces et capables du monde[réf. nécessaire]. À partir de 1973, Mohammad Reza proclama que son but était celui de mettre en place la Tamaddon-e-Bozorg, la « Grande Civilisation », un tournant non seulement dans l'histoire de l'Iran, mais aussi pour l'histoire du monde entier, une déclaration qui fut prise un certain temps au sérieux dans l'Ouest. En 1975, le vice-président des États-Unis Nelson Rockefeller déclara dans un discours : « Nous devrions accueillir Sa Majesté Impériale aux États-Unis pour quelques années afin qu'il nous apprenne à nous occuper d'un pays ».

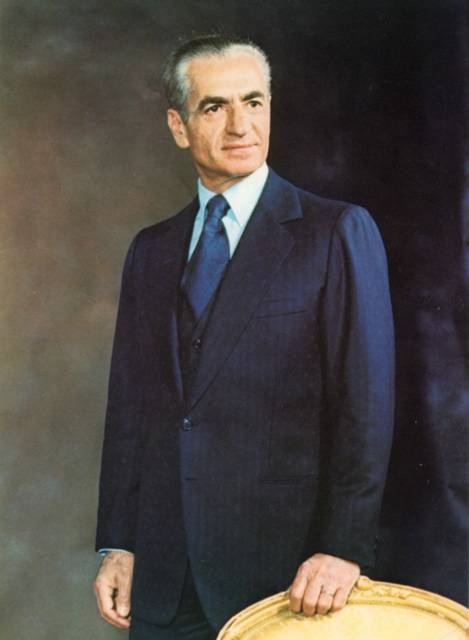
Portrait de Sa Majesté Impériale Mohammad Reza Chah, empereur d'Iran.

Les courtisans de sa cour flattant toujours son ego, et le reste du monde, surtout les États-Unis, l'estimant beaucoup selon le discours de Rockefeller, Mohammad Reza Chah devint de plus en plus assuré dans ce qu'il entreprenait. Toute cette louange stimula l'ego du chah, qui passa d'un homme simplement narcissique à un mégalomane, se croyant choisi par Allah lui-même pour transformer l'Iran et créer la « Grande Civilisation »,. Ainsi, Mohammad Reza commença à faire des revendications extravagantes pour la « Grande Civilisation », comme ce qu'il raconta à la journaliste italienne Oriana Fallaci dans une interview en 1973 :

« Les mesures à mi-chemin, les compromis, sont inapplicables. En d'autres termes, l'un ou l'autre est révolutionnaire ou exige la loi et l'ordre. On ne peut pas être révolutionnaire en demandant la loi et l'ordre. Et encore moins avec la tolérance… quand Castro est arrivé au pouvoir, il a tué au moins 10 000 personnes… en un sens, il était vraiment capable de tout, car il est encore au pouvoir. Je suis aussi capable d'user de la force, et j'ai l'intention de le faire si ça peut aider à accomplir un grand nombre de choses, car il faut s'en donner les moyens quand le vieux socialisme et ses effets sont finis. Je réalise pour mon pays plus que les Suédois… Ah ! Le socialisme suédois ! Il n'a même pas nationalisé l'eau et les forêts. Ma révolution blanche […] met en place un nouveau genre de société et […] croyez-moi, en Iran, nous sommes beaucoup plus avancés que vous et nous n'avons vraiment rien à apprendre de vous. »

Le 31 mars 1974, Mohammad Reza énonça dans une conférence de presse ses projets pour l'Iran en 1984, en disant :

« Dans les villes, les voitures électriques remplaceront les moteurs à gaz et les systèmes de transport de masse seront fournis en électricité, les gens utilisant les monorails ou les bus électriques. Et, en outre, dans l'ère de la Grande Civilisation qui arrive pour notre peuple, il y aura au moins deux ou trois jours fériés par semaine »

.
En 1976, Mohammad Reza déclara au journaliste égyptien Mohamed Hassanein Heikal dans une interview : « Je veux que le niveau de vie en Iran soit dans dix ans exactement au même niveau qu'en Europe d'aujourd'hui. Dans vingt ans, nous serons devant les États-Unis ».

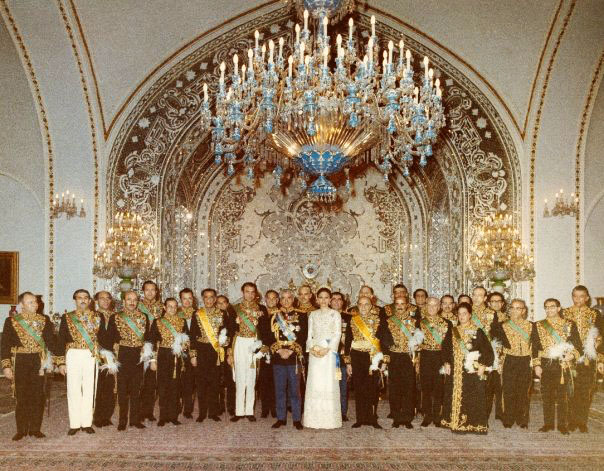
Le cabinet du Premier ministre Hoveida à l'occasion de l'inauguration du.

Réfléchissant à son besoin de voir l'Iran comme « une partie du monde » (par lequel Mohammad Reza Chah signifiait le monde occidental), tout au long des années 1970, il parraina des conférences en Iran à ses frais, par exemple pour une semaine en septembre 1975, la Réunion Internationale du symposium sur l'alphabétisation à Persépolis, le Congrès international de la philosophie à Mashhad et le Congrès international des études mithraïques réuni à Téhéran. Il chercha à organiser les Jeux olympiques d'été de 1984 à Téhéran. Pour la plupart des Iraniens ordinaires, luttant contre l'inflation, la pauvreté, la pollution atmosphérique (les villes iraniennes étaient considérées dans les années 1970 comme étant parmi les plus polluées au monde), ayant à payer des paiements d'extorsion à la police qui exigeait de l'argent même de ceux qui pratiquaient des emplois légaux comme la vente de fruits dans la rue et luttant les embouteillages quotidiens, le parrainage des conférences internationales par le Shah n'était qu'un gaspillage de temps et d'argent. Les conférences sur les pratiques pré-islamiques telles que le culte de Mithra alimentèrent les angoisses religieuses. Par l'entremise de Mohammad Reza, si la « Grande Civilisation » entrevoyait la modernisation d'un Iran dont le niveau de vie serait supérieur à celui des États-Unis et à la pointe de la technologie moderne, peu de projets concernaient une évolution politique, ce qui laissait penser que l'Iran resterait de facto une vraie autocratie.
La famille impériale Pahlavi employait une riche héraldique pour symboliser son règne et le lier à l'ancien patrimoine perse. L'image de la couronne impériale fut incluse dans chaque document et symbole officiel de l'État - des badges des forces armées au papier-monnaie et à la monnaie. L'image de la couronne était la pièce maîtresse de la norme impériale du shah (Shāhanshāh).
Les pavillons personnels - pour le Shāhanshāh, pour son épouse la Shahbānū (Shahbanu) et pour leur fils aîné qui était le successeur du trône désigné (prince héritier) - avait un fond bleu pâle (la couleur traditionnelle de la famille Pahlavi), devant lequel avait été placé au centre le motif héraldique de l'individu. Le drapeau national iranien fut placé dans le quadrant supérieur gauche de chaque norme. Le pavillon impérial approprié était hissé à côté du drapeau national lorsque l'individu dudit pavillon était présent.

#### Politique internationale régionale

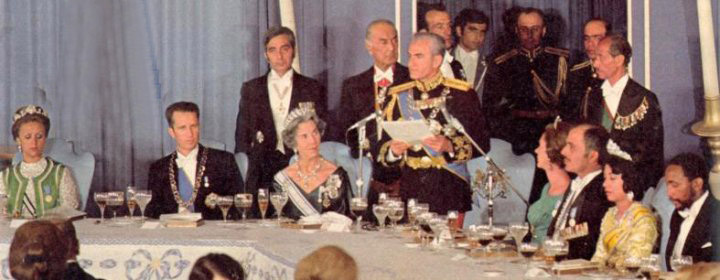
Discours du Shahanshah lors de la célébration des 2500 ans de monarchie perse à Persepolis, 14 octobre 1971. À gauche du chah : Alia de Jordanie, Baudouin de Belgique, Ingrid de Suède, et à droite : Fabiola de Belgique, Hussein de Jordanie, Chams Pahlavi (?) et Qabous d'Oman.

Parce que la Maison Pahlavi était une maison du genre « nouveau riche », Reza Khan ayant commencé sa carrière comme soldat dans l'armée perse, avant de devenir général puis de prendre le pouvoir dans un coup d'État en 1921 et devenant Shah en 1925, Mohammad Reza cherchait souvent à gagner l'estime des anciennes familles royales du monde, quitte à dépenser d'importantes sommes d'argent pour. Parmi les royaux souvent de passage à Téhéran, le roi Hussein de Jordanie, l'ancien roi Constantin II de Grèce, le roi Hassan II du Maroc, les princes et les princesses de la Maison néerlandaise d'Orange et les membres de la famille de Savoie, notamment Victor-Emmanuel. Outre le roi de Jordanie, l'autre monarque régional ami de Mohammad Reza Chah était l'empereur Hailé Selassie d'Éthiopie, comme en témoigne le fait qu'il était l'invité d'honneur lors des célébrations de Persépolis en 1971. L'Éthiopie et l'Iran, avec la Turquie et Israël, étaient considérés comme une « alliance de la périphérie », laquelle contrebalançait le pouvoir arabe dans le Moyen-Orient étendu.

Le Shahanshah Mohammad Reza Pahlavi avec le président américain John F. Kennedy (1962).

En juillet 1964, la Turquie, l'Iran et le Pakistan signèrent le Traité de coopération régionale pour le développement (RCD, coopération régionale pour le développement) en tant que complément à la coopération militaire dans le cadre du CENTO. L'objectif de l'accord était de renforcer les échanges commerciaux entre les pays partenaires afin de réduire leurs déficits chroniques des paiements avec l'Occident. À long terme, une union monétaire fut demandée. Le marché commun des pays incluait 170 millions de personnes. Ainsi, la base économique d'une augmentation de la production industrielle fut donnée à la production de masse de biens de consommation. À titre d'exemple le RCD servi la Communauté européenne et l'AELE.
En plus des déclarations d'intention de coopération accrue, le traité visait également à améliorer les systèmes de communication, l'expansion des routes, liaisons ferroviaires et aériennes des pays signataires. Plus précisément, les frais de lettres, des télégrammes et des appels téléphoniques entre les pays furent réduits et améliorèrent les échanges entre les états. Les experts commerciaux furent échangés entre les pays, fournirent une assistance technique aux grands projets industriels et mirent en service une stratégie navale commerciale commune. L'Iran fournissait du pétrole à des prix préférentiels au Pakistan et en Turquie.
Afin de renforcer les liens culturels entre les pays, les manuels furent révisés pour permettre la mise en place d'échanges universitaires entre les pays du Regional Cooperation for Development (en) et les programmes se mirent à promouvoir la formation dans la langue et la culture des trois pays alternativement. Le Conseil des ministres des Affaires étrangères des pays du RCD servi en tant qu'organe de prise de décision. Une commission de planification composée de représentants de chaque comité de planification de l'État préparait les réunions des ministres du RCD. Les ministres et la Commission de planification possédait un secrétariat indépendant et un secrétaire général avec rang d'ambassadeur.
À partir de 1969, le Chah chercha à étendre le RCD à l'Afghanistan et à l'Inde. En 1974 et jusqu'en 1976, les recettes pétrolières Iran atteignant de nouveaux sommets, le Shah investit d'importantes sommes dans l'aide au développement avec l'Afghanistan, le Pakistan, l'Inde, l'Égypte, la Syrie, la Jordanie, le Soudan et le Liban. Ces pays mirent en place de grands projets de développement, en supposant que le financement des projets serait assuré par l'Iran. Cependant, en 1975, l'Arabie saoudite, lors de la réunion annuelle de l'OPEP, refusa d'accepter la nouvelle augmentation par Mohammad Reza Chah Pahlavi des prix du pétrole, ce qui fit stagner les revenus pétroliers de l'Iran, qui ne fut plus en mesure de remplir ses obligations internationales.
La cessation de cette aide financière bienvenue contribua à renforcer une dépendance des pays voisins de l'Union soviétique. Un exemple des conséquences de la disparition de l'aide économique iranienne est le développement politique en Afghanistan. Le Shah avait, en 1975, promis au président afghan Mohammed Daoud Khan, pour la mise en place de projets de reconstruction économique, en particulier pour le développement du réseau ferroviaire en Afghanistan, 1,2 milliard de dollars. Avec ces fonds Daoud aurait pu réduire la dépendance économique presque totale de l'Afghanistan vis-à-vis de l'Union soviétique. En 1977, cependant, 10 millions de dollars d'aide économique iranienne furent reçus à Kaboul.
En raison de la persistance de la mauvaise situation économique en Afghanistan et de l'absence d'instauration des projets de reconstruction promis, un coup d'État renversa le président Daoud en avril 1978. La mort de Daoud, lors du coup d'État, entraîna aussi la disparition de la république d'Afghanistan. La création suivante de la république démocratique d'Afghanistan et la tentative d'établir par des réformes radicales un état socialiste par les anciens putschistes déclencha une guerre civile, puis aboutit en 1979 à l'invasion par l'Union soviétique du pays. Après la révolution islamique la coopération économique avec les pays voisins fut revue. En 1985, la fondation de l'Organisation de coopération économique (ECO) se pose comme une évolution de la RCD.

Ardeshir Zahedi, ministre des Affaires étrangères à l'époque de la crise de Bahreïn et des trois îlots. Il mena un véritable bras de fer avec les Britanniques pour l'obtention des trois îlots, son intransigeance et sa rudesse semblant avoir eu raison de Londres.

L'Iran connut aussi avec la Grande-Bretagne une crise concernant le sort de Bahreïn (que la Grande-Bretagne contrôlait depuis le XIXe siècle, mais que l'Iran revendiquait toujours comme son propre territoire) et de trois petites îles du golfe Persique, qui aboutit à un accord entre le Shah et les Britanniques conduisant à l'indépendance de Bahreïn (contre les souhaits des nationalistes iraniens). En retour, l'Iran prit le contrôle total de la Grande Tumb, de la Petite Tumb et d'Abu Musa dans le détroit d'Ormuz, trois îles stratégiquement sensibles, revendiquées par les Émirats arabes unis. Au cours de cette période, le Shah a maintenu des relations cordiales avec les États du golfe Persique et établi de solides relations diplomatiques avec l'Arabie saoudite. Mohammad Reza Chah voyait l'Iran comme le pouvoir dominant naturel dans la région du golfe Persique, ne tolérant aucun défi pour l'hégémonie iranienne, assurant son maintien par un important surarmement du pays dès le début des années 1960. Mohammad Reza soutint les royalistes yéménites contre les forces républicaines dans la guerre civile du Yémen (1962-1970) et aida le sultan d'Oman à mater une rébellion à Dhofar (1971). En 1971, Mohammad Reza déclara à un journaliste: « Les événements mondiaux étaient tels que nous étions obligés d'accepter le fait que la mer adjacente à la mer d'Oman - je veux dire l'océan Indien - ne reconnaisse pas les frontières. Quant aux limites de sécurité de l'Iran - je ne déclarerai pas combien de kilomètres nous avons à l'esprit, mais quiconque connaît la géographie et la situation stratégique, et surtout avec les forces aériennes et maritimes potentielles, sait à quelle distance de Chah Bahar cette limite peut se situer ».
L'intervention dans la guerre du Dhofar (Oman) pour y soutenir le régime, menacé par une rébellion d'inspiration marxiste, est justifiée selon le chah par la nécessité de défendre le détroit d’Ormuz : « Imaginez que ces sauvages s’emparent de l’autre rive du détroit d’Ormuz, à l’entrée du golfe Persique. Notre vie dépend de cela. Et ces gens qui luttent contre le sultan sont des sauvages. Il se pourrait même qu’ils soient pires que des communistes ». Bien que des centaines de soldats iraniens sont tués au cours de cette guerre, il relativise l'importance des pertes subies par son armée : « Je crois que cela a été un succès éclatant [plutôt qu’un échec]. Justement parce que, bien qu’ayant subi des pertes, chaque jour le moral de nos soldats augmentait. Et, d’ailleurs, l’ennemi non plus n’y a pas échappé, lui aussi a subi des pertes. Et, de toute façon, une armée, c’est fait pour cela pour tuer et, à la rigueur, pour se faire tuer. Surtout dans un terrain pareil ».
Le chah cherche, dès la fin des années 1960, à développer ses relations avec ses voisins frontaliers ou proches, tout en gagnant en indépendance vis-à-vis des deux blocs, surtout celui de l'ouest. Le principal architecte de cette politique étrangère est son ministre des Affaires étrangères (1966-1971) puis ambassadeur à Washington (1971-1979), Ardeshir Zahedi, fils du général Fazlollah, gendre (1957-1964) puis ami proche du chah. Diversement apprécié à la cour, il est craint par beaucoup du fait de sa grande proximité avec l'empereur, son antagonisme avec le Premier ministre Hoveida, et dans une moindre mesure, avec Alam, étant un secret de polichinelle.

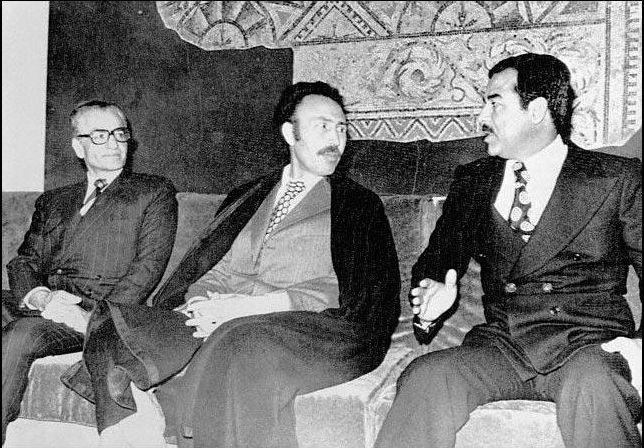
Mohammad Reza Chah, Houari Boumédiène et Saddam Hussein lors de la signature des accords d'Alger en 1975

Les relations avec l'Irak, après 1958, furent longtemps difficiles en raison de l'instabilité politique dans ce dernier pays. Mohammad Reza se méfiait à la fois du gouvernement socialiste d'Abd al-Karim Qasim et du parti arabe nationaliste Baas. Mohammad Reza rappela que la frontière internationalement reconnue entre les deux pays se situait sur la rivière Chatt al-Arab, et que, dans un traité de 1937, la frontière se situait sur la rive du côté iranien, ce qui confiait à l'Irak la plupart du Chatt al-Arab. Le 19 avril 1969, Mohammad Reza abrogea le traité iranien-irakien de 1937 sur le contrôle du Chatt al-Arab et, par cela, l'Iran cessa de payer des taxes en Irak lorsque ses navires utilisaient le Chatt al-Arab, ce qui coûta à l'Irak une source de revenus lucrative. Il justifia son mouvement en soutenant que presque toutes les frontières des rivières dans le monde traversaient le thalweg (profonde marque de canal) et en prétendant que parce que la plupart des navires qui utilisaient le Shatt al-Arab étaient iraniens, le traité de 1937 était injuste pour l'Iran. L'Irak menaça le mouvement iranien de répercussions armées, mais lorsque le 24 avril 1969, un navire-citerne iranien escorté par des navires de guerre iraniens traversa le Chatt al-Arab sans rien payer, l'Irak, l'État militairement le plus faible ne fit rien. L'abrogation iranienne du traité de 1937 marqua le début d'une période de tension irakienne-iranienne aiguë qui devait durer jusqu'aux Accords d'Alger de 1975. Le 6 mars 1975, en effet, l'Iran et l'Irak signèrent les accords d'Alger, une contribution importante à la paix au Moyen-Orient par le règlement des différends frontaliers, qui accordait à l'Iran des droits de navigation égaux à ceux de l'Irak dans la rivière Chatt el-Arab alors que le talweg -le point le plus profond de la rivière- devint la nouvelle frontière, Mohammad Reza acceptant de cesser de soutenir les rebelles kurdes irakiens, ce qu'il faisait jusque-là pour torpiller le régime de Saddam Hussein.

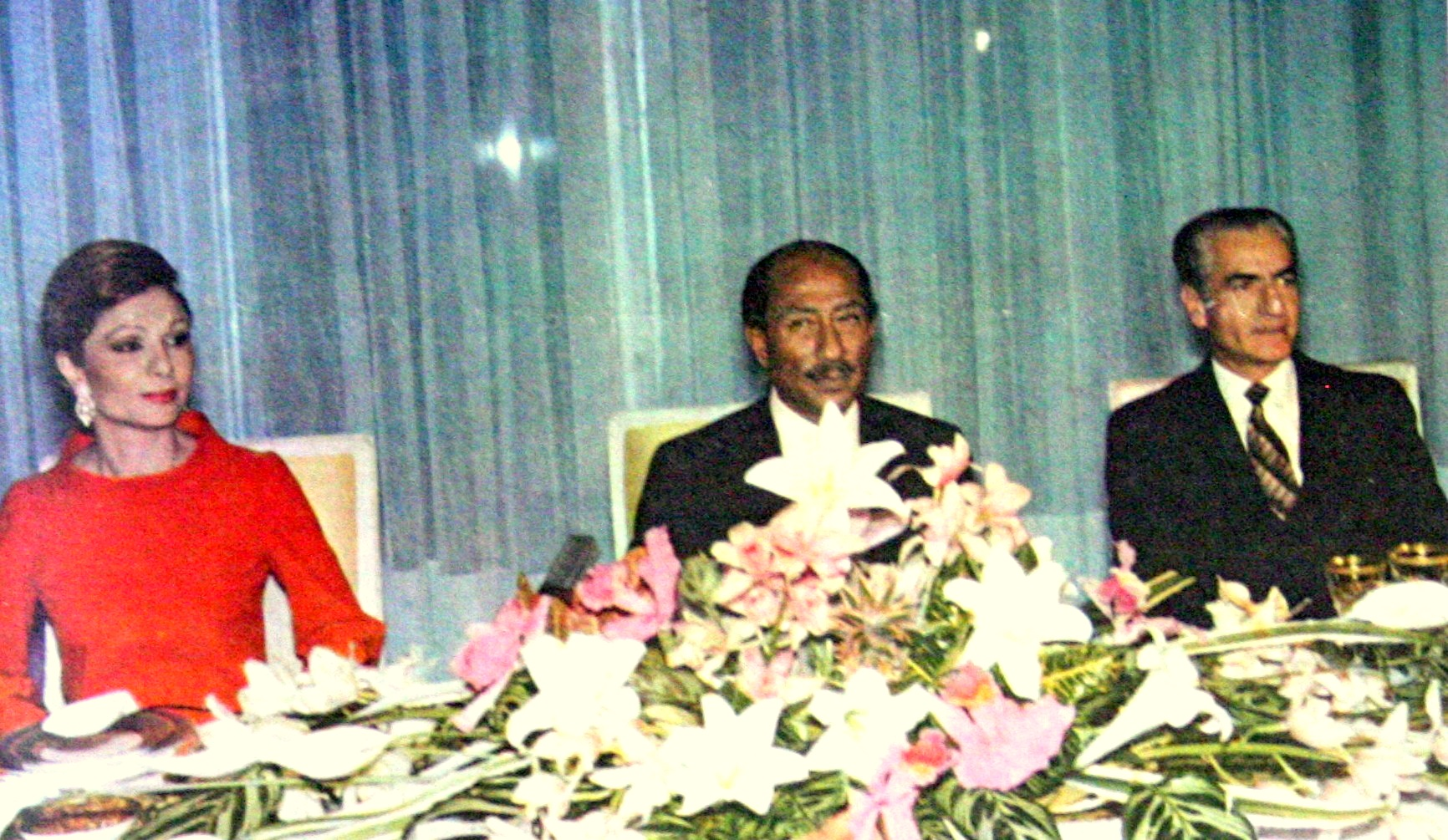
Farah Pahlavi, Anouar el-Sadate et Mohammad Reza Pahlavi à Téhéran, 1975.

Accords de Camp David.

Les relations de l'Iran avec Israël, reconnu de facto en 1950, restèrent longtemps florissantes, surtout militairement : une position qui détonnait dans le monde musulman, le chah perpétuant la tradition de bienveillance du pays à l'égard des juifs, inaugurée avec la libération du peuple juif de Babylone en -538 par Cyrus le Grand - un des modèles du chah. Un bureau iranien ouvrit à Tel-Aviv, et un israélien à Téhéran dès les années 1950, avant que des ambassades officielles n'ouvrent dans les années 1970. Cependant, le chah défendit également la liberté des Palestiniens à posséder leur propre État, s'abritant derrière le plan de partage de l'ONU de 1947. Ardeshir Zahedi était du même avis, mais estimait aussi que la Palestine devait d'abord cesser d'être la vaincue éternelle pour qu'une paix équilibrée soit établie. La veille du début de la guerre du Kippour, le président Anouar el-Sadate, qui allait faire attaquer Israël le lendemain, fit escale à Téhéran : reçu par l'empereur, ce dernier accepta de laisser son territoire être survolé par des soutiens militaire et matériel soviétiques dans la guerre qui allait arriver. Après la fin de la guerre, relative victoire arabe, les relations entre l'Iran et Israël, qui s'estimait trahi, se détériorèrent, en même temps que s'améliorèrent les relations entre l'Iran et l'Égypte, à la fin du règne du chah l'un de ses plus sûrs alliés. À l'époque du roi Farouk (1936-1952), les relations entre les deux pays se sont progressivement détériorés en même temps que le mariage du chah avec sa première épouse, la sœur du roi. Le « règne » de Gamal Abdel Nasser fut encore pire, du fait du soutien du président égyptien à Khomeini. Après sa mort, en 1970, les deux pays se rapprochèrent. Là aussi, Zahedi contribua beaucoup aux rapprochement des deux pays. Concernant Israël, le chah estima ensuite que les Israéliens intriguaient parfois contre lui, évoquant devant le journaliste Mike Wallace en 1973 le « lobby juif » qui aurait la mainmise sur une (grande) partie des médias américains. Le chah d'Iran eut du reste un rôle important dans la mise en place des accords de Camp David, faisant office de médiateur car entretenant des relations officielles avec tous, permettant par exemple la rencontre secrète d'Yitzhak Rabin et Anouar el-Sadate à Téhéran en juin 1975.

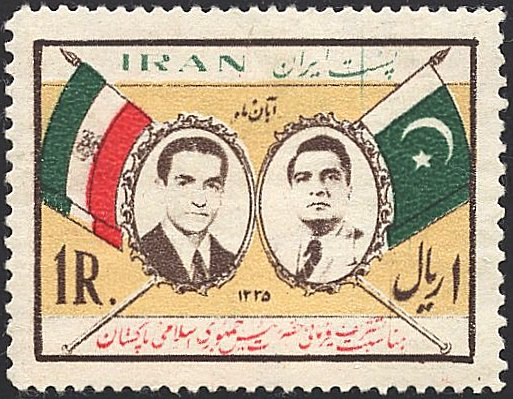
Timbre d'amitié entre l'Iran et le Pakistan (1956)

Deux autres alliés de poids vont émerger pour l'Iran dans les années 1970. D'abord, le Pakistan, auquel l'Iran est très lié culturellement et historiquement. L'Iran joua un rôle important dans la guerre indo-pakistanaise de 1965, fournissant au Pakistan des infirmières, des fournitures médicales et un don de 5 000 tonnes de pétrole. L'Iran a également indiqué qu'il envisageait de mettre en place un embargo sur les approvisionnements en pétrole en Inde pour la durée des combats. Après la suspension de l'aide militaire des États-Unis au Pakistan, l'Iran aurait acheté neuf bombes à réaction sabre de l'Allemagne de l'Ouest et les aurait envoyées au Pakistan. L'Iran joua de nouveau un rôle vital dans le conflit pakistanais de 1971 avec l'Inde, cette fois fournissant du matériel militaire ainsi qu'un soutien diplomatique contre l'Inde. Le chah décrivit l'attaque indienne comme une agression et une ingérence dans les affaires intérieures du Pakistan ; dans une interview avec un journal parisien, il reconnut ouvertement : « Nous sommes à 100% derrière le Pakistan ». Le Premier ministre iranien, toujours Amir Abbas Hoveida, soulignant le fait que « le Pakistan a été soumis à la violence et à la force ». Les dirigeants iraniens ont souvent exprimé leur opposition au démembrement du Pakistan, craignant de nuire à la stabilité et à la sécurité intérieures du Pakistan mais aussi à l'Iran en encourageant les séparatistes kurdes à se lancer contre le gouvernement iranien. Dans le même ordre d'idées, l'Iran a tenté de justifier son approvisionnement en armes au Pakistan au motif que, dans son désespoir, le Pakistan pourrait tomber dans le tour chinois. D'autre part, l'Iran normalisa ses rapports avec l'Inde. La rupture du Pakistan en décembre 1971 convaincu l'Iran que des efforts extraordinaires étaient nécessaires pour protéger la stabilité et l'intégrité territoriale de ses frontières est. L'émergence du Bangladesh fit craindre à Téhéran des complications diplomatiques. Lorsqu'une insurrection armée éclata dans la province du Baloutchistan au Pakistan en 1973, l'Iran, craignant que l'insurrection puisse se répandre dans sa propre province du Balouchistan, offrait un soutien à grande échelle. Les Iraniens fournirent au Pakistan du matériel militaire (y compris trente hélicoptères d'attaque Cobra Huey), du partage des informations et une aide de 200 millions de dollars. En plus de l'aide militaire, pendant toutes ces années, le Chah d'Iran a offert une aide au développement considérable au Pakistan, y compris le pétrole et le gaz à des conditions préférentielles.

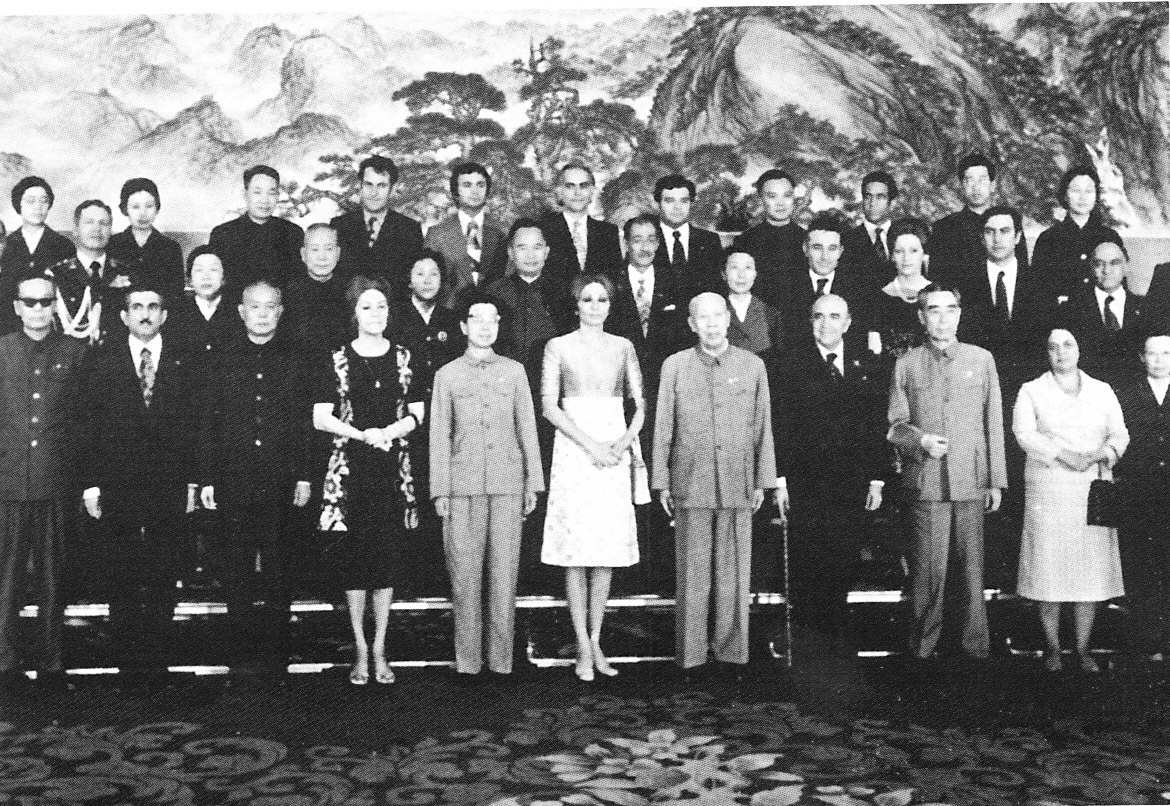
L'impératrice Farah et le Premier ministre Hoveida lors de leur visite d'état en Chine, 1972

Ensuite, la Chine. Un rapprochement initié dans les années 1960, puis amorcé avec les visites des princesses Chams et Ashraf en 1971, puis de la Chahbanou et du Premier ministre en 1972. La première ambassade d'Iran fut établie en décembre 1973 et Abbas Aram y fut nommé, devenant ainsi le premier diplomate iranien à servir en Chine. Dans les années 1970, les deux pays devinrent des alliés dans l'idée de contrebalancer l'Union soviétique et les États-Unis pendant la guerre froide. Après que l'URSS signa le traité d'amitié soviétique-indien (1971), la relation devint un moyen de contrer l'influence croissante de l'URSS dans le golfe Persique. Le président de la république populaire de Chine, Hua Guofeng, sera le dernier chef d'État à effectuer une visite officielle dans l'État impérial d'Iran en octobre 1978. La Chine soutint toujours les politiques économiques du Shah, en particulier dans la question des prix du pétrole et de gaz, et après 1972 l'Iran était devenu un partenaire commercial important pour la Chine.

### Le compte à rebours (1974-1978)

#### Les prémices d'une crise pétrolière (fin 1973-1974)

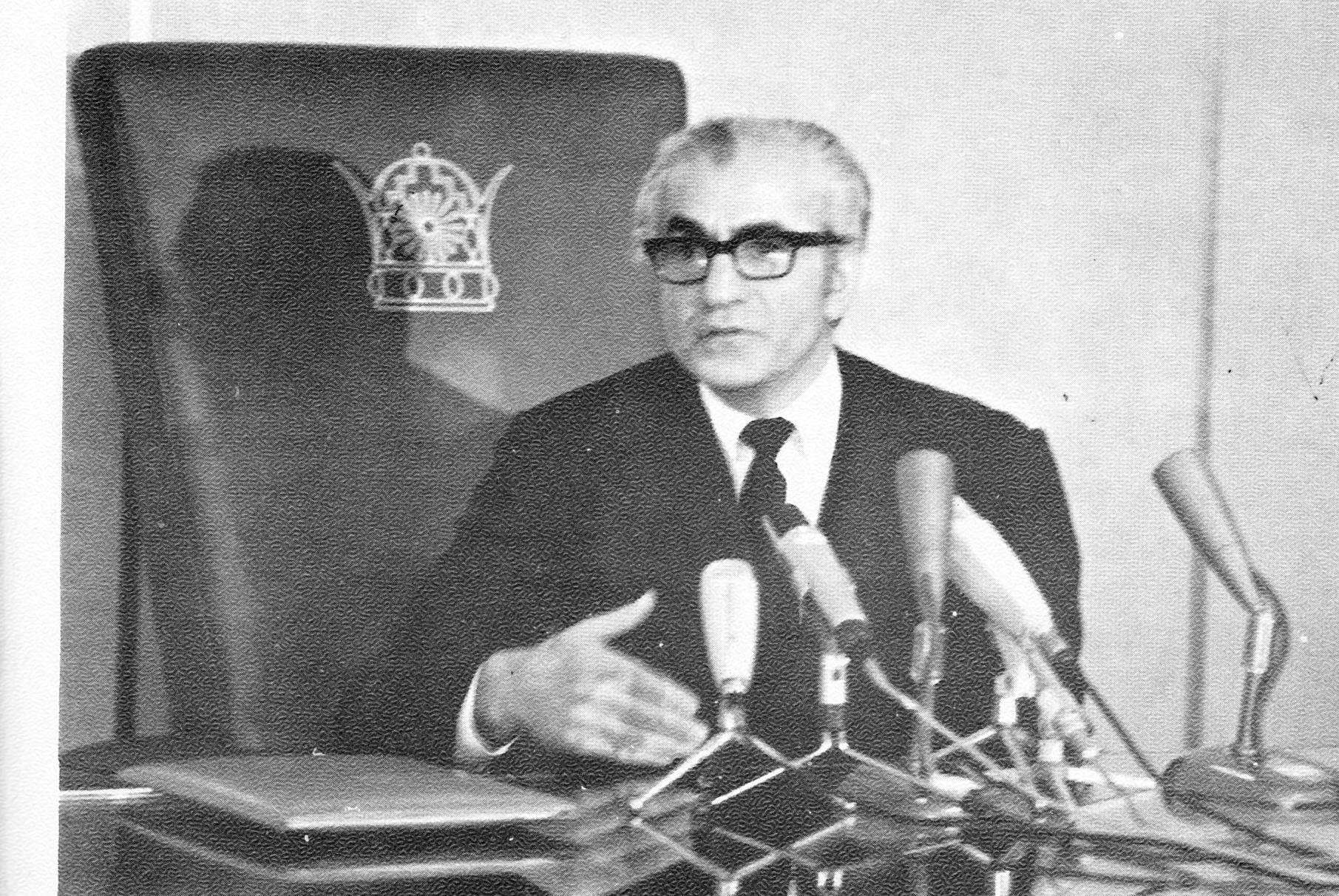
Mohammad Reza Pahlavi lors d'une conférence de presse au palais de Niavaran, 24 janvier 1971

L’état de grâce dont a joui Mohammad Reza Pahlavi auprès des gouvernements alliés et des médias internationaux connaît ses premiers essoufflements dans les mois qui suivent la Guerre du Kippour et la crise énergétique en corollaire. Les vastes perspectives offertes par la spéculation pétrolière, au cœur du Moyen-Orient, vont progressivement installer l’incompréhension, le mécontentement, puis l’hostilité. Ce qui va donner, dans un premier temps, l’illusion d’un pouvoir indiscutable et d’une prospérité nationale étourdissante, va précipiter dans un second temps l’effondrement de tout un système et favoriser un changement radical de la société iranienne.
En effet, le 23 décembre 1973, soit deux mois et demi après le déclenchement de la Guerre du Kippour, une conférence de l’OPEP est organisée à Téhéran. À l’issue de cette réunion, une décision lourde de conséquences est prise : le prix du pétrole est multiplié par deux. Ce choix s’ajoute à celui arrêté à Koweït City, le 16 octobre 1973, à savoir la réduction de 5 % de la production mensuelle. Alors que du côté saoudien, le Roi Faycal craint que l’embargo va attirer les foudres des États-Unis, qui se sont engagés derrière l’État hébreu, Mohammad Reza Pahlavi voit dans la paralysie du marché pétrolier un tremplin pour l’économie de son pays. Toujours soucieux de se ménager un espace de liberté et d’affirmer sa souveraineté sur une matière première qu’il considère sa pleine propriété, son gouvernement inaugure une méthode de vente : la vente aux enchères. La peur de manquer, les anticipations et le comportement moutonnier des acheteurs ne peuvent que faire monter les prix et donnent au Chah des coudées franches. Parallèlement, dans un même esprit, la nationalisation du pétrole iranien est réellement appliquée, puisque la NIOC a obtenu l’aval pour un contrôle total sur la gestion de cette industrie. Quant aux conditions de vente et d’achat avec les compagnies qui n’appartiennent pas au consortium, elles sont intégralement révisées à son entier profit. Par le biais de toutes ces révisions et mesures prises en l’espace de quelques semaines, Mohammad Reza Pahlavi devient l’acteur-clef de la géopolitique du pétrole. Ce qui va asseoir son hégémonie va contribuer à sa chute cinq années plus tard.
La stratégie des enchères est payante pour le gouvernement de Mohammad Reza Pahlavi. Les six premiers mois de l’année 1974, les 450 000 barils se sont arrachés à 17,06 dollars l’unité, autrement dit plus de trois fois la cote décidée par l’OPEP en décembre 1973. Mais si cette spéculation offre de grandes perspectives pour le régime impérial, l’opinion publique occidentale ne résume plus l’image du Chah à celle du monarque oriental qui modernise son pays tout en enchaînant mariages glamour et cérémonies fastueuses. Désormais, la pénurie d’essence (non seulement le pétrole est plus cher mais 7 % de sa production manquent également sur le marché) suscite la polémique : aux États-Unis, la chaîne CBS reçoit les doléances de téléspectateurs pour qui, en fin de compte, le Chah est l’ennemi de l’Amérique. Passé par Riyad avant une nouvelle interview du souverain iranien, le journaliste Mike Wallace rencontre Cheikh Yamani qui insiste sur les positions en pointe de Mohammad Reza Pahlavi au sein de l’OPEP. Loin de l’ambiance des reportages précédents, plutôt convenus et déférents, le dialogue de Sixty Minutes est plein d’acrimonie. Très clairement, à travers ses questions, le journaliste américain accuse l’Iran d’accroître ses revenus de 400 % au détriment de ses partenaires et alliés. Le Chah s’indigne, car pour lui ce sont les compagnies qui profitent de la manne financière, après avoir pillé le sous-sol iranien durant cinquante ans. Les interviews suivantes, accordées aux journalistes occidentaux, sont désormais plus axées sur la confrontation directe et la radiographie critique du régime impérial iranien, aux antipodes des bluettes et éloges diffusés par les médias quelques années plus tôt.

#### L'empereur du pétrole

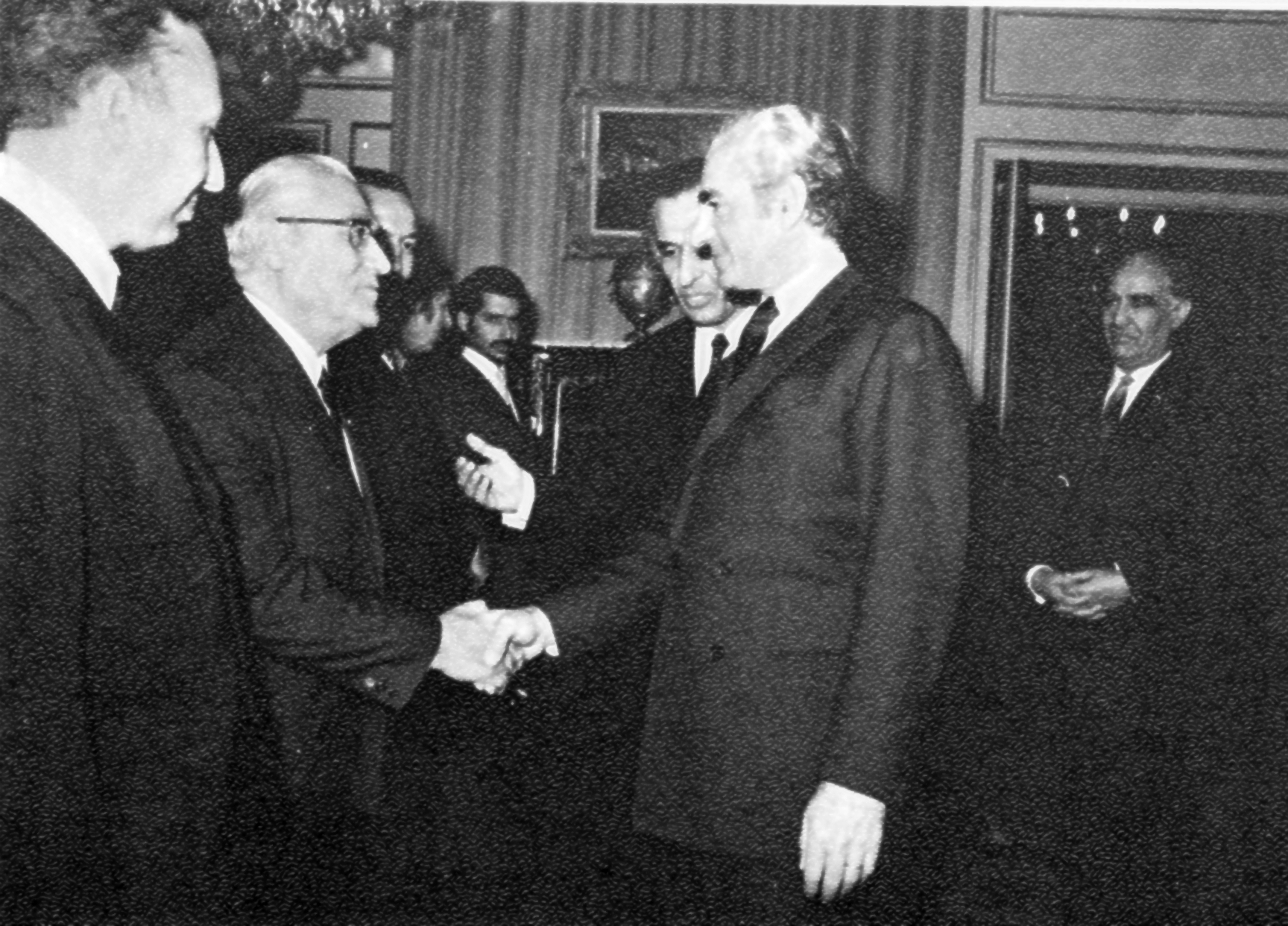
Le Chah rencontre des membres de l'OPEP à Téhéran.

C'est dans ce même esprit, celui de la dénonciation et du ressentiment, que le magazine américain Time publie son numéro du 4 novembre 1974 : en couverture, Mohammad Reza Pahlavi, devient « The emperor of oil ». Le Chah est présenté comme un homme qui « inspire actuellement le respect tant pour ses ambitions que pour ses richesses », que l’Occident « ne peut ignorer » et cela, « qu’il joue le rôle de celui du héros ou celui du méchant ». Après avoir longtemps été le « héros », le monarque devient dorénavant le « méchant » qui enrichit son pays au détriment des amis occidentaux. Et le magazine américain d’ajouter : « L’Iran fait partie de cette poignée de pays qui ont contribué à acculer l’Europe de l’Ouest au bord du désastre économique ». À Washington, peu de voix se font entendre pour réfuter ces allégations : le président Nixon, grand ami du Chah, a démissionné deux mois plus tôt, balayé par l'affaire du Watergate. Dans l’entourage du nouveau locataire de la Maison Blanche, Gerald Ford, on commence plutôt à s’interroger et à s’inquiéter sur celui qui, depuis vingt ans, est perçu, à l’instar d’Israël, comme le plus fidèle allié des États-Unis au Moyen-Orient. La question commence donc à se poser : quel avenir pour celui qui est jugé responsable du « choc pétrolier » ?

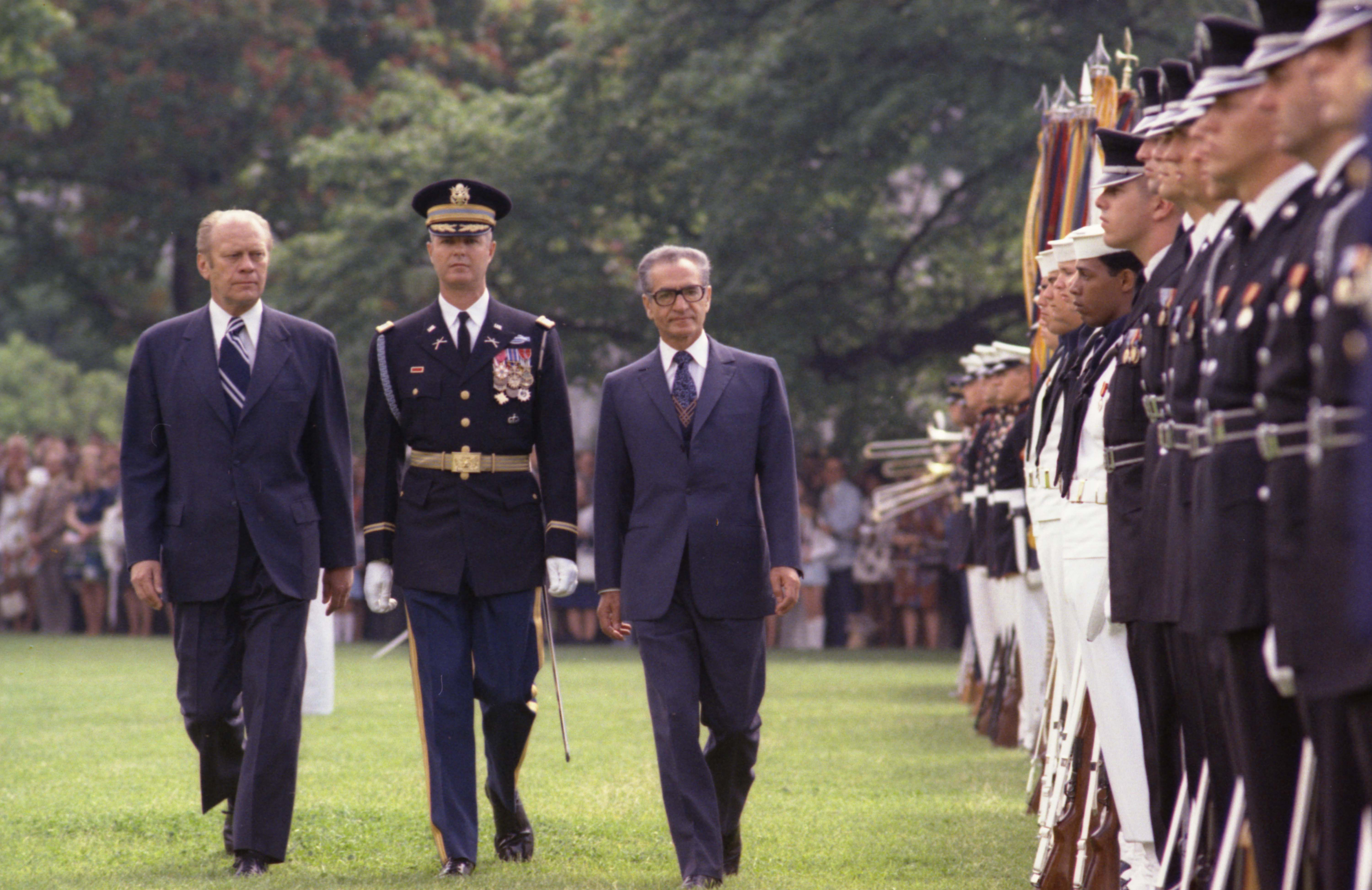
Mohammad Reza Pahlavi et Gerald Ford lors d'une revue des troupes sur la pelouse Sud de la Maison-Blanche, 1975

En effet, chiffres à l’appui, sous l’impulsion du Chah, le prix du brut est passé de 1,85 dollar en 1973 à 10,21 dollars, vers la fin 1974, avec un plafonnement à 17,06 dollars au printemps. Le premier choc pétrolier a mis de fait aux Trente Glorieuses de l’Occident, ère de prospérité et de dynamisme économique commencée en Europe de l’Ouest et aux États-Unis au lendemain de la Seconde Guerre mondiale. Or, l’Amérique du Nord, le Japon, ainsi que les principaux pays industrialisés européens, tels que la France, l’Allemagne fédérale, la Grande-Bretagne, le Benelux et l’Italie, sont confrontés à une envolée sans précédent du chômage de masse. En parallèle, les crédits se font de plus en plus rares et le système bancaire international vacille, au bord du gouffre. Le président américain Ford doit faire face aux conséquences de la crise car, comme le soulignait le patron de la Réserve fédérale de l’époque, Arthur Burns, « Le monde industriel se dirigeait vers un désastre ». En 1976, quelques mois avant la fin de présidence de Gerald Ford et à la veille du sommet de l’OPEP à Doha, la situation des pays occidentaux est devenue si critique que le PIB américain risque de s’effondrer dans les abîmes. Quant à la France, la Grande-Bretagne et l’Italie, elles sont au bord de la faillite économique. La crise doit cesser et pour cela il faut impérativement stabiliser les prix du pétrole. Mais pour cela, il faut régler le problème à sa source. Dans l’administration Ford, des hommes tels que James Schlesinger et Donald Rumsfeld, qui se sont succédé comme secrétaires à la Défense, ainsi que le secrétaire au Trésor William Simon, pointent du doigt un coupable : Mohammad Reza Pahlavi. Mais tout le monde ne partage pas ce point de vue à la Maison Blanche, notamment le très influent chef de la diplomatie Henry Kissinger qui soutient le Chah et défend que le développement engendre la stabilité tant économique que politique. L’essor global, la longueur du cahier de commande et la multiplication des partenariats et projets multilatéraux avec l’Iran paraissent lui donner raison.

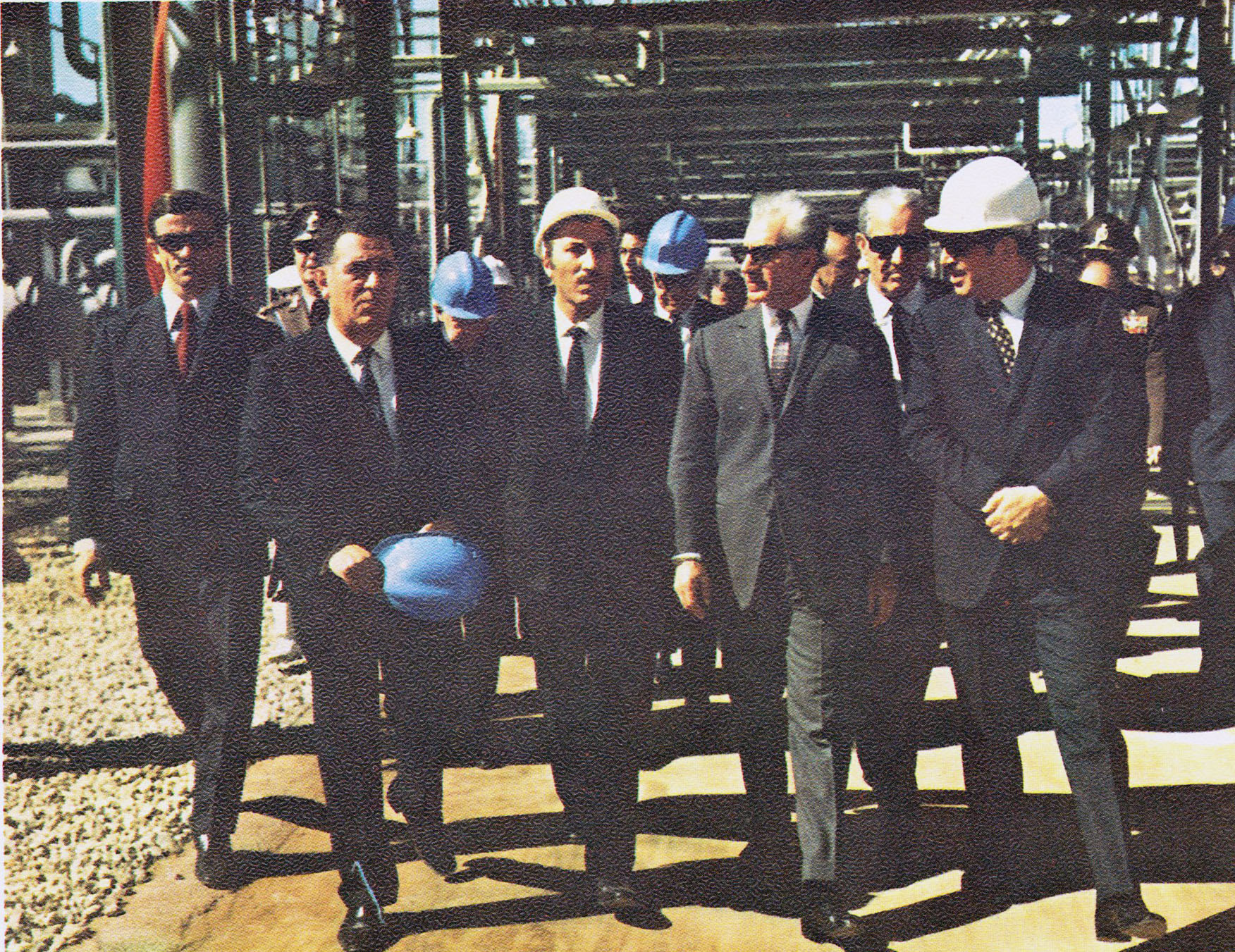
Le Chah visitant un complexe pétro-chimique d'Abadan.

Depuis quelques années, Mohammad Reza Pahlavi s’est effectivement lancé dans une politique dite de big push, aussi impressionnante sinon plus que les miracles économiques allemand et japonais au lendemain de la Seconde Guerre mondiale. Cette politique vise à moderniser l’Iran en l’espace d’une seule génération grâce aux vastes revenus pétroliers. Par le biais de plans quinquennaux, il fait injecter des milliards de dollars dans une économie largement dépourvue d’infrastructures afin de générer des emplois productifs pour les millions de ruraux déracinés et illettrés qui s’entassent inexorablement dans les faubourgs des grandes villes, et à Téhéran tout particulièrement. Ainsi, en une quinzaine d’années, le revenu annuel par habitant est passé de 140 dollars au début des années 1960 à 2 000 dollars au milieu des années 1970. Malheureusement, force est de constater qu’en matière économique comme dans les affaires étrangères, le Chah est davantage un parieur et un instinctif qu’un calculateur à même d’anticiper les conséquences à moyen terme. En l’occurrence, toute la politique de Mohammad Reza Pahlavi repose sur le principe d’une augmentation sans fin de la rente pétrolière qui permet, entre autres l’acquisition des armements les plus sophistiqués. Le cinquième plan quinquennal, programmé par le gouvernement Hoveida pour la période 1973-1978, doit mener aux portes de la « Grande Civilisation » promise par le chahinchah. En 1975, cette stratégie risquée entraîne une dépense largement supérieure aux recettes pétrolières, car malgré un revenu total de près de 20 milliards de dollars, le gouvernement iranien engage 30 milliards de dollars dans des projets de prestige, telle l’immense base aéronavale de Chahbahar qui donne sur l’Océan Indien. En octobre 1974, un rapport confidentiel de la CIA tire la sonnette d’alarme : « Les ambitions du Chah en matière de développement intérieur et de renforcement militaire créent des problèmes à l’échelle domestique. Les dépenses et les influx massifs de capitaux ont provoqué une augmentation rapide des prix. »
Grâce à la hausse des tarifs pétroliers, les bénéfices du Trésor iranien sont passés de 2,8 milliards de dollars en 1972-1973 à 4,6 milliards en 1973-1974, puis atteindre la somme vertigineuse de 17,8 milliards en 1974-1975. C’est à peine suffisant pour le chah et son gouvernement qui trahissent une addiction aux pétrodollars. Mais la naphte, perçue par le souverain comme une bénédiction, la servate khoda-dadi (richesse, don de Dieu), va se transformer en fléau à partir de 1975.

#### La rupture

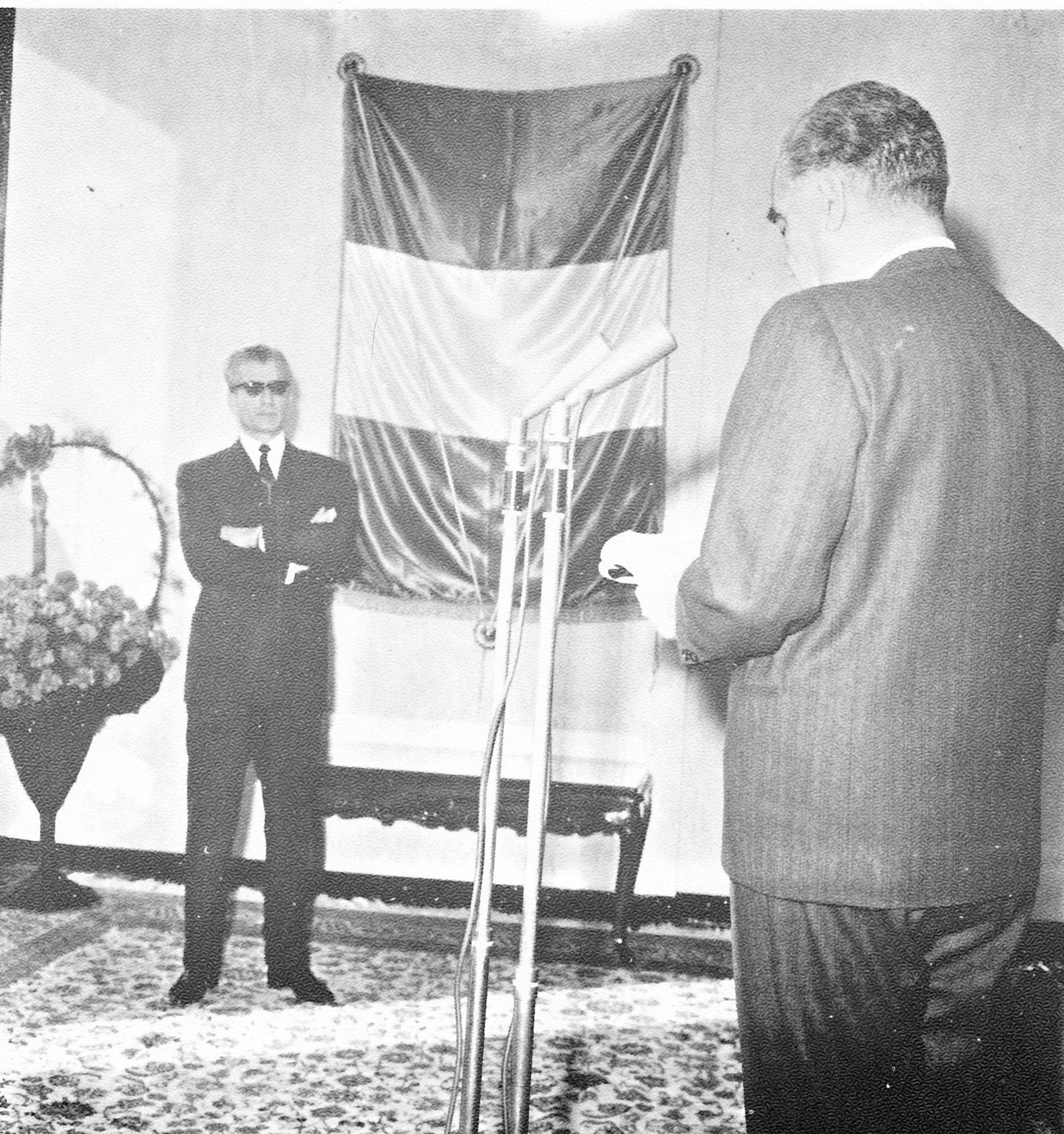
Le Shah écoutant le rapport du directeur Eghbal au siège de la SNIP.

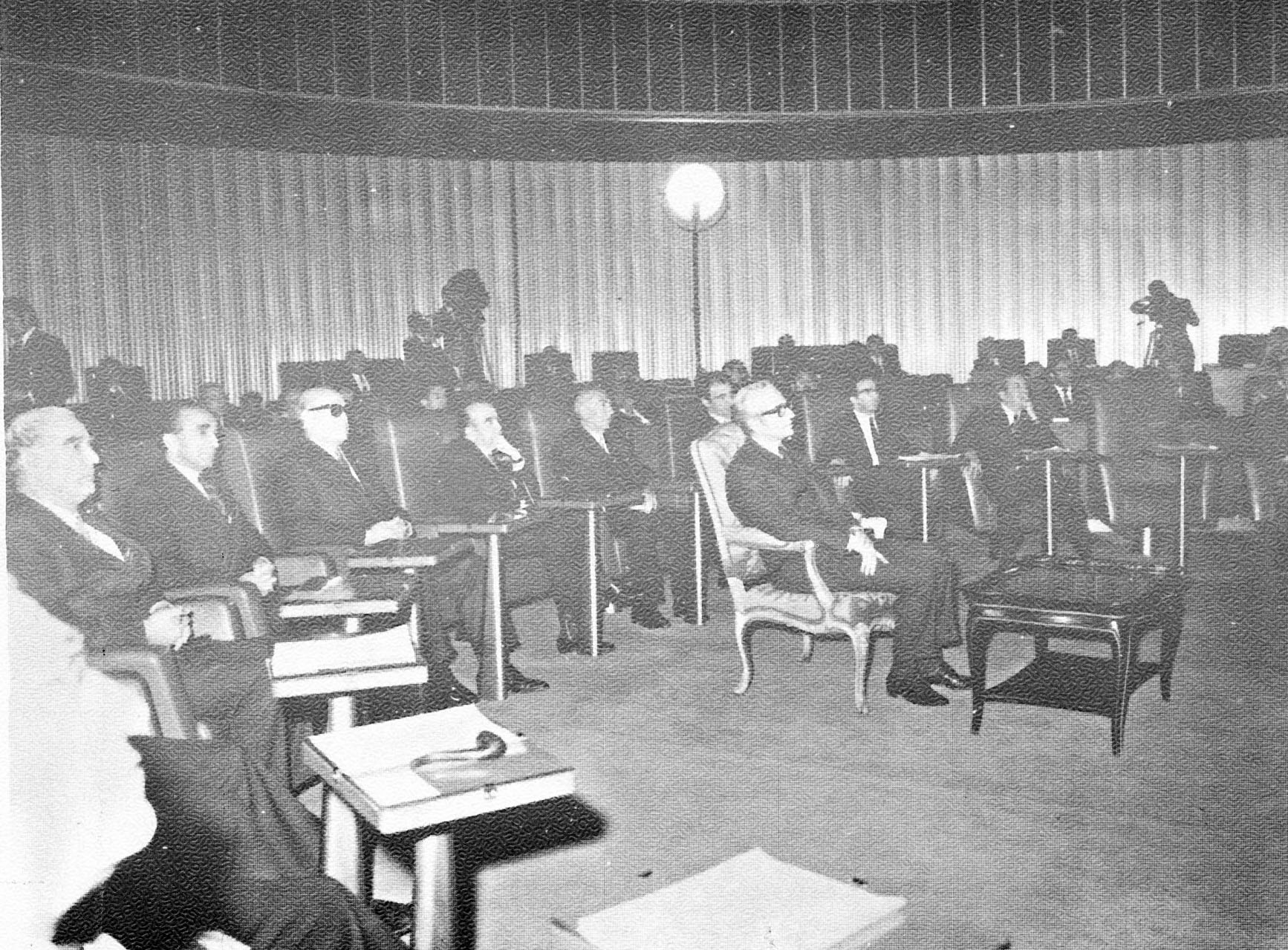
Session de l'OPEP au Sénat en 1970, en présence du Chah, Assadollah Alam et Manouchehr Eghbal.

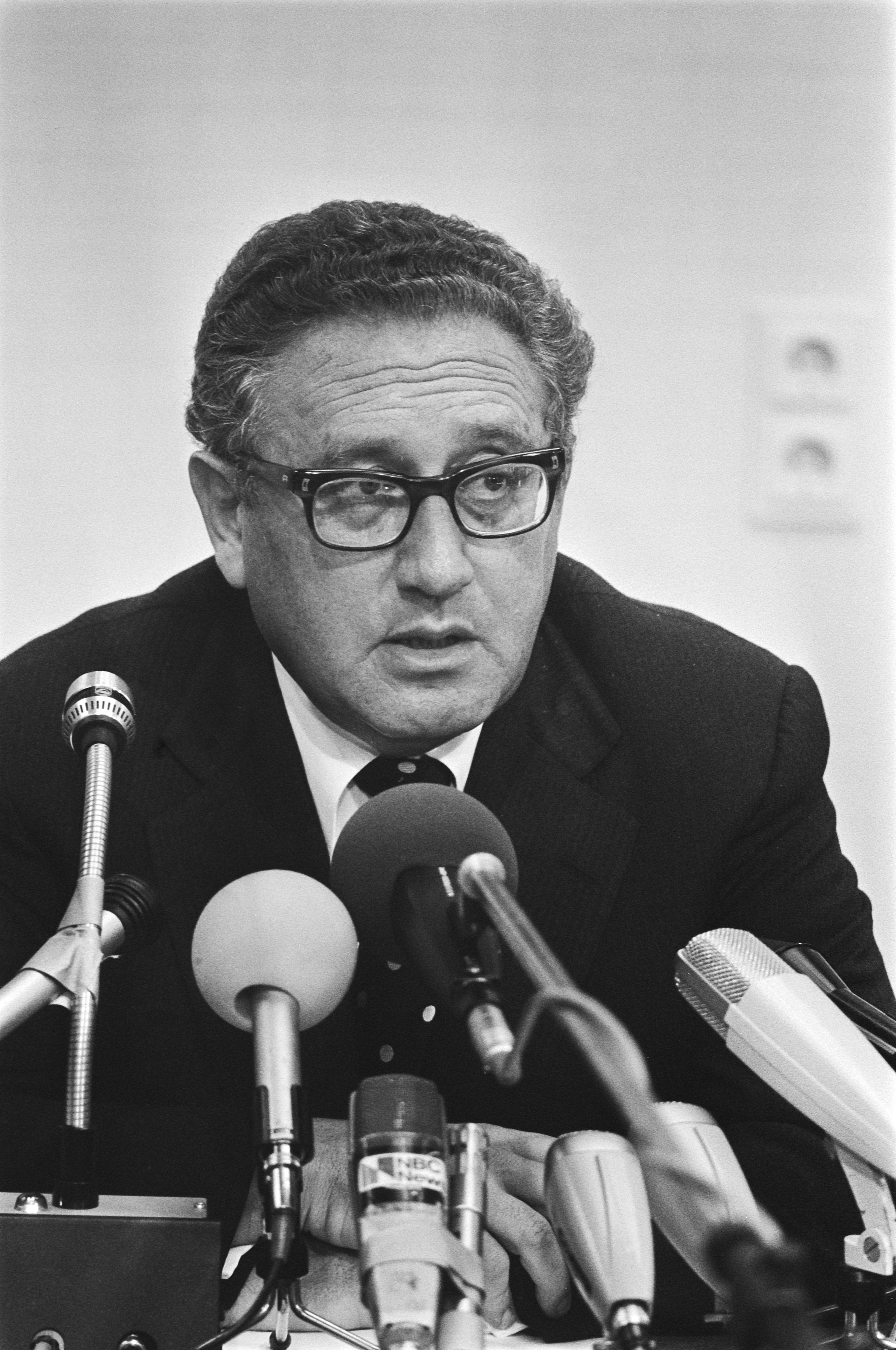
Henry Kissinger en 1976.

Les difficultés commencent pour le Chah dès l’année 1975-1976, mais aucun indicateur passé au rouge ne le fait changer de cap. Bien au contraire. Après deux années de hausses vertigineuses, on assiste à une diminution des revenus pétroliers de l’Iran. Cette diminution a pour origine la baisse du dollar par rapport aux autres devises étrangères et, surtout, aux économies d’énergie dans le monde industriel, en réponse au choc pétrolier. Ce changement de donne prévisible avait été signalé, dès 1973, par les experts. Mais Mohammad Reza Pahlavi a balayé d’un revers de main ce qu’il considérait comme des prévisions pessimistes, se focalisant uniquement sur un seul et unique objectif : miser sur une moyenne de 21 milliards de dollars annuels dans la manne pétrolière. Suivant cette logique sans dérogation, le Chah veut poursuivre le financement des industries lourdes pétrochimique et métallurgique, ainsi que celui de l’armée et des grands complexes militaro-industriels, comme les gigantesques installations des alentours d’Ispahan. Aussi, le retournement de conjoncture est extrêmement brutal et pourtant toujours sous-estimé par le gouvernement Hoveida et la Cour impériale. Dans ses mémoires, l’ancien Premier ministre et confident du Chah, Assadollah Alam, note le 6 juillet 1975 : « Avec une diminution de 800 000 barils par jour, le gouvernement, jusqu’ici bailleur de fonds de plusieurs milliards de dollars de crédits accordés aux pays étrangers, est lui-même dans l’incapacité de boucler son propre budget » ! Particulièrement préoccupé par la menace qui pèse sur le pays et le régime impérial, Alam va jusqu’à ajouter une note prémonitoire : « La situation est telle qu’elle devrait dégénérer en révolution… ». Mohammad Reza Pahlavi ne prend pas en considération les mises en garde de son ministre de la Cour et proche conseiller. Au futur chef de gouvernement britannique, alors ministre des Affaires étrangères d’Harold Wilson, James Callaghan, l’empereur d’Iran déclare en revanche : « Mon attention est en permanence tournée vers les trente prochaines années ». Mohammad Reza Pahlavi semble rester sur ces célestes hauteurs, totalement imperméable aux signaux d’alarme. Cela fait pourtant des années que, sous le flot de l’or noir, l’économie iranienne est malade. En 1971, l’année même des fastueuses fêtes de Persépolis, l’Organisation internationale du travail a rédigé un rapport confidentiel particulièrement préoccupant qui prédit des taux de chômage dangereusement élevés sur les dix années à venir, au cas où les apports massifs de capitaux et de technologies continuent d’être destinés aux seules concentrations industrielles. Selon l’OIT il est recommandé au contraire d’orienter les ressources de l’Iran vers la création d’emplois dans les petites et moyennes entreprises artisanales et locales. De fait, en 1975, le Chah voit ses grands projets industriels se heurter à un problème de taille : le faible nombre de main-d’œuvre qualifiée. Environ 726.000 ouvriers et spécialistes manquent à l’appel : ce goulet d’étranglement menace de retarder les plans d’industrialisation de Mohammad Reza Pahlavi. Venu skier en Suisse, à Saint-Moritz, où il possède un chalet, le Chah reçoit Valéry Giscard d'Estaing, alors président de la République française. Lors de cette rencontre le souverain iranien aurait déclaré : « Cette année, au lieu de 4 milliards de dollars, ce sont 18 milliards que nous allons avoir et je suis décidé à injecter immédiatement tout ça dans l’économie du pays. » Giscard d’Estaing aurait répondu au Chah qu’il allait préparer une révolution contre lui-même. Cette rencontre ne semble pas avoir eu d’influence sur le monarque puisque le gouvernement Hoveida va poursuivre l’engloutissement des milliards dans une économie transformée en puits sans fond.
Enfermé dans sa dépendance, le Chah n’accède pas à la demande de l’allié américain pour sauver les économies occidentales de la banqueroute. Il continue à faire la loi au sein de l’OPEP jusqu’à l’intervention du très influent ministre saoudien du Pétrole et des Ressources minérales : cheikh Ahmed Zaki Yamani, qui est un proche de William Simon, secrétaire d’État au trésor et farouche opposant au Chah au sein de l’establishment républicain de Washington. Yamani s’engage à faire baisser le prix du pétrole en échange d’une politique américaine plus complaisante envers le royaume saoudien, autrement dit un changement de partenariat stratégique au sein du Moyen-Orient. De son côté, Mohammad Reza Pahlavi continue à s’opposer à toute inflexion et menace même Henry Kissinger, qui est pourtant son plus fervent défenseur à la Maison Blanche : si le soutien lui fait défaut, il procédera à une révision de sa politique étrangère. Ce qui ne surprend plus un nombre de plus en plus important de membres haut placés de l’administration américaine qui doutent sérieusement de la loyauté du Chah envers le camp occidental. Bien qu’il craigne l’émergence d’un régime fondamentaliste si l’idée venait de lâcher l’allié iranien, comme en témoigne une rencontre avec Gerald Ford le 3 août 1976, Kissinger finit par se ranger du côté des sceptiques qui veulent exercer une pression sur le Chah avant qu’une décision jugée suicidaire soit prise à la prochaine session de l’OPEP, devant se tenir à Doha en décembre de la même année. Malgré une lettre de mise en garde de la Maison Blanche, datée du 29 octobre, dans laquelle il est précisé que « Tout soutien iranien, au sein de l’OPEP, à une augmentation des prix jouera en faveur de ceux qui s’en sont pris jusqu’ici à nos relations bilatérales ». Trois jours plus tard, Mohammad Reza Pahlavi indique son refus de coopérer et critique « l’addiction des États-Unis au pétrole bon marché ». Dans sa lettre, le Chah évoque également « le manquement ou l’incapacité de la Grande-Bretagne et de la France à mettre de l’ordre dans leurs maisons respectives » et s’achève par un avertissement sans équivoque : « Si une quelconque opposition se fait jour au Congrès ou dans d’autres cercles quant à la perspective de voir surgir un Iran prospère et militairement puissant, il existe plusieurs autres sources d’approvisionnement vers lesquelles nous pourrons nous tourner… Rien n’est à même de nous provoquer davantage que ce ton menaçant et cette attitude paternaliste émanant de certains cercles (à Washington) ». La réponse de Mohammad Reza Pahlavi crée un tollé à la Maison Blanche et a pour conséquence le choix d’un nouveau partenaire stratégique, spécial et privilégié, au détriment de l’Iran : l’Arabie saoudite qui s’est engagée à faire capoter les projets d’augmentation de prix du brut. Afin d’éviter tout sentiment de trahison et une réaction disproportionnée de Téhéran, Gerald Ford et son conseiller économique Alan Greenspan accueillent dans le Bureau Ovale l’ambassadeur iranien Ardeshir Zahedi, ex-gendre et caudataire notoire du Chah, le 7 décembre 1976. Le diplomate est jugé « tellement idiot et servile », selon les mots de Kissinger, « que ce qu’il rapportera (au chah) n’aura aucune relation avec ce qui lui est dit ». Le Chah refuse d’entendre les arguments déjà développés auprès de l’ambassadeur saoudien. Il ne suit pas et demande, par le biais du ministre Jamshid Amouzegar, une augmentation de 15,5 % des prix, programmée en deux temps. Mais cette demande faite à la réunion de Doha est contrecarrée par cheikh Zaki Yamani, que le New York Times a rebaptisé le « Talleyrand du pétrole ».
Le style de vie privée pro-occidental du Shah et de sa famille était également considéré avec suspicion. Chaque hiver, la famille impériale passait ses vacances de ski à Saint-Moritz, en Suisse. Dans de nombreuses interviews télévisées en français et en anglais le Shah a tenté de consolider son rôle international. Lors d'une interview télévisée avec le journaliste Mike Wallace en 1976, le Shah s'est également plaint de ce qu'il considérait comme l'influence excessive du « lobby juif » aux États-Unis.

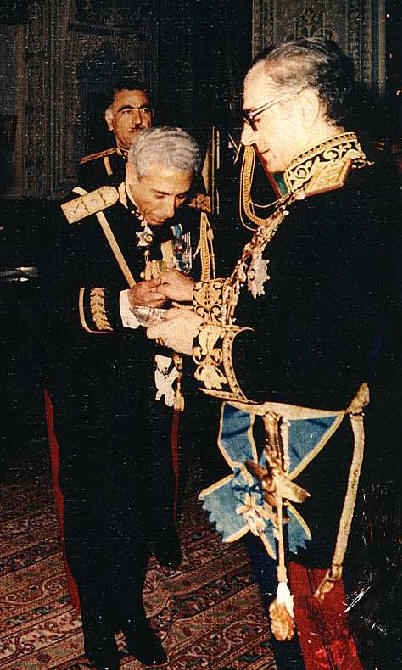
Le Shah recevant les marques de respect d'Ali Neshat, commandant de la Garde Impériale, lors d'une des cérémonies fêtant son anniversaire dans les années 1970.

#### La lente asphyxie économique
Si la politique volontariste du chah permet une croissance économique forte (8,8 % par an pendant le Ier plan entre 1962 et 1968, 25 % par an à la fin du Ve plan en 1977) et conduit à une modernisation rapide dans les années 1960 et 1970, elle s'accompagne d'une accentuation de la corruption et des inégalités sociales et d'effets économiques pervers (inflation, hausse des loyers, problèmes urbains).
Sous la menace saoudienne d’inondation du marché avec du pétrole vendu en dessous du seuil fixé par les autres pays membres de l’OPEP, Mohammad Reza Pahlavi est acculé et abandonné à ses difficultés croissantes : les grandes villes iraniennes éprouvent de plus en plus de difficultés à s’approvisionner en denrées alimentaires, tandis que les coupures de courant se succèdent et des goulots d’étranglement asphyxient la vie quotidienne. Des millions de jeunes sans formation professionnelle s’agglutinent vers les grands centres urbains, naguère présentés comme les « merveilles de la révolution blanche du Chah ». En six mois Mohammad Reza Pahlavi assiste à une situation incontrôlable : dès l’été 1977, l’inflation avoisine les 40 % tandis que la production industrielle chute de 50 %. Corollaire de ces indicateurs économiques passés au rouge, les déracinés de la campagne envahissent les rues des grandes agglomérations, cherchant en vain un emploi. La situation sociale, particulièrement dans les grandes villes, est alors décrite comme prérévolutionnaire mais Mohammad Reza Pahlavi ne semble pas accorder du crédit aux rapports alarmants tant il est obsédé par sa politique de grande marche en avant. L’économiste Jahangir Amouzegar, frère de Jamshid Amouzegar, dira plus tard du Chah qu’« il eut un rêve, celui d’une inaccessible grande civilisation, mais que dans le monde réel ses aspirations politico-militaires, économiques et sociales s’avéreront au-delà des capacités organisationnelles, financières et humaines du pays ». Forcé d’abandonner le cinquième plan quinquennal, le Chah et son gouvernement diminuent drastiquement les aides de l’État. Parmi les bénéficiaires lésés figure l’un des groupes les plus puissants et les plus influents d’Iran : le clergé chiite qui compte environ 180.000 mollahs. Le mécontentement des religieux va engendrer les premiers troubles dans la ville sainte de Qom.
Le mercredi 26 octobre 1977, alors qu’a lieu la célébration officielle de l’anniversaire du Chah, Ali Amini, ancien Premier ministre et conseiller à la Cour impériale, tire la sonnette d’alarme : il avertit les officiels présents du mécontentement populaire croissant. Mohammad Reza Pahlavi ignore cet avertissement, croyant son régime invulnérable. En effet, le 31 mai 1977, il a enjoint à son conseiller Alam de « bien faire comprendre au nouvel ambassadeur américain qu’il leur sera impossible de mettre sur pied dans ce pays un régime suppôt et que, même s’ils parvenaient à faire une telle connerie, cela leur coûterait des millions de soldats et des milliards de dollars, car comment pourraient-ils se permettre une cochonnerie pareille dans le voisinage des Russes ? ».

#### Vers la crise révolutionnaire
À côté des problèmes pétroliers qui vont vite asphyxier l'économie, le régime souffre en cette fin de décennie de plusieurs autres problèmes : d'abord une corruption monstre dans toutes les couches de l'État, notamment entretenue par le Premier ministre Hoveyda, qui, face aux problèmes, débloque quelque crédits et arrose les revendicateurs pour acheter leur silence. Ensuite, les abus des services secrets SAVAK, toujours dirigés par le général Nassiri, accusés notamment de torturer abusivement et inhumainement ses prisonniers, d'être absolument partout dans et hors de leur pays. L'agressivité de la police politique officieuse a surtout augmenté d'un cran depuis l'incident de Siahkal et le début des mouvements de guérillas. Le Shah dit dans une interview donnée le 4 février 1974 ne pas connaître le nombre d'employés de la SAVAK, mais qu'il l'estimait à « moins de 2000 agents ». Lorsqu'on lui demanda si ses services secrets pratiquaient la torture, il répondit « Non ». Les journaux le mirent face aux accusations de journaux et d'Amnesty International l'accusant de pratiquer la torture, ce que le shah balaya en disant que c'étaient des mensonges. Les universités sont aussi des foyers de contestation, et les étudiants iraniens à l'étranger sont généralement des ennemis déclarés du régime. Les questions religieuses ne sont pas encore au centre des débats, mais les religieux ne sont pas en très bons termes avec le pouvoir, se sentant tenus à l'écart. Le gouvernement s'attire encore les foudres des religieux en remplaçant en 1976 le calendrier solaire islamique par un calendrier solaire impérial, commençant non plus au jour où Mahomet quitta La Mecque pour Médine, mais au jour où Babylone fut prise par Cyrus : l'année passa de 1355 à 2535, ce qui ne fut pas une mesure populaire, qui surtout déconcerta les iraniens avec ce nouveau calendrier.

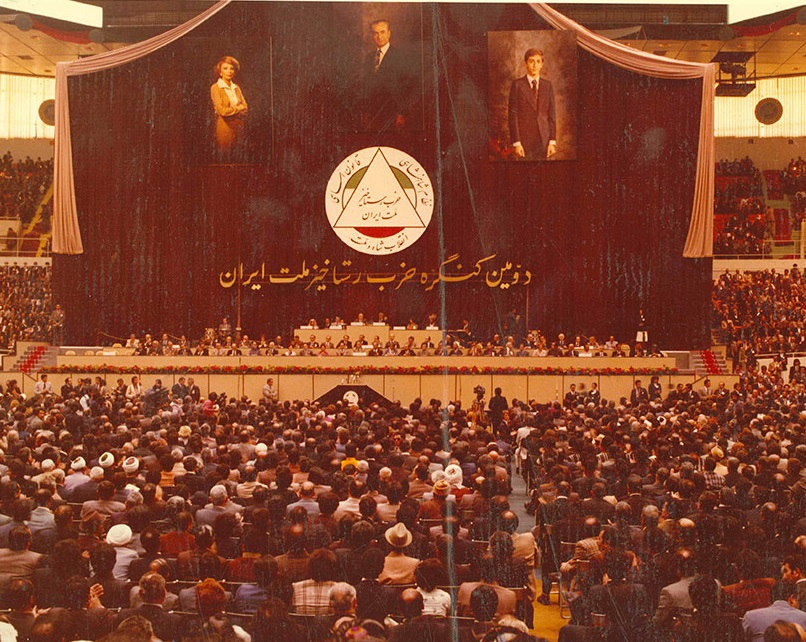
Congrès fondateur du Rastakhiz, 1975.

Pour essayer de remédier à cette situation perceptible, le chah, lors du dixième anniversaire de la révolution blanche, charge des intellectuels de faire un véritable bilan de la situation du pays : le rapport final, très différent de ce que le chah à l'habitude d'entendre, transmis au roi puis à Hoveida, restera sans suite. Un rapport semblable, émanant de l'armée, connaîtra le même parcours. Le chah essaie aussi de contrecarrer l'influence de son Premier ministre : Le 2 mars 1975, il dissout le Parti Iran Novin (dont il n'ignore pas l'influence et les réseaux de ses cadres, surtout Hoveyda) et ses éléments d'opposition - dont le Parti Mardom - ou plus exactement les fusionne dans la création d'un système de parti unique dirigé par le Parti Rastakhiz (Résurgence ou Résurrection). Mais appréciant Hoveyda, dont certains dirent qu'il était son ami, le Chah décida de le nommer secrétaire général de ce nouveau parti. Il fut cependant vite remplacé par Jamshid Amouzegar, lui-même suivi de Mohammad Baheri. L'action du chah pour réduire l'influence de son Premier ministre passée, le nouveau parti, sans identité ni programme, auquel tous les iraniens sont supposés appartenir, deviendra un encombrant problème politique et un argument pour les opposants de tous bords attaquant le régime en disant que le chah avait instauré un parti unique pour fonder un état totalitaire, restreignant encore plus la liberté d'action politique. Il disparaîtra en été 1978, sous le cabinet de Djafar Sharif Emami.

Toast donnée par le président Carter en l'honneur du chah d'Iran.

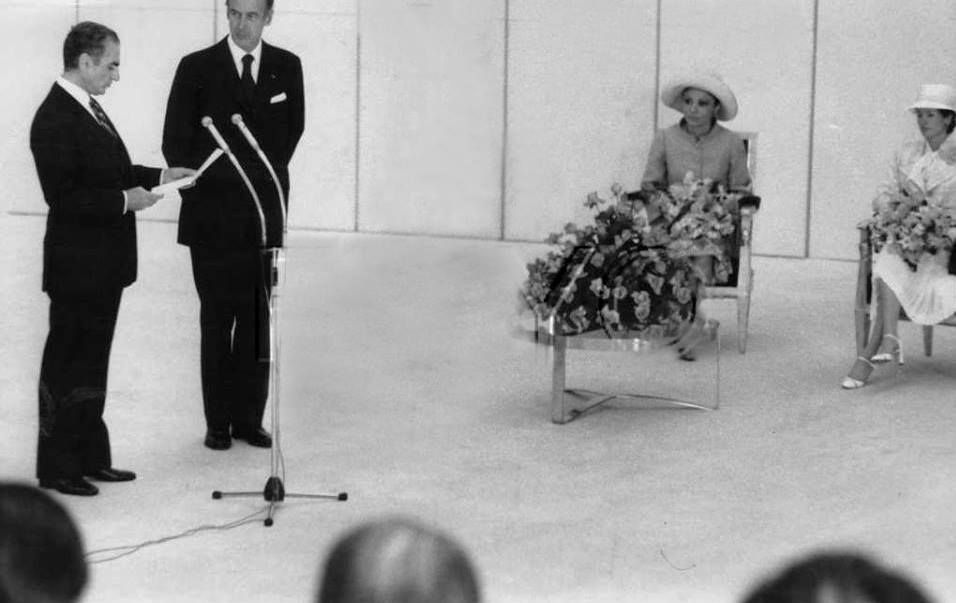
Le Shah et Valéry Giscard d'Estaing.

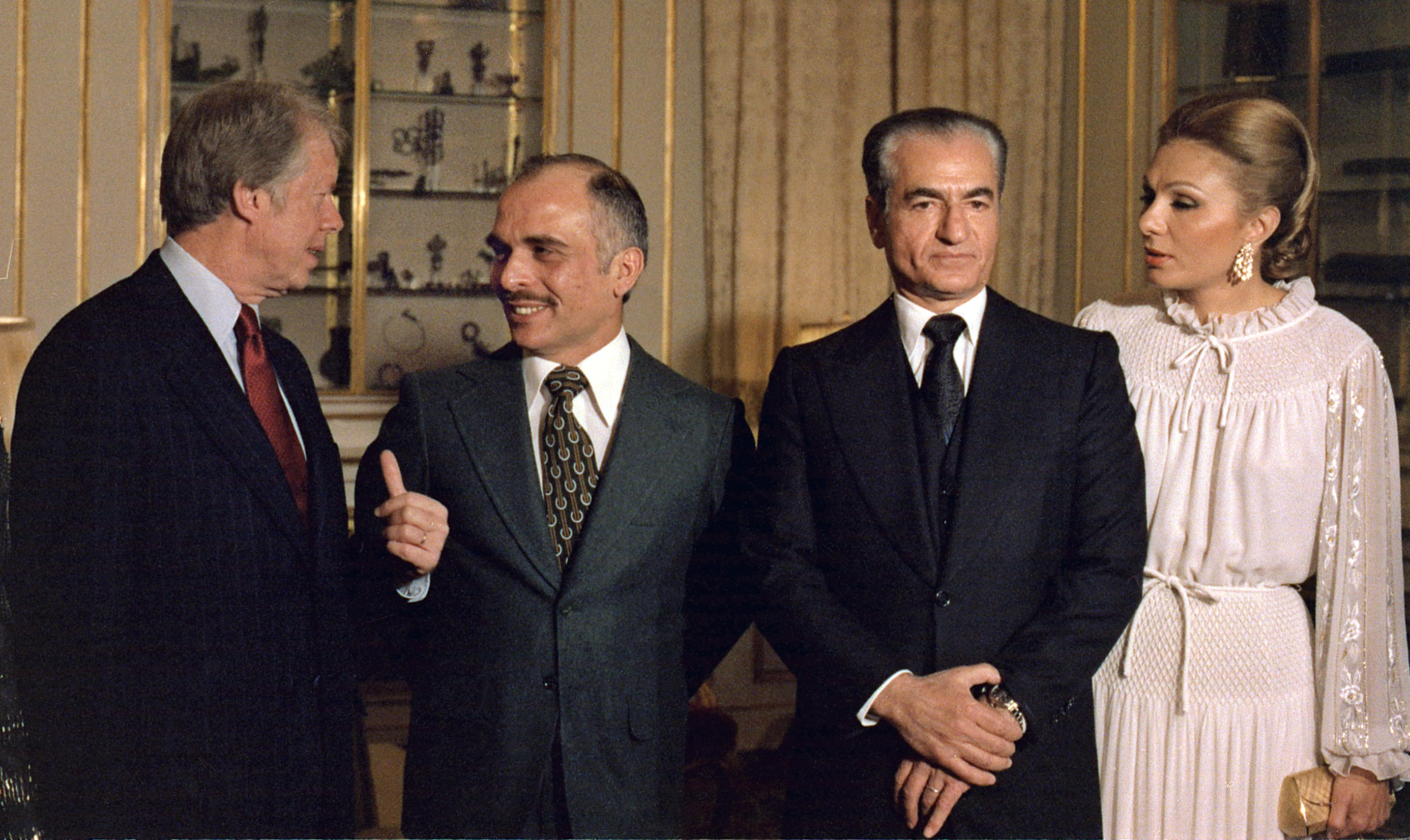
Jimmy Carter, le roi Hussein, le Chah et la Shahbanou, 31 12 1977.

Le chah peut également de moins en moins compter sur le soutien occidental (cela en grande partie à cause de sa politique concernant le pétrole) : ses relations avec le président français Valéry Giscard d'Estaing se gâteront après plusieurs incidents protocolaires. Le chah le trouve bien moins grandiose que de Gaulle, et quand Khomeini viendra s'installer en France, si le gouvernement français se défendit de tout soutien passif à l'ayatollah, il le laissa téléguider sa révolution à distance - après s'être assuré que le séjour de l'ayatollah en France ne dérangeait pas le régime iranien, ce qui semblait alors ne pas être le cas. Quant à Jimmy Carter, démocrate, son attitude semble être celle d'un soutien malgré l'hostilité de l'administration américaine. Le voyage du couple impérial à Washington en novembre 1977 est ébranlé par des manifestations anti-shah lors de l'arrivée du souverain, qui feint de ne rien entendre. Des gaz lacrymogènes lancés par les manifestants aux prises avec les forces de l'ordre furent envoyés par le vent sur la tribune officielle, où les couples Carter et Pahlavi se retrouvèrent les larmes aux yeux. Malgré tout, le chah et son épouse invitent Jimmy et Rosalynn Carter à passer le réveillon à Téhéran. Le 31 décembre 1977, le président américain et son épouse arrivent en Iran. Lors d'un toast le soir même, Carter vante les mérites du chah « qui a fait de l'Iran un îlot de stabilité au milieu d'une région du monde si troublée ». L'entente cordiale semble être donc parfaite, et le chah apprécie le compliment. Plus tard dans la soirée, il apparaît en compagnie du roi Hussein de Jordanie, son invité et ami personnel. L'événement marquera les esprits et restera célèbre. Le couple présidentiel repart aux États-Unis le lendemain, le 1er janvier 1978, après avoir, selon la chahbanou, souhaité la bonne année ; ce à quoi elle ajouta « bien sûr… [rire nerveux]… très bonne année… C'est juste après que tous les mouvements ont commencé… ».

### La révolution iranienne et la chute (8 janvier 1978-16 janvier 1979)

#### Libéralisation et attaque
La politique du chah a donné lieu à une croissance économique très forte durant les années 1960 et 1970. Cependant, en 1977, devant la brutalité des méthodes de la SAVAK, le faste ostentatoire des plus riches et de la famille impériale et une sclérose démocratique, Jimmy Carter demande au chah de libéraliser son pays. Effectivement, ce dernier limite la répression, contraint par cette demande de respect des droits de l'homme.

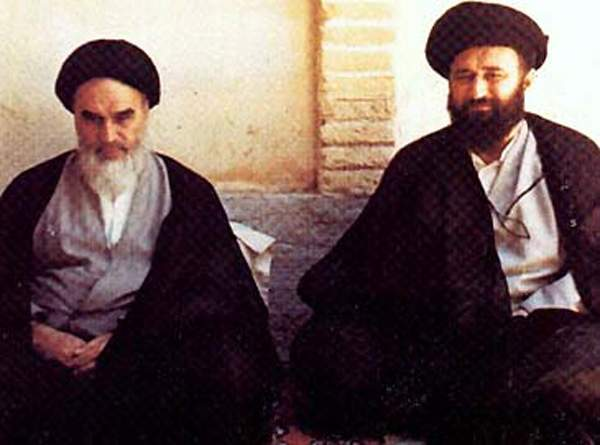
Rouhollah Khomeini et son fils Mostapha Khomeini, à Najaf en Irak, en 1965.

Le régime évolua en effet un peu : en août 1977, Hoveida est relevé de ses fonctions de Premier ministre, et remplace l'ami de l'empereur, Alam, gravement malade, à la Cour. Lui succède Jamshid Amouzegar. Mais mises à part quelques actions pour vaguement assainir la situation économique, le technocrate ex-ministre de l'Économie ne réussit pas vraiment à résoudre la crise qui couve. Le groupe d'études créé en 1973 continue de rédiger des rapports - à l'impact cependant limité. Mais le chah cherche toujours, selon ses dires au chef du groupe d'étude, à instaurer un véritable état démocratique en utilisant le dialogue avec tous les acteurs de la société, ce qu'il explique dans son livre « Sur le chemin de la grande civilisation » (1978). Mais les actions du pouvoir sont trop molles, peu adaptées aux réels problèmes qui se posent. Les intellectuels de gauche, généralement laïcs organisent dès 1977 des rencontres culturelles qui sont autant de débats politiques.
Fin 1977, le principal opposant au régime, l'ayatollah Rouhollah Khomeini, un peu oublié depuis 1964, refait parler de lui avec la mort de son fils Mostafa. Khomeini vit toujours à Najaf, en Irak, où il a été expulsé en 1964. Connu pour sa radicalité, il est assez marginalisé en raison de l'influence d'Abou al-Qassem al-Khoï, l'une des plus grandes autorités chiites de renom du monde entier, qui ne lui accorde pas beaucoup de crédit. Ses partisans, trouvant suspect que Mostafa soit mort d'une crise cardiaque, accusèrent la SAVAK de l'avoir assassiné. Fâché du crédit accordé par les médias internationaux à Khomeini, la BBC retransmettant ses cassettes de propagande (à caractère informel), et du crédit en Iran, avec la tenue de veillée funèbre pour Mostafa à Tabriz et Chiraz - qu'il a pourtant laissé se dérouler, le chah fait diligenter l'article « L'Iran et la colonisation rouge et noire », paru dans le journal Ettela'at le 8 janvier 1978. Mais l'article, publié sous le pseudonyme d’Ahmad Raschidi-ye Motlagh, est en réalité un mélange de faux et de vrai de la pire trempe. S'il rappelle que Khomeini est originaire d'Inde et son implication dans les émeutes de juin 1963, il l'accuse aussi d'avoir eu des relations homosexuelles, sa femme d'avoir des mœurs légères, d'être inculte et un éventuel agent britannique. Validé par le ministre de l'Information Dariush Homayoun du gouvernement d'Amouzegar (qui n'est cependant au courant de rien), il est considéré comme l'étincelle qui mit le feu aux poudres de la révolution islamique. Le 9 janvier, à Qom, une manifestation organisée par des étudiants en soutien à Khomeini contre l'article calomnieux fut violemment réprimée par les forces de sécurité. Quatre manifestants y perdent la vie. De nouvelles manifestations auront lieu tous les 40 jours commémorant les morts des manifestants de Qom, rassemblant toujours plus de monde de plus en plus populaire. Le Grand Ayatollah Shariatmadari exhorta le gouvernement à présenter des excuses aux membres du clergé avant que les manifestations sporadiques ne se transforment en une vague de protestations dans tout le pays. Le 10 mai, les manifestants sont poursuivis par les forces de l'ordre jusque dans la demeure de Shariatmadari.

#### Réaction du régime

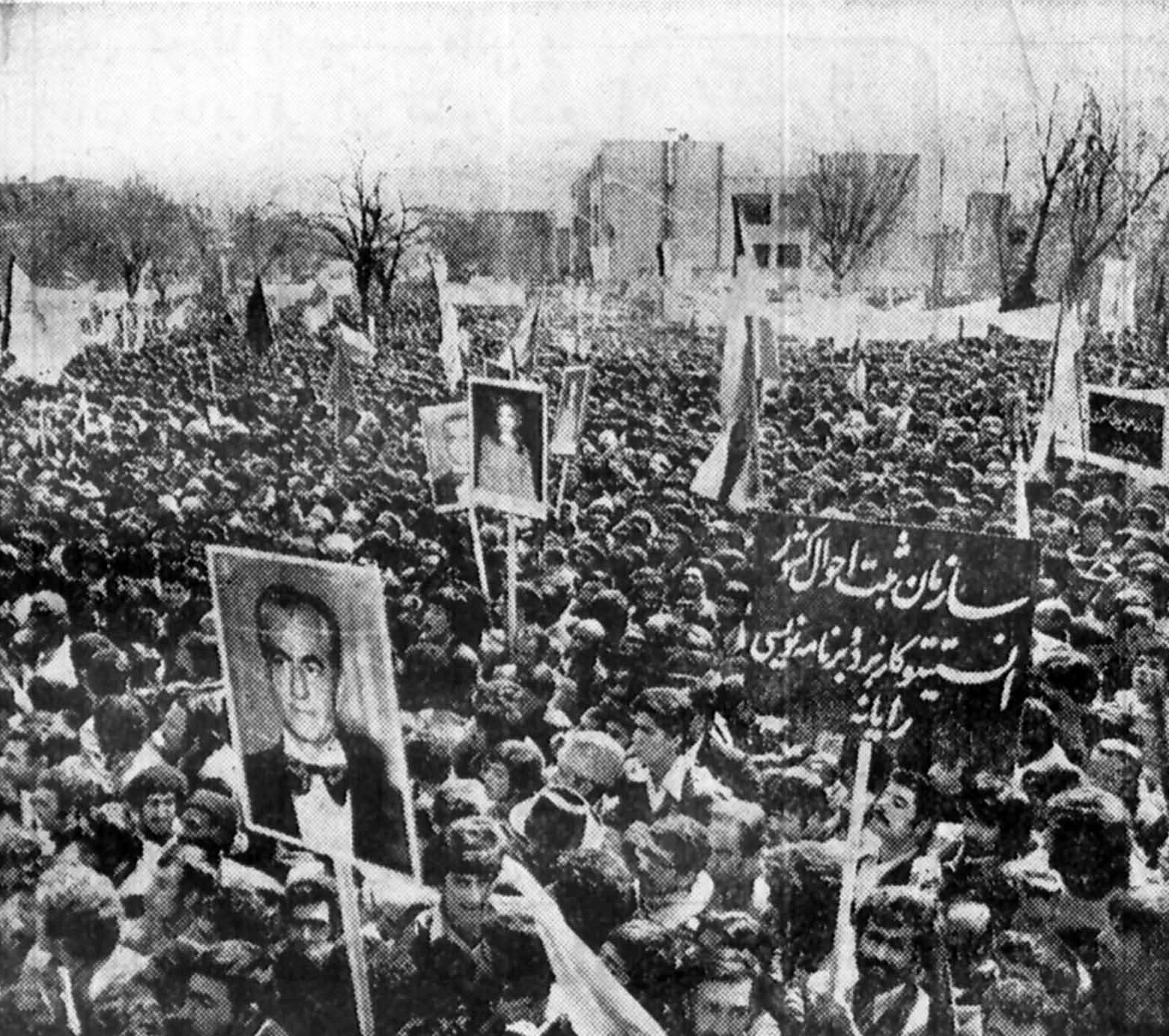
Manifestation de soutien au Chah et à la famille impériale organisée par le Rastakhiz à Tabriz en mars-avril 1978. La majeure partie du pays n'a pas encore pris part aux événements et soutient généralement le pouvoir en place.

Le pouvoir essaie de réagir à la situation qui dégénère : le couple impérial continue dans un premier temps sa vie de représentation, multipliant cependant les rencontres avec le groupe d'études dès mai 1978. Le 11 juin, le chah va profiter de la visite d'une université pour déclencher un incident public avec l'étouffante SAVAK. Celle-ci ayant trié les personnalités qui rencontreraient le chah, celui-ci s'énerve : « Depuis quand osez-vous décider de ceux que je dois ou ne dois pas recevoir ? Comment la Savak se permet-elle de me dicter ma conduite ? » Il sait que les services secrets qu'il a créés vingt-et-un ans plus tôt ont une épouvantable réputation, et décide d'en changer le directeur pour rompre symboliquement avec les méthodes discréditées. Le 14 juin 1978, Nassiri est remplacé par le général Nasser Moghaddam, militaire de bonne réputation qui va s'atteler à nettoyer la réputation de l'institution dont il vient de devenir directeur.
Puis le chah envoie Houchang Nahavandi, ministre et intellectuel membre du bureau d'études rencontrer et dialoguer avec Shariatmadari pendant l'été 1978 : le Grand ayatollah pointe surtout du doigt l'opulence et la corruption de la Cour, visant surtout la princesse Ashraf, la répression des manifestants, et en dernier lieu, la religion du médecin personnel du chah, le bahaïsme. Le médecin sera remercié et remplacé, et Nahavandi et Shariatmadari parleront d'une question plus importante : l'efficacité du Premier ministre. Le nom d'Ali Amini est avancé pour remplacer le sympathique mais inopérant Jamshid Amouzegar, ce que refuse le chah, qui a toujours estimé que son ancien Premier ministre était aux ordres des Américains avant tout - même s'il pense aussi à changer de Premier ministre.
Le 5 août 1978, Mohammad Reza Chah accède aux demandes des manifestants. Le 6 novembre 1978, il reconnaît avoir violé la constitution et déclare « s'engage[r] désormais à la respecter ». Dans un discours prononcé à l'occasion de l'anniversaire de la Constitution, il annonce des réformes démocratiques et la tenue d'élections libres pour l'année prochaine :

« Ceci est un nouveau chapitre dans l'histoire de notre pays. […] Nous aurons les mêmes libertés qu'en Europe, et les limites de la liberté en Iran ne seront pas différentes de celles en Europe. […] En d'autres termes, il y aura des partis politiques, des partis pacifiques et non armés. […] Nous aurons la liberté d'expression et liberté de la presse, selon une nouvelle loi sur la presse, que nous formulerons en adéquation des lois sur la presse du monde libre. Les prochaines élections seront complètement libres ; tout le monde aura le droit de vote, et chaque vote sera compté. […] Cependant, il doit être clair qu'aucune nation qui ne se dise démocratique ne peut tolérer des passages à tabac, des violences, des provocations et des non-droits. »

Khomeini, devenu un peu le chef du mouvement d'opposition, avait adopté, concernant les intentions du Chah de réformer le système politique, une position claire en mai 1978. Il avait déclaré :

« De quelle liberté parle-t-il ? Ce n'est pas à lui d'accorder la liberté. Dieu a donné la liberté aux personnes. L'islam leur a donné la liberté. »

#### Maladie du chah

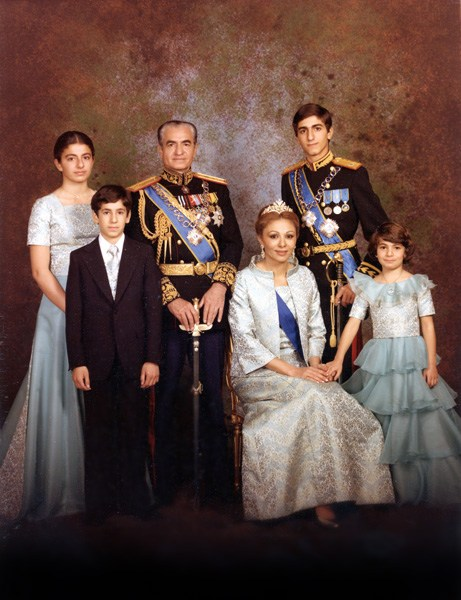
Portrait officiel de la famille impériale d'Iran (1978)

En 1974, Mohammad Reza apprend de ses médecins français qu'il est atteint d'un cancer, lequel le tuera dans quatre à six années. Mais sa maladie ne franchit un stade critique qu'au début de la révolution. Au printemps 1978, mourant, le chah cessa de paraître en public avec l'explication officielle qu'il souffrait d'un « rhume persistant ». En mai 1978, il annula soudainement un long voyage prévu en Hongrie et en Bulgarie. Mohammad Reza passa tout l'été 1978 en « vacances » à la mer Caspienne, où il était en fait traité pour son cancer par les deux médecins les plus compétents de France, le Dr Jean Bernard et le Dr Georges Flandrin. Pour tenter de stopper la maladie, le Dr Bernard et le Dr Flandrin prescrivirent à Mohammad Reza de la prednisone, un médicament anticancéreux. Alors que le pays était secoué par les événements révolutionnaires, la capacité du chah à gouverner semble défaillir : Mohammad Reza Chah devint complètement passif et indécis, se contentant de passer des heures à regarder le paysage en se reposant près de la mer Caspienne alors que la révolution grondait. L'isolement du Shah alimenta vite toute sorte de rumeurs. Les tentatives de dissimulation des médias, qui publièrent en juillet 1978 des photos de l'empereur et de l'impératrice marchant sur la plage sur la mer Caspienne, ne dissimulèrent pas les doutes de l'opinion concernant l'état de santé du roi. En juin 1978, le gouvernement français apprit par l'intermédiaire des médecins la maladie du chah, la gravité de son cancer, et en informa le gouvernement américain, qui jusqu'en septembre 1978 ignorait que le chah était malade. Dans le système autoritaire mis en place par Mohammad Reza Chah, il était le principal décideur et, comme l'a noté l'historien iranien-américain Abbas Milani, lorsque le Shah se retrouva au cours de l'été 1978 face à une crise qui, combinée à son cancer et aux effets des médicaments anticancéreux, rendit son humeur « de plus en plus changeante et imprévisible. Un jour, il était plein de verve et d'optimisme et le lendemain complètement catatonique », ce qui paralysa en grande partie l'action du gouvernement. Le fait que l'impératrice Farah, toujours selon Milani, fâchée par la situation, ait proposé à son mari, à plusieurs reprises, de quitter l'Iran pour suivre un traitement médical en la nommant régente, semble avoir également altéré son humeur. Le chah la rabroua en disant qu'il ne voulait pas d'elle pour être la « Jeanne d'Arc iranienne », ce qui aboutirait à une situation humiliante pour lui.

#### L'incendie criminel du cinéma Rex
Les marches de protestation contre le gouvernement continuèrent et prirent une tournure violente. Le 19 août, lors du 25e anniversaire de la chute du gouvernement de Mossadegh, plus de 400 personnes moururent dans l'incendie criminel du cinéma Rex à Abadan. Khomeini, comme Mehdī Bāzargān et Karim Sandjabi, les principaux cadres du Front national, accusèrent le gouvernement d'être responsable de l’incendie et de vouloir discréditer l'opposition. De ce qu’on sait aujourd’hui, un parent de Seyyed Ali Khamenei fut responsable de la planification et de l'exécution de l’incendie pour précipiter la révolution. Khomeini avait émis du reste quelque temps plus tôt une fatwa contre les « programmes coloniaux » et le « cinéma occidental ».
Le pouvoir organisa une enquête qui accusa l’opposition islamiste, mais dans le climat ambiant, on accusa l’enquête d’être bâclée et la Savak d’avoir organisé l’attentat. Mohammad Reza Chah, horrifié par la nouvelle qu’il apprit le soir chez sa mère, qui donnait alors une réception, évoqua ensuite la « grande peur » qui prévaudrait bientôt en Iran, si l'opposition arrivait au pouvoir. Le gouvernement du Premier ministre Amouzegar semblait paralysé. L'impératrice Farah voulut aller immédiatement à Abadan, pour visiter les familles des victimes et exprimer ses condoléances, mais le Premier ministre Amouzegar pensa qu'il valait mieux attendre un peu pour agir en fonction des résultats de l’enquête, alors pas encore terminée. Cela conduisit à de nouvelles manifestations dans tout le pays. En Allemagne, en Belgique, au Danemark et aux Pays-Bas, les étudiants iraniens occupèrent les ambassades iraniennes.

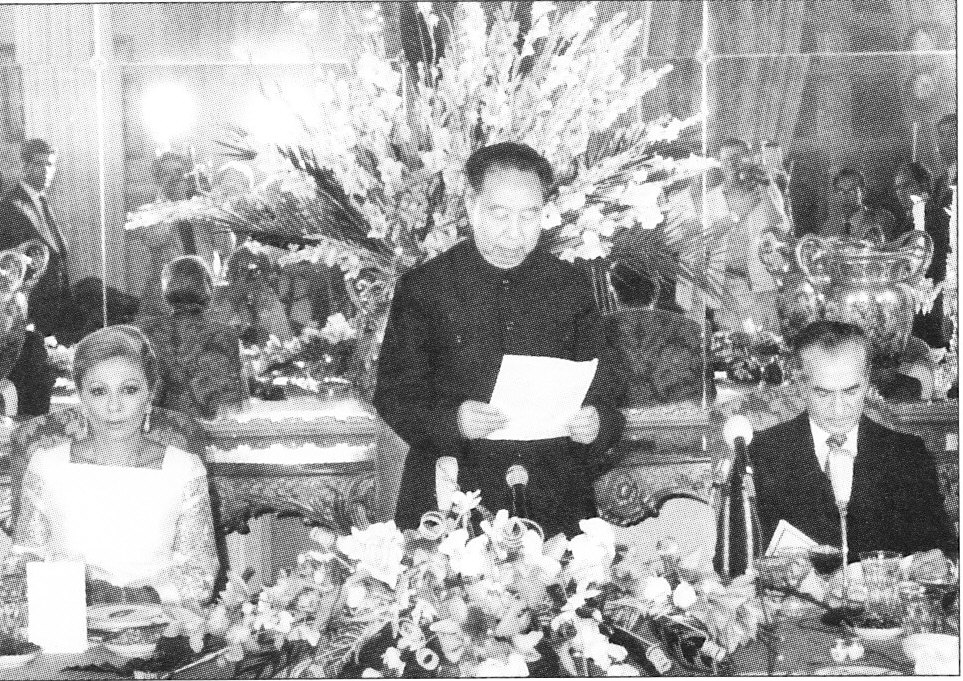
Le Premier ministre Hua Guofeng à Téhéran en août 1978.

Après de nouvelles manifestations à Téhéran exigeant la démission du chah le 26 août, Amouzegar démissionna le 27 août et quitta le pays peu après. Jafar Sharif Emami le remplace ; c’est un mauvais choix du chah. Ancien Premier ministre, franc-maçon notoire, président du Sénat et de la Fondation Pahlavi, il est réputé assez corrompu. Le général Moghaddam et la chahbanou s’opposent à cette nomination, sans succès. La vie politique essaie de se normaliser et semble se calmer avec la visite officielle du Premier ministre de la république populaire de Chine, Hua Guofeng, en Iran en août 1978.
Le grand ayatollah Shariatmadari chercha à contacter Khomeini pour organiser un dialogue politique et de répondre aux exigences de ses partisans. Shariatmadari, mais aussi le Premier ministre Shrarif-Emami et Mehdi Bāzargān (représentant le Front national) font une proposition avec conditions à Khomeini, stipulant qu’il pourrait revenir en Iran d’ici neuf à dix mois s'il reconnaissait la constitution actuelle. Mais Bazargan décida rapidement de reconnaître Khomeini comme chef suprême du mouvement d'opposition. La proposition de Shariatmadari et Sharif Emami ne fut même pas présentée à Khomeini, car il refusa toute coopération et tout dialogue avec un membre du gouvernement. En fait, Sharif Emami cherche à tout prix à ménager les opposants religieux : il réinstaure le calendrier islamique aboli en 1976, prie les officiels femmes et bahaïs de se faire discrets, fait fermer les casinos et interdit les jeux de hasard, dissout le Rastakhiz et suspend l’activité des loges maçonniques, alors qu’il est lui-même Grand Maître de la Grande Loge d’Iran. Des mesures plutôt vaines qui donnent l’impression aux opposants que le gouvernement est à bout – l’occasion de porter un coup fatal en redoublant d’efforts.

#### Le Vendredi noir

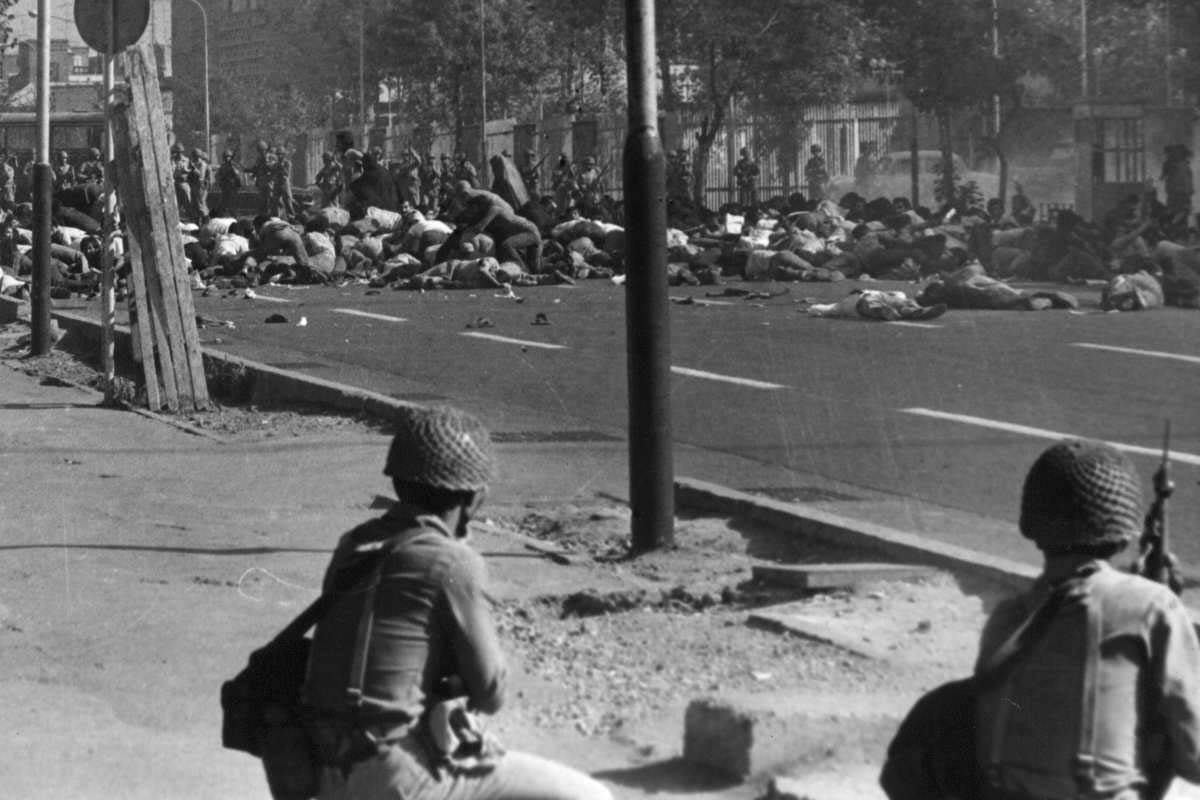
Le Vendredi noir.

Début septembre, les concessions du nouveau Premier ministre n’ont aucunement calmé l’opposition, bien au contraire : les manifestations sont chaque fois plus importantes et plus nombreuses. Le vendredi 8 septembre 1978 (17 Shahrivar 1357), le conflit politique entre le gouvernement et l'opposition se renforça tragiquement, alors que le Vendredi Noir devrait entrer dans l'histoire de l'Iran. Le gouvernement avait mobilisé des troupes pour arrêter les manifestations en cours à Téhéran. La veille, une grande manifestation avait réuni 3000 à 5000 participants ; une autre manifestation étant prévue pour le lendemain, le gouvernement avait décidé de déclarer la loi martiale. Sur la place Jaleh, au centre-ville de Téhéran, des soldats tirent en l'air pour disperser la foule, sans succès. Quelques minutes plus tard, le sol était jonché de manifestants et de policiers morts sans que l’on sache clairement comment on en était arrivé à une fusillade fatale. L’armée semblait avoir ouvert le feu sur la foule et les groupes islamistes avancent que « des milliers de manifestants pacifiques ont été massacrés par les troupes sionistes ».

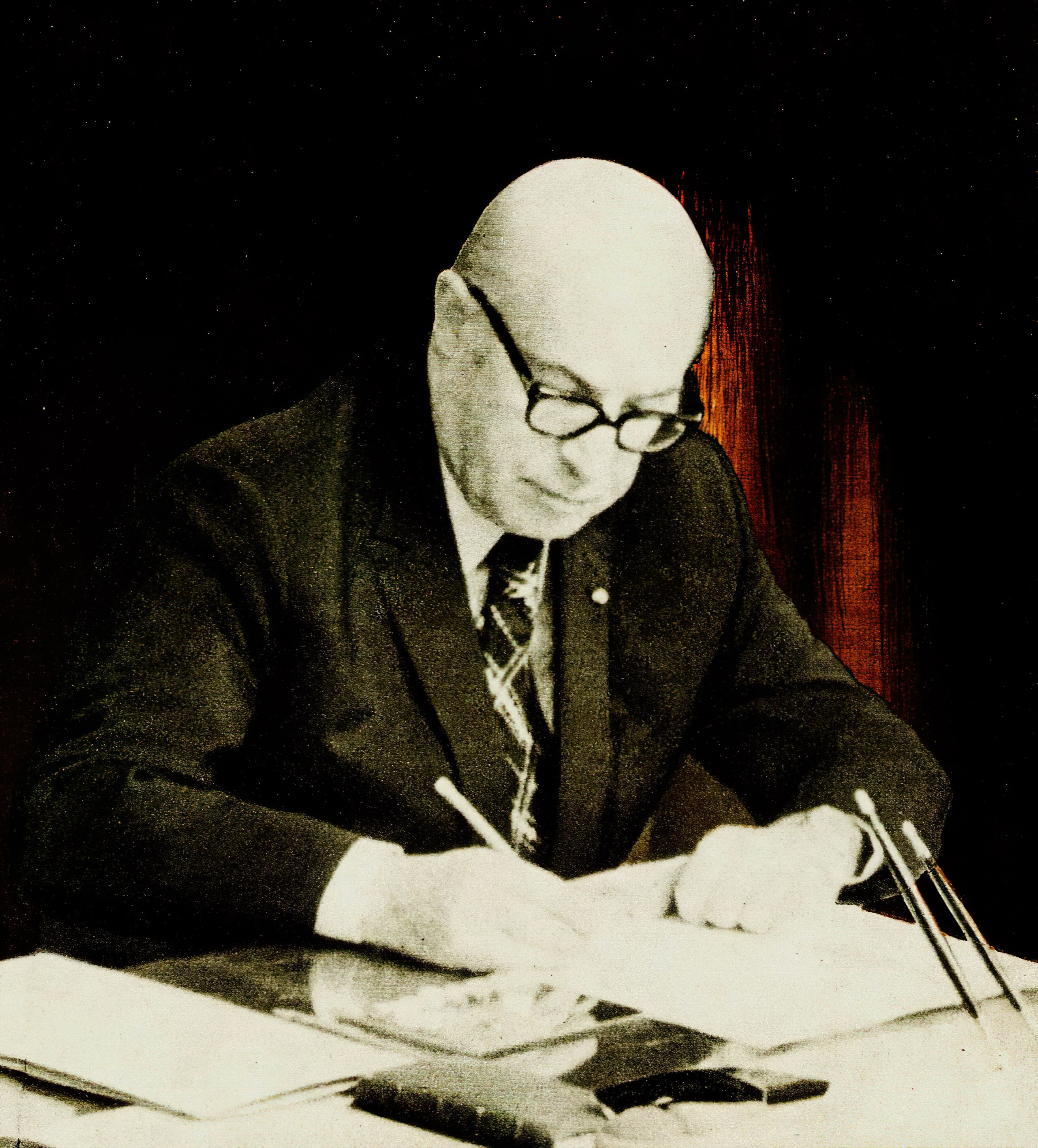
Jafar Sharif-Emami, Premier ministre du 31 août 1960 au 4 mai 1961 puis du 27 août 1978 au 6 novembre 1978.

Le ministre de l'Information Ameli Tehrani utilisa la presse pour publier l’enquête militaire estimant le nombre de victimes. Selon le gouvernement, 86 personnes avaient péri dans les affrontements avec les forces de sécurité dans tout Téhéran qui avaient fait 205 blessés, et 64 personnes avaient été tuées sur la place Jaleh. Tehrani expliqua qu’on avait tiré sur les troupes de la place Jaleh et qu’elles auraient alors riposté. On trouvait dans la foule manifestante des agitateurs formés et armés en Libye et en Palestine. Le gouvernement apprit également que dans les échanges de feu à Jaleh, aux côtés des 64 manifestants tués, 70 policiers et soldats avaient aussi perdu la vie, mais cela ne fut pas divulgué dans le souci d’apaisement du gouvernement.
Les groupes d'opposition véhiculèrent cependant l’idée d’un massacre de « 15 000 morts et blessés » ce qui déclencha encore plus de manifestations dans tout le pays contre le gouvernement et conduisit à des grèves générales, qui affectèrent également l'industrie pétrolière. Personne ne voulait croire les chiffres officiels des 64 manifestants morts de la place Jaleh. Le « Vendredi noir » devait sceller le sort du gouvernement du Premier ministre Sharif Emami. Le 5 novembre 1978 Téhéran s’embrasa. Les bâtiments administratifs des entreprises étrangères, des cinémas, des magasins où on vendait des boissons alcoolisées furent vandalisés, et des bus, des voitures et des bâtiments de banques furent incendiées par des groupes d'opposition. Près de 400 agences bancaires ont été incendiées ce jour-là. Le gouvernement de réconciliation nationale par le Premier ministre Sharif Emami doit se rendre à l’évidence : il a complètement échoué dans sa politique de concessions à l'opposition. Le 6 novembre 1978 Jafar Sharif-Emami démissionna et quitta lui aussi l’Iran peu de temps après.
Concernant le massacre de la place Jaleh, les connaissances actuelles semblent confirmer les dires du gouvernement sur le nombre de victimes. Il semble aussi accepté que des snipers fussent postés sur les toits des bâtiments aux environs de cette petite place pour tirer sur les manifestants ; mais là, le doute demeure : selon les partisans du chah, il s’agissait de sbires de Khomeini chargés de tirer sur la foule pour provoquer une panique générale et accuser les forces de l’ordre, et selon le régime actuel, ce n’était que d’autres soldats posés là pour avoir de meilleurs angles de tir et piéger l’arrière du cortège des manifestants. Quelques jours après le massacre sont découvertes chez un des meneurs de la foule d'importantes sommes d'argent provenant de Najaf.

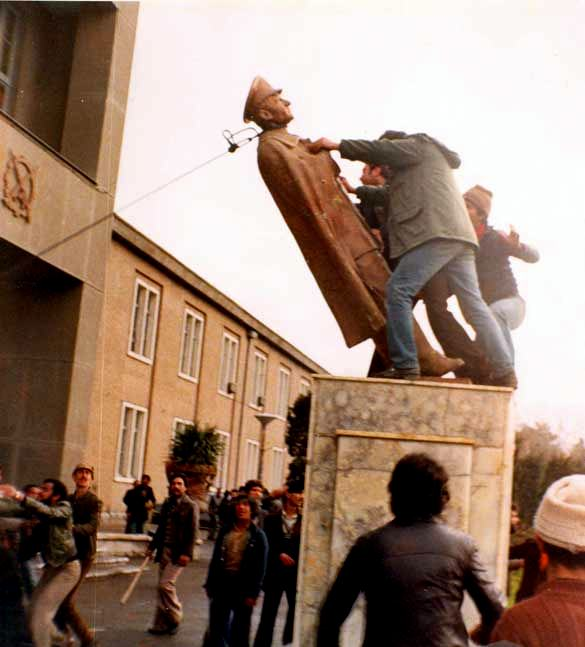
Statue du Chah déboulonnée à l'Université de Téhéran, 1978. Après le Vendredi Noir, la situation s'embrase pour de bon.

La révolution islamique ne semble pas encore être imparable. La figure principale de la révolution, l’exilé irakien de longue date Khomeini, quitte l’Irak le 6 octobre 1978 pour Neauphle-le-Château, près de Paris. Khomeini prétendit chercher à Paris un terrain d'entente entre les membres du clergé, l'opposition intellectuelle de gauche, les marxistes-léninistes et les groupes maoïstes dont le but commun était le renversement du Shah. En réalité, le pouvoir irakien ne veut pas d'un tel agitateur sur son terrain, tenant à conserver de bonnes relations avec le régime impérial, s'il venait à survivre à la révolution. Saddam Hussein aurait téléphoné au chah pour savoir s'il voulait qu'il fasse assassiner Khomeini, ce que le chah refuse. Prétendant qu'on l'a empêché d'entrer au Koweït, celui que ses partisans appellent déjà « l'Imam » (ils font référence à l'Imam Caché, c'est-à-dire le douzième imam des chiites, Muhammad al-Mahdi, qui vécut au IXe siècle mais ne mourut pas selon la croyance, restant caché (occulté) jusqu'aux derniers jours, où il reviendra alors sous les traits du Mahdi - Mahdi étant supposément Khomeini) débarque de façon inattendue dans la petite banlieue française, où habite l'un de ses conseillers Abolhassan Bani Sadr. Informé de la chose, le chah, soit sous-estimant Khomeini soit sous l'effet de son traitement médicamenteux, répond mollement : « Que voulez-vous que me fasse un pauvre mollah pouilleux ? ».

Abolhassan Bani Sadr.

#### Le cabinet militaire

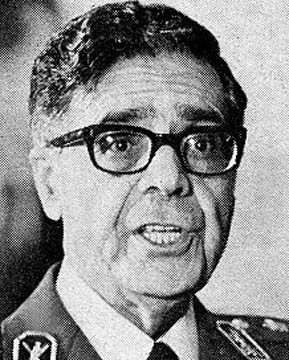
Le général Gholam Reza Azhari, chef de l'armée depuis des années et Premier ministre du 6 novembre au 31 décembre 1978.

À la suite de la démission de Sharif-Emami et l'échec d'un « gouvernement de réconciliation nationale », le général Gholam Reza Azhari devint Premier ministre. Les postes ministériels furent en grande partie occupés par des généraux. Le 6 novembre 1978 Mohammad Reza Chah annonça la mise en place d'un gouvernement militaire dans une émission en direct à la télévision iranienne, et appelle à l'apaisement, dans un texte conçu par Hossein Nasr, philosophe islamique et ancien recteur de l'Université technique Aryamehr de Téhéran, et Reza Ghotbi, directeur de la télévision d'État :
« […] En tant que Roi et Iranien je ne peux rejeter la révolution de la nation iranienne. […] En tant que Roi, j'ai prêté serment de protéger notre intégrité territoriale, l'unité nationale et l'islam chiite. Une nouvelle fois, je prête serment à la nation iranienne, et assure que les erreurs passées, l'injustice et la corruption, ne se reproduiront pas, et que les dommages causés par ces erreurs seront réparés. […] J'ai entendu la voix de votre révolution, Nation iranienne. Je protégerais la monarchie constitutionnelle qui est un don Divin, et je garantirais ce pourquoi vous avez fait des sacrifices. Je garantis que le gouvernement iranien sera basé sur la constitution et la justice sociale, loin de toute tyrannie, oppression et corruption. […] »
Nasr et Ghotbi, auteurs de ce texte, placent le chah en lucide acceptant de la révolution, pour tenter d'apaiser la situation sans effusion de sang. Mais pour le chah, ils lui font reconnaître qu'il n'a pas respecté la constitution - ce qui est faux - et admettre qu'il a commis de nombreuses erreurs - ce qui l'énerve. Il en voudra beaucoup à Ghotbi et Nasr, et considéra que le discours était une ineptie pour plaire aux opposants, ou même un complot,,. Néanmoins, le discours d'intronisation du Premier ministre Azhari, de même que l'arrivée des ministres militaires dans leurs ministères, sont accueillis avec beaucoup de succès. Azhari, cherchant un dialogue avec l'opposition, sembla être l'homme de la situation. Au prix de quelques arrestations, les grèves et les manifestations cessent et la capitale retrouve son calme.
Mais le gouvernement militaire du général Azhari décida en fin de compte de continuer la politique avec laquelle son prédécesseur, Jafar Sharif-Emami, avait déjà échoué. Les opposants du gouvernement qui avaient été arrêtés furent libérés de prison, tandis que d'anciens ministres, fonctionnaires et officiers furent arrêtés. Parmi les personnes arrêtées se trouvent Amir Abbas Hoveida, longtemps Premier ministre, Manouchehr Azmoun, ancien ministre sans portefeuille, Dariush Homayoun, ancien ministre de l'Information et du Tourisme, Mansur Ruhani, ancien ministre de l'Agriculture, le général Nassiri, ancien chef de la SAVAK, Manouchehr Nikpay, ancien maire de Téhéran, le général Sadri, ancien chef de la police de Téhéran, Abdulazim Valian, ancien gouverneur de Khorassan, Shaychulislam Zadeh, ancien ministre de la Santé, Nili Aram, ancien sous-ministre de la Santé, et Fereydoun Mahdavi, ancien ministre de l'Économie.

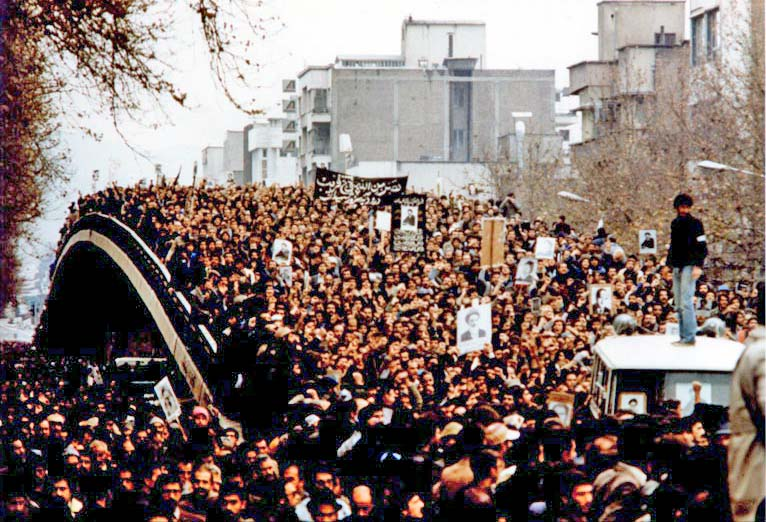
Manifestation massive lors de la révolution islamique.

Le 1er décembre 1978 Khomeini attaqua directement le gouvernement militaire. Le premier jour de Mouharram, le mois de deuil chiite, il décréta que les soldats de l'armée devraient effectuer leur devoir religieux en quittant les casernes et désertant. Les soldats sont restés dans la caserne et n'ont pas désertés, mais ce soir-là, et pour la première fois, on entendit sur les toits de Téhéran « Allahu Akbar », clameur des manifestants organisant des marches. Bientôt, cet appel serait entendu tous les soirs à Téhéran. La révolution reprend. À ce moment, il fut évident que le gouvernement militaire du général Azhari ne serait pas en mesure de résoudre la crise, alors que Mohammad Reza Chah refusa de donner carte blanche à son armée pour mettre fin aux manifestations et aux grèves en employant la force.

#### Le gouvernement du Front national
Après une crise cardiaque dont est victime le général Azhari, le chah cherche de nouveau un chef de gouvernement. Il consulte de nombreuses personnalités, dont Ardeshir Zahedi, et Gholam Hossein Sadighi (en), membre du Front national, une première. Finalement, le 28 décembre 1978, le chah fait appel à un autre opposant libéral, Chapour Bakhtiar, pour tenter de sauver le régime impérial. Le 31 décembre, le général-Premier ministre démissionne et Bakhtiar forme le nouveau gouvernement. Le Front national, qui avait si longtemps cherché à être associé au pouvoir en Iran, devenait le synonyme d'une ouverture politique encore plus ample pour apaiser le soulèvement. La chahbanou semble avoir eu un rôle dans cette nomination. Mais au lieu de gouverner, le conseil d'administration du Front national désavoua le Premier ministre et ses collègues membres du conseil. Pour le Front national, Bakhtiar était devenu un traître parce qu'il travaillait avec Mohammad Reza Chah, qui « avait renversé » Mohammad Mossadegh. Le Front national annonça qu'il ne soutiendrait un gouvernement que sous la direction de Khomeini - une décision qu'il regretta amèrement plus tard.

#### La conférence de la Guadeloupe et le lâchage occidental

Helmut Schmidt, James Callaghan, Jimmy Carter et Valéry Giscard d'Estaing lors de la conférence de la Guadeloupe.

Du 4 au 7 janvier 1979, à l'invitation du président français Valéry Giscard d'Estaing, une conférence eut lieu en Guadeloupe. Il s'agissait d'une réunion informelle pour discuter des questions stratégiques et économiques. L'une des principaux sujets de la conférence était la crise en Iran. Les participants à la conférence étaient, mis à part l'hôte Valéry Giscard d'Estaing, le président Jimmy Carter des États-Unis, James Callaghan le Premier ministre de la Grande-Bretagne et le chancelier Helmut Schmidt d'Allemagne. Lors de la conférence, aucune décision officielle ne fut prise.
Selon l'ancien chef du protocole du chah, le 4 janvier 1979, en raison des menaces que l'URSS faisait peser sur l'Afghanistan, et par souci de sécuriser le territoire alentour, Jimmy Carter aurait indiqué préférer Rouhollah Khomeini au shah. Au début de la conférence, il fallut d'abord se mettre d'accord sur une évaluation commune de la situation en Iran. Alors que Helmut Schmidt souligna la menace militaire de l'Union soviétique et l'action stabilisatrice du gouvernement de Mohammad Reza Chah, le président Carter semblait déjà être passé à autre chose et s'intéressait à ce qui arriverait en Iran après le Shah. Avant la conférence, Zbigniew Brzeziński, conseiller à la sécurité nationale du président Jimmy Carter dit devant la presse mondiale que les États-Unis avaient tout intérêt à pleinement soutenir le chah. La conférence dériva ensuite vers d'autres sujets de discussions. Le président Valéry Giscard d'Estaing rendit compte de la discussion en Guadeloupe dans son livre Le Pouvoir et La Vie :

« Le président Jimmy Carter a déclaré que, de façon surprenante, les États-Unis avaient décidé de ne plus soutenir le régime du Shah. Sans le soutien des États-Unis, le régime était perdu. J'ai eu en mains le rapport de Michel Poniatowski, qui m'a informé que le Shah était pleinement opérationnel, mais triste, fatigué et désabusé. Il avait espéré que les États-Unis continueraient à le soutenir. Mais dans une semaine, le vent avait tourné… Jimmy Carter s'explique. Selon lui, l'armée prendrait le pouvoir et rétablirait l'ordre dans le pays. Les chefs militaires étaient tous pro-occidentaux, la plupart d'entre eux ayant été formés aux États-Unis. »

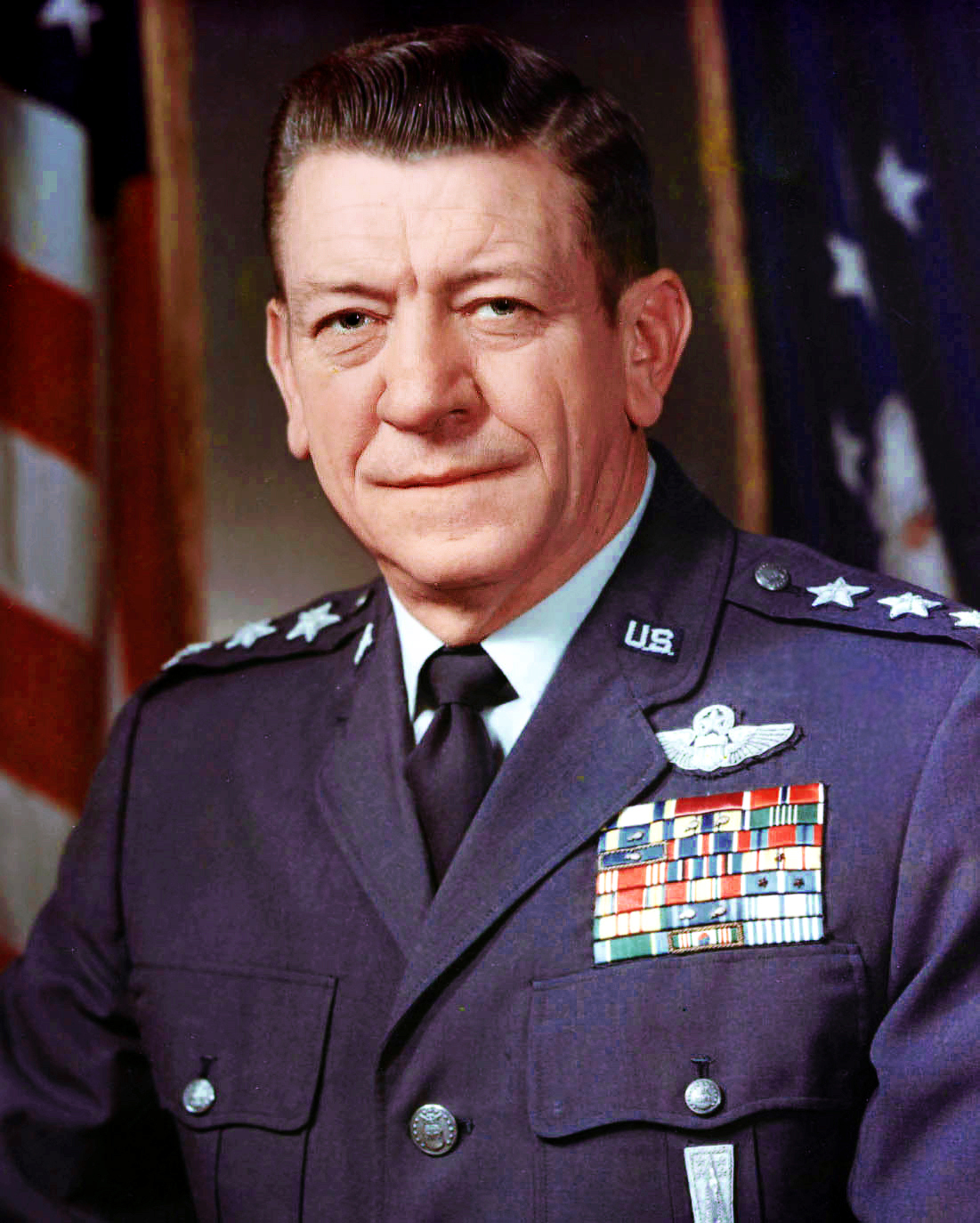
Le général Robert E. Huyser.

Il existe d'autres versions des faits : selon Mike Evans, auteur de Jimmy Carter: The Liberal Left and World Chaos: A Carter/Obama Plan That Will Not Work, le président américain aurait avoué sans ambages devant ses homologues que la révolution de Khomeini devait triompher, que les États-Unis la soutenaient déjà discrètement, par le biais de 150 millions de dollars débloqués depuis plusieurs mois.

#### Effondrement de la monarchie iranienne
C'est en tout cas en Guadeloupe que semble avoir été prise la décision d'envoyer en Iran un haut gradé de l'armée américaine : le président Carter envoie Robert E. Huyser (en) en Iran en janvier 1979. Les sources divergent sur son rôle : selon les sources américaines, il fut envoyé en Iran pour tenter de calmer la situation ; selon Charles Kurzman (en), il est envoyé par Carter « pour rassembler les commandants militaires iraniens et les aider à se préparer à un coup d'État de dernier recours » pour empêcher la chute du chah. Enfin, selon les partisans du chah, Carter l'aurait envoyé en Iran pour assurer l'installation du pouvoir de Khomeini en neutralisant l'armée, vraie force encore susceptible de faire quelque chose. Quoi qu'il en soit, Huyser rend visite au chah avec l'ambassadeur américain une seule fois et ne rencontrera même pas Bakhtiar, restant en Iran jusqu'en février 1979, ne quittant le pays que peu de temps avant le triomphe final de Khomeini.
Le nouveau Premier ministre Bakhtiar, pour pouvoir rétablir la situation, demande au chah de quitter l'Iran pour une durée indéterminée. En réalité, fatigué et malade, le chah lui-même voulait absolument quitter le pays, alors que depuis plusieurs mois, la rumeur de son départ s'était répandue. Également, il y a bien longtemps que de nombreux proches du couple impérial, le reste de la famille royale et toute la cour ont déjà quitté le pays. La chahbanou semble avoir cherché une dernière fois à rester, ce que le chah ne voulut pas. Le départ du couple impérial est annoncé le 11 janvier ; officiellement, ils se rendront aux États-Unis après une escale en Égypte pour tenter d'enrayer l'aide internationale apportée à la révolution islamique. Si Zahedi est certain que les Américains, profitant de l'escale égyptienne, se décommanderont, tout le monde ne pense pas que ce soit sans espoir. Par mesure de sécurité, l'armée boucle tous les accès au quartier nord, la banlieue cossue où se situe la résidence des souverains. Le chah et l'impératrice Farah quittent en hélicoptère le palais de Niavaran pour l'aéroport de Mehrabad. Le 16 janvier 1979, l'avion transportant le couple impérial et quelques collaborateurs décolle : c'est le début de l'exil du chah.
Bakhtiar essaiera de ménager l'opposition, comme ses prédécesseurs, changeant d'avis sur Khomeini, et se méfiant de l'armée comme des « royalistes » c'est-à-dire les soutiens assurés du chah. Le 1er février 1979, l'ayatollah Khomeini reviendra d'exil en Iran. Lors du vol de Paris à Téhéran, Khomeini fut interrogé par un journaliste qui l'accompagnait et qui lui demandait ce qu'il ressentait en rentrant en Iran après un si long exil. Sa réponse : « Rien. »
Avec le retour de Khomeini, la révolution islamique entra dans une nouvelle phase. Le 11 février, l'armée se déclara neutre. Le soir et jusqu'au matin, les forces de Khomeini s'emparèrent des points clés de la capitale. Le matin du 12 février 1979, c'est fini. L'empire d'Iran cesse d'exister et Bakhtiar s'enfuit. Cependant, le shah n'abdiquera jamais officiellement. La lutte pour le pouvoir en Iran entre l'opposition de gauche du Front national, les groupes marxistes-léninistes, les maoïstes et les islamistes marxistes fut la suite de la chute de la monarchie. Khomeini allait se servir de son statut pour imposer le règne du jurisme islamique (Velayat-e faqih) et bâtir la république islamique d'Iran.

### L'exil (16 janvier 1979-27 juillet 1980)

#### Le départ (16 janvier 1979)

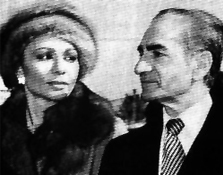
Le chah et l'impératrice Farah peu avant leur départ en exil.

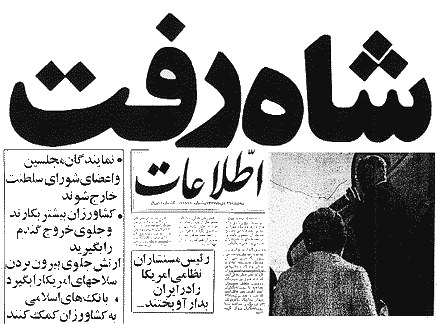
Chah raft (« le roi s'en va » - Une du journal Ettela'at du 16 janvier 1979.

Le 16 janvier 1979, le shah se lève à l’aube et s’isole dans son bureau durant quelques heures. Il rejoint la chahbanou en fin de matinée. Suivant l’usage persan avant un long voyage, Mohammad Reza Pahlavi et l’impératrice Farah passent sous le Coran, après avoir distribué des objets précieux, des bijoux personnels et de l’argent. Ils saluent une dernière fois les militaires, dont le général Abdollah Badreï, et le personnel de la maison impériale avant de prendre place dans un des deux hélicoptères affrétés pour rejoindre l’aéroport de Mehrabad. Accueilli par des officiers et quelques civils, le couple impérial fait une brève déclaration à la presse iranienne et attend l’arrivée de Chapour Bakhtiar qui devait être préalablement investi par le Majles en tant que nouveau chef de l'exécutif. Ce dernier, accompagné par Djavad Saïd, le président du parlement, est aussitôt transporté par hélicoptère pour se joindre aux officiers, aux pilotes, aux personnalités de la Cour et aux membres de la Garde impériale rassemblés sur le tarmac de l’aéroport. Après avoir échangé quelques mots avec son Premier ministre, le chah salue les personnes présentes et monte dans un Boeing 707 bleu et blanc. Il est suivi par l’impératrice Farah et par quelques proches et collaborateurs. Aussitôt à bord, le chah prend les commandes de l’appareil baptisé Châhine qu'il va piloter jusqu’à la sortie de l’espace aérien national. Tandis que l’avion vole à destination de l’Égypte, où les souverains iraniens sont attendus par le couple Sadate, le quotidien national Ettela'at titre en première page « Chah raft » (le roi s'en va). De son côté, la population iranienne est partagée entre liesse, désolation et incertitude.

#### Première étape égyptienne (16 au 22 janvier 1979)
Accueillis dans un premier temps par le président Sadate, devenu au fil des années un allié et un ami fidèle, le chah et l'impératrice Farah séjournent à Assouan durant une semaine. Persuadé que la résistance serait mieux organisée à partir du territoire égyptien, le Raïs insiste pour que le couple impérial reste sur place. Le chah ne veut pas l'encombrer et sur l'invitation du roi Hassan II, un autre allié de longue date, il reprend l'avion à destination de Marrakech le 22 janvier 1979. Deux jours plus tôt, durant une conférence de presse, le président Jimmy Carter avait fait savoir que sa présence n'était plus souhaitée aux États-Unis : divisée au sein même de son administration et après avoir tenu des discours contradictoires des mois durant, la Maison-Blanche décide clairement d'abandonner son allié de naguère. Contrairement à ce qui avait été annoncé par les médias au début du mois de janvier, la famille impériale ne va donc pas s'installer à Palm Springs, en Californie, sur l'initiative de Nelson et David Rockefeller.

#### Étape marocaine (22 janvier au 30 mars 1979)
C'est durant son séjour au Maroc que le souverain empêché apprend la nouvelle du retour d'exil de Khomeini et la fin du gouvernement de Chapour Bakhtiar, renversé par les révolutionnaires et privé du soutien de l'armée qui s'est déclarée neutre. Le régime islamique s'impose et va organiser une purge (la plupart des anciens ministres et officiers de l'ancien régime, encore présents en Iran, sont jugés et exécutés, comme l'ancien Premier ministre Amir Abbas Hoveida et l'ancien chef de la SAVAK Nematollah Nassiri). Des menaces sont proférées contre les pays qui accepteraient d'accueillir le chah, dont le retour est exigé : les chefs religieux veulent le traduire en justice. Malgré les conseils et l'assurance du soutien du roi Hassan II, l'exil marocain n'excède pas trois semaines : arrivé en urgence de Paris, Alexandre de Marenches tire la sonnette d'alarme. Reçu en audience au palais de Rabat, le chef des services secrets français informe que les religieux iraniens ont l'intention d'enlever ou d'attenter à la vie des membres de la famille royale marocaine si celle-ci s'obstine à soutenir le chah. Hassan II refuse de céder au chantage, mais Mohammad Reza Pahlavi préfère éviter ce scénario : il décide donc de quitter le sol marocain.

#### Étape des Bahamas (30 mars au 10 juin 1979)
Roberto Armao, le responsable des relations publiques de la famille Rockefeller, est dépêché pour trouver une autre terre d'accueil. Devant faire face au refus ou aux tergiversations des alliés d'autrefois, l'émissaire reçoit finalement une réponse favorable de l'archipel des Bahamas. La solution demeure néanmoins provisoire puisque les souverains déchus n'obtiennent qu'un visa de trois mois et sont confinés dans une petite maison en bord de mer. Installés depuis le 30 mars 1979 à Paradise Island, aux Bahamas, les souverains iraniens sont cette fois acceptés par le Mexique, sur l'insistance conjointe de Roberto Armao et d'Henry Kissinger.

#### Étape mexicaine (10 juin au 22 octobre 1979)
La Villa de las Rosas, située dans une impasse de Cuernavaca, devient le nouveau havre de paix. Alors que tout laisse présager que le Mexique sera le point final de l'exil, la maladie dont souffre le chah depuis 1974 se rappelle à son souvenir : les ganglions du cou sont fortement enflés. Le professeur Flandrin, l'assistant du professeur Jean Bernard, est appelé de Paris en consultation. Pour la première fois le mot cancer est évoqué en présence du chah. Atteint de la maladie de Waldenström, Mohammad Reza Pahlavi doit subir une intervention chirurgicale dans les plus brefs délais : la chimiothérapie, à base de Chlorambucil, prescrite par les hématologues français, a atteint ses limites et il devient impératif de procéder à une splénectomie. Sceptique, l'administration Carter envoie ses propres médecins pour l'informer de l'état de santé du chah. Le président américain est en effet très critiqué par les républicains qui l'accusent d'abandonner celui qui fut un de leurs meilleurs alliés.

#### Étape américaine (22 octobre au15 décembre 1979)
L'admission du souverain au New York Hospital du Centre médical Cornell sera à l'origine de la crise iranienne des otages de l'ambassade américaine de Téhéran. Le chah est opéré mais seule la vésicule biliaire est extraite, tandis qu'un calcul reste dans le canal biliaire et que la rate, dont les proportions ont été jugées inquiétantes par les professeurs Flandrin et Coleman, est laissée en l'état. La situation devenant intenable, Mohammad Reza Pahlavi est à présent transféré au Memorial Sloan-Kettering Cancer Center où il doit suivre une cure de radiothérapie avant de pouvoir retourner à Cuernavaca. Mais la pression diplomatique contraint le président José López Portillo à renoncer à ses engagements, refusant désormais la présence du couple impérial sur le sol mexicain.

Le chah, mourant, enchaîne les opérations lors d'un exil agité.

L'administration Carter prend la décision de transférer le chah et l'impératrice Farah sur la base militaire de Lackland, proche de San Antonio, au Texas, dans l'attente d'un départ vers une autre terre d'exil. Le couple impérial quitte New York le 1er décembre 1979. À la Maison-Blanche, l'anxiété et les craintes dues à l'affaire des otages exigent un départ rapide du territoire américain. Après avoir sondé différents pays susceptibles d'accueillir les souverains iraniens, Jimmy Carter reçoit finalement un avis positif du président panaméen Omar Torrijos. Dépêché sur la base de Lackland, Hamilton Jordan, le chef de cabinet de Carter, fait part de la proposition au chah qui accepte de partir pour le Panama où les Américains, alors gardiens du canal, peuvent assurer une protection militaire et fournir des soins médicaux adaptés.

#### Étape panaméenne (15 décembre 1979 au 24 mars 1980)
Mohammad Reza Pahlavi s'installe dans une maison moderne sur l’île de Contadora, dans l’archipel des Perles, le 15 décembre 1979. En janvier 1980, le Shah accorda au journaliste David Frost une dernière interview télévisée en anglais. Le Shah parle de sa richesse, de sa santé, les SAVAK, de la torture pendant son règne, de ses propres erreurs politiques, Rouhollah Khomeini et sa menace d'extradition vers l'Iran.
Mais le répit au Panama n'est que de courte durée : les mollahs et Sadegh Ghotbzadeh, le ministre iranien des Affaires étrangères, tentent d'obtenir son extradition avec l'aide des avocats franco-argentin Christian Bourguet et Hector Villalon. Le gouvernement panaméen, d'abord disposé à accueillir les souverains déchus, change de position : il ne verrait pas d'objection à négocier une extradition. Anouar el-Sadate, qui avait toujours demandé que les Pahlavi demeurent en Égypte, réitère son invitation. C'est donc le retour à la première destination d'exil, mais avant cela l'avion va être bloqué plusieurs heures dans l'archipel des Açores : des avocats, chargés par le régime islamique, tentent par ce moyen d'arrêter le Chah. L'avion décolle le 24 mars 1980 avant que les autorités locales ne reçoivent officiellement la demande.

#### Seconde étape égyptienne (24 mars au 27 juillet 1980)
Mohammad Reza Pahlavi, extrêmement diminué par la maladie, est installé au palais Koubeh avec les membres de sa famille. Transféré d'urgence à l'hôpital Ma'adi le 25 mars, il doit subir une splénectomie. Le professeur Michael E. DeBakey enlève la rate, mais laisse le foie infecté et ne dispose pas de drain sur le pancréas qui a été touché au cours de l'intervention chirurgicale. La dégradation de l'état de santé du chah nécessite une nouvelle opération qui n'est désormais plus assurée par le professeur DeBakey, mais par une équipe médicale française. Le 30 juin, le docteur Pierre-Louis Fagniez procède au pompage d'un litre et demi de pus et à l'extraction des débris du pancréas. Suit une agonie de plusieurs semaines qui prend fin le dimanche 27 juillet vers 5 h du matin.

#### Funérailles

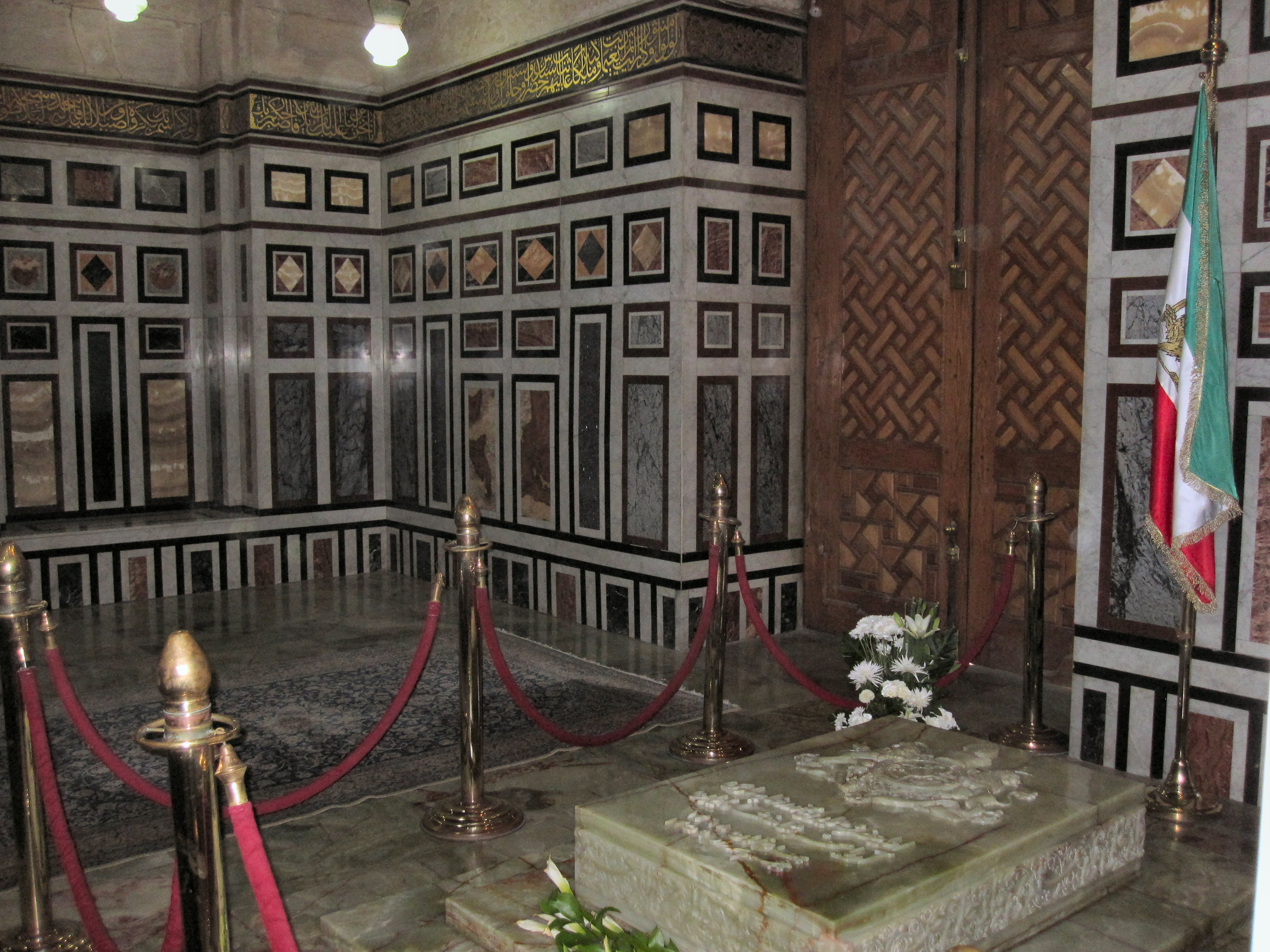
La tombe de Mohammad Reza Chah Pahlavi, Shahanshah Aryamehr, à la mosquée Al-Rifa'i au Caire où il fut enterré le 29 juillet 1980.

Les obsèques de Mohammad Reza Chah Pahlavi, dernier empereur d'Iran, ont lieu deux jours plus tard, le 29 juillet. Pour les circonstances, Anouar el Sadate offre des funérailles nationales grandioses à celui qu'il considère comme un ami et un allié : trois millions de Cairotes sont rassemblés tout le long du parcours reliant le palais d'Abedin à la mosquée al-Rifai. Des centaines d'étudiants de l'Académie militaire conduisent en musique la procession, vêtus d'uniformes blanc, jaune et noir, selon leur rang. Derrière les cadets marchent des soldats arborant des couronnes de roses et d'iris, flanqués d'officiers à cheval et suivis directement par un escadron d'hommes qui portent les décorations militaires du chah sur des coussins de velours noir. Le cercueil, drapé dans les couleurs de l'Iran impérial, repose sur un affût de canon tiré par huit chevaux arabes. Il précède le cortège à la tête duquel marchent la chahbanou, les enfants du couple impérial et les frères du chah. Aux côtés des Pahlavi se tient le couple Sadate et l'ancien président américain Richard Nixon. Ce dernier, venu à titre privé, dénonce l'indignité de l'administration américaine et des principaux alliés occidentaux à l'égard du monarque déchu. Si la plupart des chefs d'État et de gouvernement en fonction n'assistent pas à la cérémonie, certains pays comme les États-Unis, la France, l'Allemagne de l'Ouest, l'Australie et Israël dépêchent néanmoins leurs ambassadeurs. Représenté par un de ses proches, Moulay Hafid Alaoui, le roi Hassan II a offert une pièce de tissu brodé de prières qui avait recouvert la Kaaba, présent qui doit être déposé sur le linceul du chah avant son inhumation. Parmi les autres personnalités qui ont fait le déplacement au Caire figurent l'ex-roi Constantin II de Grèce et son épouse, Anne-Marie de Danemark, ainsi que le prince Victor-Emmanuel de Savoie. À la mosquée al-Rifai, la dépouille du chah est descendue, en sous-sol dans un caveau particulier, en présence de ses deux fils.
L'impératrice Farah et l'héritier du trône, son fils Reza Pahlavi, sont très impliqués aujourd’hui dans les mouvements d’opposition au régime iranien au niveau international.

## Mariages et descendance
Mohammad Reza Pahlavi s’est marié trois fois et a eu cinq enfants.

### Faouzia d’Égypte

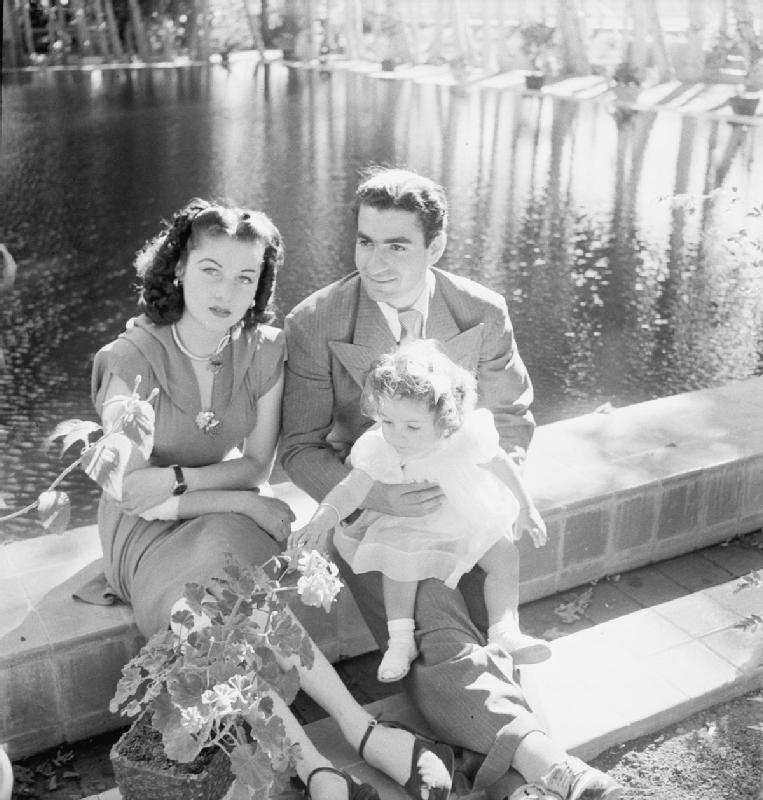
La reine Faouzia, Mohammad Reza Chah Pahlavi et leur fille Shahnaz en 1941.

Reza Chah, après avoir rétabli la grandeur de l'Iran, avait voulu la rendre manifeste en mariant le prince héritier à une princesse musulmane de haute lignée. La nouvelle constitution stipulant qu'aucun descendant de la dynastie Qadjar, par les hommes ou par les femmes, ne pouvait monter sur le trône iranien, le vieux monarque porta son choix sur une jeune étrangère de sang royal : Faouzia Fouad, la sœur du roi d'Égypte.
Le 26 mai 1938, le palais impérial annonce qu'une délégation conduite par le Premier ministre Mahmoud Djam va se rendre au Caire pour convenir du mariage entre le prince héritier et Faouzia Fouad, fille du roi Fouad Ier et sœur du jeune Farouk Ier, intronisé deux ans auparavant. Les fiancés ne se sont jamais vus, ne parlent pas la même langue, et il importe surtout à Reza Chah que la toute jeune dynastie Pahlavi gagne en légitimité aux yeux du monde. Moins d'un an plus tard, le 16 mars 1939, Mohammad Reza Pahlavi épouse la princesse Faouzia au palais d'Abedin, au Caire, selon le rite chiite. Une seconde cérémonie, de rite sunnite, se déroule à Téhéran, au palais impérial du Golestan, le 25 avril 1939.
Si d'un point de vue politique ce mariage apporte le prestige et la reconnaissance à la dynastie Pahlavi, il ne tarde pas à révéler ses failles. Éloignée des salons chics d'Alexandrie et du Caire, Faouzia, devenue reine d'Iran (Malika Faouzia Pahlavi) à l'avènement de Mohammad Reza, ne s'adapte pas à la cour de Téhéran. Hormis la naissance d'une fille, la princesse Shahnaz, le 27 octobre 1940, l'union est vécue comme un échec relationnel. Rentrée dans son pays, la reine Faouzia se voit accorder le divorce par le gouvernement égyptien dès 1945. Ce n'est que trois ans plus tard que les autorités iraniennes confirment cette décision. Le divorce officiel est donc accordé le 17 novembre 1948, à la condition que la princesse Shahnaz reste sous la responsabilité de son père. Ils n'auront donc eu qu'un enfant :
- la princesse Shahnaz Pahlavi (née le 27 octobre 1940)

### Sorayah Esfandiari Bakhtiari

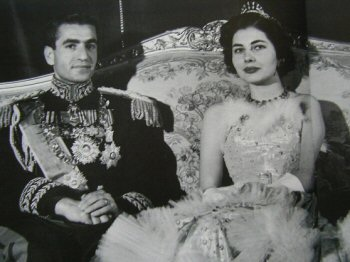
Mohammad Reza Pahlavi et Soraya Esfandiary Bakhtiari, lors de leur mariage, le 12 février 1951.

Trois ans après son divorce, le chah épouse en secondes noces Sorayah Esfandiari Bakhtiari (22 juin 1932- 26 octobre 2001), fille de Khalil Esfandiari, plus tard ambassadeur d'Iran à Bonn, et d'Eva Karl, une Allemande. Fiancés le 11 octobre 1950, Mohammad Reza Pahlavi et la jeune femme issue de la tribu des Bakhtiaris se marient le 12 février 1951. Leur mariage est très heureux mais entaché de nombreux problèmes : déjà avant leur mariage, Soraya tombe extrêmement malade et est atteinte de fièvre typhoïde. Malgré quelques remises sur pied grâce au docteur Karim Ayadi, médecin du chah, son état est grave et le mariage est repoussé par deux fois. Soraya n'est pas tout à fait remise le jour de son mariage : ayant beaucoup maigri, elle manque de s'évanouir dans sa lourde robe dessinée par Christian Dior lui-même. Une fois ces épreuves passées, Soraya a du mal à se faire sa place à la Cour de Téhéran, et notamment face à la jumelle de son époux, la princesse Ashraf, qu'elle admire pourtant. Elle assistera à tous les évènements relatifs à la crise d'Abadan et la nationalisation du pétrole iranien : la nationalisation, les événements de juillet 1952 et de février 1953, l'opération Ajax, où elle fuit à Rome avec le Chah, la victoire des troupes pro-Chah, la signature du consortium de 1954, et l'évincement du général Zahédi en 1955.
En l'absence d'héritier après sept années d'union, la question de la succession du Chah est importante - surtout après la mort de l'héritier Ali Reza dans un accident d'avion - Soraya semblant être stérile malgré l'avis des médecins. Plusieurs solutions sont envisagées, comme d'amender la Constitution pour faire d'un des demi-frères du Chah un héritier potentiel, ou que le Chah prenne une autre épouse qui lui donnerait un prince héritier, mais aucune n'est acceptée par les deux époux à la fois ou la Cour. Finalement, Soraya et Mohammad Reza résignés, le couple royal divorce en mars 1958.
Soraya est souvent désignée comme le grand amour de Mohammad Reza Chah. Tous deux restèrent en contact même après leur divorce et leur remariage, et entretinrent une correspondance importante lors de l'exil du Chah.

### Farah Diba

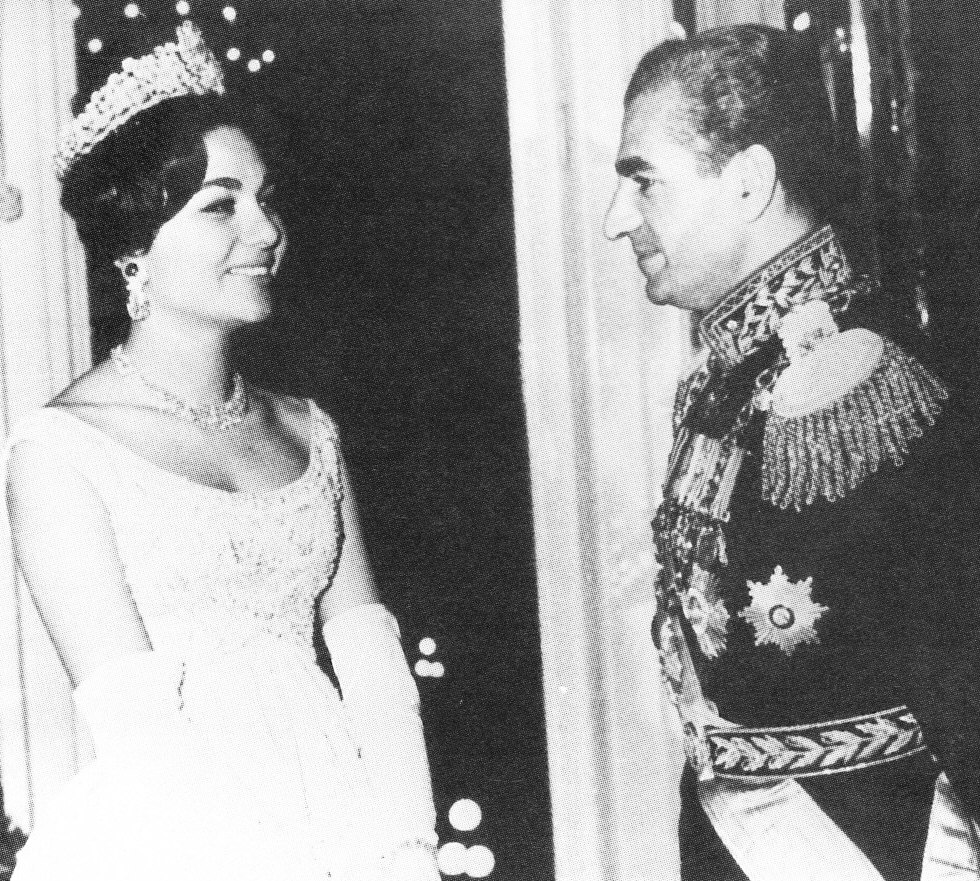
Farah Diba et Mohammad Reza Chah Pahlavi lors de leur mariage le 21 décembre 1959.

C'est durant un voyage officiel en France que Mohammad Reza Pahlavi rencontre pour la première fois celle qui sera son épouse pendant vingt ans et sept mois : Farah Diba. Parti pour un mois en Europe, du 3 mai au 4 juin 1959, le chah doit se rendre en Suisse, au Danemark, aux Pays-Bas, au Royaume-Uni et en France. Arrivé à Paris le mardi 26 mai, il est reçu au palais de l'Élysée par le général de Gaulle, avec qui il entretient des relations excellentes. Trois jours plus tard, le 29 mai 1959, une réception à laquelle sont conviés des étudiants iraniens est organisée dans leur ambassade : c'est à cette occasion que Farah Diba, étudiante en architecture, est présentée au souverain.
Mais ça ne devait pas être leur seule rencontre : quelques mois plus tard, alors que de nombreuses prétendantes étaient approchées de la Cour pour devenir la nouvelle reine, un des oncles de Farah saisit l'occasion d'une demande de bourses d'études pour que sa nièce rencontre Ardéshir Zahedi, responsable des bourses d'études, mais surtout gendre et intime du Chah. Ce dernier, présent à l'ambassade de Paris, reconnut la jeune fille qu'il invita à rencontrer sa fille, la princesse Shahnaz. Farah fut reçue au palais de Shahnaz, à Sa'dabad. Les deux femmes sympathisèrent et lors de leur deuxième rencontre, le Chah arriva « par hasard » rendre visite à sa fille et rencontra plus intimement Farah. Les deux futurs époux ne s'étaient pas oubliés depuis Paris ; moins d'un mois plus tard, le mariage était décidé : Farah et le Chah se marièrent le 21 décembre 1959 au palais de Marbre.

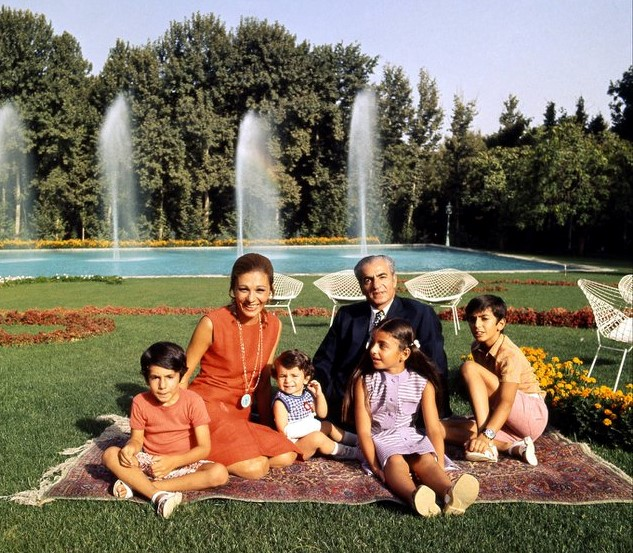
De gauche à droite : Ali Reza, Farah, Leila, Mohammad Reza, Farahnaz et Reza Pahlavi.

Dans un premier temps, elle ne fait qu'assister aux représentations officielles, la cour attendant qu'elle donne au chah le prince héritier après 18 ans de règne. Ce qui arrive le 31 octobre 1960, qui conforte la légitimité de la dynastie. Le chah et Farah auront en tout quatre enfants :
- le prince Reza Cyrus Pahlavi (né le 31 octobre 1960), héritier du trône, et depuis la mort de son père, de jure, Reza II Chah
- la princesse Farahnaz Pahlavi (née le 12 mars 1963)
- le prince Ali-Reza Pahlavi (28 avril 1966 - 4 janvier 2011)
- la princesse Leila Pahlavi (27 mars 1970 - 10 juin 2001)

Sa position à la Cour puis au sein du jeu politique se trouve renforcés par la naissance du prince héritier et par les naissances suivantes. En tant que reine puis impératrice, ses centres d'intérêts tournèrent autour du travail social, de l'émancipation des femmes, du sport et de l'art. La majeure partie de son temps était consacrée à la promotion de la culture iranienne et à la protection sociale ; elle était la patronne de 24 organisations éducatives, culturelles, de santé et de charité. En plus de superviser le travail de ces organisations à Téhéran, la reine effectua des visites fréquentes dans les régions les plus reculées d'Iran pour obtenir une connaissance directe de la vie et des aspirations des agriculteurs et des personnes ordinaires. En plus d'accompagner son mari le Chahanchah lors de visites officielles à l'étranger, l'impératrice a également effectué un certain nombre de visites officielles et semi-officielles dans des pays étrangers en Europe, en Amérique, en Afrique et en Asie.

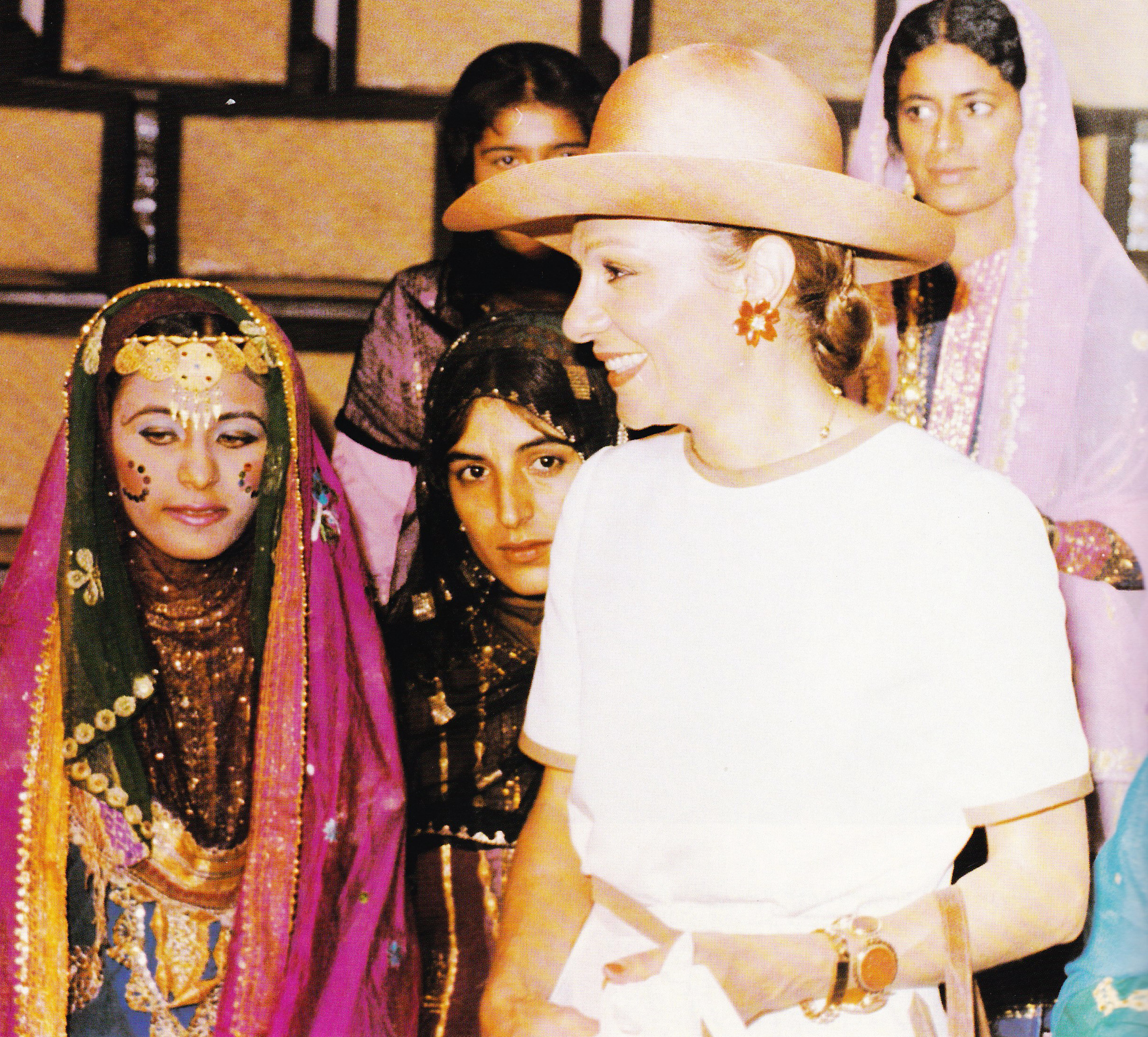
La Shahbanou Farah lors d'une visite à Bandar Abbas, dans les années 1970.

En octobre 1967, elle est, geste sensationnel, couronnée par son époux, qui lui attribue le titre de Chahbanou (شهبانو, littéralement, la Dame du Chah), sorte d'équivalent d'impératrice. Auparavant, Farah portait le titre de ses prédécesseures, Malekeh (ملکه - Reine). C'est un geste inédit dans l'histoire de l'Iran et surtout de l'Iran post-islamique. L'année précédente (1966), elle avait reçu un statut spécial tout aussi inédit, qui lui permettait d'exercer la Régence dans le cas où son mari mourrait, jusqu'à ce que le prince héritier eut atteint l'âge de régner.
L'intérêt profond de la Chahbanou Farah et son implication personnelle dans les arts ont été largement responsables des nombreux mouvements culturels iraniens et ses visites fréquentes dans des expositions d'art et des spectacles ont donné une nouvelle impulsion à toutes les activités artistiques iraniennes. Elle a personnellement soutenu de jeunes artistes iraniens et a été une force motrice derrière un certain nombre de musées d'art spécialisés et d'autres projets qui se chargèrent de préserver et de diffuser l'art et l'architecture iraniens anciens et traditionnels, mais aussi novateur.
Si le nom de l'impératrice ne devait être lié qu'à deux sphères d'action en Iran, ce serait certainement celle de la culture et celle de l'émancipation des femmes. Au cours de son règne, les femmes jouaient un rôle de plus en plus important dans la vie publique. députées du Parlement, sénatrices, ministres, ambassadeurs, avocates, juges, etc., les femmes étaient dans toutes les instances nationales et locales et occupaient des postes importants dans tous les domaines de l'administration. L'émancipation des femmes ainsi que les réformes économiques et sociales qui ont eu lieu à partir des années 1960 ont profondément modifié les structures de la société iranienne.

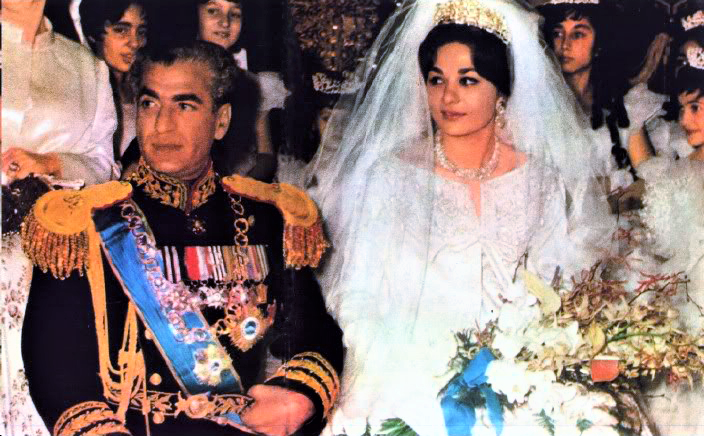
Mariage de Mohammad Reza Pahlavi et de Farah Diba, le 21 décembre 1959
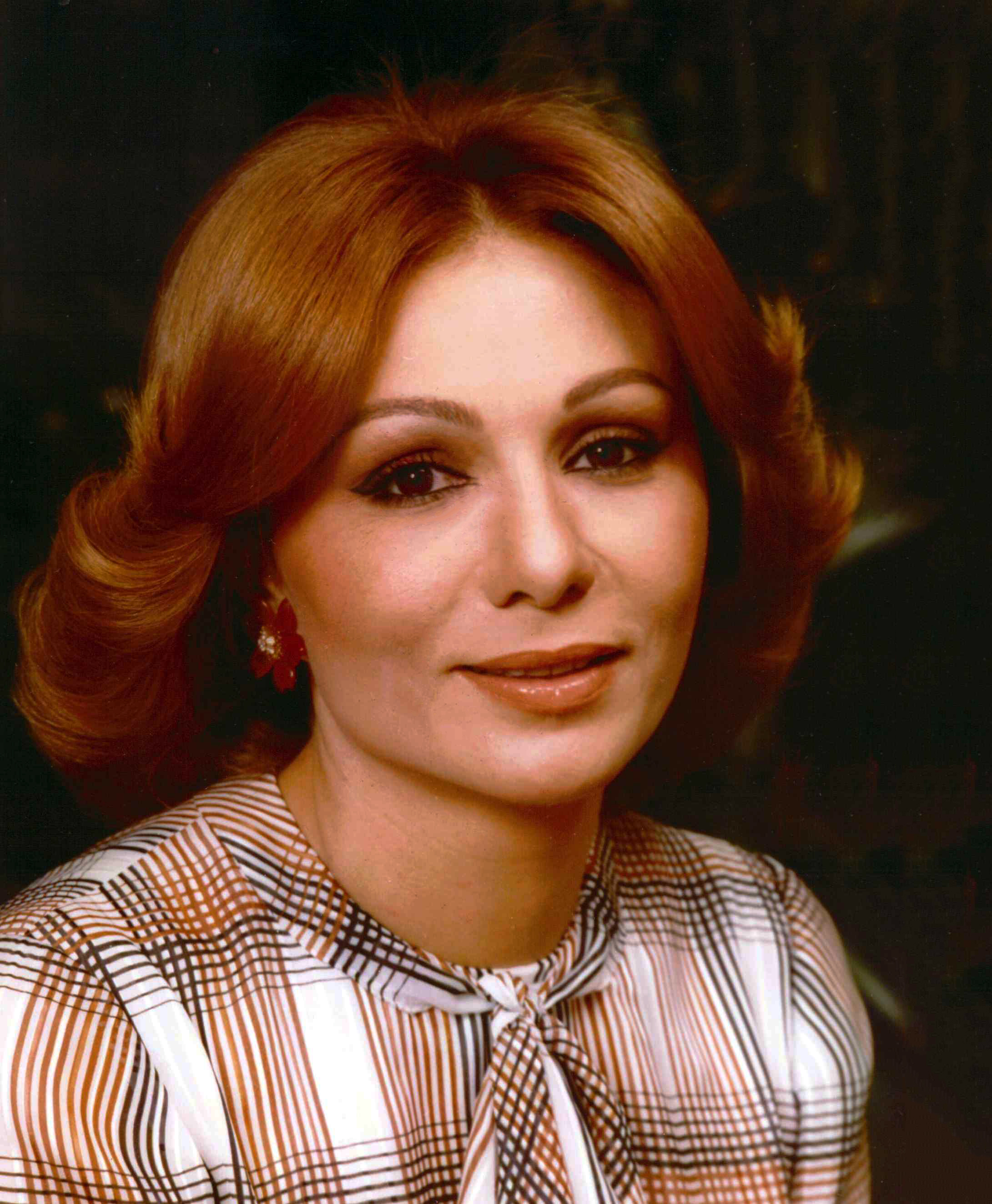
L'impératrice Farah Pahlavi
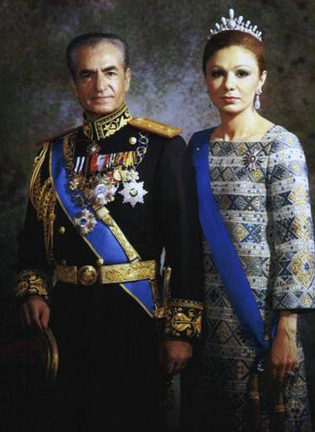
Portraits officiels du Chah et de la Chahbanou
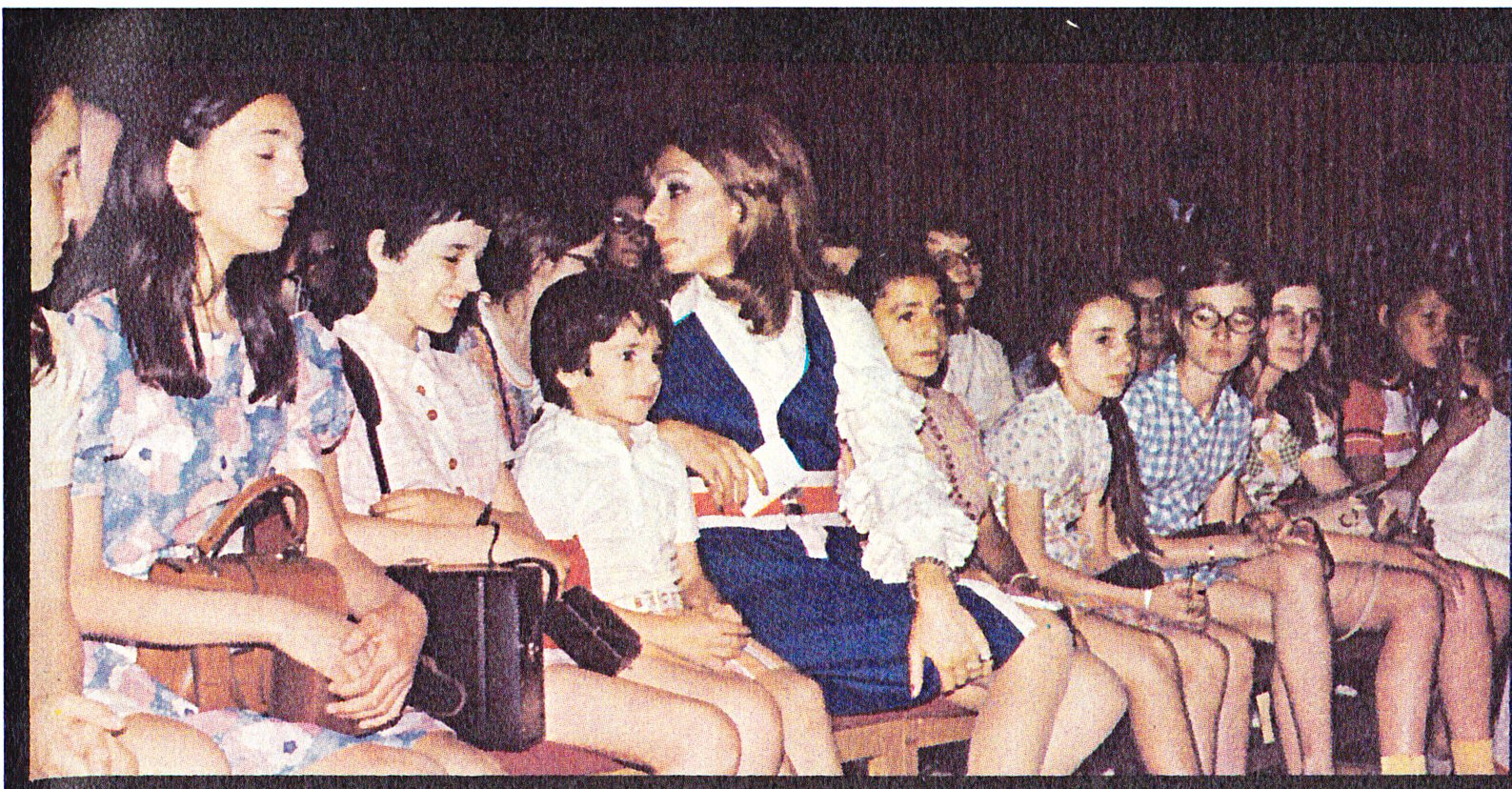
Farah Pahlavi avec des enfants de la Cour, dont sa fille Leila

## Bilan de règne

### Les chefs d'accusation

Armoiries impériales de Mohammad Reza Pahlavi.

Les révolutionnaires et dirigeants de la république islamique d'Iran ont accusé le chah d'avoir :
- renié les valeurs islamiques et abandonné les traditions culturelles iraniennes, au profit des valeurs occidentales et étrangères à l'Iran, et de leur « modernisme sans âme » ;
- sacrifié les intérêts du peuple et du pays au profit des impérialistes (notamment américains) et d'une minorité d'Iraniens, industriels et financiers, donc créé une société injuste ;
- favorisé ou laissé se développer la corruption ;
- créé une bureaucratie dévorante et un régime policier ;
- utilisé la terreur (emprisonnements massifs, tortures, assassinats et massacres lors de manifestations) ;
- ignoré la réalité du pays et de ses besoins et possibilités, en essayant de brûler les étapes du développement économique ;
- constitué une armée dispendieuse dépendant de l'aide américaine (10 % du PNB et plus de 50 % des dépenses courantes du budget consacrées aux forces armées) ;
- dépensé 10 milliards de dollars de matériel (aéronautique) acheté aux Américains de 1972 à 1976 ;
- appuyé son régime sur l'armée (500 000 hommes bien équipés), la gendarmerie (75 000 hommes), la police (60 000 hommes) et la SAVAK (500 000 agents et informateurs supposés)[205].

### La défense
Le chah voulait faire de l'Iran une grande puissance mondiale et le sortir rapidement du sous-développement :
- il entreprit la modernisation de la production et la diversification des infrastructures ;
- il développa les transports (autoroutes, routes secondaires, chemins de fer, installations portuaires et aéroportuaires) ;
- il investit dans les équipements sanitaires (hôpitaux), l'accès aux soins de santé et les campagnes de vaccination ;
- il lutta contre l'analphabétisme (10 millions d'écoliers, 200 000 étudiants, 20 universités et 136 instituts créés) ;
- il éleva le niveau de vie de la population au-dessus de celui de la plupart des pays du Moyen-Orient et du Tiers monde ;
- il engagea des réformes en profondeur (réforme agraire, participation des ouvriers aux bénéfices des grosses entreprises, droit de vote des femmes et amélioration de la condition féminine...)[206].

Deux autres arguments à décharge peuvent être mis en exergue :
- Le chah fut victime de son entourage (familial, politique), écran entre lui et son peuple, et commit des excès.
- Son renversement est l'échec d'une politique d'industrialisation et de modernisation trop ambitieuse, imposée à une société traditionnelle qui n'y était pas préparée[206].

## Titulature
Les titres successifs de Mohammad Reza Pahlavi ont été :
- 15 décembre 1925 - 16 septembre 1941 : Son Altesse Royale le prince héritier ;
- 16 septembre 1941 - 26 octobre 1967 : Sa Majesté le roi ;
- 26 octobre 1967 - 11 février 1979 : Sa Majesté l'empereur.

Durant son règne, le dernier monarque d'Iran a porté préférentiellement les prédicats énoncés comme suit : Alaa-Hazrat Homayoun, Chahanchah Aryamehr, Chahanchah-e Iran (en français Sa Majesté Impériale, Sa Grandeur, roi des rois, Lumière des Aryens, l'empereur d'Iran).
Si le titre simplifié de chah d'Iran a été le plus souvent utilisé et relayé par les médias étrangers pour désigner Mohammad Reza Pahlavi, son nom pouvait être remplacé par d'autres titres officialisés par le majles et le sénat iranien :
- Chahanchah ou shahinshah (persan شاهنشاه, en français « roi des rois »)[208]
- Aryamehr (persan آریامهر, en français « Lumière des Aryens »)[209]
- Bozorg Arteshtārān (persan بزرگ ارتشتاران, en français « chef des guerriers »)[210]

## Distinctions et décorations

### Décorations iraniennes
- Maison Pahlavi :  grand cordon et collier de l’ordre de la Couronne de Perse (Nishan-i-Taj) (24-04-1926), devenu[211],[N 45]
- Maison Pahlavi :  3e souverain chevalier grand cordon et collier de l’ordre du Tadj (Nishan-i-Taj-i-Iran) en 1939[212],[213],[214],

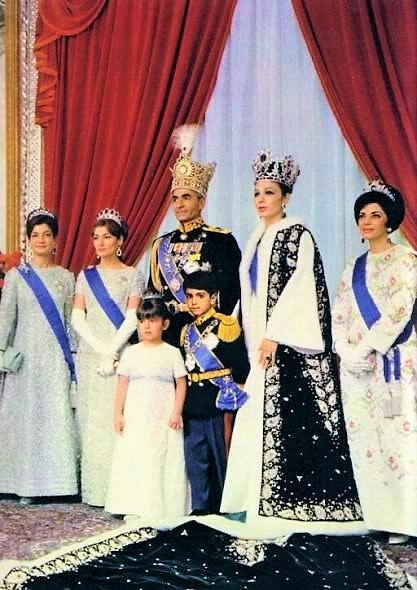
Couronnement du couple impérial, le 26 octobre 1967

- Maison Pahlavi :  2e souverain chevalier grand cordon et collier de l’ordre des Pahlavi (1932)[212],[215],[213],[216],[217],[218],[N 45]

- Maison Pahlavi :  6e souverain chevalier grand cordon de l’ordre de Zulfiqar (1949)[212],[219],[213],[220],[221],[222]
- Maison Pahlavi :  6e souverain Sadar chevalier grand cordon de l'ordre d'Aqdas (en)
- Maison Pahlavi :  6e souverain de l'ordre du Khorshid
- Maison Pahlavi :  1er souverain chevalier de l'ordre de la Lumière des Aryens[213],[223](1967)
- Maison Pahlavi :  8e souverain chevalier grand cordon de l'ordre du Lion-et-Soleil
- Maison Pahlavi :  1er souverain de l'ordre des Pléiades[213](1957)
- Maison Pahlavi :  2e souverain chevalier grand cordon de l'ordre de Homayoun[224]
- Maison Pahlavi :  2e souverain chevalier grand cordon de l'ordre du Lion et Soleil Rouge (en)
- Maison Pahlavi :  2e souverain chevalier commandeur de l'ordre de la Gloire, 1re classe[225]
- Maison Pahlavi :  2e souverain chevalier commandeur de l'ordre du Service, 1re classe[225]
- Maison Pahlavi :  2e souverain chevalier commandeur de l'ordre du Héros, 1re classe[225],[226]
- Maison Pahlavi :  2e souverain chevalier commandeur de l'ordre militaire du Mérite (en) 1re classe[227]
- Maison Pahlavi :  2e souverain chevalier commandeur de l'ordre de l'Honneur, 1re classe[225],[213]
- Maison Pahlavi :  2e souverain chevalier commandeur de l'ordre du Pas, 1re classe[225],[228]
- Maison Pahlavi :  1er souverain récipiendaire de la médaille de la Réforme agraire[229] (1963)
- Maison Pahlavi :  1er souverain récipiendaire de la médaille du Sport[230]
- Maison Pahlavi :  souverain récipiendaire de la médaille du Couronnement de l'empereur Mohammad Reza Shah (1967)
- Maison Pahlavi :  souverain récipiendaire de la médaille du Couronnement de l'empereur Reza Shah Ier[231] (1976)
- Maison Pahlavi :  souverain récipiendaire de la médaille de Persépolis[225] (1971)
- Maison Pahlavi :  souverain récipiendaire de la médaille commémorative de la Célébration des 2 500 ans de l'Empire Perse[225] (1971)
- Maison Pahlavi :  souverain récipiendaire de la médaille du Soulèvement du 28 Mordad[225] (1953)
- Maison Pahlavi :  souverain récipiendaire de la médaille d'Azerbaïdjan[225] (1946)
- Maison Pahlavi : 2e souverain chevalier de la décoration de la Famille impériale (en) de l'empereur Reza Shah Ier[232],[233]
- Maison Pahlavi : 1er souverain récipiendaire de la médaille Scout[234]
- Maison Pahlavi : souverain récipiendaire de la médaille du centenaire de l'empereur Reza Shah Ier(1978)

### Décorations étrangères
| Pays                                      | Décoration                                                                                                   | Année (date)                |
| ----------------------------------------- | --- | --------------------------- |
| Afghanistan                               | Grand cordon de l'ordre du Soleil Suprême                                                                    | 1965                        |
| Allemagne fédérale                        | Grand cordon, classe spéciale du Bundesverdienstkreuz                                                        | 1955 (25-02)                |
| Arabie saoudite                           | Décoration 1re classe de l’ordre du roi Abdul Aziz Al-Saoud                                                  | 1955 (09-08) / 1957 (12-03) |
| Arabie saoudite                           | Chaîne de Badr                                                                                               | 1965                        |
| Argentine                                 | Grand cordon de l’ordre du Libérateur San Martin                                                             | 1965                        |
| Autriche                                  | Grande étoile de la décoration d'Honneur pour Mérite                                                         | 1958 (15-03)                |
| Bahreïn                                   | Collier de l’ordre d'al-Khalifa                                                                              | 1966                        |
| Belgique                                  | Grand cordon de l’ordre de Léopold du royaume de Belgique                                                    | 1960 (11-05)                |
| Brésil                                    | Grand collier de l’ordre de la Croix du Sud                                                                  | 1965 (03-05)                |
| Danemark                                  | Chevalier de l’ordre de l’Éléphant                                                                           | 1959 (14-05)                |
| Égypte                                    | Collier de l’ordre de Méhémet Ali du royaume d’Égypte                                                        | 1939 (16-03)                |
| République arabe unie (Égypte)            | Grand cordon de l’ordre du Nil de la république arabe unie d'Égypte                                          | 1965                        |
| Espagne (régime franquiste)               | Grand collier de l’ordre du Joug et des Flèches                                                              | 1957 (22-05)                |
| Espagne (transition démocratique)         | Grand collier de l’ordre de Charles III                                                                      | 1975                        |
| États-Unis                                | Commandeur en chef de la Légion du Mérite (Legion of Merit) des États-Unis                                   | 1947 (septembre)            |
| Empire d'Éthiopie                         | Chevalier avec grand collier et chaîne de l’ordre de Salomon de l’empire d'Éthiopie                          | 1964 (14-09)                |
| Finlande                                  | Commandeur grand-croix avec collier de l’ordre du Lion de Finlande                                           | 1970                        |
| France                                    | Grand-croix de la Légion d’honneur                                                                           | 1939 (15 juin)              |
| France                                    | Croix de guerre avec palme de la République française                                                        | 1945                        |
| Grèce                                     | Grand-croix de l’ordre du Sauveur du royaume de Grèce                                                        | 1960                        |
| Irak                                      | Chevalier du grand ordre des Hachémites du royaume d'Irak                                                    | 1957 (18-10)                |
| Italie                                    | Chevalier grand-croix avec collier de l’ordre du Mérite de la République italienne                           | 1957 (26-08)                |
| Japon                                     | Collier du grand ordre de la décoration du Chrysanthème                                                      | 1958 (13-05)                |
| Jordanie                                  | Collier de l’ordre d’Hussein ibn Ali du royaume hachémite de Jordanie                                        | 1949 (28-02)                |
| Jordanie                                  | Grand collier, classe spéciale, de la Renaissance de Jordanie                                                | 1949 (28-02)                |
| Liban                                     | Grand cordon, classe spéciale, de l’ordre du Mérite du Liban                                                 | 1956 (17-10)                |
| Libye                                     | Collier d’Idris Ier de Libye                                                                                 | 1958                        |
| Koweït                                    | Collier de l’ordre de Mubarak le Grand du Koweït                                                             | 1966                        |
| Malaisie                                  | Porteur du Darjah Utama Seri Mahkota Negara (DMN), le très exalté ordre royal de la Couronne de Malaisie     | 1968 (février)              |
| Maroc                                     | Grand cordon de l’ordre d'El Mohammedi du royaume chérifien du Maroc                                         | 1966 (11-06)                |
| Mexique                                   | Grand collier de l’ordre de l’Aigle aztèque du Mexique                                                       | 1975                        |
| Népal                                     | Étoile du très glorieux ordre de Ojaswi Rajanya du royaume du Népal                                          | 1960 (03-07)                |
| Norvège                                   | Grand-croix avec collier de l’ordre de Saint-Olaf du royaume de Norvège                                      | 1961 (17-05)                |
| Oman                                      | Ordre militaire 1re classe du sultanat d’Oman                                                                | 1973                        |
| Pakistan                                  | Nishan-i-Pakistan 1re classe                                                                                 | 1959 (09-11)                |
| Pays-Bas                                  | Grand collier de l’ordre du Lion néerlandais                                                                 | 1959 (19-05)                |
| Qatar                                     | Collier d'indépendance de l'État du Qatar                                                                    | 1966                        |
| Royaume-Uni                               | Chevalier grand-croix (GCB) du très honorable ordre du Bain                                                  | 1942                        |
| Royaume-Uni                               | Chaîne royale victorienne (RVC) d’Édouard VII du Royaume-Uni                                                 | 1948                        |
| Soudan                                    | Collier de l’ordre de la Chaîne d'honneur du Soudan                                                          | 1966                        |
| Suède                                     | Chevalier (1960) de l’ordre des Séraphins de Suède, avec collier (1967)                                      | 1960 (29-04) / 1967 (04-09) |
| Taïwan (République nationaliste de Chine) | Grand collier, grade spécial, de l’ordre des Nuages propices de la république nationaliste de Chine (Taïwan) | 1946 (03-06)                |
| Tchécoslovaquie                           | Grand-croix 1re classe de l’ordre du Lion blanc                                                              | 1943 (décembre)             |
| Thaïlande                                 | Chevalier de l’ordre de Maha Chakri du royaume de Thaïlande                                                  | 1968 (22-01)                |
| Tunisie                                   | Grand cordon avec collier de l’ordre de l'Indépendance de la république de Tunisie                           | 1965 (15-03)                |
| Vatican                                   | Chevalier de l’ordre de l’Éperon d’or du Saint-Siège                                                         | 1948 (20-08)                |
| Yougoslavie                               | Grand cordon de l’ordre de la Grande Étoile de la république socialiste fédérale de Yougoslavie              | 1966 (03-06)                |